# 2020 a jogalkotásban
2020-ban a következő jogszabályokat alkották meg:

## Magyarország (Forrás:Magyar Közlöny)

### Törvények
- 2020. évi I. törvény A költségmentesség és a költségfeljegyzési jog polgári és közigazgatási bírósági eljárásban történő alkalmazásáról szóló 2017. évi CXXVIII. törvény, valamint az egyes törvényeknek az egyfokú járási hivatali eljárások megteremtésével összefüggő módosításáról szóló 2019. évi CXXVII. törvény módosításáról[1]
- 2020. évi II. törvény A Magyarország Kormánya és Katar Állam Kormánya között a diplomata- és különleges útlevéllel rendelkező állampolgáraik kölcsönös vízummentességéről szóló Megállapodás kihirdetéséről[2]
- 2020. évi III. törvény A polgári légi közlekedés szabályairól szóló EKLT-megállapodás I. mellékletének felváltásáról szóló EKLT vegyes bizottság 1/2019 határozatának kihirdetéséről[2]
- 2020. évi IV. törvény A börtönzsúfoltsági kártalanításokkal kapcsolatos visszaélések megszüntetése érdekében szükséges haladéktalan intézkedésekről[2]
- 2020. évi V. törvény Az emberkereskedelem áldozatainak kizsákmányolása elleni fellépés érdekében szükséges egyes törvények módosításáról[3]
- 2020. évi VI. törvény Közérdekű cél megvalósítását szolgáló beruházásokkal összefüggésben egyes törvények módosításáról[3]
- 2020. évi VII. törvény A Magyarország helyi önkormányzatairól szóló 2011. évi CLXXXIX. törvény módosításáról[3]
- 2020. évi VIII. törvény A Magyarország Kormánya és az Egyesült Nemzetek Szervezete között létrejövő, az Egyesült Nemzetek Terrorizmus Ellenes Hivatala regionális programtámogató irodájának Budapesten történő felállításáról szóló megállapodás kihirdetéséről[4]
- 2020. évi IX. törvény Az egyrészről az Európai Közösség és tagállamai, másrészről a Kínai Népköztársaság kormánya közötti, a tengeri szállításról szóló megállapodásnak a Horvát Köztársaság európai uniós csatlakozása figyelembevétele céljából történő módosításáról szóló jegyzőkönyv kihirdetéséről[4]
- 2020. évi X. törvény Magyarország Kormánya és a Szerb Köztársaság Kormánya között a közös államhatárt keresztező földgázszállító vezeték építésével, üzemeltetésével, fenntartásával, rekonstrukciójával és üzemzavar-elhárításával kapcsolatos együttműködésről szóló Megállapodás kihirdetéséről[4]
- 2020. évi XI. törvény A Magyarország Kormánya és a Török Köztársaság Kormánya között a nemzetközi közúti személyszállításról és árufuvarozásról szóló Megállapodás kihirdetéséről[4]
- 2020. évi XII. törvény A koronavírus elleni védekezésről[5]
- 2020. évi XIII. törvény Az egyrészről az Európai Közösségek és tagállamaik, másrészről Izrael Állam közötti társulás létrehozásáról szóló euromediterrán megállapodáshoz, a Horvát Köztársaság Európai Unióhoz történő csatlakozásának figyelembevétele céljából készült jegyzőkönyv kihirdetéséről[6]
- 2020. évi XIV. törvény A Magyarország és az Oroszországi Föderáció között a szociális biztonságról szóló Egyezmény kihirdetéséről[6]
- 2020. évi XV. törvény A győri Káptalandomb nemzeti emlékhellyé nyilvánításáról[6]
- 2020. évi XVI. törvény A Pázmány Péter Katolikus Egyetem által ellátott oktatási feladatok elősegítése céljából, a Magyar Katolikus Püspöki Konferencia részére történő ingyenes vagyonjuttatásról[6]
- 2020. évi XVII. törvény Az előadó-művészeti szervezetek támogatásáról és sajátos foglalkoztatási szabályairól szóló 2008. évi XCIX. törvény módosításáról[6]
- 2020. évi XVIII. törvény Az egyrészről az Európai Unió és tagállamai, másrészről a Koreai Köztársaság közötti keretmegállapodáshoz a Horvát Köztársaság Európai Unióhoz történő csatlakozására tekintettel készült jegyzőkönyv kihirdetéséről[7]
- 2020. évi XIX. törvény Egyes törvényeknek a különleges jogállású szervekről és az általuk foglalkoztatottak jogállásáról szóló 2019. évi CVII. törvény hatálybalépésével összefüggő, valamint jogharmonizációs célú módosításáról[7]
- 2020. évi XX. törvény A származási hely feltüntetése érdekében a polgárok személyi adatainak és lakcímének nyilvántartásáról szóló 1992. évi LXVI. törvény és az anyakönyvi eljárásról szóló 2010. évi I. törvény módosításáról[7]
- 2020. évi XXI. törvény A Nemzetközi Polgári Repülésről szóló Egyezmény 50. cikk (a) bekezdésének módosításáról szóló Jegyzőkönyv, valamint a Nemzetközi Polgári Repülésről szóló Egyezmény 56. cikkének módosításáról szóló Jegyzőkönyv kihirdetéséről[8]
- 2020. évi XXII. törvény Az egyrészről az Európai Unió és tagállamai, és másrészről a Szingapúri Köztársaság közötti Partnerségi és Együttműködési Megállapodás kihirdetéséről[9]
- 2020. évi XXIII. törvény A területfejlesztésről és a területrendezésről szóló 1996. évi XXI. törvény módosításáról[9]
- 2020. évi XXIV. törvény Az elektronikus kereskedelmi szolgáltatások, valamint az információs társadalommal összefüggő szolgáltatások egyes kérdéseiről szóló 2001. évi CVIII. törvény módosításáról[9]
- 2020. évi XXV. törvény Az üvegházhatású gázok közösségi kereskedelmi rendszerében és az erőfeszítés-megosztási határozat végrehajtásában történő részvételről szóló 2012. évi CCXVII. törvény módosításáról[9]
- 2020. évi XXVI. törvény A Mathias Corvinus Collegium tehetséggondozási programjának és a Maecenas Universitatis Corvini Alapítvány oktatási tevékenységének támogatásáról[10]
- 2020. évi XXVII. törvény az országgyűlési képviselőcsoport által nyújtható támogatásról[11]
- 2020. évi XXVIII. törvény az egyházak szociális és gyermekvédelmi ellátások terén betöltött szerepének megerősítéséről[11]
- 2020. évi XXIX. törvény A Budapest-Belgrád vasútvonal újjáépítési beruházás magyarországi szakaszának fejlesztéséről, kivitelezéséről és finanszírozásáról[11]
- 2020. évi XXX. törvény Egyes közigazgatási tárgyú törvények módosításáról, valamint ingyenes vagyonjuttatásról[11]
- 2020. évi XXXI. törvény Egyes törvényeknek a polgárok biztonságát erősítő módosításáról[11]
- 2020. évi XXXII. törvény A kulturális intézményekben foglalkoztatottak közalkalmazotti jogviszonyának átalakulásáról, valamint egyes kulturális tárgyú törvények módosításáról[11]
- 2020. évi XXXIII. törvény A nemzeti felsőoktatásról szóló 2011. évi CCIV. törvény, valamint egyes kapcsolódó törvények módosításáról[11]
- 2020. évi XXXIV. törvény A Marek József Alapítványról, a Marek József Alapítvány és az Állatorvostudományi Egyetem részére történő vagyonjuttatásról[11]
- 2020. évi XXXV. törvény A Moholy-Nagy Művészeti Egyetemért Alapítványról, a Moholy-Nagy Művészeti Egyetemért Alapítvány és a Moholy-Nagy Művészeti Egyetem részére történő vagyonjuttatásról[11]
- 2020. évi XXXVI. törvény A Neumann János Egyetemért Alapítványról, a Neumann János Egyetemért Alapítvány és a Neumann János Egyetem részére történő vagyonjuttatásról[11]
- 2020. évi XXXVII. törvény A Soproni Egyetemért Alapítványról, a Soproni Egyetemért Alapítvány és a Soproni Egyetem részére történő vagyonjuttatásról[11]
- 2020. évi XXXVIII. törvény A Széchenyi István Egyetemért Alapítványról, a Széchenyi István Egyetemért Alapítvány és a Széchenyi István Egyetem részére történő vagyonjuttatásról[11]
- 2020. évi XXXIX. törvény A termelőszövetkezeti földhasználati jog alatt álló földrészletek tulajdonjogának rendezéséről és egyes földügyi tárgyú törvények módosításáról[11]
- 2020. évi XL. törvény Egyes törvényeknek a piacfelügyelettel összefüggő módosításáról[11]
- 2020. évi XLI. törvény A Schengeni Információs Rendszer keretében történő információcserével összefüggő egyes törvények jogharmonizációs célú módosításáról[11]
- 2020. évi XLII. törvény Az erdészeti szakszemélyzet és az erdészeti szakirányító vállalkozás tevékenységének és nyilvántartásának, valamint az erdészeti szakszemélyzet továbbképzésének szabályairól[11]
- 2020. évi XLIII. törvény A büntetőeljárásról szóló törvény és más kapcsolódó törvények[12]
- 2020. évi XLIV. törvény A klímavédelemről[13]
- 2020. évi XLV. törvény A kiskereskedelmi adóról[13]
- 2020. évi XLVI. törvény Egyes adózási tárgyú törvényeknek a koronavírus-járvány gazdasági hatásainak mérséklése érdekében szükséges módosításáról[13]
- 2020. évi XLVII. törvény Egyes jogállási tárgyú és egyéb honvédelmi kérdésekkel foglalkozó törvények módosításáról[13]
- 2020. évi XLVIII. törvény Az egyesülési jogról, a közhasznú jogállásról, valamint a civil szervezetek működéséről és támogatásáról szóló 2011. évi CLXXV. törvény módosításáról[13]
- 2020. évi XLIX. törvény Egyes törvényeknek a fegyverek megszerzésének és tartásának ellenőrzésére vonatkozó európai uniós jogi szabályozás módosításával összefüggő jogharmonizációs célú módosításáról[13]
- 2020. évi L. törvény Egyes törvényeknek a felnőttképzési tevékenység ösztönzésével összefüggő módosításáról[13]
- 2020. évi LI. törvény A környezet védelmének általános szabályairól szóló 1995. évi LIII. törvény és a természet védelméről szóló 1996. évi LIII. törvény módosításáról[13]
- 2020. évi LII. törvény Az agráriumban létrehozandó krízisbiztosítási rendszer működéséhez szükséges egyes törvények módosításáról[13][13]
- 2020. évi LIII. törvény Az élelmiszerláncról és hatósági felügyeletéről szóló 2008. évi XLVI. törvény és a Magyar Állatorvosi Kamaráról, valamint az állatorvosi szolgáltatói tevékenység végzéséről szóló 2012. évi CXXVII. törvény módosításáról[13]
- 2020. évi LIV. törvény A Magyar Export-Import Bank Részvénytársaságról és a Magyar Exporthitel Biztosító Részvénytársaságról szóló 1994. évi XLII. törvény, valamint a külképviseletekről és a tartós külszolgálatról szóló 2016. évi LXXIII. törvény módosításáról[13]
- 2020. évi LV. törvény A büntetések, az intézkedések, egyes kényszerintézkedések és a szabálysértési elzárás végrehajtásáról szóló 2013. évi CCXL. törvény és a börtönzsúfoltsági kártalanításokkal kapcsolatos visszaélések megszüntetése érdekében szükséges haladéktalan intézkedésekről szóló 2020. évi IV. törvény módosításáról[14]
- 2020. évi LVI. törvény Az Egészségügyi Világszervezet Dohányzás-ellenőrzési Keretegyezménye dohánytermékek illegális kereskedelmének felszámolásáról szóló Jegyzőkönyvének kihirdetéséről[15]
- 2020. évi LVII. törvény A veszélyhelyzet megszüntetéséről[16]
- 2020. évi LVIII. törvény A veszélyhelyzet megszűnésével összefüggő átmeneti szabályokról és a járványügyi készültségről[16]
- 2020. évi LIX. törvény A különleges gazdasági övezetről és a hozzá kapcsolódó egyes törvények módosításáról[16]
- 2020. évi LX. törvény A Magyarország 2020. évi központi költségvetéséről szóló 2019. évi LXXI. törvény módosításáról[16]
- 2020. évi LXI. törvény Az Európai Unió tagállamai közötti kétoldalú beruházási megállapodások megszűnéséről szóló Megállapodás kihirdetéséről[17]
- 2020. évi LXII. törvény A Bernben, 1980. május 9-én kelt Nemzetközi Vasúti Fuvarozási Egyezmény (COTIF) Vilniusban elfogadott, 1999. június 3-án kelt Jegyzőkönyv szerinti szövegének 2009. évi és 2018. évi módosításai kihirdetéséről, valamint a Bernben, 1980. május 9-én kelt, Nemzetközi Vasúti Fuvarozási Egyezmény módosításáról Vilniusban elfogadott, 1999. június 3-án kelt Jegyzőkönyv kihirdetéséről szóló 2006. évi LXXVII. törvény módosításáról
- 2020. évi LXIII. törvény A vegyifegyverek kifejlesztésének, gyártásának, felhalmozásának és használatának tilalmáról, valamint megsemmisítéséről szóló, Párizsban, 1993. január 13-án aláírt egyezmény Melléklete módosításának kihirdetéséről[17]
- 2020. évi LXIV. törvény Az Erzsébet-táborokról[17]
- 2020. évi LXV. törvény Egyes törvényeknek az örökbefogadások elősegítésével összefüggő módosításáról[17]
- 2020. évi LXVI. törvény Az illetékekről szóló 1990. évi XCIII. törvény módosításáról[17]
- 2020. évi LXVII. törvény A fogyasztóvédelemről szóló 1997. évi CLV. törvény módosításáról[17]
- 2020. évi LXVIII. törvény A nemzetiségek jogairól szóló 2011. évi CLXXIX. törvény módosításáról[17]
- 2020. évi LXIX. törvény Egyes törvények Csongrád megye névváltozásával összefüggő módosításáról[17]
- 2020. évi LXX. törvény A bűncselekménnyel okozott kár, illetve sérelemdíj megtérítése iránt indított gyorsított perről[18]
- 2020. évi LXXI. törvény A földeken fennálló osztatlan közös tulajdon felszámolásáról és a földnek minősülő ingatlanok jogosultjai adatainak ingatlan-nyilvántartási rendezéséről[18]
- 2020. évi LXXII. törvény A Színház- és Filmművészetért Alapítványról, a Színház- és Filmművészetért Alapítvány és a Színház- és Filmművészeti Egyetem részére történő vagyonjuttatásról[18]
- 2020. évi LXXIII. törvény A csődeljárásról és a felszámolási eljárásról szóló 1991. évi XLIX. törvény módosításáról[18]
- 2020. évi LXXIV. törvény Az iskolai erőszak megszüntetése és megelőzése érdekében szükséges egyes törvénymódosításokról[18]
- 2020. évi LXXV. törvény A nemzeti felsőoktatásról szóló 2011. évi CCIV. törvény módosításáról, valamint az egyes felsőoktatási intézmények fenntartóváltásához kapcsolódó törvények módosításáról[18]
- 2020. évi LXXVI. törvény Magyarország 2021. évi központi költségvetésének megalapozásáról[19]
- 2020. évi LXXVII. törvény A rozsdaövezeti akcióterületek létrehozásához szükséges intézkedésekről[19]
- 2020. évi LXXVIII. törvény Egyes törvényeknek a tizenharmadik havi nyugdíj visszaépítésével összefüggő módosításáról[19]
- 2020. évi LXXIX. törvény A Bérgarancia Alapról szóló 1994. évi LXVI. törvény módosításáról[19]
- 2020. évi LXXX. törvény Egyes vagyongazdálkodást és a nemzeti pénzügyi szolgáltatásokat érintő törvények módosításáról[19]
- 2020. évi LXXXI. törvény Egyes törvények igazgatási, valamint gazdaságélénkítő célú módosításáról, továbbá egyes vagyongazdálkodást érintő rendelkezésekről[19]
- 2020. évi LXXXII. törvény A villamos energiáról szóló 2007. évi LXXXVI. törvény módosításáról[19]
- 2020. évi LXXXIII. törvény Az atomenergiáról szóló 1996. évi CXVI. törvény és az uniós vámjog végrehajtásáról szóló 2017. évi CLII. törvény módosításáról[19]
- 2020. évi LXXXIV. törvény A víziközmű-szolgáltatásról szóló 2011. évi CCIX. törvény módosításáról[19]
- 2020. évi LXXXV. törvény Az elektronikus hírközlésről szóló 2003. évi C. törvénynek az Európai Elektronikus Hírközlési Kódex létrehozásáról szóló irányelv átültetésének kötelezettségével összefüggő módosításáról[19]
- 2020. évi LXXXVI. törvény Egyes közlekedési tárgyú törvények módosításáról[19]
- 2020. évi LXXXVII. törvény A nemzeti köznevelésről szóló 2011. évi CXC. törvény módosításáról[19]
- 2020. évi LXXXVIII. törvény A magyar jelnyelvről és a magyar jelnyelv használatáról szóló 2009. évi CXXV. törvény módosításáról[19]
- 2020. évi LXXXIX. törvény A kulturális örökség védelméről szóló 2001. évi LXIV. törvény, valamint a Budapest és az agglomeráció fejlesztésével összefüggő állami feladatokról, valamint egyes fejlesztések megvalósításáról, továbbá egyes törvényeknek a Magyarország filmszakmai támogatási programjáról szóló SA.50768 számú Európai Bizottsági határozattal összefüggő módosításáról szóló 2018. évi XLIX. törvény módosításáról[19]
- 2020. évi XC. törvény Magyarország 2021. évi központi költségvetéséről[20]
- 2020. évi XCI. törvény Egyes egyszer használatos műanyagok forgalomba hozatalának betiltásáról[20]
- 2020. évi XCII. törvény Egyes igazságügyi tárgyú törvények módosításáról[20]
- 2020. évi XCIII. törvény A Közép-európai Épített Örökség Megőrző Alapítványról és a Közép-európai Épített Örökség Megőrző Alapítvány részére történő vagyonjuttatásról[20]
- 2020. évi XCIV. törvény A sportról szóló 2004. évi I. törvény olimpiai járadékkal összefüggő módosításáról[20]
- 2020. évi XCV. törvény A sportról szóló 2004. évi I. törvény módosításáról[20]
- 2020. évi XCVI. törvény A rövid távú szálláshelykiadással összefüggő egyes törvények módosításáról[21]
- 2020. évi XCVII. törvény Az Európai Gazdasági Közösség és a San Marino Köztársaság közötti együttműködésről és vámunióról szóló megállapodás és az Európai Gazdasági Közösség és a San Marino Köztársaság közötti együttműködésről és vámunióról szóló megállapodáshoz csatolt jegyzőkönyv kihirdetéséről[22]
- 2020. évi XCVIII. törvény A Nemzetközi Hűtéstechnikai Intézetről szóló, Párizsban, 1954. december 1. napján kelt nemzetközi egyezmény felmondásáról[22]
- 2020. évi XCIX. törvény A Nemzeti Média- és Hírközlési Hatóság 2020. évi egységes költségvetéséről szóló 2019. évi XCV. törvény módosításáról[22]
- 2020. évi C. törvény Az egészségügyi szolgálati jogviszonyról[23]
- 2020. évi CI. törvény A Magyarország Kormánya és a Közép- és Kelet-Európai Regionális Környezetvédelmi Központ közötti Székhely-megállapodás megszüntetéséről[23]
- 2020. évi CII. törvény A Magyar Köztársaság és a Lett Köztársaság között a kettős adóztatás elkerüléséről és az adóztatás kijátszásának megakadályozásáról a jövedelem- és a vagyonadók területén, Rigában, 2004. május 14-én aláírt Egyezmény módosításáról szóló jegyzékváltás kihirdetéséről[23]
- 2020. évi CIII. törvény A Magyar Köztársaság és a Pakisztáni Iszlám Köztársaság között a kettős adóztatás elkerülésére a jövedelemadók területén Islamabadban, 1992. február 24. napján aláírt Egyezmény módosításáról szóló Jegyzőkönyv kihirdetéséről[23]
- 2020. évi CIV. törvény A járványügyi intézkedésekkel kapcsolatos egyes szabályok megállapításáról és a járványügyi intézkedésekkel kapcsolatos egyes törvények módosításáról[24]
- 2020. évi CV. törvény Az egyrészről az Európai Közösségek és azok tagállamai, és másrészről a Marokkói Királyság közötti társulás létrehozásáról szóló Euro-Mediterrán Megállapodás, továbbá a Cseh Köztársaság, az Észt Köztársaság, a Ciprusi Köztársaság, a Lett Köztársaság, a Litván Köztársaság, a Magyar Köztársaság, a Máltai Köztársaság, a Lengyel Köztársaság, a Szlovén Köztársaság és a Szlovák Köztársaság Európai Unióhoz történő csatlakozásának figyelembevétele céljából az egyrészről az Európai Közösségek és azok tagállamai, másrészről a Marokkói Királyság közötti társulás létrehozásáról szóló euro-mediterrán megállapodásról szóló jegyzőkönyv, valamint az egyrészről az Európai Közösségek és tagállamaik, másrészről a Marokkói Királyság közötti társulást létrehozó Euromediterrán megállapodás jegyzőkönyvének aláírásáról és ideiglenes alkalmazásáról a Bolgár Köztársaság és Románia Európai Unióhoz történő csatlakozásának figyelembevétele céljából készült jegyzőkönyv kihirdetéséről[25]
- 2020. évi CVI. törvény Egyes vagyonkezelő alapítványokról és az azoknak történő vagyonjuttatásról[25]
- 2020. évi CVII. törvény Az egyes kiemelt társadalmi csoportok, valamint pénzügyi nehézséggel küzdő vállalkozások helyzetének stabilizálását szolgáló átmeneti intézkedésekről[25]
- 2020. évi CVIII. törvény A hozzátartozók sérelmére elkövetett súlyos személy elleni erőszakos bűncselekmények áldozatainak fokozottabb védelme érdekében egyes törvények módosításáról[25]
- 2020. évi CIX. törvény A koronavírus-világjárvány második hulláma elleni védekezésről[26]
- 2020. évi CX. törvény A pénzügyi közvetítőrendszer egyes elemeit érintő törvények jogharmonizációs célú módosításáról[27]
- 2020. évi CXI. törvény A vad védelméről, a vadgazdálkodásról, valamint a vadászatról szóló 1996. évi LV. törvény módosításáról[27]
- 2020. évi CXII. törvény A szociális igazgatásról és szociális ellátásokról szóló 1993. évi III. törvény és a Magyarország 2020. évi központi költségvetésének megalapozásáról szóló 2019. évi LXVI. törvény módosításáról[27]
- 2020. évi CXIII. törvény Egyes energetikai tárgyú törvények módosításáról[28]
- 2020. évi CXIV. törvény Az Eötvös Loránd Kutatási Hálózatnál foglalkoztatottak jogállásváltozásához szükséges egyes törvények módosításáról[28]
- 2020. évi CXV. törvény Az ENSZ Éghajlatváltozási Keretegyezménye és annak Kiotói Jegyzőkönyve végrehajtási keretrendszeréről szóló 2007. évi LX. törvény, valamint az üvegházhatású gázok közösségi kereskedelmi rendszerében és az erőfeszítés-megosztási határozat végrehajtásában történő részvételről szóló 2012. évi CCXVII. törvény módosításáról[29]
- 2020. évi CXVI. törvény A Magyarország és a Kirgiz Köztársaság között a jövedelemadók területén a kettős adóztatás elkerüléséről és az adókijátszás és adóelkerülés megakadályozásáról szóló Megállapodás kihirdetéséről[29]
- 2020. évi CXVII. törvény A Magyarország 2019. évi központi költségvetéséről szóló 2018. évi L. törvény végrehajtásáról[29]
- 2020. évi CXVIII. törvény Egyes adótörvények módosításáról[29]
- 2020. évi CXIX. törvény A polgári perrendtartásról szóló 2016. évi CXXX. törvény módosításáról[29]
- 2020. évi CXX. törvény Az ingatlanok közműcsatlakozásának elősegítése érdekében egyes törvények módosításáról[29]
- 2020. évi CXXI. törvény Egyes törvényeknek nyilvántartásokkal és elektronikus ügyintézéssel összefüggő módosításáról[29]
- 2020. évi CXXII. törvény Egyes állami tulajdonú vagyontárgyak ingyenes tulajdonba adásáról, valamint az állami vagyonról szóló 2007. évi CVI. törvény módosításáról[29]
- 2020. évi CXXIII. törvény A családi gazdaságokról[30]
- 2020. évi CXXIV. törvény A Veszélyes Áruk Nemzetközi Közúti Szállításáról szóló Európai Megállapodás kihirdetéséről szóló 1979. évi 19. törvényerejű rendelet hatályon kívül helyezéséről[31]
- 2020. évi CXXV. törvény A Magyarország Kormánya és a Kirgiz Köztársaság Kormánya között a beruházások ösztönzéséről és kölcsönös védelméről szóló megállapodás kihirdetéséről[31]
- 2020. évi CXXVI. törvény A Magyarország Kormánya és a Szaúd-Arábiai Királyság Kormánya közötti légiközlekedési megállapodás kihirdetéséről[31]
- 2020. évi CXXVII. törvény Egyes törvényeknek az egyenlő bánásmód követelménye hatékonyabb érvényesítését biztosító módosításáról[31]
- 2020. évi CXXVIII. törvény A közbeszerzésekről szóló 2015. évi CXLIII. törvény és egyes kapcsolódó törvények módosításáról[32]
- 2020. évi CXXIX. törvény A Magyarország Kormánya és a Lengyel Köztársaság Kormánya között a kölcsönös vízumképviseletről szóló Megállapodás módosításáról szóló megállapodás kihirdetéséről[33]
- 2020. évi CXXX. törvény A Nemzeti Adó- és Vámhivatal személyi állományának jogállásáról[33]
- 2020. évi CXXXI. törvény A Nemzeti Média- és Hírközlési Hatóság 2019. évi egységes költségvetésének végrehajtásáról[33]
- 2020. évi CXXXII. törvény A Nemzeti Média- és Hírközlési Hatóság 2021. évi egységes költségvetéséről[33]
- 2020. évi CXXXIII. törvény Egyes törvényeknek az otthonteremtési akcióterv bevezetése érdekében szükséges módosításáról[33]
- 2020. évi CXXXIV. törvény A kötelező egészségbiztosítás ellátásairól szóló 1997. évi LXXXIII. törvénynek a csecsemőgondozási díj emelésével összefüggő módosításáról[33]
- 2020. évi CXXXV.  törvény A foglalkoztatást elősegítő szolgáltatásokról és támogatásokról, valamint a foglalkoztatás felügyeletéről[33]
- 2020. évi CXXXVI. törvény A fogyasztóvédelemmel összefüggő egyes törvények módosításáról[33]
- 2020. évi CXXXVII. törvény Egyes közlekedési tárgyú törvények módosításáról[33]
- 2020. évi CXXXVIII. törvény Az állami projektértékelői jogviszonyról, valamint egyes kapcsolódó törvények módosításáról szóló 2016. évi XXXIII. törvény módosításáról[33]
- 2020. évi CXXXIX. törvény A területfejlesztésről és a területrendezésről szóló 1996. évi XXI. törvény módosításáról[33]
- 2020. évi CXL. törvény A kereskedelemről szóló 2005. évi CLXIV. törvény módosításáról[33]
- 2020. évi CXLI. törvény Nagy-Britannia és Észak-Írország Egyesült Királysága Európai Unióból történő kilépésére tekintettel az Egyesült Királyság állampolgárai, valamint családtagjaik tartózkodási jogáróll[34]
- 2020. évi CXLII. törvény A Magyar Agrár- és Élettudományi Egyetemért Alapítvány létrehozásáról, valamint a Magyar Agrár- és Élettudományi Egyetemért Alapítvány és a Magyar Agrár- és Élettudományi Egyetem működéséhez szükséges feltételek és forrás biztosításáról[34]
- 2020. évi CXLIII. törvény A Közép-európai Oktatási Alapítványról és a Közép-európai Oktatási Alapítvány részére történő vagyonjuttatásról[34]
- 2020. évi CXLIV. törvény Az Európa Kulturális Fővárosa 2023 cím viselésével összefüggésben, az Európa Kulturális Fővárosa 2023 programsorozat sikeres megrendezéséhez és megszervezéséhez kapcsolódó rendelkezésekről[34]
- 2020. évi CXLV. törvény Egyes közszolgáltatások egységes elektronikus értékesítéséről[34]
- 2020. évi CXLVI. törvény Az Országos Kereskedelmi Nyilvántartási Rendszer működéséhez szükséges egyes törvények módosításáról[34]
- 2020. évi CXLVII. törvény Egyes gyermekvédelmi és szociális tárgyú törvények módosításáról[34]
- 2020. évi CXLVIII. törvény A felsőoktatás szabályozására vonatkozó és egyes kapcsolódó törvények módosításáról[34]
- 2020. évi CXLIX. törvény A Nemzeti Agrárkutatási és Innovációs Központ egyes feladatainak agrár-felsőoktatás részére történő átadásáról, valamint egyes felsőoktatási tárgyú törvények módosításáról[34]
- 2020. évi CL. törvény A börtönzsúfoltság miatti kártalanítási eljárással összefüggő visszaélések megszüntetése érdekében szükséges egyes törvények módosításáról[34]
- 2020. évi CLI. törvény Az országgyűlési képviselőcsoport által nyújtható támogatásról szóló 2020. évi XXVII. törvény módosításáról[34]
- 2020. évi CLII. törvény Egyes törvényeknek a Nemzeti Adó- és Vámhivatal személyi állományának jogállásáról szóló törvény hatálybalépésével összefüggő módosításáról[34]
- 2020. évi CLXII. törvény A Kormányzati Személyügyi Döntéstámogató Rendszerről[35]
- 2020. évi CLXIII. törvény A szőlészetről és borászatról[35] (Bortörvény)
- 2020. évi CLXIV. törvény Az ügyfelek számára adminisztratív terheket tartalmazó egyes törvények módosításáról[35]
- 2020. évi CLXV. törvény Az egyes igazságügyi tárgyú törvények módosításáról[35]
- 2020. évi CLXVI. törvény Az anyakönyvi eljárások egyszerűsítéséről és elektronizálásáról, valamint Egyes kapcsolódó törvények módosításáról
- 2020. évi CLXVII. törvény Egyes választási tárgyú törvények módosításáról[35]
- 2020. évi CLXVIII. törvény A közigazgatási szabályszegések szankcióiról szóló törvény hatálybalépésével összefüggő egyes törvények módosításáról[35]
- 2020. évi CLXIX. törvény A honvédelmet érintő egyes törvények módosításáról[35]
- 2020. évi CLXX. törvény Az egyes elkobzott dolgok közérdekű felhasználásáról szóló 2000. évi XIII. törvény módosításáról[35]
- 2020. évi CLXXI. törvény A megváltozott munkaképességű személyek ellátásairól és egyes törvények módosításáról szóló 2011. évi CXCI. törvény foglalkoztatás bővítését célzó, a Gazdaságvédelmi Akciótervvel összhangban megvalósuló módosításáról[35]
- 2020. évi CLXXII. törvény Egyes vagyongazdálkodást érintő rendelkezésekről, valamint egyes vagyongazdálkodási tárgyú törvények módosításáról[35]
- 2020. évi CLXXIII. törvény Egyes vagyongazdálkodást érintő rendelkezésekről, valamint egyes vagyongazdálkodási és pénzügyi tárgyú törvények módosításáról[35]
- 2020. évi CLXXIV. törvény A halgazdálkodásról és a hal védelméről szóló 2013. évi CII. törvény módosításáról[35]
- 2020. évi CLXXV. törvény A vízgazdálkodásról szóló 1995. évi LVII. törvény módosításáról[35]
- 2020. évi CLXXVI. törvény A villamos energiáról szóló 2007. évi LXXXVI. törvény módosításáról[35]
- 2020. évi CLXXVII. törvény A külképviseletekről és a tartós külszolgálatról szóló 2016. évi LXXIII. törvény módosításáról, valamint a Magyarország 2018. évi központi költségvetésének megalapozásáról szóló 2017. évi LXXII. törvény hatályon kívül helyezéséről[35]
- 2020. évi CLXXVIII. törvény Egyes törvényeknek a mozgóképipar versenyképességének növelésével összefüggő módosításáról[35]
- 2020. évi CLXXIX. törvény A pilóta nélküli légijárművek üzemelésével összefüggő egyes törvények módosításáról[35]
- Magyarország Alaptörvényének kilencedik módosítása (2020. december 22.)[35]

### Kormányrendeletek

#### Január (1–10)
- 1/2020. (I. 13.) Korm. rendelet A gáz csatlakozóvezetékek, a felhasználói berendezések és a telephelyi vezetékek műszaki-biztonsági hatósági felügyeletéről[36]
- 2/2020. (I. 13.) Korm. rendelet Az olajfogyasztó technológiai rendszerek és ipari gáztárolók műszaki-biztonsági hatósági felügyeletéről[36]
- 3/2020. (I. 13.) Korm. rendelet A Tokaj-hegyaljai történelmi borvidék kultúrtáj világörökségi terület kezeléséről és kiemelkedő egyetemes értékének védelméről szóló 362/2019. (XII. 30.) Korm. rendelet felülvizsgálatáról[36]
- 4/2020. (I. 31.) Korm. rendelet A meddőség kezelésével kapcsolatos egyes finanszírozási kérdésekről[37]
- 5/2020. (I. 31.) Korm. rendelet A Nemzeti alaptanterv kiadásáról, bevezetéséről és alkalmazásáról szóló 110/2012. (VI. 4.) Korm. rendelet módosításáról[38]
- 6/2020. (I. 31.) Korm. rendelet Az egyes eljárások egyszerűsítése és elektronizálása érdekében szükséges törvénymódosításokról szóló törvényhez kapcsolódó kormányrendeletek módosításáról[38]
- 7/2020. (I. 31.) Korm. rendelet Az egészségügyi szolgáltatások Egészségbiztosítási Alapból történő finanszírozásának részletes szabályairól szóló 43/1999. (III. 3.) Korm. rendelet módosításáról[38]
- 8/2020. (I. 31.) Korm. rendelet A 2022. évi magyar–szlovák közös rendezésű férfi kézilabda Európa-bajnokság megrendezéséhez szükséges egyes sportcélú beruházásokkal összefüggő kormányrendeletek módosításáról[38]
- 9/2020. (I. 31.) Korm. rendelet Az egyes közbeszerzési tárgyú kormányrendeletek módosításáról[39]
- 10/2020. (I. 31.) Korm. rendelet Az állami magasépítési beruházásokról szóló 299/2018. (XII. 27.) Korm. rendelet módosításáról[39]

#### Február (11–31)
- 11/2020. (II. 7.) Korm. rendelet A felnőttképzésről szóló törvény végrehajtásáról[40]
- 12/2020. (II. 7.) Korm. rendelet A szakképzésről szóló törvény végrehajtásáról[40]
- 13/2020. (II. 7.) Korm. rendelet A szakképzésről szóló 2019. évi LXXX. törvény hatálybalépésével összefüggő módosító és hatályon kívül helyező rendelkezésekről[40]
- 17/2020. (II. 18.) Korm. rendelet A nyugellátásokban és egyes más ellátásokban részesülő személyek részére juttatandó rezsiutalványról szóló 202/2019. (VIII. 23.) Korm. rendelet módosításáról[41]
- 18/2020. (II. 19.) Korm. rendelet A közalkalmazottak jogállásáról szóló 1992. évi XXXIII. törvénynek a szociális, valamint a gyermekjóléti és gyermekvédelmi ágazatban történő végrehajtásáról szóló 257/2000. (XII. 26.) Korm. rendelet módosításáról[42]
- 19/2020. (II. 19.) Korm. rendelet A Cotonouban, 2000. június 23-án, egyrészről az afrikai, karibi és csendes-óceáni államok, másrészről az Európai Közösség és tagállamai között aláírt Partnerségi Megállapodás, annak módosítása, valamint az ehhez kapcsolódó Belső Megállapodások kihirdetéséről szóló 204/2007. (VIII. 2.) Korm. rendelet módosításáról[42]
- 20/2020. (II. 19.) Korm. rendelet A Modern Városok Program és az Árpád-ház Program keretében Székesfehérváron megvalósuló egyes beruházásokkal összefüggő közigazgatási hatósági ügyek nemzetgazdasági szempontból kiemelt jelentőségű üggyé nyilvánításáról szóló 5/2017. (I. 12.) Korm. rendelet módosításáról[42]
- 21/2020. (II. 19.) Korm. rendelet Az egyes gazdaságfejlesztési célú és munkahelyteremtő beruházásokkal összefüggő közigazgatási hatósági ügyek nemzetgazdasági szempontból kiemelt jelentőségű üggyé nyilvánításáról, valamint egyes nemzetgazdasági szempontból kiemelt jelentőségű üggyé nyilvánításról szóló kormányrendeletek módosításáról szóló 141/2018. (VII. 27.) Korm. rendelet módosításáról[42]
- 22/2020. (II. 19.) Korm. rendelet A Magyar Tudományos Akadémia Székház és Könyvtár épületegyüttese felújításával és bővítésével összefüggő közigazgatási hatósági ügyek nemzetgazdasági szempontból kiemelt jelentőségű üggyé nyilvánításáról és a beruházás kiemelten közérdekűvé nyilvánításáról, valamint az egyes közérdeken alapuló kényszerítő indok alapján eljáró szakhatóságok kijelöléséről szóló 531/2017. (XII. 29.) Korm. rendelet módosításáról[42]
- 23/2020. (II. 20.) Korm. rendelet Az egyes gazdaságfejlesztési célú és munkahelyteremtő beruházásokkal összefüggő közigazgatási hatósági ügyek nemzetgazdasági szempontból kiemelt jelentőségű üggyé nyilvánításáról, valamint egyes nemzetgazdasági szempontból kiemelt jelentőségű üggyé nyilvánításról szóló kormányrendeletek módosításáról szóló 141/2018. (VII. 27.) Korm. rendelet módosításáról[43]
- 24/2020. (II. 24.) Korm. rendelet A pedagógusok előmeneteli rendszeréről és a közalkalmazottak jogállásáról szóló 1992. évi XXXIII. törvény köznevelési intézményekben történő végrehajtásáról szóló 326/2013. (VIII. 30.) Korm. rendelet módosításáról[44]
- 25/2020. (II. 25.) Korm. rendelet A látvány-csapatsport támogatását biztosító támogatási igazolás kiállításáról, felhasználásáról, a támogatás elszámolásának és ellenőrzésének, valamint visszafizetésének szabályairól szóló 107/2011. (VI. 30.) Korm. rendelet módosításáról[45]
- 26/2020. (II. 25.) Korm. rendelet A látvány-csapatsportok támogatására nyújtható támogatási keretösszeg megállapításáról szóló 39/2019. (III. 7.) Korm. rendelet módosításáról[45]
- 27/2020. (II. 28.) Korm. rendelet A Digitális Jólét Program végrehajtásával összefüggő egyes feladatokról, valamint a Kormányzati Informatikai Fejlesztési Ügynökségről szóló 268/2010. (XII. 3.) Korm. rendelet módosításáról szóló 127/2017. (VI. 8.) Korm. rendelet módosításáról[46]
- 28/2020. (II. 28.) Korm. rendelet A magyar állampolgárságról szóló 1993. évi LV. törvény végrehajtásáról szóló 125/1993. (IX. 22.) Korm. rendelet és egyes kapcsolódó kormányrendeletek módosításáról[47]
- 29/2020. (II. 28.) Korm. rendelet A Nemzeti Földügyi Központ körzeti erdőtervezési feladatainak megkezdéséhez szükséges kormányrendeletek módosításáról[47]
- 30/2020. (II. 29.) Korm. rendelet A fővárosi és megyei kormányhivatalok működésével összefüggő egyes kormányrendeletek módosításáról[48]
- 31/2020. (II. 29.) Korm. rendelet A fővárosi és megyei kormányhivatalok működésével összefüggő egyes kormányrendeletek módosításáról[48]

#### Március (32–80)
- 32/2020. (III. 5.) Korm. rendelet A tömeges bevándorlás okozta válsághelyzet Magyarország egész területére történő elrendeléséről, valamint a válsághelyzet elrendelésével, fennállásával és megszüntetésével összefüggő szabályokról szóló 41/2016. (III. 9.) Korm. rendelet módosításáról[49]
- 33/2020. (III. 5.) Korm. rendelet A védelmi és biztonsági feladatokkal összefüggő beszerzések körének meghatározásáról és a védelmi és biztonsági feladatokkal összefüggő beszerzések központosított rendszeréről szóló 329/2019. (XII. 20.) Korm. rendelet módosításáról[49]
- 34/2020. (III. 5.) Korm. rendelet Új büntetés-végrehajtási férőhelyek létrehozására irányuló beruházásokkal összefüggő közigazgatási hatósági ügyek nemzetgazdasági szempontból kiemelt jelentőségű üggyé és a beruházások kiemelten közérdekű beruházásokká nyilvánításáról[49]
- 35/2020. (III. 5.) Korm. rendelet Egyes vízügyi tárgyú kormányrendeletek módosításáról[49]
- 36/2020. (III. 5.) Korm. rendelet Az atomenergia alkalmazásával összefüggő egyes kormányrendeletek módosításáról[49]
- 37/2020. (III. 5.) Korm. rendelet A közfoglalkoztatási bér és a közfoglalkoztatási garantált bér megállapításáról szóló 170/2011. (VIII. 24.) Korm. rendelet módosításáról[49]
- 38/2020. (III. 10.) Korm. rendelet A Mezőgazdasági Parcella Azonosító Rendszer működtetéséhez és a területalapú támogatások távérzékeléses ellenőrzéséhez kapcsolódó egyes feladatok átrendezésével összefüggő, valamint egyes földügyi és építésügyi tárgyú kormány-rendeletek módosításáról[50]
- 39/2020. (III. 10.) Korm. rendelet a Közös Agrárpolitika tagállami végrehajtásával összefüggő feladatokat ellátó egyes szervezetek kijelöléséről szóló 168/2014. (VII. 18.) Korm. rendelet, valamint a Széchenyi Programiroda Tanácsadó és Szolgáltató Nonprofit Korlátolt Felelősségű Társaságról szóló 197/2018. (X. 24.) Korm. rendelet módosításáról[50]
- 40/2020. (III. 11.) Korm. rendelet Veszélyhelyzet kihirdetéséről[51]
- 41/2020. (III. 11.) Korm. rendelet az élet- és vagyonbiztonságot veszélyeztető tömeges megbetegedést okozó humánjárvány megelőzése, illetve következményeinek elhárítása, a magyar állampolgárok egészségének és életének megóvása érdekében elrendelt veszélyhelyzet során teendő intézkedésekről[52]
- 42/2020. (III. 12.) Korm. rendelet A kulturális örökség védelmével kapcsolatos szabályokról szóló 68/2018. (IV. 9.) Korm. rendelet módosításáról[53]
- 43/2020. (III. 12.) Korm. rendelet A Modern Városok Program keretében egyes turisztikai és városfejlesztési célra irányuló beruházásokkal összefüggő közigazgatási hatósági ügyek nemzetgazdasági szempontból kiemelt jelentőségű üggyé nyilvánításáról szóló 202/2017. (VII. 10.) Korm. rendelet módosításáról[53]
- 44/2020. (III. 12.) Korm. rendelet Az egyes gazdaságfejlesztési célú és munkahelyteremtő beruházásokkal összefüggő közigazgatási hatósági ügyek nemzetgazdasági szempontból kiemelt jelentőségű üggyé nyilvánításáról, valamint egyes nemzetgazdasági szempontból kiemelt jelentőségű üggyé nyilvánításról szóló kormányrendeletek módosításáról szóló 141/2018. (VII. 27.) Korm. rendelet módosításáról[53]
- 45/2020. (III. 14.) Korm. rendelet Az élet- és vagyonbiztonságot veszélyeztető tömeges megbetegedést okozó humánjárvány megelőzése, illetve következményeinek elhárítása, a magyar állampolgárok egészségének és életének megóvása érdekében elrendelt veszélyhelyzet során teendő intézkedésekről (II.)[54]
- 46/2020. (III. 16.) Korm. rendelet Az élet- és vagyonbiztonságot veszélyeztető tömeges megbetegedést okozó humánjárvány megelőzése, illetve következményeinek elhárítása, a magyar állampolgárok egészségének és életének megóvása érdekében elrendelt veszélyhelyzet során teendő intézkedésekről (III.)[55]
- 47/2020. (III. 18.) Korm. rendelet A koronavírus világjárvány nemzetgazdaságot érintő hatásának enyhítése érdekében szükséges azonnali intézkedésekről[56]
- 48/2020. (III. 19.) Korm. rendelet Az élet- és vagyonbiztonságot veszélyeztető tömeges megbetegedést okozó humánjárvány megelőzése, illetve következményeinek elhárítása, a magyar állampolgárok egészségének és életének megóvása érdekében elrendelt veszélyhelyzet során teendő intézkedésekről (IV.)[57]
- 49/2020. (III. 20.) Korm. rendelet A Magyarország Kormánya és a Török Köztársaság Kormánya közötti kulturális együttműködési megállapodás kihirdetéséről[58]
- 50/2020. (III. 20.) Korm. rendelet A fővárosi és megyei kormányhivataloknál foglalkoztatottaknak a kormányzati igazgatásról szóló 2018. évi CXXV. törvény szerinti illetménykülönbözet-számítással összefüggő átmeneti rendelkezéseinek alkalmazásáról[58]
- 51/2020. (III. 20.) Korm. rendelet A települési önkormányzatok által fenntartott bölcsődében, mini bölcsődében foglalkoztatott kisgyermeknevelők, dajkák és szaktanácsadók 2020. évi illetményéhez kapcsolódó bölcsődei kiegészítő támogatásról[58]
- 52/2020. (III. 20.) Korm. rendelet A társadalombiztosítási nyugellátásról szóló 1997. évi LXXXI. törvény végrehajtásáról szóló 168/1997. (X. 6.) Korm. rendelet módosításáról[58]
- 53/2020. (III. 20.) Korm. rendelet A Magyar Export-Import Bank Részvénytársaság kamatkiegyenlítési rendszeréről szóló 85/1998. (V. 6.) Korm. rendelet módosításáról[58]
- 54/2020. (III. 20.) Korm. rendelet A vis maior támogatás felhasználásának részletes szabályairól szóló 9/2011. (II. 15.) Korm. rendelet módosításáról[58]
- 55/2020. (III. 20.) Korm. rendelet Az egyházi és nem állami fenntartású szociális, gyermekjóléti és gyermekvédelmi szolgáltatók, intézmények és hálózatok állami támogatásáról szóló 489/2013. (XII. 18.) Korm. rendelet módosításáról[58]
- 56/2020. (III. 20.) Korm. rendelet Az állami köznevelési közfeladat ellátásában fenntartóként részt vevő szervekről, valamint a Klebelsberg Központról szóló 134/2016. (VI. 10.) Korm. rendelet módosításáról[58]
- 57/2020. (III. 23.) Korm. rendelet Az élet- és vagyonbiztonságot veszélyeztető tömeges megbetegedést okozó humánjárvány megelőzése, illetve következményeinek elhárítása, a magyar állampolgárok egészségének és életének megóvása érdekében elrendelt veszélyhelyzet során a végrehajtással kapcsolatban teendő intézkedésekről[59]
- 58/2020. (III. 23.) Korm. rendelet Az élet- és vagyonbiztonságot veszélyeztető tömeges megbetegedést okozó humánjárvány megelőzése, illetve következményeinek elhárítása, a magyar állampolgárok egészségének és életének megóvása érdekében elrendelt veszélyhelyzet során teendő intézkedésekről szóló 41/2020. (III. 11.) Korm. rendelet módosításáról[59]
- 59/2020. (III. 23.) Korm. rendelet Az élet- és vagyonbiztonságot veszélyeztető tömeges megbetegedést okozó humánjárvány megelőzése, illetve következményeinek elhárítása, a magyar állampolgárok egészségének és életének megóvása érdekében elrendelt veszélyhelyzet során a gyermek gondozására, nevelésére tekintettel járó egyes egészségbiztosítási és családtámogatási ellátásokra való jogosultságok meghosszabbításáról[59]
- 60/2020. (III. 23.) Korm. rendelet A veszélyhelyzetre tekintettel az érintéses fizetések egészségügyi biztonsága növelése érdekében szükséges intézkedésekről[59]
- 61/2020. (III. 23.) Korm. rendelet A koronavírus világjárvány nemzetgazdaságot érintő hatásának enyhítése érdekében szükséges azonnali intézkedésekről szóló 47/2020. (III. 18.) Korm. rendelet közterhekkel kapcsolatos részletszabályairól és egyes új intézkedésekről[59]
- 62/2020. (III. 24.) Korm. rendelet A koronavírus világjárvány nemzetgazdaságot érintő hatásának enyhítése érdekében szükséges azonnali intézkedésekről szóló 47/2020. (III. 18.) Korm. rendelet fizetési moratóriumra vonatkozó részletszabályairól[60]
- 63/2020. (III. 24.) Korm. rendelet Az élet- és vagyonbiztonságot veszélyeztető tömeges megbetegedést okozó humánjárvány megelőzése, illetve következményeinek elhárítása, a magyar állampolgárok egészségének és életének megóvása érdekében elrendelt veszélyhelyzet során az orvostudományi kutatásokkal kapcsolatos intézkedésekről[60]
- 64/2020. (III. 25.) Korm. rendelet Az élet- és vagyonbiztonságot veszélyeztető tömeges megbetegedést okozó humánjárvány megelőzése, illetve következményeinek elhárítása, a magyar állampolgárok egészségének és életének megóvása érdekében elrendelt veszélyhelyzet során egyes gyógyszerek kivitelével kapcsolatos intézkedésekről[61]
- 65/2020. (III. 25.) Korm. rendelet Egyes kormányrendeleteknek a nemzetközi szankcióban elrendelt kereskedelmi korlátozás alá eső termékekhez kapcsolódó finanszírozás engedélyezésével összefüggő módosításáról[62]
- 66/2020. (III. 25.) Korm. rendelet A Status Power Invest Korlátolt Felelősségű Társaság 100%-os üzletrészének az MVM Magyar Villamos Művek Zártkörűen Működő Részvénytársaság általi megvásárlása nemzetstratégiai jelentőségűnek minősítéséről[62]
- 67/2020. (III. 26.) Korm. rendelet Az élet- és vagyonbiztonságot veszélyeztető tömeges megbetegedést okozó humánjárvány megelőzése, illetve következményeinek elhárítása, a magyar állampolgárok egészségének és életének megóvása érdekében elrendelt veszélyhelyzet során történő gyógyszerellátással kapcsolatos intézkedésekről[63]
- 68/2020. (III. 26.) Korm. rendelet A koronavírus világjárvány nemzetgazdaságot érintő hatásának enyhítése érdekében szükséges azonnali intézkedésekről szóló 47/2020. (III. 18.) Korm. rendelet közterhekkel kapcsolatos részletszabályairól és egyes új intézkedésekről szóló 61/2020. (III. 23.) Korm. rendelet módosításáról[63]
- 69/2020. (III. 26.) Korm. rendelet Az élet- és vagyonbiztonságot veszélyeztető tömeges megbetegedést okozó humánjárvány megelőzése, illetve következményeinek elhárítása, a magyar állampolgárok egészségének és életének megóvása érdekében elrendelt veszélyhelyzetben a költségvetési tartalékok felhasználására vonatkozó eltérő szabályokról[63]
- 70/2020. (III. 26.) Korm. rendelet Az élet- és vagyonbiztonságot veszélyeztető tömeges megbetegedést okozó humánjárvány megelőzése, illetve következményeinek elhárítása, a magyar állampolgárok egészségének és életének megóvása érdekében elrendelt veszélyhelyzet során a felnőttképzésben folyó oktatás és szakmai vizsgáztatás biztosításának eltérő szabályairól[63]
- 71/2020. (III. 27.) Korm. rendelet a kijárási korlátozásról[64]
- 72/2020. (III. 28.) Korm. rendelet a kórházparancsnokról és az egészségügyi készlet védelméről[65]
- 73/2020. (III. 31.) Korm. rendelet a 2020. március 11-én kihirdetett veszélyhelyzettel összefüggő rendkívüli intézkedések hatályának meghosszabbításáról[66]
- 74/2020. (III. 31.) Korm. rendelet A veszélyhelyzet ideje alatt érvényesülő egyes eljárásjogi intézkedésekről[66]
- 75/2020. (III. 31.) Korm. rendelet A Magyarország Kormánya és a Török Köztársaság Kormánya közötti oktatási együttműködési megállapodás kihirdetéséről[6]
- 76/2020. (III. 31.) Korm. rendelet A közfoglalkoztatáshoz nyújtható támogatásokról szóló 375/2010. (XII. 31.) Korm. rendelet, valamint a büntetés-végrehajtási szervezet részéről a központi államigazgatási szervek és a rendvédelmi szervek irányában fennálló egyes ellátási kötelezettségekről, a termékek és szolgáltatások átadás-átvételének és azok ellentételezésének rendjéről szóló 44/2011. (III. 23.) Korm. rendelet módosításáról[6]
- 77/2020. (III. 31.) Korm. rendelet Az egyes erdészeti hatósági eljárások, bejelentések, valamint hatósági nyilvántartások eljárási szabályairól szóló 433/2017. (XII. 21.) Korm. rendelet módosításáról[6]
- 78/2020. (III. 31.) Korm. rendelet A Dunamelléki Református Egyházkerület Székház és Konferencia Központ épületének felújításával, átalakításával és a hozzá kapcsolódó Ráday Felsőoktatási Diákotthon újjáépítésével összefüggő közigazgatási hatósági ügyek nemzetgazdasági szempontból kiemelt jelentőségű üggyé nyilvánításáról és a beruházás kiemelten közérdekűvé nyilvánításáról[6]
- 79/2020. (III. 31.) Korm. rendelet A települési önkormányzatok által fenntartott óvodában foglalkoztatott, a nemzetiségi nevelési-oktatási feladatokat ellátó pedagógusok differenciált mértékű nemzetiségi pótlékának kiegészítő támogatásáról[67]
- 80/2020. (III. 31.) Korm. rendelet Az egyházi jogi személyek, a nemzetiségi önkormányzatok és a magán fenntartók által fenntartott köznevelési intézményben foglalkoztatott, a nemzetiségi nevelési-oktatási feladatokat ellátó pedagógusok differenciált mértékű nemzetiségi pótlékához nyújtott 2020. évi költségvetési támogatásáról[67]

#### Április (81–175)
- 81/2020. (IV. 1.) Korm. rendelet Az egészség és élet megóvása, valamint a nemzetgazdaság helyreállítása érdekében elrendelt veszélyhelyzettel kapcsolatos rendkívüli intézkedésekről[68]
- 82/2020. (IV. 3.) Korm. rendelet A veszélyhelyzet során egyes orvostechnikai eszközök, valamint egyéni védőeszközök beszerzésével összefüggő intézkedésekről[69]
- 83/2020. (IV. 3.) Korm. rendelet A veszélyhelyzet során alkalmazandó egyes egészségügyi intézkedésekről[69]
- 84/2020. (IV. 3.) Korm. rendelet A postai szolgáltatások biztosításának a veszélyhelyzet során alkalmazandó eltérő szabályairól[69]
- 85/2020. (IV. 5.) Korm. rendelet A veszélyhelyzet során alkalmazandó egyes belügyi és közigazgatási tárgyú szabályokról[70]
- 86/2020. (IV. 5.) Korm. rendelet A veszélyhelyzet során alkalmazandó egyes honvédelmi tárgyú szabályokról[70]
- 87/2020. (IV. 5.) Korm. rendelet A várakozási díj megfizetésének a veszélyhelyzet során alkalmazandó eltérő szabályairól[70]
- 88/2020. (IV. 5.) Korm. rendelet A veszélyhelyzet során teendő, egyes szociális és gyermekvédelmi ellátásokkal kapcsolatos intézkedésekről, valamint a szociális szolgáltatásoknak a veszélyhelyzet során elrendelt működési rendjéről[70]
- 89/2020. (IV. 5.) Korm. rendelet A veszélyhelyzet ideje alatt az egyes nemzetközi bűnügyi jogsegély eljárásokat érintő intézkedésekről[70]
- 90/2020. (IV. 5.) Korm. rendelet A veszélyhelyzet kihirdetésével összefüggésben egyes büntetés-végrehajtási szabályok módosításáról[70]
- 91/2020. (IV. 5.) Korm. rendelet A Széchenyi Pihenő Kártya felhasználásának veszélyhelyzettel kapcsolatos különös szabályairól[70]
- 92/2020. (IV. 6.) Korm. rendelet A Magyarország 2020. évi központi költségvetésének a veszélyhelyzettel összefüggő eltérő szabályairól[71]
- 93/2020. (IV. 6.) Korm. rendelet A veszélyhelyzet során alkalmazandó egyes adatkezelési és közlekedési tárgyú szabályokról szóló Korm. rendelet[71]
- 94/2020. (IV. 7.) Korm. rendelet A létfontosságú rendszerek és létesítmények azonosításáról, kijelöléséről és védelméről szóló 2012. évi CLXVI. törvény végrehajtásáról szóló 65/2013. (III. 8.) Korm. rendelet módosításáról[72]
- 95/2020. (IV. 9.) Korm. rendelet A kijárási korlátozás meghosszabbításáról[73]
- 96/2020. (IV. 10.) Korm. rendelet a Gazdaságvédelmi Akcióterv keretében a veszélyhelyzet okán felvehető hallgatói hitelről[74]
- 97/2020. (IV. 10.) Korm. rendelet a koronavírus világjárvány nemzetgazdaságot érintő hatásának enyhítése érdekében szükséges azonnali intézkedésekről szóló 47/2020. (III. 18.) Korm. rendelet közterhekkel kapcsolatos részletszabályairól és egyes új intézkedésekről szóló 61/2020. (III. 23.) Korm. rendelet módosításáról[74]
- 98/2020. (IV. 10.) Korm. rendelet egyes fejlesztéspolitikai tárgyú kormányrendeletek egyes rendelkezéseinek veszélyhelyzet ideje alatt történő eltérő alkalmazásáról[74]
- 99/2020. (IV. 10.) Korm. rendelet egyes gyógyszerek veszélyhelyzet idején történő alkalmazásának szabályairól[74]
- 100/2020. (IV. 10.) Korm. rendelet az egészségügyi oxigénnel kapcsolatosan a veszélyhelyzet idején alkalmazandó szabályokról[74]
- 101/2020. (IV. 10.) Korm. rendelet A veszélyhelyzet során teendő egyes, a felsőoktatási intézményeket és a hallgatókat érintő intézkedésekről[74]
- 102/2020. (IV. 10.) Korm. rendelet A veszélyhelyzet során a személy- és vagyonegyesítő szervezetek működésére vonatkozó eltérő rendelkezésekről[74]
- 103/2020. (IV. 10.) Korm. rendelet A kutató-fejlesztő tevékenységet végző munkavállalók veszélyhelyzet idején megvalósuló foglalkoztatásának a Gazdaságvédelmi Akcióterv keretében történő támogatásáról[74]
- 104/2020. (IV. 10.) Korm. rendelet a koronavírus világjárvány nemzetgazdaságot érintő hatásának enyhítése érdekében szükséges azonnali intézkedésekről szóló 47/2020. (III. 18.) Korm. rendelet munkajogi szabályainak a Gazdaságvédelmi Akcióterv keretében történő kiegészítéséről[74]
- 105/2020. (IV. 10.) Korm. rendelet A veszélyhelyzet idején történő csökkentett munkaidős foglalkoztatásnak a Gazdaságvédelmi Akcióterv keretében történő támogatásáról[74]
- 106/2020. (IV. 10.) Korm. rendelet A hallgatói hitelrendszerről szóló 1/2012. (I. 20.) Korm. rendelet módosításáról[75]
- 107/2020. (IV. 10.) Korm. rendelet A 2014-2020 programozási időszakra rendelt források felhasználására vonatkozó uniós versenyjogi értelemben vett állami támogatási szabályokról szóló 255/2014. (X. 10.) Korm. rendelet módosításáról[75]
- 108/2020. (IV. 14.) Korm. rendelet A Gazdaságvédelmi Akcióterv végrehajtása érdekében a Járványügyi Alap feltöltését szolgáló, hitelintézetek járványügyi helyzettel összefüggő különadójáról[76]
- 109/2020. (IV. 14.) Korm. rendelet A Gazdaságvédelmi Akcióterv végrehajtása érdekében a Járványügyi Alap feltöltését szolgáló kiskereskedelmi adóról[76]
- 110/2020. (IV. 14.) Korm. rendelet A földgázvételezés korlátozásáról, a földgáz biztonsági készlet felhasználásáról, valamint a földgázellátási válsághelyzet esetén szükséges egyéb intézkedésekről[77]
- 111/2020. (IV. 14.) Korm. rendelet Az egyes agrárszabályozási tárgyú kormányrendeletek módosításáról[77]
- 112/2020. (IV. 14.) Korm. rendelet A 2014-2020 programozási időszakban az egyes európai uniós alapokból származó támogatások felhasználásának rendjéről szóló 272/2014. (XI. 5.) Korm. rendelet módosításáról[77]
- 113/2020. (IV. 14.) Korm. rendelet A HELL cégcsoport Szikszó területén megvalósuló beruházásával összefüggő közigazgatási hatósági ügyek nemzetgazdasági szempontból kiemelt jelentőségű üggyé nyilvánításáról szóló 13/2016. (II. 9.) Korm. rendelet módosításáról[77]
- 114/2020. (IV. 15.) Korm. rendelet A veszélyhelyzet során az első sikeres nyelvvizsga és az első emelt szintű idegen nyelvből tett érettségi vizsga, valamint a közlekedési alapismeretek tanfolyam és vizsga díjához nyújtott támogatás érvényesítéséhez szükséges intézkedésekről[78]
- 115/2020. (IV. 15.) Korm. rendelet A személygépkocsival közúti személyszállítást végző szolgáltatóknak a veszélyhelyzet során a lakosság ellátásában való részvételéről[78]
- 116/2020. (IV. 15.) Korm. rendelet A Gazdaságvédelmi Akcióterv keretében a látvány-csapatsportok támogatásának eltérő szabályairól[78]
- 117/2020. (IV. 15.) Korm. rendelet A Gazdaságvédelmi Akcióterv keretében az egyes gazdaságfejlesztési célú és munkahelyteremtő beruházásokkal összefüggő közigazgatási hatósági ügyek nemzetgazdasági szempontból kiemelt jelentőségű üggyé nyilvánításáról, valamint egyes nemzetgazdasági szempontból kiemelt jelentőségű üggyé nyilvánításról szóló kormányrendeletek módosításáról szóló 141/2018. (VII. 27.) Korm. rendelet módosításáról[78]
- 118/2020. (IV. 16.) Korm. rendelet A hétvégére vonatkozó kijárási korlátozással összefüggésben meghozható önkormányzati intézkedésekről[79]
- 119/2020. (IV. 16.) Korm. rendelet A veszélyhelyzet során az érettségi vizsgák 2020. május-júniusi vizsgaidőszakban történő megszervezéséről[79]
- 120/2020. (IV. 16.) Korm. rendelet A honvédelmi szervezetek személyi állományára a veszélyhelyzet ideje alatt alkalmazandó egyes eltérő szabályokról[79]
- 121/2020. (IV. 16.) Korm. rendelet A veszélyhelyzet ideje alatt egyes külszolgálattal kapcsolatos eltérő rendelkezésekről[79]
- 122/2020. (IV. 16.) Korm. rendelet A Gazdaságvédelmi Akcióterv keretében a veszélyhelyzet ideje alatt egyes agrárszabályozási tárgyú rendelkezések eltérő alkalmazásáról[79]
- 123/2020. (IV. 16.) Korm. rendelet A vízkészletjárulék-fizetési kötelezettség veszélyhelyzet idején történő teljesítéséről[79]
- 124/2020. (IV. 16.) Korm. rendelet A veszélyhelyzetre tekintettel a kollektív befektetési formákra és az önkéntes nyugdíjpénztárakra vonatkozó eltérő rendelkezésekről[79]
- 125/2020. (IV. 16.) Korm. rendelet A szerzői jogról szóló 1999. évi LXXVI. törvény oktatási célú szabad felhasználásai alkalmazásának a veszélyhelyzettel összefüggő eltérő szabályairól[79]
- 126/2020. (IV. 16.) Korm. rendelet A Gazdaságvédelmi Akcióterv keretében a Magyar Export-Import Bank Zártkörűen Működő Részvénytársaság és a Magyar Exporthitel Biztosító Zártkörűen működő Részvénytársaság működésével összefüggő egyes kormányrendeletek módosításáról[79]
- 127/2020. (IV. 16.) Korm. rendelet A Gazdaságvédelmi Akcióterv keretében a veszélyhelyzet során a Magyar Export-Import Bank Részvénytársaságról és a Magyar Exporthitel Biztosító Részvénytársaságról szóló 1994. évi XLII. törvény eltérő rendelkezéseiről[79]
- 128/2020. (IV. 17.) Korm. rendelet A veszélyhelyzet során teendő intézkedések keretében gazdálkodó szervezet működésének a magyar állam felügyelete alá vonásáról[80]
- 129/2020. (IV. 17.) Korm. rendelet A veszélyhelyzet ideje alatt a közvetítői tevékenységet és a megelőző pártfogói tevékenységet érintő egyes intézkedésekről[81]
- 130/2020. (IV. 17.) Korm. rendelet A Pénzügyi Békéltető Testület veszélyhelyzet alatti eljárásáról[81]
- 131/2020. (IV. 17.) Korm. rendelet A veszélyhelyzet idején egyes egyéni vállalkozói tevékenységek folytatása biztosításáról[81]
- 132/2020. (IV. 17.) Korm. rendelet A veszélyhelyzet során az elektronikus azonosítási feltételekkel, a végrehajtással és a médiaszolgáltatási díjjal kapcsolatos egyes jogszabályok eltérő alkalmazásáról[81]
- 133/2020. (IV. 17.) Korm. rendelet A felelős akkreditált közbeszerzési szaktanácsadói tevékenységről szóló 257/2018. (XII. 18.) Korm. rendelet módosításáról[81]
- 134/2020. (IV. 17.) Korm. rendelet Az OBO Bettermann Hungary Kft. és a Bettermann Ingatlankezelő Kft. Bugyi külterületén megvalósuló beruházásával összefüggő közigazgatási hatósági ügyek nemzetgazdasági szempontból kiemelt jelentőségű üggyé nyilvánításáról szóló 283/2015. (IX. 25.) Korm. rendelet módosításáról[81]
- 135/2020. (IV. 17.) Korm. rendelet A veszélyhelyzettel összefüggésben a nemzetgazdaság stabilitásának érdekében szükséges intézkedésekről[81]
- 136/2020. (IV. 17.) Korm. rendelet A Göd város közigazgatási területén különleges gazdasági övezet kijelöléséről[81]
- 137/2020. (IV. 20.) Korm. rendelet A Gazdaságvédelmi Akcióterv keretében a veszélyhelyzetre tekintettel az egyes hitel-, tőke- és garanciatermékekre vonatkozó eltérő rendelkezésekről[82]
- 138/2020. (IV. 21.) Korm. rendelet A központi költségvetési szervek által használt ingatlanokra vonatkozó adatszolgáltatási kötelezettség előírásáról, valamint az állami vagyonnal való gazdálkodásról szóló 254/2007. (X. 4.) Korm. rendelet módosításáról[83]
- 139/2020. (IV. 21.) Korm. rendelet Az egyes gazdaságfejlesztési célú és munkahelyteremtő beruházásokkal összefüggő közigazgatási hatósági ügyek nemzetgazdasági szempontból kiemelt jelentőségű üggyé nyilvánításáról, valamint egyes nemzetgazdasági szempontból kiemelt jelentőségű üggyé nyilvánításról szóló kormányrendeletek módosításáról szóló 141/2018. (VII. 27.) Korm. rendelet módosításáról[83]
- 140/2020. (IV. 21.) Korm. rendelet A Gazdaságvédelmi Akcióterv keretében a koronavírus-járvány gazdasági hatásainak mérséklése érdekében szükséges adózási könnyítésekről[84]
- 141/2020. (IV. 21.) Korm. rendelet A kutató-fejlesztő tevékenységet végző munkavállalók veszélyhelyzet idején megvalósuló foglalkoztatásának a Gazdaságvédelmi Akcióterv keretében történő támogatásáról szóló 103/2020. (IV. 10.) Korm. rendelet, valamint a veszélyhelyzet idején történő csökkentett munkaidős foglalkoztatásnak a Gazdaságvédelmi Akcióterv keretében történő támogatásáról szóló 105/2020. (IV. 10.) Korm. rendelet módosításáról[84]
- 142/2020. (IV. 22.) Korm. rendelet A veszélyhelyzet idején alkalmazandó egyes munkajogi szabályokról[85]
- 143/2020. (IV. 22.) Korm. rendelet A veszélyhelyzet ideje alatt egyes településfejlesztési, településrendezési, településképi, építésügyi és örökségvédelmi, valamint közigazgatási hatósági eljárási szabályok eltérő alkalmazásáról[85]
- 144/2020. (IV. 22.) Korm. rendelet A Gazdaságvédelmi Akcióterv Család- és nyugdíjasvédelmi programja keretében a családok anyagi biztonságának erősítése érdekében szükséges egyes rendelkezésekről[85]
- 145/2020. (IV. 22.) Korm. rendelet A Gazdaságvédelmi Akcióterv keretében a veszélyhelyzetre tekintettel a pénzügyi ágazat rugalmas működése érdekében szükséges intézkedésekről[85]
- 146/2020. (IV. 22.) Korm. rendelet A Gazdaságvédelmi Akcióterv keretében az első sikeres nyelvvizsga, az első emelt szintű idegen nyelvből tett érettségi vizsga, továbbá a közlekedési alapismeretek tanfolyam és vizsga díjához nyújtott támogatásra való jogosultság családok védelme érdekében történő kiterjesztéséről[85]
- 147/2020. (IV. 22-) Korm. rendelet Az egészségügyi szolgáltatás gyakorlásának általános feltételeiről, valamint a működési engedélyezési eljárásról szóló 96/2003. (VII. 15.) Korm. rendelet módosításáról[86]
- 148/2020. (IV. 23.) Korm. rendelet A kijárási korlátozással összefüggésben hétvégére meghozható önkormányzati intézkedésekről[87]
- 149/2020. (IV. 23.) Korm. rendelet A Magyar Vakok és Gyengénlátók Országos Szövetsége székházának felújítására és egy szolgáltató ház felépítésére irányuló beruházással kapcsolatos közigazgatási hatósági ügyek nemzetgazdasági szempontból kiemelt jelentőségű üggyé nyilvánításáról[88]
- 150/2020. (IV. 24.) Korm. rendelet A minimális vagyonvédelmi szolgáltatási rezsióradíj 2020. évi mértékéről[89]
- 151/2020. (IV. 24.) Korm. rendelet A helyi önkormányzatok adósságrendezési eljárásáról szóló 1996. évi XXV. törvény végre-hajtásának egyes kérdéseiről szóló 95/1996. (VII. 4.) Korm. rendelet és a felszámolók névjegyzékéről szóló 114/2006. (V. 12.) Korm. rendelet módosításáról[89]
- 152/2020. (IV. 27.) Korm. rendelet A veszélyhelyzet során a gyermekek napközbeni felügyeletével kapcsolatos intézkedésekről[90]
- 153/2020. (IV. 27.) Korm. rendelet A honvédelmi szervezetek személyi állományára a veszélyhelyzet ideje alatt alkalmazandó egyes eltérő szabályokról szóló 120/2020. (IV. 16.) Korm. rendelet módosításáról[90]
- 154/2020. (IV. 27.) Korm. rendelet Az egészségügyi szolgáltatások Egészségbiztosítási Alapból történő finanszírozásának részletes szabályairól szóló 43/1999. (III. 3.) Korm. rendelet módosításáról[90]
- 155/2020. (IV. 28.) Korm. rendelet A járóbeteg-ellátás keretében rendelt gyógyszerek, gyógyászati segédeszközök és gyógyfürdő-ellátások árához nyújtott támogatások elszámolásáról és folyósításáról szóló 134/1999. (VIII. 31.) Korm. rendelet módosításáról[91]
- 156/2020. (IV. 28.) Korm. rendelet Az egyes gazdaságfejlesztési célú és munkahelyteremtő beruházásokkal összefüggő közigazgatási hatósági ügyek nemzetgazdasági szempontból kiemelt jelentőségű üggyé nyilvánításáról, valamint egyes nemzetgazdasági szempontból kiemelt jelentőségű üggyé nyilvánításról szóló kormányrendeletek módosításáról szóló 141/2018. (VII. 27.) Korm. rendelet módosításáról[91]
- 157/2020. (IV. 29.) Korm. rendelet A veszélyhelyzet során elrendelt egyes egészségügyi intézkedésekről[92]
- 158/2020. (IV. 29.) Korm. rendelet A kórházparancsnokról és az egészségügyi készlet védelméről szóló 72/2020. (III. 28.) Korm. rendelet módosításáról[92]
- 159/2020. (IV. 29.) Korm. rendelet A veszélyhelyzet során az érettségi vizsga teljesítésével összefüggő rendelkezésekről[93]
- 160/2020. (IV. 29.) Korm. rendelet A virágüzletek anyák napi nyitvatartásáról[93]
- 161/2020. (IV. 29.) Korm. rendelet Az egyes gazdaságfejlesztési célú és munkahelyteremtő beruházásokkal összefüggő közigazgatási hatósági ügyek nemzetgazdasági szempontból kiemelt jelentőségű üggyé nyilvánításáról, valamint egyes nemzetgazdasági szempontból kiemelt jelentőségű üggyé nyilvánításról szóló kormányrendeletek módosításáról szóló 141/2018. (VII. 27.) Korm. rendelet módosításáról[94]
- 162/2020. (IV. 30.) Korm. rendelet A Nemzeti Kommunikációs Hivatal jogállásáról és a kormányzati kommunikációs beszerzésekről[95]
- 163/2020. (IV. 30.) Korm. rendelet A Nemzeti Kommunikációs Hivatalról és a kormányzati kommunikációs beszerzések központosított közbeszerzési rendszeréről szóló 247/2014. (X. 1.) Korm. rendelet módosításáról[95]
- 164/2020. (IV. 30.) Korm. rendelet Egyes orvostechnikai eszközökkel összefüggő kormányrendeletek jogharmonizációs célú módosításáról[96]
- 165/2020. (IV. 30.) Korm. rendelet A központosított közbeszerzési rendszerről, valamint a központi beszerző szervezet feladat- és hatásköréről szóló 168/2004. (V. 25.) Korm. rendelet és a fekvőbeteg szakellátást nyújtó intézmények részére történő gyógyszer-, orvostechnikai eszköz és fertőtlenítőszer beszerzések országos központosított rendszeréről szóló 46/2012. (III. 28.) Korm. rendelet módosításáról[96]
- 166/2020. (IV. 30.) Korm. rendelet A Nemzeti Köznevelési Infrastruktúra Fejlesztési Program II. ütemében megvalósuló iskolafejlesztésekkel összefüggő közigazgatási hatósági ügyek nemzetgazdasági szempontból kiemelt jelentőségű üggyé nyilvánításáról szóló 3/2018. (II. 1.) Korm. rendelet módosításáról[96]
- 167/2020. (IV. 30.) Korm. rendelet A kijárási korlátozással összefüggésben május 1. napjára és hétvégére meghozható önkormányzati intézkedésekről[97]
- 168/2020. (IV. 30.) Korm. rendelet A védelmi intézkedésekről[97]
- 169/2020. (IV. 30.) Korm. rendelet A kijárási korlátozás Budapest fővárosban és Pest megye területén való fenntartásáról[97]
- 170/2020. (IV. 30.) Korm. rendelet A sportrendezvényekkel és sportedzésekkel kapcsolatos intézkedésről[97]
- 171/2020. (IV. 30.) Korm. rendelet A koronavírus világjárvány gazdasági hatásainak mérséklése érdekében a beruházások társasági adózási korlátjának enyhítéséről[97]
- 172/2020. (IV. 30.) Korm. rendelet A veszélyhelyzettel összefüggésben a kereskedelemről szóló 2005. évi CLXIV. törvény egyes rendelkezéseinek eltérő alkalmazásáról[97]
- 173/2020. (IV. 30.) Korm. rendelet A központi költségvetés terhére nyújtott, a veszélyhelyzet elhárítása és következményeinek enyhítése érdekében nélkülözhetetlenül szükséges és egyéb támogatásoknak a veszélyhelyzethez igazodó különleges szabályairól[97]
- 174/2020. (IV. 30.) Korm. rendelet Az egészség és élet megóvása, valamint a nemzetgazdaság helyreállítása érdekében elrendelt veszélyhelyzettel kapcsolatos rendkívüli intézkedésekről szóló 81/2020. (IV. 1.) Korm. rendelet módosításáról[97]
- 175/2020. (IV. 30.) Korm. rendelet A veszélyhelyzet során az érettségi vizsgák 2020. május-júniusi vizsgaidőszakban történő megszervezéséről szóló 119/2020. (IV. 16.) Korm. rendelet módosításáról[97]

#### Május (176–255)
- 176/2020. (V. 4.) Korm. rendelet A kapcsolattartásra és a távoltartásra a veszélyhelyzet ideje alatt alkalmazandó eltérő intézkedésekről[98]
- 177/2020. (V. 4.) Korm. rendelet EU-típusvizsgálati tanúsítvánnyal nem rendelkező egyéni légzésvédő eszközök és a használat után fertőtlenített egyéni légzésvédő eszközök vizsgálatáról, felhasználásáról, az egyes munkavédelmi célú időszakos felülvizsgálatok elhalasztásáról, a munkavégzéshez szükséges kezelői jogosítványok orvosi érvényességének meghosszabbításáról, valamint az egyes időszakos felülvizsgálatok elhalasztásáról[98]
- 178/2020. (V. 4.) Korm. rendelet A koronavírus világjárvány nemzetgazdaságot érintő hatásának enyhítése érdekében szükséges azonnali intézkedésekről szóló 47/2020. (III. 18.) Korm. rendelet szerinti teljes hiteldíj mutató számítására és közzétételére vonatkozó részletszabályokról[98]
- 179/2020. (V. 4.) Korm. rendelet A veszélyhelyzet idején az egyes adatvédelmi és adatigénylési rendelkezésektől való eltérésről[98]
- 180/2020. (V. 4.) Korm. rendelet A Gazdaságvédelmi Akcióterv keretében a veszélyhelyzet ideje alatt egyes agrárszabályozási tárgyú rendelkezések eltérő alkalmazásáról szóló 122/2020. (IV. 16.) Korm. rendelet módosításáról[98]
- 181/2020. (V. 4.) Korm. rendelet Az élet- és vagyonbiztonságot veszélyeztető tömeges megbetegedést okozó humánjárvány vonatkozásában elrendelt hatósági házi karantén elektronikus ellenőrzéséről[98]
- 182/2020. (V. 4.) Korm. rendelet Az élet- és vagyonbiztonságot veszélyeztető tömeges megbetegedést okozó humánjárvány vonatkozásában a Garantiqa Krízis Garanciaprogrammal kapcsolatos eljárások elektronikus útjáról[98]
- 183/2020. (V. 6.) Korm. rendelet A Magyar Műszaki és Közlekedési Múzeum új helyszínének megvalósítását célzó beruházással összefüggő közigazgatási hatósági ügyek nemzetgazdasági szempontból kiemelt jelentőségű üggyé és a beruházás kiemelten közérdekű beruházássá nyilvánításáról[99]
- 184/2020. (V. 6.) Korm. rendelet Megújuló energia projektek megvalósításával összefüggő közigazgatási hatósági ügyek nemzetgazdasági szempontból kiemelt jelentőségű üggyé nyilvánításáról[99]
- 185/2020. (V. 6.) Korm. rendelet Az egészség és élet megóvása, valamint a nemzetgazdaság helyreállítása érdekében elrendelt veszélyhelyzettel kapcsolatos rendkívüli intézkedésekről szóló 81/2020. (IV. 1.) Korm. rendelet módosításáról[100]
- 186/2020. (V. 6.) Korm. rendelet A veszélyhelyzet ideje alatt az állami és önkormányzati bérleti szerződésekre vonatkozó eltérő szabályokról és a koronavírus világjárvány nemzetgazdaságot érintő hatásának enyhítése érdekében szükséges azonnali intézkedésekről szóló 47/2020. (III. 18.) Korm. rendelet helyiségbérleti szerződésekre vonatkozó rendelkezésének módosításáról[100]
- 187/2020. (V. 7.) Korm. rendelet A koronavírus világjárvány gazdasági hatásainak mérséklése, valamint a pénzügyi közvetítő rendszer stabilitásának erősítése érdekében szükséges intézkedésekről[101]
- 188/2020. (V. 7.) Korm. rendelet A veszélyhelyzet ideje alatt érvényesülő egyes büntetőjogi tárgyú intézkedésekről, valamint a veszélyhelyzet ideje alatt érvényesülő egyes eljárásjogi intézkedésekről szóló 74/2020. (III. 31.) Korm. rendelet és a veszélyhelyzet kihirdetésével összefüggésben egyes büntetés-végrehajtási szabályok módosításáról szóló 90/2020. (IV. 5.) Korm. rendelet módosításáról[101]
- 189/2020. (V. 7.) Korm. rendelet Az Európai Határregisztrációs Rendszerbe bevitt adatok helyesbítésére, kiegészítésére és törlésére, valamint az érintett jogainak érvényesítésére vonatkozó eljárási szabályokról, továbbá az Európai Határregisztrációs Rendszerhez való bűnüldözési célú hozzáférés eljárási szabályairól[102]
- 190/2020. (V. 7.) Korm. rendelet Egyes műszaki szabályozási tárgyú kormányrendeletek módosításáról[102]
- 191/2020. (V. 8.) Korm. rendelet A veszélyhelyzet alatti engedélykötelezettségről, valamint az ellenőrzött bejelentésről[103]
- 192/2020. (V. 8.) Korm. rendelet A „Fényes Okos Intézmények Program” keretében egyes intézményekben történő világításkorszerűsítési feladatok elvégzésére vonatkozó kijelölésről[103]
- 193/2020. (V. 8.) Korm. rendelet Az egyes hajózási hatósági eljárásokkal kapcsolatos kormányrendeletek módosításáról[103]
- 194/2020. (V. 11.) Korm. rendelet Különös méltányossági jog gyakorlásának rendjéről[104]
- 195/2020. (V. 11.) Korm. rendelet A Gazdaságvédelmi Akcióterv keretében az élet- és vagyonbiztonságot veszélyeztető tömeges megbetegedést okozó humánjárvány megelőzése, illetve következményeinek elhárítása, a magyar állampolgárok egészségének és életének megóvása érdekében elrendelt veszélyhelyzet során a felnőttképzésben folyó oktatás és szakmai vizsgáztatás biztosításának eltérő szabályairól szóló 70/2020. (III. 26.) Korm. rendelet módosításáról[104]
- 196/2020. (V. 12.) Korm. rendelet A fővárosi és megyei kormányhivatalok hatásköreinek változásával, továbbá a hallgatói hitelrendszerrel összefüggő egyes kormányrendeletek módosításáról[105]
- 197/2020. (V. 12.) Korm. rendelet A Steindl Imre Programmal kapcsolatos egyes kormányrendeletek módosításáról[105]
- 198/2020. (V. 12.) Korm. rendelet A nukleáris létesítmények nukleáris biztonsági követelményeiről és az ezzel összefüggő hatósági tevékenységről szóló 118/2011. (VII. 11.) Korm. rendelet módosításáról[105]
- 199/2020. (V. 13.) Korm. rendelet Az üvegházhatású gázok közösségi kereskedelmi rendszerében és az erőfeszítés-megosztási határozat végrehajtásában való részvételről szóló 2012. évi CCXVII. törvény végrehajtásának egyes szabályairól szóló 410/2012. (XII. 28.) Korm. rendelet módosításáról[9]
- 200/2020. (V. 13.) Korm. rendelet Az egészség és élet megóvása, valamint a nemzetgazdaság helyreállítása érdekében elrendelt veszélyhelyzettel kapcsolatos rendkívüli intézkedésekről szóló 81/2020. (IV. 1.) Korm. rendelet módosításáról[106]
- 201/2020. (V. 13.) Korm. rendelet A Dunakeszin alap- és középfokú oktatási intézmények és kulturális központ létrejöttét célzó beruházással összefüggő közigazgatási hatósági ügyek nemzetgazdasági szempontból kiemelt jelentőségű üggyé nyilvánításáról szóló 224/2019. (IX. 25.) Korm. rendelet módosításáról[106]
- 202/2020. (V. 14.) Korm. rendelet A harmadik országbeli állampolgárok beutazásáról és tartózkodásáról szóló 2007. évi II. törvény végrehajtásáról szóló 114/2007. (V. 24.) Korm. rendelet módosításáról[107]
- 203/2020. (V. 14.) Korm. rendelet A Diaszpóra Felsőoktatási Ösztöndíjprogramról, valamint a Diaszpóra Felsőoktatási Ösztöndíjprogram működéséhez szükséges egyes kormányrendeletek módosításáról[107]
- 204/2020. (V. 14.) Korm. rendelet Az Arany János Programok megvalósítását szolgáló támogatás és ösztöndíjtámogatás rendjéről és feltételeiről[107]
- 205/2020. (V. 15.) Korm. rendelet Az életüktől és szabadságuktól politikai okból megfosztottak kárpótlásáról szóló 1992. évi XXXII. törvény végrehajtásáról szóló 111/1992. (VII. 1.) Korm. rendelet módosításáról[108]
- 206/2020. (V. 15.) Korm. rendelet A Szegedi Szerb Oktatási Központ épületének bővítésével és homlokzatának felújításával összefüggő közigazgatási hatósági ügyek nemzetgazdasági szempontból kiemelt jelentőségű üggyé nyilvánításáról[108]
- 207/2020. (V. 15.) Korm. rendelet A védelmi intézkedések következő üteméről[109]
- 208/2020. (V. 15.) Korm. rendelet A veszélyhelyzet során alkalmazandó egyes építésügyi, építésfelügyeleti és örökségvédelmi eljárásokkal kapcsolatos eltérő rendelkezésekről[109]
- 209/2020. (V. 15.) Korm. rendelet A koronavírus világjárvány nemzetgazdaságot érintő hatásának enyhítése érdekében a légijárműiparban tevékenykedő vállalkozások közteher kötelezettségeinek csökkentéséről[109]
- 210/2020. (V. 15.) Korm. rendelet A Gazdaságvédelmi Akcióterv keretében a veszélyhelyzet ideje alatt egyes agrárszabályozási tárgyú rendelkezések eltérő alkalmazásáról szóló 122/2020. (IV. 16.) Korm. rendelet módosításáról[109]
- 210/2020. (V. 15.) Korm. rendelet a Gazdaságvédelmi Akcióterv keretében a veszélyhelyzet ideje alatt egyes agrárszabályozási tárgyú rendelkezések eltérő alkalmazásáról szóló 122/2020. (IV. 16.) Korm. rendelet módosításáról[109]
- 211/2020. (V. 16.) Korm. rendelet A fővárosi védelmi intézkedésekről[110]
- 212/2020. (V. 16.) Korm. rendelet A belföldi hasznosításra szolgáló közegészségügyi kényszerengedélyről[110]
- 213/2020. (V. 16.) Korm. rendelet A hűtő-fűtő berendezés veszélyhelyzeti üzemeltetéséről[110]
- 214/2020. (V. 18.) Korm. rendelet Az elektronikus információbiztonsági korai figyelmeztető rendszerről[111]
- 215/2020. (V. 20.) Korm. rendelet Az óvodák és bölcsődék újranyitásáról, valamint a nyári táborok megszervezéséről[10]
- 216/2020. (V. 21.) Korm. rendelet Az Osztrák Köztársaságból történő határátlépésről[112]
- 217/2020. (V. 21.) Korm. rendelet A mobil rádiótelefon szolgáltatást nyújtó elektronikus hírközlési szolgáltatók és a hivatásos katasztrófavédelmi szerv központi szerve közötti együttműködés rendjéről[113]
- 218/2020. (V. 21.) Korm. rendelet A Szlovák Köztársaságból történő határátlépésről[114]
- 219/2020. (V. 21.) Korm. rendelet A veszélyhelyzet során a járművezetésre jogosító okmány kiadásával kapcsolatos eltérő szabályokról[114]
- 220/2020. (V. 22.) Korm. rendelet Az iskolák 2020. júniusi működéséről[115]
- 221/2020. (V. 22.) Korm. rendelet A veszélyhelyzet ideje alatt a köznevelési intézmény működési engedély iránti kérelmének benyújtási határidejéről[115]
- 222/2020. (V. 22.) Korm. rendelet A veszélyhelyzet során az egyes pedagógusminősítési eljárások lefolytatásáról és az országos pedagógiai-szakmai ellenőrzésekről[115]
- 223/2020. (V. 22.) Korm. rendelet Egyes kormányrendeleteknek a rendészeti tárgyú szakképzéssel kapcsolatos módosításáról[115]
- 224/2020. (V. 22.) Korm. rendelet A veszélyhelyzettel összefüggésben felmerülő munkanélküliségi kockázatokat mérséklő európai uniós hitelkerethez kapcsolódó állami garanciavállalásról[115]
- 225/2020. (V. 22.) Korm. rendelet A Gazdaságvédelmi Akcióterv keretében a koronavírus-járvány gazdasági hatásainak mérséklése érdekében szükséges adózási könnyítésekről szóló 140/2020. (IV. 21.) Korm. rendelet módosításáról[115]
- 226/2020. (V. 25.) Korm. rendelet A Szerb Köztársaságból történő határátlépésről[116]
- 227/2020. (V. 25.) Korm. rendelet Az élet- és vagyonbiztonságot veszélyeztető tömeges megbetegedést okozó humánjárvány megelőzése, illetve következményeinek elhárítása érdekében a magyarországi székhelyű gazdasági társaságok gazdasági célú védelméhez szükséges intézkedésekről[117]
- 228/2020. (V. 25.) Korm. rendelet A veszélyhelyzet során egyes bányászati szabályok eltérő alkalmazásáról[117]
- 229/2020. (V. 25.) Korm. rendelet A veszélyhelyzet ideje alatt érvényesülő egyes eljárásjogi intézkedésekről szóló 74/2020. (III. 31.) Korm. rendelet, valamint a veszélyhelyzet kihirdetésével összefüggésben egyes büntetés-végrehajtási szabályok módosításáról szóló 90/2020. (IV. 5.) Korm. rendelet módosításáról[117]
- 230/2020. (V. 25.) Korm. rendelet A veszélyhelyzet során alkalmazandó egyes belügyi és közigazgatási tárgyú szabályokról szóló 85/2020. (IV. 5.) Korm. rendelet, valamint a Magyarország 2020. évi központi költségvetésének a veszélyhelyzettel összefüggő eltérő szabályairól szóló 92/2020. (IV. 6.) Korm. rendelet módosításáról[117]
- 231/2020. (V. 25.) Korm. rendelet A veszélyhelyzet során a személy- és vagyonegyesítő szervezetek működésére vonatkozó eltérő rendelkezésekről szóló 102/2020. (IV. 10.) Korm. rendelet módosításáról[117]
- 232/2020. (V. 25.) Korm. rendelet A koronavírus világjárvány nemzetgazdaságot érintő hatásának enyhítése érdekében szükséges azonnali intézkedésekről szóló 47/2020. (III. 18.) Korm. rendelet munkajogi szabályainak a Gazdaságvédelmi Akcióterv keretében történő kiegészítéséről szóló 104/2020. (IV. 10.) Korm. rendelet módosításáról[117]
- 233/2020. (V. 26.) Korm. rendelet Az élet- és vagyonbiztonságot veszélyeztető tömeges megbetegedést okozó humánjárvány megelőzése, illetve következményeinek elhárítása, a magyar állampolgárok egészségének és életének megóvása érdekében elrendelt veszélyhelyzet során a menekültügyi eljárás szabályairól[118]
- 234/2020. (V. 26.) Korm. rendelet Az élet- és vagyonbiztonságot veszélyeztető tömeges megbetegedést okozó humánjárvány megelőzése, illetve következményeinek elhárítása, a magyar állampolgárok egészségének és életének megóvása érdekében elrendelt veszélyhelyzet során a felnőttképzésben folyó oktatás és szakmai vizsgáztatás biztosításának eltérő szabályairól szóló 70/2020. (III. 26.) Korm. rendelet módosításáról[118]
- 235/2020. (V. 26.) Korm. rendelet A Cseh Köztársaságból és a Szlovák Köztársaságból történő határátlépésről[118]
- 236/2020. (V. 26.) Korm. rendelet A közlekedési infrastruktúra-fejlesztéssel összefüggő egyes kormányrendeletek módosításáról[119]
- 237/2020. (V. 26.) Korm. rendelet Az emberi erőforrások minisztere feladatkörébe tartozó egyes kormányrendeletek deregulációs célú módosításáról és hatályon kívül helyezéséről[119]
- 238/2020. (V. 26.) Korm. rendelet A 2014-2020 programozási időszakban az egyes európai uniós alapokból származó támogatások felhasználásának rendjéről szóló 272/2014. (XI. 5.) Korm. rendelet módosításáról[119]
- 239/2020. (V. 26.) Korm. rendelet Az Állatorvostudományi Egyetem kampuszának komplex infrastrukturális fejlesztése projekt keretében megvalósuló egyes beruházásokkal összefüggő közigazgatási hatósági ügyek nemzetgazdasági szempontból kiemelt jelentőségű üggyé nyilvánításáról, valamint az eljáró hatóságok kijelöléséről[119]
- 240/2020. (V. 27.) Korm. rendelet A fővárosi védelmi intézkedések következő üteméről[120]
- 241/2020. (V. 27.) Korm. rendelet A szabadtéri rendezvényekről[120]
- 242/2020. (V. 27.) Korm. rendelet A veszélyhelyzet ideje alatt az utazási szolgáltatásokra vonatkozó szerződésekre alkalmazandó különös szabályokról[120]
- 243/2020. (V. 28.) Korm. rendelet A Szlovén Köztársaságból történő határátlépésről[121]
- 244/2020. (V. 28.) Korm. rendelet Közlekedési tárgyú egyes kormányrendeletek jogharmonizációs célú módosításáról[11]
- 245/2020. (V. 28.) Korm. rendelet Egyes kormányrendeleteknek a piacfelügyelettel összefüggő módosításáról[11]
- 246/2020. (V. 28.) Korm. rendelet A „Harsányi János” ezüst emlékérme kibocsátásáról[11]
- 247/2020. (V. 28.) Korm. rendelet A Nemzeti Összetartozás Napja alkalmából tartott megemlékezésekről[122]
- 248/2020. (V. 28.) Korm. rendelet Az autós könnyűzenei koncertek megtartásáról[123]
- 249/2020. (V. 28.) Korm. rendelet A Gazdaságvédelmi Akcióterv végrehajtása érdekében a csődeljárásról és a felszámolási eljárásról szóló 1991. évi XLIX. törvény, valamint a cégnyilvánosságról, a bírósági cégeljárásról és a végelszámolásról szóló 2006. évi V. törvény rendelkezéseinek eltérő alkalmazásáról[123]
- 250/2020. (V. 28.) Korm. rendelet A Gazdaságvédelmi Akcióterv keretében Budapest Főváros XXIII. kerület Soroksár Önkormányzata fejlesztési programjának megvalósításával összefüggő közigazgatási hatósági ügyek nemzetgazdasági szempontból kiemelt jelentőségű üggyé nyilvánításáról, valamint az egyes közlekedésfejlesztési projektekkel összefüggő közigazgatási hatósági ügyek nemzetgazdasági szempontból kiemelt jelentőségű üggyé nyilvánításáról és az eljáró hatóságok kijelöléséről szóló 345/2012. (XII. 6.) Korm. rendelet módosításáról[123]
- 251/2020. (V. 29.) Korm. rendelet A Bolgár Köztársaságból történő határátlépésről[124]
- 252/2020. (V. 29.) Korm. rendelet A gyermekvállalás és az otthonteremtés támogatásával összefüggő egyes kormányrendeletek módosításáról[12]
- 253/2020. (V. 29.) Korm. rendelet A babaváró támogatással összefüggő egyes kormányrendeletek[12]
- 254/2020. (V. 29.) Korm. rendelet A Gazdaságvédelmi Akcióterv Család- és nyugdíjasvédelmi programja keretében a családok anyagi biztonságának erősítése érdekében szükséges egyes rendelkezésekről szóló 144/2020. (IV. 22.) Korm. rendelet módosításáról[12]
- 255/2020. (VI. 2.) Korm. rendelet A közfeladatot ellátó szervek iratkezelésének általános követelményeiről szóló 335/2005. (XII. 29.) Korm. rendelet módosításáról[125]

#### Június (256–314)
- 256/2020. (VI. 3.) Korm. rendelet Az egyes gazdaságfejlesztési célú és munkahelyteremtő beruházásokkal összefüggő közigazgatási hatósági ügyek nemzetgazdasági szempontból kiemelt jelentőségű üggyé nyilvánításáról, valamint egyes nemzetgazdasági szempontból kiemelt jelentőségű üggyé nyilvánításról szóló kormányrendeletek módosításáról szóló 141/2018. (VII. 27.) Korm. rendelet módosításáról[126]
- 257/2020. (VI. 3.) Korm. rendelet A Magyar Építészeti Múzeum és Műemlékvédelmi Dokumentációs Központ végleges elhelyezésére szolgáló épületegyüttes rekonstrukciójának megvalósításával összefüggő közigazgatási hatósági ügyek nemzetgazdasági szempontból kiemelt jelentőségű üggyé nyilvánításáról és a beruházás kiemelten közérdekűvé nyilvánításáról[126]
- 258/2020. (VI. 3.) Korm. rendelet A veszélyhelyzet során teendő egyes, a vasúti közlekedést érintő intézkedésekről[127]
- 259/2020. (VI. 4.) Korm. rendelet Az autós zenei rendezvényekről[128]
- 260/2020. (VI. 4.) Korm. rendelet Egyes központosított infokommunikációs közszolgáltatások ellátása szabályainak módosításáról[128]
- 261/2020. (VI. 4.) Korm. rendelet A Műcsarnok teljes körű rekonstrukciójának és korszerűsítésének megvalósításával összefüggő közigazgatási hatósági ügyek nemzetgazdasági szempontból kiemelt jelentőségű üggyé és a beruházás kiemelten közérdekű beruházássá nyilvánításáról[128]
- 262/2020. (VI. 5.) Korm. rendelet Az Osztrák Köztársaságból, a Cseh Köztársaságból és a Szlovák Köztársaságból történő határátlépésről[129]
- 263/2020. (VI. 6.) Korm. rendelet a határátlépésre vonatkozó különös szabályokról[130]
- 264/2020. (VI. 11.) Korm. rendelet A határátlépésre vonatkozó különös szabályokról szóló 263/2020. (VI. 6.) Korm. rendelet módosításáról[15]
- 265/2020. (VI. 11.) Korm. rendelet A díj ellenében végzett közúti árutovábbítási, a saját számlás áruszállítási, valamint az autóbusszal díj ellenében végzett személyszállítási és a saját számlás személyszállítási tevékenységről, továbbá az ezekkel összefüggő jogszabályok módosításáról szóló 261/2011. (XII. 7.) Korm. rendelet, valamint a közúti közlekedési igazgatási feladatokról, a közúti közlekedési okmányok kiadásáról és visszavonásáról szóló 326/2011. (XII. 28.) Korm. rendelet módosításáról[15]
- 266/2020. (VI. 11.) Korm. rendelet Egyes veszélyes anyagok elektromos és elektronikus berendezésekben való alkalmazásának korlátozásáról szóló 374/2012. (XII. 18.) Korm. rendelet módosításáról[15]
- 267/2020. (VI. 11.) Korm. rendelet A debreceni Latinovits Színház átalakításával kapcsolatos feladatok ellátásáról[15]
- 268/2020. (VI. 11.) Korm. rendelet Az egyes gazdaságfejlesztési célú és munkahelyteremtő beruházásokkal összefüggő közigazgatási hatósági ügyek nemzetgazdasági szempontból kiemelt jelentőségű üggyé nyilvánításáról, valamint egyes nemzetgazdasági szempontból kiemelt jelentőségű üggyé nyilvánításról szóló kormányrendeletek módosításáról szóló 141/2018. (VII. 27.) Korm. rendelet módosításáról
- 269/2020. (VI. 11.) Korm. rendelet A sportinfrastruktúra-fejlesztések megvalósításával összefüggő közigazgatási hatósági ügyek nemzetgazdasági szempontból kiemelt jelentőségű üggyé nyilvánításáról szóló 65/2019. (III. 27.) Korm. rendelet módosításáról[15]
- 270/2020. (VI. 12.) Korm. rendelet Az egyes tartós fogyasztási cikkekre vonatkozó kötelező jótállásról szóló 151/2003. (IX. 22.) Korm. rendelet, valamint az egyes javító-karbantartó szolgáltatásokra vonatkozó kötelező jótállásról szóló 249/2004. (VIII. 27.) Korm. rendelet módosításáról[131]
- 271/2020. (VI. 12.) Korm. rendelet A kábítószerekkel és pszichotróp anyagokkal, valamint az új pszichoaktív anyagokkal végezhető tevékenységekről, valamint ezen anyagok jegyzékre vételéről és jegyzékeinek módosításáról szóló 66/2012. (IV. 2.) Korm. rendelet módosításáról[131]
- 272/2020. (VI. 12.) Korm. rendelet A közfeladatot ellátó szervek iratkezelésének általános követelményeiről szóló 335/2005. (XII. 29.) Korm. rendelet és az előadó-művészeti szervezetek támogatásának részletes szabályairól szóló 428/2016. (XII. 15.) Korm. rendelet módosításáról[131]
- 273/2020. (VI. 12.) Korm. rendelet A légiközlekedési hatóság kiegészítő eljárásjogi szabályairól szóló 532/2017. (XII. 29.) Korm. rendelet módosításáról[131]
- 274/2020. (VI. 12.) Korm. rendelet Az egyes gazdaságfejlesztési célú és munkahelyteremtő beruházásokkal összefüggő közigazgatási hatósági ügyek nemzetgazdasági szempontból kiemelt jelentőségű üggyé nyilvánításáról, valamint egyes nemzetgazdasági szempontból kiemelt jelentőségű üggyé nyilvánításról szóló kormányrendeletek módosításáról szóló 141/2018. (VII. 27.) Korm. rendelet módosításáról[131]
- 275/2020. (VI. 12.) Korm. rendelet A veszélyhelyzet során nyújtott többletmunkájuk elismeréseként az egészségügyi és egészségügyben dolgozókat érintő egyszeri rendkívüli juttatásról[132]
- 276/2020. (VI. 12.) Korm. rendelet Az egészségügyi szolgáltatások Egészségbiztosítási Alapból történő finanszírozásának részletes szabályairól szóló 43/1999. (III. 3.) Korm. rendelet módosításáról[132]
- 277/2020. (VI. 12.) Korm. rendelet Az augusztus 20-ai hivatalos állami ünnep megtartásával kapcsolatos rendelkezésekről és szervezőjének kijelöléséről[132]
- 278/2020. (VI. 12.) Korm. rendelet Az egyes gazdaságfejlesztési célú és munkahelyteremtő beruházásokkal összefüggő közigazgatási hatósági ügyek nemzetgazdasági szempontból kiemelt jelentőségű üggyé nyilvánításáról, valamint egyes nemzetgazdasági szempontból kiemelt jelentőségű üggyé nyilvánításról szóló kormányrendeletek módosításáról szóló 141/2018. (VII. 27.) Korm. rendelet módosításáról[132]
- 279/2020. (VI. 13.) Korm. rendelet A nyilvános könyvtárak megnyitásáról[133]
- 280/2020. (VI. 13.) Korm. rendelet A veszélyhelyzettel összefüggésben a nemzetgazdaság stabilitásának érdekében szükséges intézkedésekről szóló 135/2020. (IV. 17.) Korm. rendelet és a Göd város közigazgatási területén különleges gazdasági övezet kijelöléséről szóló 136/2020. (IV. 17.) Korm. rendelet módosításáról[133]
- 281/2020. (VI. 16.) Korm. rendelet A határátlépésre vonatkozó különös szabályokról szóló 263/2020. (VI. 6.) Korm. rendelet módosításáról[134]
- 282/2020. (VI. 17.) Korm. rendelet A 2020. március 11-én kihirdetett veszélyhelyzet megszüntetéséről[135]
- 283/2020. (VI. 17.) Korm. rendelet A járványügyi készültség bevezetéséről[135]
- 284/2020. (VI. 17.) Korm. rendelet A veszélyhelyzet megszűnésével összefüggő átmeneti kormányrendeleti szabályokról[135]
- 285/2020. (VI. 17.) Korm. rendelet A járványügyi készültségi időszak védelmi intézkedéseiről[135]
- 286/2020. (VI. 17.) Korm. rendelet A járványügyi készültség során működő Operatív Törzs feladatairól[135]
- 287/2020. (VI. 17.) Korm. rendelet Az egészségügyi készlet állagának megóvása érdekében szükséges intézkedésekről[135]
- 288/2020. (VI. 17.) Korm. rendelet Az ellenőrzött bejelentés alkalmazásából kizárt ügyek meghatározásáról[135]
- 289/2020. (VI. 17.) Korm. rendelet A magyarországi székhelyű gazdasági társaságok gazdasági célú védelméhez szükséges tevékenységi körök meghatározásáról[135]
- 290/2020. (VI. 17.) Korm. rendelet A munkahelyvédelmi bértámogatással kapcsolatos egyes kérdésekről[135]
- 291/2020. (VI. 17.) Korm. rendelet A járványügyi készültségi időszak utazási korlátozásairól[135]
- 292/2020. (VI. 17.) Korm. rendelet A menedékjogi kérelem benyújtására irányuló szándéknyilatkozattal kapcsolatban nagykövetségek kijelöléséről[135]
- 293/2020. (VI. 17.) Korm. rendelet A 2014–2020 programozási időszakban az egyes európai uniós alapokból származó támogatások felhasználásának rendjéről szóló 272/2014. (XI. 5.) Korm. rendelet módosításáról[135]
- 294/2020. (VI. 18.) Korm. rendelet A Göd város közigazgatási területén különleges gazdasági övezet kijelöléséről[136]
- 295/2020. (VI. 22.) Korm. rendelet Vasúti képzési módszertani központ kijelöléséről[137]
- 296/2020. (VI. 22.) Korm. rendelet A BD Park Ingatlanfejlesztő Zártkörűen Működő Részvénytársaság „felszámolás alatt” egységesített eljárásrend szerinti megszüntetéséhez szükséges kormányzati intézkedésekről[137]
- 297/2020. (VI. 24.) Korm. rendelet A Gazdaságvédelmi Operatív Törzs felállításáról és feladatairól[138]
- 298/2020. (VI. 24.) Korm. rendelet A Magyarország Kormánya és az Ukrajna Kormánya közötti pénzügyi együttműködési keretprogram kialakításáról szóló megállapodás módosításáról szóló Jegyzőkönyv kihirdetéséről[139]
- 299/2020. (VI. 24.) Korm. rendelet A Magyarország Kormánya és a Vietnámi Szocialista Köztársaság Kormánya közötti pénzügyi együttműködési keretprogram kialakításáról szóló megállapodás jegyzékváltással történő módosításáról szóló Megállapodás kihirdetéséről[139]
- 300/2020. (VI. 24.) Korm. rendelet A dohánytermék-kiskereskedelmi tevékenységet folytatók nyilvántartás-vezetési és adatszolgáltatási kötelezettségéről, valamint a dohánytermékek árbejelentésének és árközzétételének részletes szabályairól szóló 406/2016. (XII. 10.) Korm. rendelet módosításáról[139]
- 301/2020. (VI. 24.) Korm. rendelet A Sopron-Fertő kiemelt turisztikai térségben megvalósítandó beruházásokkal összefüggő közigazgatási hatósági ügyek nemzetgazdasági szempontból kiemelt jelentőségű üggyé nyilvánításáról, valamint a turisztikai térségek és a kiemelt turisztikai fejlesztési térségek meghatározásáról szóló 429/2016. (XII. 15.) Korm. rendelet módosításáról szóló 201/2018. (X. 30.) Korm. rendelet módosításáról[139]
- 302/2020. (VI. 29.) Korm. rendelet Az öntözéses gazdálkodásról szóló törvény végrehajtásáról[140]
- 303/2020. (VI. 29.) Korm. rendelet A fővárosi és megyei kormányhivatal, valamint a járási (fővárosi kerületi) hivatal népegészségügyi feladatai ellátásáról, továbbá az egészségügyi államigazgatási szerv kijelöléséről szóló 385/2016. (XII. 2.) Korm. rendelet sugáregészségügyi feladatok ellátását érintő módosításáról[140]
- 304/2020. (VI. 29.) Korm. rendelet A kiadványok kötelespéldányainak szolgáltatásáról, megőrzéséről és használatáról szóló 195/2019. (VIII. 1.) Korm. rendelet eltérő időpontban történő hatálybalépéséről[140]
- 305/2020. (VI. 30.) Korm. rendelet A települési önkormányzatok által biztosított egyes közszolgáltatásokat érintő bérintézkedések kiadásainak támogatásáról[141]
- 306/2020. (VI. 30.) Korm. rendelet Egyes társadalombiztosítási és családtámogatási tárgyú kormányrendeletek módosításáról[141]
- 307/2020. (VI. 30.) Korm. rendelet Az egészségügyi szolgáltatások Egészségbiztosítási Alapból történő finanszírozásának részletes szabályairól szóló 43/1999. (III. 3.) Korm. rendelet módosításáról[141]
- 308/2020. (VI. 30.) Korm. rendelet Az egyes egészségügyi dolgozók és egészségügyben dolgozók illetmény- vagy bérnövelésének, valamint az ahhoz kapcsolódó támogatás igénybevételének részletes szabályairól szóló 256/2013. (VII. 5.) Korm. rendeletnek és a rendvédelmi feladatokat ellátó szervek hivatásos állományának szolgálati jogviszonyáról szóló 2015. évi XLII. törvény végrehajtásáról szóló 154/2015. (VI. 19.) Korm. rendeletnek a Büntetés-végrehajtás Egészségügyi Központ létrehozásával kapcsolatos módosításáról[141]
- 309/2020. (VI. 30.) Korm. rendelet A közalkalmazottak jogállásáról szóló 1992. évi XXXIII. törvénynek a szociális, valamint a gyermekjóléti és gyermekvédelmi ágazatban történő végrehajtásáról szóló 257/2000. (XII. 26.) Korm. rendelet, továbbá az egyházi és nem állami fenntartású szociális, gyermekjóléti és gyermekvédelmi szolgáltatók, intézmények és hálózatok állami támogatásáról szóló 489/2013. (XII. 18.) Korm. rendelet módosításáról[141]
- 310/2020. (VI. 30.) Korm. rendelet Az egyházi jogi személyek, a nemzetiségi önkormányzatok és a magán fenntartók által fenntartott köznevelési és szakképző intézményben foglalkoztatott, a nemzetiségi nevelési-oktatási feladatokat ellátó pedagógusok, oktatók bérfejlesztéséhez és a vezetői pótlék növeléséhez, valamint a bevett egyház és annak belső egyházi jogi személye által az állami iskolában szervezett hit- és erkölcstanoktatáshoz kapcsolódó átlagbéralapú támogatáshoz nyújtott 2020. évi kiegészítő költségvetési támogatásáról[141]
- 311/2020. (VI. 30.) Korm. rendelet A biztosítók és a viszontbiztosítók szavatolótőkéjéről és biztosítástechnikai tartalékairól szóló 43/2015. (III. 12.) Korm. rendelet módosításáról[141]
- 312/2020. (VI. 30.) Korm. rendelet Az Erzsébet a Kárpát-medencei Gyermekekért Alapítvány által megvalósított Erzsébet-táborok egyes típusairól és egyéb rendezvényeiről[141]
- 313/2020. (VI. 30.) Korm. rendelet Az emberi erőforrások minisztere feladatkörébe tartozó egyes egészségügyi és sport tárgyú kormányrendeletek deregulációs célú módosításáról[141]
- 314/2020. (VI. 30.) Korm. rendelet A TP Komplex Beruházó Zártkörűen Működő Részvénytársaság „felszámolás alatt” reorganizációjához szükséges kormányzati intézkedésekről[141]

#### Július (315−381)
- 315/2020. (VII. 1.) Korm. rendelet Egyes közigazgatási tárgyú kormányrendeletek módosításáról[142]
- 316/2020. (VII. 1.) Korm. rendelet A társadalombiztosítás ellátásaira jogosultakról, valamint ezen ellátások fedezetéről szóló 2019. évi CXXII. törvény hatálybalépésével összefüggő egyes egészségbiztosítási tárgyú kormányrendeletek módosításáról[142]
- 317/2020. (VII. 1.) Korm. rendelet A nyilvántartásokhoz kapcsolódó eljárások egyszerűsítése és elektronizálása érdekében szükséges kormányrendelet-módosításokról[142]
- 318/2020. (VII. 1.) Korm. rendelet A felnőttképzésről szóló törvény végrehajtásáról szóló 11/2020. (II. 7.) Korm. rendelet módosításáról[142]
- 319/2020. (VII. 1.) Korm. rendelet A szakképzésről szóló törvény végrehajtásáról szóló 12/2020. (II. 7.) Korm. rendelet módosításáról[142]
- 320/2020. (VII. 1.) Korm. rendelet Az állami magasépítési beruházásokról szóló 299/2018. (XII. 27.) Korm. rendelet módosításáról[142]
- 321/2020. (VII. 1.) Korm. rendelet A budapesti fejlesztések előkészítésével, megvalósításával és a kiemelt nemzetközi sportesemények rendezési jogának megszerzésével kapcsolatos egyes feladatok ellátásáról szóló 175/2019. (VII. 16.) Korm. rendelet módosításáról[142]
- 322/2020. (VII. 1.) Korm. rendelet A 2022. évi férfi kézilabda Európa-bajnokság Budapesten való megrendezéséhez szükséges létesítményfejlesztés kiemelt budapesti fejlesztéssé, valamint a beruházással összefüggő közigazgatási hatósági ügyek nemzetgazdasági szempontból kiemelt jelentőségű üggyé nyilvánításáról, továbbá a beruházással kapcsolatos sajátos szabályok megállapításáról szóló 64/2019. (III. 27.) Korm. rendelet módosításáról[142]
- 323/2020. (VII. 1.) Korm. rendelet Egyes víziközmű-beruházásokkal összefüggő közigazgatási hatósági ügyek nemzetgazdasági szempontból kiemelt jelentőségű üggyé nyilvánításáról[142]
- 324/2020. (VII. 1.) Korm. rendelet A magyar nemzeti értékek és hungarikumok értéktárba való felvételéről és az értéktár bizottságok munkájának szabályozásáról[143]
- 325/2020. (VII. 1.) Korm. rendelet Egyes kormányrendeleteknek az örökbefogadások elősegítésével összefüggő módosításáról[143]
- 326/2020. (VII. 1.) Korm. rendelet A fegyverekről és lőszerekről szóló 253/2004. (VIII. 31.) Korm. rendelet jogharmonizációs célú módosításáról[143]
- 327/2020. (VII. 2.) Korm. rendelet A rendvédelmi feladatokat ellátó szervek hivatásos állományának szolgálati jogviszonyáról szóló 2015. évi XLII. törvény végrehajtásáról szóló 154/2015. (VI. 19.) Korm. rendelet, valamint az új büntetés-végrehajtási férőhelyek létrehozására irányuló beruházásokkal összefüggő közigazgatási hatósági ügyek nemzetgazdasági szempontból kiemelt jelentőségű üggyé és a beruházások kiemelten közérdekű beruházásokká nyilvánításáról szóló 34/2020. (III. 5.) Korm. rendelet módosításáról[144]
- 328/2020. (VII. 2.) Korm. rendelet A közfeladatot ellátó szervek iratkezelésének általános követelményeiről szóló 335/2005. (XII. 29.) Korm. rendelet módosításáról[144]
- 329/2020. (VII. 2.) Korm. rendelet Az Apátfalva–Mezőhegyesi öntözőrendszer főművi fejlesztését célzó beruházással összefüggő közigazgatási hatósági ügyek nemzetgazdasági szempontból kiemelt jelentőségű üggyé nyilvánításáról[144]
- 330/2020. (VII. 2.) Korm. rendelet Jánossomorja város és térségének felszíni vízpótlásával és öntözésfejlesztésével összefüggő közigazgatási hatósági ügyek nemzetgazdasági szempontból kiemelt jelentőségű üggyé nyilvánításáról[144]
- 331/2020. (VII. 2.) Korm. rendelet A Szarvasi-Holtág rugalmas vízpótlási lehetősége kiépítésének I. ütemével összefüggő közigazgatási hatósági ügyek nemzetgazdasági szempontból kiemelt jelentőségű üggyé nyilvánításáról[144]
- 332/2020. (VII. 2.) Korm. rendelet A Modern Városok Program keretében Szegeden megvalósuló út- és közműfejlesztés során a csapadék és tisztított szennyvíz elvezetését célzó beruházással összefüggő közigazgatási hatósági ügyek nemzetgazdasági szempontból kiemelt jelentőségű üggyé nyilvánításáról[144]
- 333/2020. (VII. 2.) Korm. rendelet A Szévíz-csatorna komplex rendezése a 0+000-23+500 km szelvények között elnevezésű, a Környezeti és Energiahatékonysági Operatív Program által támogatott beruházással összefüggő közigazgatási hatósági ügyek nemzetgazdasági szempontból kiemelt jelentőségű üggyé nyilvánításáról[144]
- 334/2020. (VII. 2.) Korm. rendelet Az egyes gazdaságfejlesztési célú és munkahelyteremtő beruházásokkal összefüggő közigazgatási hatósági ügyek nemzetgazdasági szempontból kiemelt jelentőségű üggyé nyilvánításáról, valamint egyes nemzetgazdasági szempontból kiemelt jelentőségű üggyé nyilvánításról szóló kormányrendeletek módosításáról szóló 141/2018. (VII. 27.) Korm. rendelet módosításáról[144]
- 335/2020. (VII. 4.) Korm. rendelet A járványügyi készültségi időszak utazási korlátozásairól szóló 291/2020. (VI. 17.) Korm. rendelet módosításáról[145]
- 336/2020. (VII. 8.) Korm. rendelet A CG Electric Systems Hungary Zrt. stratégiailag kiemelt jelentőségű gazdálkodó szervezetté minősítéséről[18]
- 337/2020. (VII. 9.) Korm. rendelet Egyes foglalkoztatási tárgyú kormányrendeletek módosításáról[146]
- 338/2020. (VII. 9.) Korm. rendelet A MALÉV GH Földi Kiszolgáló Zártkörűen Működő Részvénytársaság "felszámolás alatt" stratégiailag kiemelt jelentőségű gazdálkodó szervezetté minősítéséről[146]
- 339/2020. (VII. 10.) Korm. rendelet A Citadella erőd és környezete megújításához és értékőrző fenntartásához szükséges beruházásokkal összefüggő közigazgatási hatósági ügyek nemzetgazdasági szempontból kiemelt jelentőségű üggyé nyilvánításáról, valamint az eljáró hatóságok kijelöléséről[147]
- 340/2020. (VII. 10.) Korm. rendelet Az ALFÖLDI NYOMDA Zártkörűen Működő Részvénytársaság 97,71%-os üzletrészének a Könyvtárellátó Közhasznú Nonprofit Korlátolt Felelősségű Társaság általi megvásárlása nemzetstratégiai jelentőségűnek minősítéséről[147]
- 341/2020. (VII. 12.) Korm. rendelet A járványügyi készültségi időszak utazási korlátozásairól[148]
- 342/2020. (VII. 14.) Korm. rendelet A tizenharmadik havi ellátásról[19]
- 343/2020. (VII. 14.) Korm. rendelet A hitelszerződésből eredő kötelezettségeiknek eleget tenni nem tudó természetes személyek lakhatásának biztosításával összefüggő lebonyolítói feladatok ellátásáról[19]
- 344/2020. (VII. 14.) Korm. rendelet A Kormány tagjainak feladat- és hatásköréről szóló 94/2018. (V. 22.) Korm. rendelet módosításáról[19]
- 345/2020. (VII. 14.) Korm. rendelet A szálláshely-szolgáltatási tevékenység folytatásának részletes feltételeiről és a szálláshely-üzemeltetési engedély kiadásának rendjéről szóló 239/2009. (X. 20.) Korm. rendelet és az egyes hajózási hatósági eljárások részletes szabályairól szóló 515/2017. (XII. 29.) Korm. rendelet módosításáról[19]
- 346/2020. (VII. 15.) Korm. rendelet A járványügyi készültségi időszak utazási korlátozásairól szóló 341/2020. (VII. 12.) Korm. rendelet módosításáról[149]
- 347/2020. (VII. 15.) Korm. rendelet A jogi segítségnyújtás keretében nyújtott szolgáltatások engedélyezése, folyósítása és visszatérítése iránti eljárások részletes szabályairól szóló 421/2017. (XII. 19.) Korm. rendelet módosításáról[149]
- 348/2020. (VII. 15.) Korm. rendelet A HUNGARORING Sport Zártkörűen Működő Részvénytársaság Stratégiai Fejlesztési Programjának keretében megvalósuló beruházással összefüggő közigazgatási hatósági ügyek nemzetgazdasági szempontból kiemelt jelentőségű üggyé nyilvánításáról szóló 255/2017. (IX. 5.) Korm. rendelet módosításáról[149]
- 349/2020. (VII. 16.) Korm. rendelet A Magyarország Kormánya és a Zöld-foki Köztársaság Kormánya közötti pénzügyi együttműködési keretprogram kialakításáról szóló megállapodás jegyzékváltással történő módosításáról szóló megállapodás kihirdetéséről[150]
- 350/2020. (VII. 16.) Korm. rendelet Az NFSI Nemzeti Fejlesztési és Stratégiai Intézet Nonprofit Korlátolt Felelősségű Társaság által kezelt hazai forrásból finanszírozott pályázatokkal kapcsolatos feladatok átadásáról[150]
- 351/2020. (VII. 16.) Korm. rendelet A felsőoktatási felvételi eljárásról szóló 423/2012. (XII. 29.) Korm. rendelet módosításáról[150]
- 352/2020. (VII. 16.) Korm. rendelet A balatonfüredi kézilabda-csarnok megvalósításával összefüggő közigazgatási hatósági ügyek nemzetgazdasági szempontból kiemelt jelentőségű üggyé nyilvánításáról[150]
- 353/2020. (VII. 16.) Korm. rendelet A Testnevelési Egyetem új kampusza, valamint a hozzá kapcsolódó sportlétesítmények, szálláshelyek és szolgáltató egységek megépítése projekt keretében megvalósuló egyes beruházásokkal összefüggő közigazgatási hatósági ügyek nemzetgazdasági szempontból kiemelt jelentőségű üggyé nyilvánításáról, az eljáró hatóságok kijelöléséről, valamint a beruházások megvalósításával összefüggő beépítési szabályok megállapításáról szóló 309/2016. (X. 13.) Korm. rendelet módosításáról[150]
- 354/2020. (VII. 20.) Korm. rendelet A DISPOMEDICOR Egyszerhasználatos Orvosi Eszközöket és Műtét-technikai Termékeket Gyártó Zártkörűen Működő Részvénytársaság „csődeljárás alatt” reorganizációjához szükséges kormányzati intézkedésekről[151]
- 355/2020. (VII. 23.) Korm. rendelet A Magyarország Kormánya és a Kenyai Köztársaság Kormánya közötti pénzügyi együttműködési keretprogram kialakításáról szóló megállapodás kihirdetéséről[152]
- 356/2020. (VII. 23.) Korm. rendelet Egyes atomenergetikai tárgyú kormányrendeletek módosításáról[152]
- 357/2020. (VII. 23.) Korm. rendelet Egyes építésügyi tárgyú kormányrendeletek módosításáról[152]
- 358/2020. (VII. 23.) Korm. rendelet Az önkormányzati fenntartású színházak állami és önkormányzati közös működtetése kezdeményezésének határidejéről szóló 368/2019. (XII. 30.) Korm. rendelet módosításáról[152]
- 359/2020. (VII. 23.) Korm. rendelet Az Iváncsa község külterületén megvalósuló ipari park fejlesztéssel összefüggő közigazgatási hatósági ügyek nemzetgazdasági szempontból kiemelt jelentőségű üggyé nyilvánításáról és az eljáró hatóságok kijelöléséről[152]
- 360/2020. (VII. 23.) Korm. rendelet A József Attila Színház rekonstrukcióját célzó beruházás megvalósításával összefüggő közigazgatási hatósági ügyek nemzetgazdasági szempontból kiemelt jelentőségű üggyé nyilvánításáról és az eljáró hatóságok kijelöléséről[152]
- 361/2020. (VII. 23.) Korm. rendelet A komáromi ipari park bővítésével összefüggő közigazgatási hatósági ügyek nemzetgazdasági szempontból kiemelt jelentőségű üggyé nyilvánításáról szóló 344/2017. (XI. 15.) Korm. rendelet módosításáról[152]
- 362/2020. (VII. 23.) Korm. rendelet A 2021. évi népszámlálás végrehajtásával kapcsolatos egyes feladatokról, valamint az Országos Statisztikai Adatfelvételi Program kötelező adatszolgáltatásairól szóló 388/2017. (XII. 13.) Korm. rendelet módosításáról[152]
- 363/2020. (VII. 23.) Korm. rendelet A Budapest Liszt Ferenc Nemzetközi Repülőtér fejlesztésére irányuló beruházások megvalósításával összefüggő közigazgatási hatósági ügyek kiemelt jelentőségű üggyé nyilvánításáról és az eljáró hatóságok kijelöléséről szóló 181/2016. (VII. 1.) Korm. rendelet, valamint az egyes közérdeken alapuló kényszerítő indok alapján eljáró szakhatóságok kijelöléséről szóló 531/2017. (XII. 29.) Korm. rendelet módosításáról[152]
- 364/2020. (VII. 23.) Korm. rendelet A személyi megfelelőség megállapítására és meghosszabbítására vonatkozó eljárási szabályokról[152]
- 365/2020. (VII. 28.) Korm. rendelet Az „Ösztöndíjprogram Keresztény Fiataloknak” elnevezésű ösztöndíjprogramról és a felsőoktatásban részt vevő hallgatók juttatásairól és az általuk fizetendő egyes térítésekről szóló 51/2007. (III. 26.) Korm. rendelet módosításáról szóló 120/2017. (VI. 1.) Korm. rendelet módosításáról[153]
- 366/2020. (VII. 28.) Korm. rendelet A 2019. évben Budapesten zajló World Urban Games sportesemény és a 2022. évi magyar–szlovák közös rendezésű férfi kézilabda Európa-bajnokság megrendezéséhez szükséges egyes létesítmények megvalósítását szolgáló kiemelten közérdekű beruházások helyszínének meghatározásáról szóló 63/2019. (III. 27.) Korm. rendelet módosításáról[153]
- 367/2020. (VII. 28.) Korm. rendelet Egyes örökségvédelmi tárgyú kormányrendeletek módosításáról és a kulturális javak védetté nyilvánításának részletes szabályairól szóló 57/2013. (VIII. 7.) EMMI rendelet hatályon kívül helyezéséről[153]
- 368/2020. (VII. 28.) Korm. rendelet Egyes vízgazdálkodási és vízvédelmi tárgyú kormányrendeletek módosításáról[153]
- 369/2020. (VII. 28.) Korm. rendelet Egyes veszélyes anyagok elektromos és elektronikus berendezésekben való alkalmazásának korlátozásáról szóló 374/2012. (XII. 18.) Korm. rendelet módosításáról[153]
- 370/2020. (VII. 30.) Korm. rendelet A Mathias Corvinus Collegium tehetséggondozási központjának kivitelezési munkálataival kapcsolatos kiemelten közérdekű beruházásról és az azzal összefüggő nemzetgazdasági szempontból kiemelt jelentőségű ügyekről[154]
- 371/2020. (VII. 30.) Korm. rendelet Csongrád megye nevének Csongrád-Csanád megyére változásával összefüggő egyes kormányrendeletek módosításáról[154]
- 372/2020. (VII. 30.) Korm. rendelet Magyarország Kormánya és a Fülöp-szigeteki Köztársaság Kormánya közötti kétoldalú technikai együttműködésről szóló keretmegállapodás kihirdetéséről[155]
- 373/2020. (VII. 30.) Korm. rendelet A hitelszerződésből eredő kötelezettségeiknek eleget tenni nem tudó természetes személyek lakhatásának biztosításával összefüggő egyes kormányrendeletek módosításáról[155]
- 374/2020. (VII. 30.) Korm. rendelet Az energetikai létfontosságú rendszerek és létesítmények azonosításáról, kijelöléséről és védelméről[155]
- 375/2020. (VII. 30.) Korm. rendelet Egyes kiberbiztonsági tárgyú és egyéb kormányrendeletek módosításáról[155]
- 376/2020. (VII. 30.) Korm. rendelet A környezetben tartósan megmaradó szerves szennyező anyagokról szóló, 2019. június 20-i (EU) 2019/1021 európai parlamenti és a tanácsi rendelet végrehajtásával kapcsolatos egyes rendelkezésekről[155]
- 377/2020. (VII. 30.) Korm. rendelet A 2014–2020 programozási időszakban az Európai Regionális Fejlesztési Alap és az Előcsatlakozási Támogatási Eszköz egyes, határon átnyúló együttműködési programjainak végrehajtásáról szóló 126/2016. (VI. 7.) Korm. rendelet módosításáról[155]
- 378/2020. (VII. 30.) Korm. rendelet A kiemelt állami temetésekről[155]
- 379/2020. (VII. 30.) Korm. rendelet A Gödöllői Premontrei Apátság templom és sportközpont építésével összefüggő közigazgatási hatósági ügyek nemzetgazdasági szempontból kiemelt jelentőségű üggyé nyilvánításáról[155]
- 380/2020. (VII. 30.) Korm. rendelet Az egyes közlekedésfejlesztési projektekkel összefüggő közigazgatási hatósági ügyek nemzetgazdasági szempontból kiemelt jelentőségű üggyé nyilvánításáról és az eljáró hatóságok kijelöléséről szóló 345/2012. (XII. 6.) Korm. rendelet módosításáról[155]
- 381/2020. (VII. 31.) Korm. rendelet A külpolitikáért felelős miniszter feladatkörébe tartozó egyes kormányrendeletek módosításáról[156]

#### Augusztus (382−418)
- 382/2020. (VIII. 4.) Korm. rendelet a Nemzeti Akkreditáló Hatóságról és az akkreditálási eljárásról szóló 424/2015. (XII. 23.) Korm. rendelet módosításáról[157]
- 383/2020. (VIII. 7.) Korm. rendelet A szálláshely-szolgáltatási tevékenység folytatásához kapcsolódó egyes kormányrendeletek módosításáról[158]
- 384/2020. (VIII. 7.) Korm. rendelet Az állami vagyonnal való gazdálkodásról szóló 254/2007. (X. 4.) Korm. rendelet, valamint a Közbeszerzési és Ellátási Főigazgatóságról szóló 250/2014. (X. 2.) Korm. rendelet módosításáról[158]
- 385/2020. (VIII. 7.) Korm. rendelet Az egyes továbbadott támogatások kihelyezésének részletes szabályairól szóló 187/2019. (VII. 30.) Korm. rendelet módosításáról[158]
- 386/2020. (VIII. 7.) Korm. rendelet A beruházás ösztönzési célelőirányzat felhasználásáról szóló 210/2014. (VIII. 27.) Korm. rendelet módosításáról[158]
- 387/2020. (VIII. 7.) Korm. rendelet A magyarországi székhelyű gazdasági társaságok gazdasági célú védelméhez szükséges tevékenységi körök meghatározásáról szóló 289/2020. (VI. 17.) Korm. rendelet módosításáról[158]
- 388/2020. (VIII. 7.) Korm. rendelet Az egyes gazdaságfejlesztési célú és munkahelyteremtő beruházásokkal összefüggő közigazgatási hatósági ügyek nemzetgazdasági szempontból kiemelt jelentőségű üggyé nyilvánításáról, valamint egyes nemzetgazdasági szempontból kiemelt jelentőségű üggyé nyilvánításról szóló kormányrendeletek módosításáról szóló 141/2018. (VII. 27.) Korm. rendelet módosításáról[158]
- 389/2020. (VIII. 8.) Korm. rendelet A hallgatói hitelrendszerről szóló 1/2012. (I. 20.) Korm. rendelet és a felnőttképzésről szóló törvény végrehajtásáról szóló 11/2020. (II. 7.) Korm. rendelet módosításáról.[159]
- 390/2020. (VIII. 12.) Korm. rendelet A kockázatértékelést végző szervezetek kijelöléséről, valamint a kockázatértékelést végző szervezetek tevékenységének részletes szabályairól[160]
- 391/2020. (VIII. 12.) Korm. rendelet A Kormány tagjainak feladat- és hatásköréről szóló 94/2018. (V. 22.) Korm. rendelet módosításáról[160]
- 392/2020. (VIII. 12.) Korm. rendelet A súlyos mozgáskorlátozott személyek közlekedési kedvezményeiről szóló 102/2011. (VI. 29.) Korm. rendelet módosításáról[160]
- 393/2020. (VIII. 12.) Korm. rendelet A felsőoktatásban szerezhető képesítések jegyzékéről és új képesítések jegyzékbe történő felvételéről szóló 139/2015. (VI. 9.) Korm. rendelet módosításáról[160]
- 394/2020. (VIII. 12.) Korm. rendeletA Nemzeti Közszolgálati Egyetemről, valamint a közigazgatási, rendészeti és katonai felsőoktatásról szóló 2011. évi CXXXII. törvény egyes rendelkezéseinek végrehajtásáról szóló 363/2011. (XII. 30.) Korm. rendelet módosításáról[160]
- 395/2020. (VIII. 12.) Korm. rendelet Az egyes közlekedésfejlesztési projektekkel összefüggő közigazgatási hatósági ügyek nemzetgazdasági szempontból kiemelt jelentőségű üggyé nyilvánításáról és az eljáró hatóságok kijelöléséről szóló 345/2012. (XII. 6.) Korm. rendelet módosításáról[160]
- 396/2020. (VIII. 12.) Korm. rendelet A Pénzügyminisztérium budai Várnegyedben történő elhelyezésével kapcsolatos beruházás megvalósításával összefüggő közigazgatási hatósági ügyek nemzetgazdasági szempontból kiemelt jelentőségű üggyé nyilvánításáról és a beruházás kiemelten közérdekűvé nyilvánításáról szóló 225/2018. (XI. 29.) Korm. rendelet módosításáról[160]
- 397/2020. (VIII. 12.) Korm. rendelet Egyes víziközmű beruházásokkal összefüggő közigazgatási hatósági ügyek nemzetgazdasági szempontból kiemelt jelentőségű üggyé nyilvánításáról szóló 323/2020. (VII. 1.) Korm. rendelet módosításáról[160]
- 398/2020. (VIII. 12.) Korm. rendelet A kötelező egészségbiztosítás ellátásairól szóló 1997. évi LXXXIII. törvény végrehajtásáról szóló 217/1997. (XII. 1.) Korm. rendelet módosításáról[160]
- 399/2020. (VIII. 12.) Korm. rendelet A pénzügyi intézmények, a biztosítók és a viszontbiztosítók, továbbá a befektetési vállalkozások és az árutőzsdei szolgáltatók informatikai rendszerének védelméről szóló 42/2015. (III. 12.) Korm. rendelet módosításáról[160]
- 400/2020. (VIII. 15.) Korm. rendelet A járványügyi készültségi időszak utazási korlátozásairól szóló 341/2020. (VII. 12.) Korm. rendelet módosításáról[161]
- 401/2020. (VIII. 17.) Korm. rendelet Energetikai tárgyú egyes kormányrendeletek módosításáról[162]
- 402/2020. (VIII. 17.) Korm. rendelet Egyes légiközlekedési tárgyú kormányrendeletek jogharmonizációs célú módosításáról
- 403/2020. (VIII. 17.) Korm. rendelet A külföldi bizonyítványok és oklevelek elismeréséről szóló 2001. évi C. törvény hatálya alá tartozó ügyekben eljáró hatóságok kijelöléséről, valamint a nyilatkozattételi kötelezettség alá eső szolgáltatások felsorolásáról szóló 33/2008. (II. 21.) Korm. rendelet, valamint az idegennyelv-tudást igazoló államilag elismert nyelvvizsgáztatásról és a külföldön kiállított, idegennyelv-tudást igazoló nyelvvizsga-bizonyítványok Magyarországon történő honosításáról szóló 137/2008. (V. 16.) Korm. rendelet módosításáról
- 404/2020. (VIII. 17.) Korm. rendelet Az államháztartásról szóló törvény végrehajtásáról szóló 368/2011. (XII. 31.) Korm. rendelet módosításáról
- 405/2020. (VIII. 17.) Korm. rendelet A Modern Városok Program megvalósításáról szóló 250/2016. (VIII. 24.) Korm. rendelet módosításáról
- 406/2020. (VIII. 20.) Korm. rendelet A járványügyi készültségi időszak utazási korlátozásairól szóló 341/2020. (VII. 12.) Korm. rendelet módosításáról[163]
- 407/2020. (VIII. 30.) Korm. rendelet A határellenőrzés ideiglenes visszaállításáról[164]
- 408/2020. (VIII. 30.) Korm. rendelet A járványügyi készültségi időszak utazási korlátozásairól[164]
- 409/2020. (VIII. 30.) Korm. rendelet A COVID-19 betegséggel összefüggő járványügyi megfigyelés esetén alkalmazandó egyes szabályokról[164]
- 410/2020. (VIII. 30.) Korm. rendelet A Magyar Honvédség járványügyi készültséggel kapcsolatos feladatokban történő közreműködéséről[164]
- 411/2020. (VIII. 30.) Korm. rendelet A tömeges bevándorlás okozta válsághelyzet Magyarország egész területére történő elrendeléséről, valamint a válsághelyzet elrendelésével, fennállásával és megszüntetésével összefüggő szabályokról szóló 41/2016. (III. 9.) Korm. rendelet módosításáról[165]
- 412/2020. (VIII. 30.) Korm. rendelet A vasúti járművek forgalomba hozatala, üzembehelyezése engedélyezéséről, időszakos és rendkívüli vizsgálatáról, hatósági járműnyilvántartásáról[165]
- 413/2020. (VIII. 30.) Korm. rendelet A vasúti rendszer kölcsönös átjárhatóságáról[165]
- 414/2020. (VIII. 30.) Korm. rendelet A vasúti közlekedés biztonságával összefüggő hatósági eljárásokról, valamint a vasúti közlekedési hatóság felügyeleti tevékenysége részletes szabályairól[165]
- 415/2020. (VIII. 30.) Korm. rendelet A vasúti közlekedési tárgyú egyes kormányrendeleteknek a 4. Vasúti Csomag Műszaki Pillérének átültetésével összefüggő módosításáról[165]
- 416/2020. (VIII. 30.) Korm. rendelet A személygépkocsival díj ellenében végzett közúti személyszállításról szóló 176/2015. (VII. 7.) Korm. rendelet módosításáról[165]
- 417/2020. (VIII. 30.) Korm. rendelet A közneveléssel összefüggő egyes kormányrendeletek módosításáról[165]
- 418/2020. (VIII. 30.) Korm. rendelet Az egyes kémiai biztonsági tárgyú kormányrendeletek módosításáról[165]

#### Szeptember (419−444)
- 419/2020. (IX. 1.) Korm. rendelet A magyar állampolgárok a Cseh Köztársaság, a Lengyel Köztársaság és a Szlovák Köztársaság területéről való beutazásáról, valamint a Cseh Köztársaság, a Lengyel Köztársaság és a Szlovák Köztársaság állampolgárainak beutazásáról[166]
- 420/2020. (IX. 3.) Korm. rendelet A Magyarország Kormánya és Románia Kormánya között a Magyar Köztársaság Kormánya és Románia Kormánya között a Magyar Köztársaság és Románia között a közúti és a vasúti határforgalom ellenőrzéséről szóló, Bukarestben, 2004. április hó 27. napján aláírt Egyezmény végrehajtásáról szóló Megállapodás módosításáról szóló Megállapodás kihirdetéséről[167]
- 421/2020. (IX. 3.) Korm. rendelet A Magyarország Kormánya és Románia Kormánya között a Magyar Köztársaság Kormánya és Románia Kormánya között a Magyar Köztársaság és Románia között a közúti és a vasúti határforgalom ellenőrzéséről szóló, Bukarestben, 2004. április hó 27. napján aláírt Egyezmény végrehajtásáról szóló Megállapodás módosításáról szóló Megállapodás kihirdetéséről[167]
- 422/2020. (IX. 4.) Korm. rendelet A járványügyi készültségi időszak utazási korlátozásairól szóló 408/2020. (VIII. 30.) Korm. rendelet járványügyi utazási részletszabályaival kapcsolatos módosításáról[168]
- 423/2020. (IX. 4.) Korm. rendelet A Kormány tagjainak feladat- és hatásköréről szóló 94/2018. (V. 22.) Korm. rendelet módosításáról[168]
- 424/2020. (IX. 4.) Korm. rendelet A Nemzeti Koncessziós Irodáról[168]
- 425/2020. (IX. 10.) Korm. rendelet Egyes agrártárgyú kormányrendeletek módosításáról[169]
- 426/2020. (IX. 10.) Korm. rendelet A 2014–2020 programozási időszakban az Európai Regionális Fejlesztési Alap és az Előcsatlakozási Támogatási Eszköz egyes, határon átnyúló együttműködési programjainak végrehajtásáról szóló 126/2016. (VI. 7.) Korm. rendelet, valamint a 2014–2020 programozási időszakban az Európai Szomszédsági Támogatási Eszközből társfinanszírozott Magyarország–Szlovákia–Románia–Ukrajna ENI Határon Átnyúló Együttműködési Program végrehajtásáról szóló 83/2018. (IV. 20.) Korm. rendelet módosításáról[169]
- 427/2020. (IX. 10.) Korm. rendelet A Modern Települések Fejlesztéséért felelős kormánybiztos irányítási jogköréről szóló 102/2018. (VI. 11.) Korm. rendelet módosításáról[169]
- 428/2020. (IX. 10.) Korm. rendelet A fővárosi és megyei kormányhivatalokról, valamint a járási (fővárosi kerületi) hivatalokról szóló 86/2019. (IV. 23.) Korm. rendelet módosításáról, valamint egyes nemzetgazdasági szempontból kiemelt jelentőségű üggyé nyilvánítással kapcsolatos kormányrendeletek deregulációjáról[169]
- 429/2020. (IX. 14.) Korm. rendelet A turisztikai térségek meghatározásáról[170]
- 430/2020. (IX. 14.) Korm. rendelet A turisztikai térségek fejlesztésének állami feladatairól szóló törvény végrehajtásáról szóló 235/2019. (X. 15.) Korm. rendelet módosításáról[170]
- 431/2020. (IX. 18.) Korm. rendelet A járványügyi készültségi időszak védelmi intézkedéseiről[171]
- 432/2020. (IX. 18.) Korm. rendelet Egyes kormányrendeleteknek a járványügyi készültségi időszak védelmi intézkedéseivel kapcsolatos módosításáról[171]
- 433/2020. (IX. 18.) Korm. rendelet A térítési díj ellenében igénybe vehető egyes egészségügyi szolgáltatások térítési díjáról szóló 284/1997. (XII. 23.) Korm. rendelet módosításáról[171]
- 434/2020. (IX. 21.) Korm. rendelet Az Európai Unió intézményeiben nemzeti szakértőként foglalkoztatottakról[172]
- 435/2020. (IX. 21.) Korm. rendelet A Közép- és Kelet-Európai Regionális Környezetvédelmi Központ jogállásáról szóló Megállapodás Magyarország tekintetében történő megszüntetéséről[172]
- 436/2020. (IX. 21.) Korm. rendelet A Stipendium Hungaricum ösztöndíjak biztosításáról szóló, módosított Megállapodás kihirdetéséről és a Stipendium Hungaricum ösztöndíjak biztosításáról szóló Megállapodás kihirdetéséről szóló 281/2017. (IX. 22.) Korm. rendelet módosításáról szóló 281/2019. (XI. 25.) Korm. rendelet módosításáról[172]
- 437/2020. (IX. 22.) Korm. rendelet A Kormány tagjainak feladat- és hatásköréről szóló 94/2018. (V. 22.) Korm. rendelet módosításáról[173]
- 438/2020. (IX. 22.) Korm. rendelet A központi nyugdíjbiztosítási szerv, az egészségbiztosítási szerv, a rehabilitációs hatóság, az állami foglalkoztatási szerv és a munkaügyi hatóság részére az állami adó- és vámhatóság által teljesített adatátadás részletes szabályairól[173]
- 439/2020. (IX. 23.) Korm. rendelet Az adóhatóságok tevékenységével összefüggő kormányrendeletek módosításáról[174]
- 440/2020. (IX. 23.) Korm. rendelet A Digitális Jólét Program végrehajtásával összefüggő egyes feladatokról, valamint a Kormányzati Informatikai Fejlesztési Ügynökségről szóló 268/2010. (XII. 3.) Korm. rendelet módosításáról szóló 127/2017. (VI. 8.) Korm. rendelet módosításáról[174]
- 441/2020. (IX. 28.) Korm. rendelet Az Eximbank által folyósítható kötött segélyhitelek feltételeiről és a segélyhitelnyújtás részletes szabályairól szóló 232/2003. (XII. 16.) Korm. rendelet módosításáról[175]
- 442/2020. (IX. 29.) Korm. rendelet A Liget Budapest projekt keretében megvalósuló egyes beruházásokkal összefüggő közigazgatási hatósági ügyek kiemelt jelentőségű üggyé nyilvánításáról és az eljáró hatóságok kijelöléséről szóló 546/2013. (XII. 30.) Korm. rendelet módosításáról[176]
- 443/2020. (IX. 30.) Korm. rendelet A határellenőrzés ideiglenes visszaállításáról szóló 407/2020. (VIII. 30.) Korm. rendelet módosításáról[177]
- 444/2020. (IX. 30.) Korm. rendelet A családokért felelős tárca nélküli miniszter feladat- és hatáskörébe tartozó jogszabályok meghatározásáról és egyes kormányrendeletek módosításáról[177]

#### Október (445−477)
- 445/2020. (X. 1.) Korm. rendelet Egyes kormányrendeleteknek a Magyarország 2021. évi központi költségvetésének megalapozásával összefüggő módosításáról[178]
- 446/2020. (X. 1.) Korm. rendelet A fővárosi és megyei kormányhivatalok működésével összefüggő egyes kormányrendeletek módosításáról[178]
- 447/2020. (X. 1.) Korm. rendelet Egyes kormányrendeleteknek a Gyermekeink védelmében elnevezésű informatikai rendszer és a javítóintézeti informatikai rendszer bevezetésével összefüggő módosításáról[178]
- 448/2020. (X. 1.) Korm. rendelet Az „Újjászülető Millenáris” fejlesztési koncepció keretében megvalósuló beruházás megvalósításával összefüggő közigazgatási hatósági ügyek nemzetgazdasági szempontból kiemelt jelentőségű üggyé és a beruházás kiemelten közérdekűvé nyilvánításáról[178]
- 449/2020. (X. 1.) Korm. rendelet A Dunakeszin alap- és középfokú oktatási intézmények és kulturális központ létrejöttét célzó beruházással összefüggő közigazgatási hatósági ügyek nemzetgazdasági szempontból kiemelt jelentőségű üggyé nyilvánításáról szóló 224/2019. (IX. 25.) Korm. rendelet módosításáról[178]
- 450/2020. (X. 5.) Korm. rendelet A magyar állampolgárok Cseh Köztársaság, Lengyel Köztársaság és Szlovák Köztársaság területéről való beutazásáról, valamint a Cseh Köztársaság, a Lengyel Köztársaság és a Szlovák Köztársaság állampolgárainak beutazásáról[179]
- 451/2020. (X. 5.) Korm. rendelet A 2014–2020 közötti programozási időszakban a Belső Biztonsági Alapból és a Menekültügyi, Migrációs és Integrációs Alapból származó támogatások felhasználásáról szóló 135/2015. (VI. 2.) Korm. rendelet módosításáról[180]
- 452/2020. (X. 7.) Korm. rendelet Az egyes hajózási hatósági eljárások részletes szabályairól szóló 515/2017. (XII. 29.) Korm. rendelet módosításáról[181]
- 453/2020. (X. 9.) Korm. rendelet Egyes járványügyi intézkedésekről[182]
- 454/2020. (X. 20.) Korm. rendelet A Magyarország Kormánya és a Koszovói Köztársaság Kormánya közötti pénzügyi együttműködési keretprogram kialakításáról szóló megállapodás módosításáról szóló megállapodás kihirdetéséről[183]
- 455/2020. (X. 20.) Korm. rendelet Az Útravaló Ösztöndíjprogramról szóló 152/2005. (VIII. 2.) Korm. rendelet, valamint a pedagógusok előmeneteli rendszeréről és a közalkalmazottak jogállásáról szóló 1992. évi XXXIII. törvény köznevelési intézményekben történő végrehajtásáról szóló 326/2013. (VIII. 30.) Korm. rendelet módosításáról[183]
- 456/2020. (X. 20.) Korm. rendelet A 2014–2020 programozási időszakban az egyes európai uniós alapokból származó támogatások felhasználásának rendjéről szóló 272/2014. (XI. 5.) Korm. rendelet módosításáról[183]
- 457/2020. (X. 20.) Korm. rendelet A sportakadémiákról szóló 303/2019. (XII. 12.) Korm. rendelet módosításáról[183]
- 458/2020. (X. 20.) Korm. rendelet A Hableány sétahajó-baleset áldozatainak emlékére felállításra kerülő emlékmű és környezete kialakításával összefüggő közigazgatási hatósági ügyek nemzetgazdasági szempontból kiemelt jelentőségű üggyé nyilvánításáról[183]
- 459/2020. (X. 20.) Korm. rendelet A Kübekháza–Rábé közúti határátkelőhely megvalósítására irányuló beruházással összefüggő közigazgatási hatósági ügyek nemzetgazdasági szempontból kiemelt jelentőségű üggyé nyilvánításáról[183]
- 460/2020. (X. 20.) Korm. rendelet A Budavári Palota területén, valamint a De la Motte-palotát érintően a Nemzeti Hauszmann-terv keretében megvalósuló beruházásokkal összefüggő közigazgatási hatósági ügyek kiemelt jelentőségű üggyé nyilvánításáról szóló 210/2016. (VII. 21.) Korm. rendelet, valamint a Mathias Corvinus Collegium tehetséggondozási központjának kivitelezési munkálataival kapcsolatos kiemelten közérdekű beruházásról és az azzal összefüggő nemzetgazdasági szempontból kiemelt jelentőségű ügyekről szóló 370/2020. (VII. 30.) Korm. rendelet módosításáról[183]
- 461/2020. (X. 21.) Korm. rendelet A nyugellátások és egyes más ellátások 2020. évi kiegészítő emeléséről[184]
- 462/2020. (X. 21.) Korm. rendelet A Konstantinápolyi Egyetemes Patriarchátus Magyarországi Ortodox Exarchátus Dialógus Központ, Lelkiségi, Kulturális és Tudományos Akadémiája épületének felújításával, átalakításával és újjáépítésével összefüggő közigazgatási hatósági ügyek nemzetgazdasági szempontból kiemelt jelentőségű üggyé és a beruházás kiemelten közérdekűvé nyilvánításáról[184]
- 463/2020. (X. 21.) Korm. rendelet A beruházás ösztönzési célelőirányzat felhasználásáról szóló 210/2014. (VIII. 27.) Korm. rendelet módosításáról[184]
- 464/2020. (X. 22.) Korm. rendelet A járványügyi készültségi időszak védelmi intézkedéseiről szóló 431/2020. (IX. 18.) Korm. rendelet módosításáról[185]
- 465/2020. (X. 22.) Korm. rendelet A 2019. évben Budapesten zajló World Urban Games sportesemény és a 2022. évi magyar–szlovák közös rendezésű férfi kézilabda Európa-bajnokság megrendezéséhez szükséges egyes létesítmények megvalósítását szolgáló kiemelten közérdekű beruházások helyszínének meghatározásáról szóló 63/2019. (III. 27.) Korm. rendelet módosításáról[185]
- 466/2020. (X. 27.) Korm. rendelet Az autópályák, autóutak és főutak használatáért fizetendő megtett úttal arányos díjról szóló 2013. évi LXVII. törvény végrehajtásáról szóló 209/2013. (VI. 18.) Korm. rendelet módosításáról[24]
- 467/2020. (X. 27.) Korm. rendelet Az állami vagyonnal való gazdálkodásról szóló 254/2007. (X. 4.) Korm. rendelet, valamint a köztulajdonban álló gazdasági társaságok belső kontrollrendszeréről szóló 339/2019. (XII. 23.) Korm. rendelet módosításáról[24]
- 468/2020. (X. 29.) Korm. rendelet A járványügyi készültségi időszak védelmi intézkedéseiről szóló 431/2020. (IX. 18.) Korm. rendelet módosításáról[186]
- 469/2020. (X. 29.) Korm. rendelet A határellenőrzés ideiglenes visszaállításáról szóló 407/2020. (VIII. 30.) Korm. rendelet módosításáról[186]
- 470/2020. (X. 29.) Korm. rendelet Az utazási vállalkozók 2021. évre vonatkozó vagyoni biztosíték kötelezettségének különös [186]
- 471/2020. (X. 29.) Korm. rendelet A közbeszerzések központi ellenőrzéséről és engedélyezéséről szóló 320/2015. (X. 30.) Korm. rendelet módosításáról[186]
- 472/2020. (X. 29.) Korm. rendelet Az állami sport célú támogatások felhasználásáról és elosztásáról[186]
- 473/2020. (X. 30.) Korm. rendelet Az államháztartásról szóló törvény végrehajtásáról szóló 368/2011. (XII. 31.) Korm. rendelet és az egyes kormányrendeleteknek a Magyarország 2021. évi központi költségvetésének megalapozásával összefüggő módosításáról szóló 445/2020. (X. 1.) Korm. rendelet módosításáról[187]
- 474/2020. (X. 30.) Korm. rendelet A levegő védelméről szóló 306/2010. (XII. 23.) Korm. rendelet módosításáról[187]
- 475/2020. (X. 30.) Korm. rendelet A kulturális tevékenységet végző közalkalmazottakról[188]
- 476/2020. (X. 30.) Korm. rendelet Az európai uniós programok végrehajtásával összefüggő egyes kormányrendeletek módosításáról, valamint egyes rendelkezések megállapításáról[188]
- 477/2020. (X. 30.) Korm. rendelet A lerombolt historikus épületelemek helyreállítási programjának megvalósítását szolgáló beruházásokkal összefüggő közigazgatási hatósági ügyek nemzetgazdasági szempontból kiemelt jelentőségű üggyé nyilvánításáról és a beruházások kiemelten közérdekű beruházássá nyilvánításáról[188]

#### November (478−534)
- 478/2020. (XI. 3.) Korm. rendelet A veszélyhelyzet kihirdetéséről[189]
- 479/2020. (XI. 3.) Korm. rendelet A veszélyhelyzet idején alkalmazandó további védelmi intézkedésekről[189]
- 480/2020. (XI. 4.) Korm. rendelet Az egyes egészségügyi dolgozók és egészségügyben dolgozók illetmény- vagy bérnövelésének, valamint az ahhoz kapcsolódó támogatás igénybevételének részletes szabályairól szóló 256/2013. (VII. 5.) Korm. rendelet módosításáról[190]
- 481/2020. (XI. 4.) Korm. rendelet A személygépkocsival díj ellenében végzett közúti személyszállításról szóló 176/2015. (VII. 7.) Korm. rendelet módosításáról[190]
- 482/2020. (XI. 4.) Korm. rendelet A fővárosi és megyei kormányhivatalokról, valamint a járási (fővárosi kerületi) hivatalokról szóló 86/2019. (IV. 23.) Korm. rendelet módosításáról[190]
- 483/2020. (XI. 5.) Korm. rendelet A veszélyhelyzet idejére eső időközi választásokra vonatkozó átmeneti rendelkezésekről[191]
- 484/2020. (XI. 10.) Korm. rendelet A veszélyhelyzet idején alkalmazandó védelmi intézkedések második üteméről[192]
- 485/2020. (XI. 10.) Korm. rendelet A veszélyhelyzet ideje alatt egyes gazdaságvédelmi intézkedésekről[192]
- 486/2020. (XI. 10.) Korm. rendelet A veszélyhelyzet ideje alatt az egészségügyi dolgozók és a koronavírus világjárvány elleni védekezésben közreműködő orvos-, egészségtudományi képzésben részt vevő hallgatók közforgalmú személyszállítási utazási kedvezményéről[192]
- 487/2020. (XI. 11.) Korm. rendelet A veszélyhelyzet során a távmunkával kapcsolatos szabályok alkalmazásáról[193]
- 488/2020. (XI. 11.) Korm. rendelet A biztonságos veszélyhelyzeti gyógyszerellátáshoz szükséges egyes intézkedésekről[193]
- 489/2020. (XI. 11.) Korm. rendelet A pedagógus-továbbképzés veszélyhelyzeti szabályairól[193]
- 490/2020. (XI. 11.) Korm. rendelet A látássérült személyek számára biztosított elemi rehabilitációs szolgáltatásról[193]
- 491/2020. (XI. 11.) Korm. rendelet Egyes európai uniós versenyjogi értelemben vett állami támogatási tárgyú kormányrendeletek módosításáról[193]
- 492/2020. (XI. 11.) Korm. rendelet Az Országos Gyógyszerészeti és Élelmezés-egészségügyi Intézet végleges elhelyezését biztosító beruházással összefüggő közigazgatási hatósági ügyek nemzetgazdasági szempontból kiemelt jelentőségű üggyé nyilvánításáról[193]
- 493/2020. (XI. 11.) Korm. rendelet Az egyes gazdaságfejlesztési célú és munkahelyteremtő beruházásokkal összefüggő közigazgatási hatósági ügyek nemzetgazdasági szempontból kiemelt jelentőségű üggyé nyilvánításáról, valamint egyes nemzetgazdasági szempontból kiemelt jelentőségű üggyé nyilvánításról szóló kormányrendeletek módosításáról szóló 141/2018. (VII. 27.) Korm. rendelet módosításáról[193]
- 494/2020. (XI. 11.) Korm. rendelet A sportinfrastruktúra-fejlesztések megvalósításával összefüggő közigazgatási hatósági ügyek nemzetgazdasági szempontból kiemelt jelentőségű üggyé nyilvánításáról szóló 65/2019. (III. 27.) Korm. rendelet módosításáról[193]
- 495/2020. (XI. 11.) Korm. rendelet Egyes koncesszióköteles tevékenységek tekintetében az illetékes ágazati miniszteri feladatok ellátásáról[193]
- 496/2020. (XI. 11.) Korm. rendelet Játékkaszinó-egységek üzemeltetésére vonatkozó koncessziós szerződések megkötésére irányuló ajánlattételi eljárás, illetve koncessziós pályázat kiírásának kiemelt nemzetgazdasági érdekké minősítéséről[193]
- 497/2020. (XI. 13.) Korm. rendelet A kiemelt nemzeti emlékhely használatának rendjéről szóló 119/2014. (IV. 8.) Korm. rendelet módosításáról[194]
- 498/2020. (XI. 13.) Korm. rendelet Egyes, a veszélyhelyzet ideje alatt alkalmazandó gazdasági szabályokról[195]
- 499/2020. (XI. 13.) Korm. rendelet A veszélyhelyzet során a Magyar Honvédség által a kórházakban ellátott feladatokról[195]
- 500/2020. (XI. 13.) Korm. rendelet A veszélyhelyzet idején az okmányokra, továbbá az ügyintézésre vonatkozó egyes szabályok megállapításáról[195]
- 501/2020. (XI. 14.) Korm. rendelet A veszélyhelyzet ideje alatt a digitális oktatással érintett családokat segítő intézkedésekről[196]
- 502/2020. (XI. 16.) Korm. rendelet A veszélyhelyzet során a személy- és vagyonegyesítő szervezetek működésére vonatkozó eltérő rendelkezések újbóli bevezetéséről[197]
- 503/2020. (XI. 17.) Korm. rendelet Az államháztartásról szóló törvény végrehajtásáról szóló 368/2011. (XII. 31.) Korm. rendelet módosításáról[198]
- 504/2020. (XI. 17.) Korm. rendelet Az Ózdi Járási Hivatal új irodaépület és kormányablak, valamint kapcsolódó parkoló kialakítását célzó beruházás megvalósításával összefüggő közigazgatási hatósági ügyek nemzetgazdasági szempontból kiemelt jelentőségű üggyé nyilvánításáról[198]
- 505/2020. (XI. 17.) Korm. rendelet A 2020. november 4-én kihirdetett veszélyhelyzettel összefüggő rendkívüli intézkedések hatályának meghosszabbításáról[199]
- 506/2020. (XI. 17.) Korm. rendelet Az Országos Kórházi Főigazgatóságról[199]
- 507/2020. (XI. 17.) Korm. rendelet Az állami fenntartású, egészségügyi szakellátást nyújtó egészségügyi szolgáltatók irányításának a veszélyhelyzetben alkalmazandó szabályairól[199]
- 508/2020. (XI. 18.) Korm. rendelet Az 1957. szeptember 30-án létrejött, a Veszélyes Áruk Nemzetközi Közúti Szállításáról szóló Európai Megállapodás (ADR) módosításáról szóló Jegyzőkönyv és a Veszélyes Áruk Nemzetközi Közúti Szállításáról szóló Megállapodás egységes szerkezetben történő kihirdetéséről[200]
- 509/2020. (XI. 19.) Korm. rendelet Az egészségügyi és az egészségügyben dolgozók, a nevelési, oktatási intézményekben nevelési, oktatási tevékenységet végző dolgozók, a szociális intézményekben dolgozók, valamint a bölcsődei ellátásban dolgozók SARS-CoV-2 koronavírus kimutatására alkalmas rendszeres vizsgálatáról és az egészségügyi ellátással összefüggő egyes kérdésekről[201]
- 510/2020. (XI. 19.) Korm. rendelet A veszélyhelyzet idején alkalmazandó védelmi intézkedések második üteméről szóló 484/2020. (XI. 10.) Korm. rendelet módosításáról[201]
- 511/2020. (XI. 20.) Korm. rendelet A vízügyi igazgatási és a vízügyi, valamint a vízvédelmi hatósági feladatokat ellátó szervek kijelöléséről szóló 223/2014. (IX. 4.) Korm. rendelet, továbbá a Kormány tagjainak feladat- és hatásköréről szóló 94/2018. (V. 22.) Korm. rendelet módosításáról[28]
- 512/2020. (XI. 21.) Korm. rendelet A veszélyhelyzet idején a parkolást könnyítő intézkedésekről[202]
- 513/2020. (XI. 23.) Korm. rendelet A veszélyhelyzet idején alkalmazandó védelmi intézkedések második üteméről szóló 484/2020. (XI. 10.) Korm. rendelet módosításáról[203]
- 514/2020. (XI. 24.) Korm. rendelet Az állami tulajdonban levő ÉMI Nonprofit Kft. állami építési beruházásokkal kapcsolatos egyes műszaki szolgáltatási feladatok elvégzésére vonatkozó kijelöléséről szóló 51/2016. (III. 17.) Korm. rendelet módosításáról[204]
- 515/2020. (XI. 24.) Korm. rendelet Az Országos Statisztikai Adatfelvételi Program kötelező adatszolgáltatásairól szóló 388/2017. (XII. 13.) Korm. rendelet módosításáról[204]
- 516/2020. (XI. 25.) Korm. rendelet Az Országos Kórházi Főigazgatóság feladatairól[205]
- 517/2020. (XI. 25.) Korm. rendelet Az Országos Kórházi Főigazgatóságról szóló 506/2020. (XI. 17.) Korm. rendelettől eltérő, veszélyhelyzet idején alkalmazandó szabályokról[205]
- 518/2020. (XI. 25.) Korm. rendelet A gyermeket nevelő családok otthonfelújítási támogatásáról[206]
- 519/2020. (XI. 25.) Korm. rendelet A határellenőrzés ideiglenes visszaállításáról szóló 407/2020. (VIII. 30.) Korm. rendelet módosításáról[207]
- 520/2020. (XI. 25.) Korm. rendelet A veszélyhelyzet idején alkalmazandó védelmi intézkedések második üteméről szóló 484/2020. (XI. 10.) Korm. rendeletnek a maszkviseléssel összefüggő módosításáról[207]
- 521/2020. (XI. 25.) Korm. rendelet A veszélyhelyzet idején az egyes adatigénylési rendelkezésektől való eltérésről[207]
- 522/2020. (XI. 25.) Korm. rendelet A veszélyhelyzet idején a felsőoktatást érintő egyes szabályokról[207]
- 523/2020. (XI. 25.) Korm. rendelet A szálláshely-szolgáltatók meghiúsuló foglalásaiból eredő bevételkiesés részleges megtérítéséről[207]
- 524/2020. (XI. 25.) Korm. rendelet Az orvos- és egészségtudományi felsőoktatási intézmények irányító megyei intézményi feladatokat is ellátó klinikai központjainak irányítására a veszélyhelyzet idején alkalmazandó szabályokról[207]
- 525/2020. (XI. 25.) Korm. rendelet Az orvos- és egészségtudományi felsőoktatási intézmények irányító megyei intézményi feladatokat el nem látó klinikai központjainak irányítására a veszélyhelyzet idején alkalmazandó szabályokról[207]
- 526/2020. (XI. 25.) Korm. rendelet Az egészség- és önsegélyező pénztáraknak a szociális intézményekre vonatkozó működési és üzemeltetési szabályairól[207]
- 527/2020. (XI. 26.) Korm. rendelet Az egyes klímapolitikai tárgyú kormányrendeletek módosításáról[29]
- 528/2020. (XI. 28.) Korm. rendelet Az egészségügyi szolgálati jogviszonyról szóló 2020. évi C. törvény végrehajtásáról[208]
- 529/2020. (XI. 28.) Korm. rendelet Egyes kormányrendeleteknek az egészségügyi szolgálati jogviszonyról szóló 2020. évi C. törvény végrehajtásához kapcsolódó módosításáról[208]
- 530/2020. (XI. 28.) Korm. rendelet Az egészségügyi dolgozók és egészségügyben dolgozók jogviszonyával kapcsolatos egyes kérdésekről[208]
- 531/2020. (XI. 28.) Korm. rendelet A veszélyhelyzet ideje alatt a bírósági és ügyészségi szervezeti és jogállási törvények egyes rendelkezéseinek eltérő alkalmazásáról[208]
- 532/2020. (XI. 28.) Korm. rendelet A veszélyhelyzet idején alkalmazandó gazdaságvédelmi intézkedésről[208]
- 533/2020. (XI. 30.) Korm. rendelet A 2014–2020 programozási időszakban az egyes európai uniós alapokból származó támogatások felhasználásának rendjéről szóló 272/2014. (XI. 5.) Korm. rendelet módosításáról[30]
- 534/2020. (XI. 30.) Korm. rendelet A közlekedési igazgatási feladatokkal összefüggő hatósági feladatokat ellátó szervek kijelöléséről szóló 382/2016. (XII. 2.) Korm. rendelet módosításáról[30]

#### December (535−732)
- 535/2020. (XII. 1.) Korm. rendelet A koronavírus-világjárvány nemzetgazdaságot érintő hatásának enyhítése érdekében szükséges helyi adó intézkedésről[209]
- 536/2020. (XII. 1.) Korm. rendelet A Kormány tagjainak feladat- és hatásköréről szóló 94/2018. (V. 22.) Korm. rendelet módosításáról[209]
- 537/2020. (XII. 1.) Korm. rendelet A sportbeli dopping elleni nemzetközi egyezmény I. és II. melléklete módosításának kihirdetéséről[209]
- 538/2020. (XII. 2.) Korm. rendelet A nyugellátások és egyes más ellátások 2021. január havi emeléséről[210]
- 539/2020. (XII. 2.) Korm. rendelet Az Európai Röntgen-szabadelektronlézer Létesítmény (European X-Ray Free-Electron Laser, XFEL) építéséről és üzemeltetéséről szóló Egyezményhez kapcsolódó, a Spanyol Királyság csatlakozására vonatkozó jegyzőkönyv kihirdetéséről[210]
- 540/2020. (XII. 2.) Korm. rendelet Az Európai Röntgen-szabadelektronlézer Létesítmény (European X-Ray Free-Electron Laser, XFEL) építéséről és üzemeltetéséről szóló Egyezményhez kapcsolódó, a Nagy-Britannia és Észak-Írország Egyesült Királysága csatlakozására vonatkozó jegyzőkönyv kihirdetéséről[210]
- 541/2020. (XII. 2.) Korm. rendelet A bizalmi szolgáltatások esetében a személyes jelenléttel egyenértékű biztosítékot nyújtó, nemzeti szinten elismert egyéb azonosítási módszerekről[210]
- 542/2020. (XII. 2.) Korm. rendelet A krízisbiztosítási hozzájárulás mértékének megállapításáról[210]
- 543/2020. (XII. 2.) Korm. rendelet A kötelező egészségbiztosítás ellátásairól szóló 1997. évi LXXXIII. törvény végrehajtásáról szóló 217/1997. (XII. 1.) Korm. rendelet és a Nemzeti Kutatási, Fejlesztési és Innovációs Hivatalról, valamint a Nemzeti Kutatási, Fejlesztési és Innovációs Alap kezelő szervének kijelöléséről szóló 344/2019. (XII. 23.) Korm. rendelet módosításáról[210]
- 544/2020. (XII. 2.) Korm. rendelet A Nemzeti Közszolgálati Egyetemről, valamint a közigazgatási, rendészeti és katonai felsőoktatásról szóló 2011. évi CXXXII. törvény egyes rendelkezéseinek végrehajtásáról szóló 363/2011. (XII. 30.) Korm. rendelet, valamint az államtudományi képzési területen szerezhető képesítések jegyzékéről és a képzések képzési és kimeneti követelményeiről szóló 222/2019. (IX. 25.) Korm. rendelet módosításáról[210]
- 545/2020. (XII. 2.) Korm. rendelet A paksi Integrált Központ létrehozását célzó beruházás, valamint a kapcsolódó bontási és kármentesítési munkák előkészítésével és megvalósításával összefüggő közigazgatási hatósági ügyek nemzetgazdasági szempontból kiemelt jelentőségű üggyé nyilvánításáról és az eljáró hatóságok kijelöléséről, valamint az egyes közérdeken alapuló kényszerítő indok alapján eljáró szakhatóságok kijelöléséről szóló 531/2017. (XII. 29.) Korm. rendelet módosításáról[210]
- 546/2020. (XII. 2.) Korm. rendelet A veszélyhelyzet ideje alatt egyes településfejlesztési, településrendezési és településkép-védelmi szabályok eltérő alkalmazásáról[211]
- 547/2020. (XII. 2.) Korm. rendelet A földeken fennálló osztatlan közös tulajdon felszámolására irányuló kérelmek benyújthatóságának elhalasztásáról[211]
- 548/2020. (XII. 2.) Korm. rendelet A honvédek jogállásáról szóló 2012. évi CCV. törvény hatálya alá tartozókra vonatkozó rendkívüli intézkedésekről[211]
- 549/2020. (XII. 2.) Korm. rendelet A veszélyhelyzet ideje alatt alkalmazandó, levegőminőséggel összefüggő szabályokról[211]
- 550/2020. (XII. 2.) Korm. rendelet A levegő védelméről szóló 306/2010. (XII. 23.) Korm. rendelet módosításáról szóló 474/2020. (X. 30.) Korm. rendelet módosításáról[211]
- 551/2020. (XII. 2.) Korm. rendelet Az egyes fejlesztéspolitikai tárgyú kormányrendeletek egyes rendelkezéseinek veszélyhelyzet ideje alatt történő eltérő alkalmazásáról[211]
- 552/2020. (XII. 2.) Korm. rendelet Az egyes veszélyhelyzeti kormányrendeletek módosításáról[211]
- 553/2020. (XII. 2.) Korm. rendelet A veszélyhelyzet idején közintézmények területén alkalmazandó védelmi intézkedésekről[211]
- 554/2020. (XII. 3.) Korm. rendelet A 2014–2020 programozási időszakban az egyes európai uniós alapokból származó támogatások felhasználásának rendjéről szóló 272/2014. (XI. 5.) Korm. rendelet módosításáról[31]
- 555/2020. (XII. 3.) Korm. rendelet Az egészségügyi válsághelyzeti ellátásról szóló 521/2013. (XII. 30.) Korm. rendelet módosításáról[31]
- 556/2020. (XII. 4.) Korm. rendelet A veszélyhelyzet ideje alatt teendő, egyes szociális és gyermekvédelmi ellátásokkal kapcsolatos intézkedésekről, valamint a szociális és gyermekvédelmi szolgáltatásoknak a veszélyhelyzet ideje alatt elrendelt működési rendjéről[212]
- 557/2020. (XII. 4.) Korm. rendelet Az egészségügyi szolgáltatások Egészségbiztosítási Alapból történő finanszírozásának részletes szabályairól szóló 43/1999. (III. 3.) Korm. rendelet módosításáról[212]
- 558/2020. (XII. 4.) Korm. rendelet Az egészségügyi és az egészségügyben dolgozók, a nevelési, oktatási intézményekben nevelési, oktatási tevékenységet végző dolgozók, a szociális intézményekben dolgozók, valamint a bölcsődei ellátásban dolgozók SARS-CoV-2 koronavírus kimutatására alkalmas rendszeres vizsgálatáról és az egészségügyi ellátással összefüggő egyes kérdésekről szóló 509/2020. (XI. 19.) Korm. rendelet módosításáról[212]
- 559/2020. (XII. 4.) Korm. rendelet Az egyes közlekedési tárgyú kormányrendeletekkel összefüggő veszélyhelyzeti szabályokról[212]
- 560/2020. (XII. 7.) Korm. rendelet A termelőszövetkezeti földhasználati jog alatt álló ingatlanok állami tulajdonba kerülésével kapcsolatban a részarány-tulajdonosok kártalanításának szabályairól[213]
- 561/2020. (XII. 7.) Korm. rendelet Az egyes központosított egészségügyi szolgáltatók által nyújtott szolgáltatások igénybevételéről, valamint a külön meghatározott személyek tekintetében fennálló egészségügyi ellátás rendjéről szóló 175/2007. (VI. 30.) Korm. rendelet módosításáról[212]
- 562/2020. (XII. 7.) Korm. rendelet Logisztikai raktárcsarnok építésére irányuló beruházás megvalósításával összefüggő közigazgatási hatósági ügyek nemzetgazdasági szempontból kiemelt jelentőségű üggyé nyilvánításáról[212]
- 563/2020. (XII. 8.) Korm. rendelet A biztonságos veszélyhelyzeti gyógyszerellátáshoz szükséges egyes intézkedésekről szóló 488/2020. (XI. 11.) Korm. rendelet módosításáról[214]
- 564/2020. (XII. 8.) Korm. rendelet Egyes agrártárgyú kormányrendeletek módosításáról[214]
- 565/2020. (XII. 8.) Korm. rendelet A kiemelt nemzetközi sport- és sportdiplomáciai eseményekről és az azokhoz kapcsolódó költségvetési támogatásokról[214]
- 566/2020. (XII. 8.) Korm. rendelet Az egyes kimagasló sporteredmények állami jutalmáról szóló 200/2013. (VI. 13.) Korm. rendelet módosításáról[214]
- 567/2020. (XII. 9.) Korm. rendelet A családok anyagi biztonságának erősítése érdekében szükséges, a veszélyhelyzettel összefüggő egyes rendelkezésekről[215]
- 568/2020. (XII. 9.) Korm. rendelet A bölcsődei ellátás állami támogatásának a veszélyhelyzettel összefüggő egyes rendelkezéseiről[215]
- 569/2020. (XII. 9.) Korm. rendelet A védelmi intézkedések alkalmazhatóságának meghosszabbításáról[216]
- 570/2020. (XII. 9.) Korm. rendelet A veszélyhelyzet ideje alatt alkalmazandó egyes belügyi és közigazgatási tárgyú szabályokról, valamint a veszélyhelyzettel összefüggő egyes intézkedésekről[216]
- 571/2020. (XII. 9.) Korm. rendelet A veszélyhelyzet ideje alatt egyes gazdaságvédelmi intézkedésekről szóló kormányrendeletek módosításáról[216]
- 572/2020. (XII. 9.) Korm. rendelet Egyes kormányrendeleteknek a nyilvántartásokhoz kapcsolódó eljárások egyszerűsítése és elektronizálása érdekében szükséges módosításáról[216]
- 573/2020. (XII. 9.) Korm. rendelet A Rendszerváltás Történetét Kutató Intézet és Archívum jogutód nélküli megszüntetéséről, valamint közfeladatainak további ellátásáról[216]
- 574/2020. (XII. 9.) Korm. rendelet A BUDAPEST Hitel- és Fejlesztési Bank Zártkörűen Működő Részvénytársaság, az MKB Bank Nyrt. és az MTB Magyar Takarékszövetkezeti Bank Zártkörűen Működő Részvénytársaság részvényeinek a Magyar Bankholding Zártkörűen Működő Részvénytársaság általi megszerzése nemzetstratégiai jelentőségűnek minősítéséről[216]
- 575/2020. (XII. 11.) Korm. rendelet Az állami projektértékelői jogviszonyról, valamint egyes kapcsolódó törvények módosításáról szóló 2016. évi XXXIII. törvény végrehajtásáról szóló 110/2016. (V. 25.) Korm. rendelet módosításáról[33]
- 576/2020. (XII. 11.) Korm. rendelet A védett vásárlási idősáv felfüggesztéséről[217]
- 577/2020. (XII. 11.) Korm. rendelet A veszélyhelyzet ideje alatt a bírósági és ügyészségi szervezeti és jogállási törvények egyes rendelkezéseinek eltérő alkalmazásáról szóló 531/2020. (XI. 28.) Korm. rendelet módosításáról[217]
- 578/2020. (XII. 14.) Korm. rendelet Az élelmiszerlánc-felügyeleti információs rendszer működéséről[218]
- 579/2020. (XII. 14.) Korm. rendelet Az Ecomont-Trade Kereskedelmi és Szolgáltató Korlátolt Felelősségű Társaság „felszámolás alatt” gazdasági társaság egységesített eljárásrend szerinti megszüntetéséhez szükséges kormányzati intézkedésekről[218]
- 580/2020. (XII. 14.) Korm. rendelet z egyes gazdaságfejlesztési célú és munkahelyteremtő beruházásokkal összefüggő közigazgatási hatósági ügyek nemzetgazdasági szempontból kiemelt jelentőségű üggyé nyilvánításáról, valamint egyes nemzetgazdasági szempontból kiemelt jelentőségű üggyé nyilvánításról szóló kormányrendeletek módosításáról szóló 141/2018. (VII. 27.) Korm. rendelet módosításáról[218]
- 581/2020. (XII. 14.) Korm. rendelet Az egyes gazdaságfejlesztési célú és munkahelyteremtő beruházásokkal összefüggő közigazgatási hatósági ügyek nemzetgazdasági szempontból kiemelt jelentőségű üggyé nyilvánításáról, valamint egyes nemzetgazdasági szempontból kiemelt jelentőségű üggyé nyilvánításról szóló kormányrendeletek módosításáról szóló 141/2018. (VII. 27.) Korm. rendelet módosításáról[218]
- 582/2020. (XII. 15.) Korm. rendelet A veszélyhelyzet ideje alatt biztosított utazási kedvezményekről[219]
- 583/2020. (XII. 15.) Korm. rendelet A veszélyhelyzet idején alkalmazandó védelmi intézkedések második üteméről szóló 484/2020. (XI. 10.) Korm. rendelet módosításáról[219]
- 584/2020. (XII. 15.) Korm. rendelet A járványügyi készültség bevezetéséről szóló 283/2020. (VI. 17.) Korm. rendelet módosításáról[219]
- 585/2020. (XII. 15.) Korm. rendelet Egyes, a honvédelmi egészségügyi szolgáltatónál foglalkoztatott rezidensek közalkalmazotti jogviszonya átalakulásának veszélyhelyzeti szabályairól[219]
- 586/2020. (XII. 15.) Korm. rendelet A pénzügyi közvetítőrendszert érintő egyes kormányrendeletek módosításáról és hatályon kívül helyezéséről[219]
- 587/2020. (XII. 16.) Korm. rendelet A pirotechnikai termékek forgalmazásának és felhasználásának év végi korlátozásáról[220]
- 588/2020. (XII. 17.) Korm. rendelet A központi kórházi integrált gazdálkodási rendszerrel kapcsolatos egyes szabályokról[221]
- 589/2020. (XII. 17.) Korm. rendelet Az NFSI Nemzeti Fejlesztési és Stratégiai Intézet Nonprofit Korlátolt Felelősségű Társaság Környezeti és Energiahatékonysági Operatív Programmal kapcsolatos feladatainak átadásáról[221]
- 590/2020. (XII. 17.) Korm. rendelet A Nemzeti Kommunikációs Hivatal jogállásáról és a kormányzati kommunikációs beszerzésekről szóló 162/2020. (IV. 30.) Korm. rendelet módosításáról[221]
- 591/2020. (XII. 17.) Korm. rendelet A védett személyek és a kijelölt létesítmények védelméről szóló 160/1996. (XI. 5.) Korm. rendelet módosításáról[221]
- 592/2020. (XII. 17.) Korm. rendelet Az állami vagyonnal való gazdálkodásról szóló 254/2007. (X. 4.) Korm. rendelet módosításáról[221]
- 593/2020. (XII. 17.) Korm. rendelet Az elővásárlási és előhaszonbérleti jog gyakorlása érdekében az adás-vételi és a haszonbérleti szerződés hirdetményi úton történő közlésére vonatkozó eljárási szabályokról szóló 474/2013. (XII. 12.) Korm. rendelet módosításáról[221]
- 594/2020. (XII. 17.) Korm. rendelet Az egyes koncesszióköteles tevékenységek tekintetében az illetékes ágazati miniszteri feladatok ellátásáról szóló 495/2020. (XI. 11.) Korm. rendelet módosításáról[221]
- 595/2020. (XII. 17.) Korm. rendelet A közúti árufuvarozáshoz, személyszállításhoz és a közúti közlekedéshez kapcsolódó egyes rendelkezések megsértése esetén kiszabható bírságok összegéről, valamint a bírságolással összefüggő hatósági feladatokról szóló 156/2009. (VII. 29.) Korm. rendelet módosításáról[221]
- 596/2020. (XII. 17.) Korm. rendelet Az egyes veszélyes anyagok elektromos és elektronikus berendezésekben való alkalmazásának korlátozásáról szóló 374/2012. (XII. 18.) Korm. rendelet módosításáról[221]
- 597/2020. (XII. 17.) Korm. rendelet A külképviseletek gazdálkodásának részletes szabályairól szóló 223/2017. (VIII. 11.) Korm. rendelet módosításáról[221]
- 598/2020. (XII. 17.) Korm. rendelet A 2014–2020 programozási időszakban az Európai Regionális Fejlesztési Alap és az Előcsatlakozási Támogatási Eszköz egyes, határon átnyúló együttműködési programjainak végrehajtásáról szóló 126/2016. (VI. 7.) Korm. rendelet módosításáról[221]
- 599/2020. (XII. 17.) Korm. rendelet A Cotonouban, 2000. június 23-án, egyrészről az afrikai, karibi és csendes-óceáni államok, másrészről az Európai Közösség és tagállamai között aláírt Partnerségi Megállapodás, annak módosítása, valamint az ehhez kapcsolódó Belső Megállapodások kihirdetéséről szóló 204/2007. (VIII. 2.) Korm. rendelet módosításáról[221]
- 600/2020. (XII. 17.) Korm. rendelet Az egyes gazdaságfejlesztési célú és munkahelyteremtő beruházásokkal összefüggő közigazgatási hatósági ügyek nemzetgazdasági szempontból kiemelt jelentőségű üggyé nyilvánításáról, valamint egyes nemzetgazdasági szempontból kiemelt jelentőségű üggyé nyilvánításról szóló kormányrendeletek módosításáról szóló 141/2018. (VII. 27.) Korm. rendelet módosításáról[221]
- 601/2020. (XII. 18.) Korm. rendelet Egyes, az egészségügyi katonák és az egészségügyi honvédelmi alkalmazottak jogállására vonatkozó veszélyhelyzeti szabályokról[34]
- 602/2020. (XII. 18.) Korm. rendelet Az önkéntes tartalékos szolgálati viszonyra vonatkozó rendelkezéseknek a veszélyhelyzet idején történő alkalmazásáról és egyes igazolások érvényességének meghosszabbításáról[34]
- 603/2020. (XII. 18.) Korm. rendelet A koronavírus-világjárvány nemzetgazdaságot érintő hatásának enyhítése érdekében szükséges gazdasági intézkedésről[34]
- 604/2020. (XII. 18.) Korm. rendelet A kötelező egészségbiztosítás ellátásairól szóló 1997. évi LXXXIII. törvény egyes szabályainak a veszélyhelyzet ideje alatt történő alkalmazásáról[34]
- 605/2020. (XII. 18.) Korm. rendelet A nemzeti felsőoktatásról szóló 2011. évi CCIV. törvény egyes rendelkezéseinek a veszélyhelyzet ideje alatt történő eltérő alkalmazásáról[34]
- 606/2020. (XII. 18.) Korm. rendelet Az érettségi vizsga vizsgaszabályzatának kiadásáról szóló 100/1997. (VI. 13.) Korm. rendelet módosításáról[34]
- 607/2020. (XII. 18.) Korm. rendelet A hallgatói hitelrendszerről szóló 1/2012. (I. 20.) Korm. rendelet módosításáról[34]
- 608/2020. (XII. 18.) Korm. rendelet A veszélyhelyzet során a személy- és vagyonegyesítő szervezetek működésére vonatkozó eltérő rendelkezések újbóli bevezetéséről szóló 502/2020. (XI. 16.) Korm. rendelet módosításáról[34]
- 609/2020. (XII. 18.) Korm. rendelet A veszélyhelyzet ideje alatt az állami és önkormányzati bérleti szerződésekre vonatkozó eltérő szabályokról[34]
- 610/2020. (XII. 18.) Korm. rendelet A Nemzeti Szociálpolitikai Intézetről[34]
- 611/2020. (XII. 18.) Korm. rendelet Az Országos Kereskedelmi Nyilvántartási Rendszer működéséhez szükséges egyes kormányrendeletek módosításáról[34]
- 612/2020. (XII. 18.) Korm. rendelet Egyes szociális tárgyú kormányrendeletek módosításáról[34]
- 613/2020. (XII. 18.) Korm. rendelet A börtönzsúfoltság miatti kártalanítási eljárással összefüggő visszaélések megszüntetése érdekében szükséges egyes kormányrendeletek módosításáról[34]
- 614/2020. (XII. 18.) Korm. rendelet A Modern Települések Fejlesztéséért felelős kormánybiztos irányítási jogköréről szóló 102/2018. (VI. 11.) Korm. rendelet módosításáról[34]
- 615/2020. (XII. 18.) Korm. rendelet Az Andrássy Emlékmúzeum megvalósítását célzó beruházásokkal összefüggő közigazgatási hatósági ügyek nemzetgazdasági szempontból kiemelt jelentőségű üggyé nyilvánításáról szóló 297/2018. (XII. 21.) Korm. rendelet hatályon kívül helyezéséről[34]
- 616/2020. (XII. 21.) Korm. rendelet A számviteli törvényhez kapcsolódó, sajátos számviteli szabályokat tartalmazó kormányrendeletek módosításáról, valamint az adótanácsadók, adószakértők és okleveles adószakértők nyilvántartásba vételéről és továbbképzéséről szóló kormányrendelet módosításáról[222]
- 617/2020. (XII. 21.) Korm. rendelet Egyes beruházásokkal összefüggő kormányrendeletek módosításáról[222]
- 618/2020. (XII. 21.) Korm. rendelet A megújuló energiaforrásból termelt villamos energia kötelező átvételi és prémium típusú támogatásáról szóló 299/2017. (X. 17.) Korm. rendelet módosításáról[222]
- 619/2020. (XII. 21.) Korm. rendelet A megújuló energiaforrásból vagy hulladékból nyert energiával termelt villamos energia, valamint a kapcsoltan termelt villamos energia kötelező átvételéről és átvételi áráról szóló 389/2007. (XII. 23.) Korm. rendelet módosításáról[222]
- 620/2020. (XII. 21.) Korm. rendelet A kábítószerekkel és pszichotróp anyagokkal, valamint az új pszichoaktív anyagokkal végezhető tevékenységekről, valamint ezen anyagok jegyzékre vételéről és jegyzékeinek módosításáról szóló 66/2012. (IV. 2.) Korm. rendelet módosításáról[222]
- 621/2020. (XII. 21.) Korm. rendelet A Vidékháló Telekommunikációs Korlátolt Felelősségű Társaság „felszámolás alatt” reorganizációjához szükséges kormányzati intézkedésekről[222]
- 622/2020. (XII. 21.) Korm. rendelet A Sopron Rendészeti Integrált Központ létrehozására irányuló beruházással összefüggő közigazgatási hatósági ügyek nemzetgazdasági szempontból kiemelt jelentőségű üggyé nyilvánításáról[222]
- 623/2020. (XII. 21.) Korm. rendelet A Nagy-Britannia és Észak-Írország Egyesült Királysága területéről induló polgári légjárművek leszállási tilalmáról[223]
- 624/2020. (XII. 21.) Korm. rendelet A karácsonyi időszak védelmi intézkedéseiről[223]
- 625/2020. (XII. 22.) Korm. rendelet A költségvetési szervek és a bevett egyházak és belső egyházi jogi személyek foglalkoztatottjainak 2021. évi kompenzációjáról[224]
- 626/2020. (XII. 22.) Korm. rendelet A webarchiválás részletes szabályairól[224]
- 627/2020. (XII. 22.) Korm. rendelet Az egyes kormányrendeleteknek a Szociális és Gyermekvédelmi Főigazgatóság Budapest Fővárosi Kirendeltségének és Pest Megyei Kirendeltségének összevonásával összefüggő módosításáról[224]
- 628/2020. (XII. 22.) Korm. rendelet Az egészségügyi szolgáltatások Egészségbiztosítási Alapból történő finanszírozásának részletes szabályairól szóló 43/1999. (III. 3.) Korm. rendelet módosításáról[224]
- 629/2020. (XII. 22.) Korm. rendelet A Karitatív Tanács megalakításáról és működésének részletes szabályairól szóló 65/2000. (V. 9.) Korm. rendelet és a Nemzeti Humanitárius Koordinációs Tanácsról szóló 178/2013. (VI. 4.) Korm. rendelet módosításáról[224]
- 630/2020. (XII. 22.) Korm. rendelet A nemzetgazdaság védelmi felkészítése és mozgósítása feladatai végrehajtásának szabályozásáról szóló 131/2003. (VIII. 22.) Korm. rendelet módosításáról[224]
- 631/2020. (XII. 22.) Korm. rendelet Az állami vagyonnal való gazdálkodásról szóló 254/2007. (X. 4.) Korm. rendelet módosításáról[224]
- 632/2020. (XII. 22.) Korm. rendelet A vasúti építmények építésügyi hatósági engedélyezési eljárásainak részletes szabályairól szóló 289/2012. (X. 11.) Korm. rendelet módosításáról[224]
- 633/2020. (XII. 22.) Korm. rendelet A turisztikai térségek fejlesztésének állami feladatairól szóló 2016. évi CLVI. törvény végrehajtására kiadott kormányrendeletek módosításáról[224]
- 634/2020. (XII. 22.) Korm. rendelet Egyes turisztikai tárgyú kormányrendeletek módosításáról[224]
- 635/2020. (XII. 22.) Korm. rendelet Az egyes gazdaságfejlesztési célú és munkahelyteremtő beruházásokkal összefüggő közigazgatási hatósági ügyek nemzetgazdasági szempontból kiemelt jelentőségű üggyé nyilvánításáról, valamint egyes nemzetgazdasági szempontból kiemelt jelentőségű üggyé nyilvánításról szóló kormányrendeletek módosításáról szóló 141/2018. (VII. 27.) Korm. rendelet módosításáról[224]
- 636/2020. (XII. 22.) Korm. rendelet Egyes kormányrendeleteknek Nagy Britannia és Észak-Írország Egyesült Királysága Európai Unióból történő kilépésére tekintettel szükséges módosításáról[224]
- 637/2020. (XII. 22.) Korm.rendelet A hiteltörlesztési moratórium veszélyhelyzettel kapcsolatos különös szabályainak bevezetéséről[225]
- 638/2020. (XII. 22.) Korm. rendelet A veszélyhelyzet ideje alatt egyes gazdaságvédelmi intézkedésekről szóló 485/2020. (XI. 10.) Korm. rendelet módosításáról[225]
- 638/2020. (XII. 22.) Korm.rendelet A veszélyhelyzet ideje alatt egyes gazdaságvédelmi intézkedésekről szóló 485/2020. (XI. 10.) Korm. rendelet módosításáról[225]
- 639/2020. (XII. 22.) Korm.rendelet A koronavírus-világjárvány nemzetgazdaságot érintő hatásának enyhítése érdekében szükséges egyes intézkedésekről[225]
- 640/2020. (XII. 22.) Korm.rendelet A koronavírus-világjárvány nemzetgazdaságot érintő hatásának enyhítése érdekében szükséges egyes intézkedésekről szóló 639/2020. (XII. 22.) Korm. rendelet szerinti intézkedés uniós jogi állami támogatási szabályokkal való összeegyeztethetőségéről[225]
- 641/2020. (XII. 22.) Korm.rendelet Az otthonfelújítási hitel bevezetése érdekében egyes kormányrendeletek módosításáról[225]
- 642/2020. (XII. 22.) Korm.rendelet A veszélyhelyzet ideje alatt egyes külszolgálattal kapcsolatos eltérő rendelkezésekről[225]
- 643/2020. (XII. 22.) Korm.rendelet A veszélyhelyzet ideje alatt az államháztartásra vonatkozó szabályoktól eltérő rendelkezésekről[225]
- 644/2020. (XII. 22.) Korm.rendelet A rendvédelmi feladatokat ellátó szerveknél működő egészségügyi szolgáltatóknál foglalkoztatottakra vonatkozó veszélyhelyzeti szabályokról[225]
- 645/2020. (XII. 22.) Korm.rendelet A veszélyhelyzet ideje alatt alkalmazandó egyes belügyi és közigazgatási tárgyú szabályokról, valamint a veszélyhelyzettel összefüggő egyes intézkedésekről szóló 570/2020. (XII. 9.) Korm. rendelet módosításáról[225]
- 646/2020. (XII. 23.) Korm. rendelet A veszélyes hulladékok országhatárokat átlépő szállításának ellenőrzéséről és ártalmatlanításáról szóló, Bázelben, 1989. március 22. napján aláírt Egyezmény II., VIII. és IX. Melléklete módosításának kihirdetéséről[226]
- 647/2020. (XII. 23.) Korm. rendelet A földeken fennálló osztatlan közös tulajdon felszámolásának részletes szabályairól[226]
- 648/2020. (XII. 23.) Korm. rendelet Egyes, az egészségügyi beszerzésekkel kapcsolatos kormányrendeletek módosításáról[226]
- 649/2020. (XII. 23.) Korm. rendelet Egyes védelmi és biztonsági feladatokkal összefüggő beszerzésekkel kapcsolatos kormányrendeletek módosításáról[226]
- 650/2020. (XII. 23.) Korm. rendelet A referenciaajánlatokról, hálózati szerződésekről, valamint az ezekkel kapcsolatos eljárások részletes szabályairól szóló 277/2003. (XII. 24.) Korm. rendelet, a távirat-szolgáltatás ellátásának részletes szabályairól szóló 236/2004. (VIII. 13.) Korm. rendelet és egyes informatikai és hírközlési miniszteri rendeletek hatályon kívül helyezéséről[226]
- 651/2020. (XII. 23.) Korm. rendelet A közlekedési igazgatási feladatokkal összefüggő hatósági feladatokat ellátó szervek kijelöléséről szóló 382/2016. (XII. 2.) Korm. rendelet módosításáról[226]
- 652/2020. (XII. 23.) Korm. rendelet Az állami tulajdonban levő ÉMI Nonprofit Kft. állami építési beruházásokkal kapcsolatos egyes műszaki szolgáltatási feladatok elvégzésére vonatkozó kijelöléséről szóló 51/2016. (III. 17.) Korm. rendelet módosításáról[226]
- 653/2020. (XII. 23.) Korm. rendelet A lelkiismereti és vallásszabadság jogáról, valamint az egyházak, vallásfelekezetek és vallási közösségek jogállásáról szóló 2011. évi CCVI. törvény végrehajtásáról szóló 231/2019. (X. 4.) Korm. rendelet módosításáról[226]
- 654/2020. (XII. 23.) Korm. rendelet Az Európa Kulturális Fővárosa 2023 cím viselésével összefüggésben, az Európa Kulturális Fővárosa 2023 programsorozat megrendezéséhez szükséges létesítményfejlesztésekkel összefüggő közigazgatási hatósági ügyek nemzetgazdasági szempontból kiemelt jelentőségű üggyé nyilvánításáról, valamint további sajátos szabályok megállapításáról[226]
- 655/2020. (XII. 23.) Korm. rendelet A Magyar Nemzeti Levéltár Országos Levéltára fejlesztését célzó beruházások megvalósításával összefüggő közigazgatási hatósági ügyek nemzetgazdasági szempontból kiemelt jelentőségű üggyé nyilvánításáról, a beruházás kiemelten közérdekűvé nyilvánításáról és az eljáró hatóságok kijelöléséről[226]
- 656/2020. (XII. 23.) Korm. rendelet A közterületen történő szeszesital fogyasztás év végi korlátozásáról[227]
- 657/2020. (XII. 24.) Korm. rendelet A veszélyhelyzet ideje alatt a keresőképtelenség és a keresőképesség orvosi elbírálásának és igazolásának egyes kérdéseiről[228]
- 658/2020. (XII. 24.) Korm. rendelet A központi költségvetés terhére nyújtott támogatásoknak a veszélyhelyzethez igazodó különleges szabályairól[228]
- 659/2020. (XII. 24.) Korm. rendelet A veszélyhelyzet ideje alatt teendő, egyes szociális és gyermekvédelmi ellátásokkal kapcsolatos intézkedésekről, valamint a szociális és gyermekvédelmi szolgáltatásoknak a veszélyhelyzet ideje alatt elrendelt működési rendjéről szóló 556/2020. (XII. 4.) Korm. rendelet módosításáról[228]
- 660/2020. (XII. 24.) Korm. rendelet Az egészségügyi szakellátást nyújtó közfinanszírozott szolgáltatók gazdálkodását segítő intézkedésekről[228]
- 661/2020. (XII. 24.) Korm. rendelet Egyes felsőoktatási tárgyú és kapcsolódó kormányrendeletek módosításáról[228]
- 662/2020. (XII. 24.) Korm. rendelet Az európai uniós versenyjogi értelemben vett állami támogatásokkal kapcsolatos eljárásról és a regionális támogatási térképről szóló 37/2011. (III. 22.) Korm. rendelet és a 2014–2020 programozási időszakra rendelt források felhasználására vonatkozó uniós versenyjogi értelemben vett állami támogatási szabályokról szóló 255/2014. (X. 10.) Korm. rendelet módosításáról[228]
- 663/2020. (XII. 24.) Korm. rendelet A látvány-csapatsportok támogatására nyújtható támogatási keretösszeg megállapításáról szóló 39/2019. (III. 7.) Korm. rendelet módosításáról[228]
- 664/2020. (XII. 24.) Korm. rendelet A látvány-csapatsportok támogatására nyújtható támogatási keretösszeg megállapításáról szóló 39/2019. (III. 7.) Korm. rendelet módosításáról[228]
- 665/2020. (XII. 28.) Korm. rendelet A családi gazdaságokról szóló törvény végrehajtásáról[229]
- 666/2020. (XII. 28.) Korm. rendelet Az energetikai felülvizsgálatról[229]
- 667/2020. (XII. 28.) Korm. rendelet Az egyes közszolgáltatások egységes elektronikus értékesítéséről szóló törvény végrehajtásáról[229]
- 668/2020. (XII. 28.) Korm. rendelet Az ügyfelek számára adminisztratív terheket tartalmazó egyes kormányrendeletek módosításáról[229]
- 669/2020. (XII. 28.) Korm. rendelet A használt lakás vásárlásához, bővítéséhez igényelhető családi otthonteremtési kedvezményről szóló 17/2016. (II. 10.) Korm. rendelet módosításáról[229]
- 670/2020. (XII. 28.) Korm. rendelet Az adóhatóságok tevékenységével összefüggő egyes kormányrendeletek módosításáról[229]
- 671/2020. (XII. 28.) Korm. rendelet Egyes kormányrendeleteknek a Nemzeti Adó- és Vámhivatal személyi állományának jogállásáról szóló törvény hatálybalépésével összefüggő módosításáról[229]
- 672/2020. (XII. 28.) Korm. rendelet A Nemzeti Adó- és Vámhivatal személyi állományát érintő egyes személyügyi kérdésekről[229]
- 673/2020. (XII. 28.) Korm. rendelet A Kormányzati Személyügyi Döntéstámogató Rendszerről szóló 2020. évi CLXII. törvény végrehajtásáról[229]
- 674/2020. (XII. 28.) Korm. rendelet A Kormány tagjainak feladat- és hatásköréről szóló 94/2018. (V. 22.) Korm. rendelet módosításáról[229]
- 675/2020. (XII. 28.) Korm. rendelet Egyes igazságügyi tárgyú kormányrendeleteknek a büntetőjogi tárgyú törvények módosításával összefüggő módosításáról[229]
- 676/2020. (XII. 28.) Korm. rendelet A közétkeztetés tárgyú közbeszerzések tekintetében alkalmazandó eljárások sajátos szabályairól[229]
- 677/2020. (XII. 28.) Korm. rendelet Egyes kormányrendeletek örökségvédelemmel összefüggő módosításáról[229]
- 678/2020. (XII. 28.) Korm. rendelet Az államháztartás számviteléről szóló 4/2013. (I. 11.) Korm. rendelet és a Beruházás Előkészítési Alap felhasználásáról szóló 233/2018. (XII. 6.) Korm. rendelet módosításáról[229]
- 679/2020. (XII. 28.) Korm. rendelet A Magyar Művészeti Akadémia tagjainak életjáradékáról, valamint életjáradékban részesített tagjának elhalálozása esetén megállapítható hozzátartozói ellátásokról szóló 208/2013. (VI. 17.) Korm. rendelet módosításáról[229]
- 680/2020. (XII. 28.) Korm. rendelet Egyes informatikai fejlesztési feladatokhoz szükséges kormányrendeletek módosításáról[229]
- 681/2020. (XII. 28.) Korm. rendelet A környezetben tartósan megmaradó szerves szennyező anyagokról szóló, 2019. június 20-i (EU) 2019/1021 európai parlamenti és a tanácsi rendelet végrehajtásával kapcsolatos egyes rendelkezésekről szóló 376/2020. (VII. 30.) Korm. rendelet módosításáról[229]
- 682/2020. (XII. 28.) Korm. rendelet A bioüzemanyagok és folyékony bio-energiahordozók fenntarthatósági követelményeiről és igazolásáról szóló 279/2017. (IX. 22.) Korm. rendelet módosításáról[229]
- 683/2020. (XII. 28.) Korm. rendelet A Nemzeti Hírközlési és Informatikai Tanácsról, valamint a Digitális Kormányzati Ügynökség Zártkörűen Működő Részvénytársaság és a kormányzati informatikai beszerzések központosított közbeszerzési rendszeréről szóló 301/2018. (XII. 27.) Korm. rendelet módosításáról[229]
- 684/2020. (XII. 28.) Korm. rendelet Az e-közigazgatással, informatikával, valamint infokommunikációs infrastruktúrával kapcsolatos fejlesztési programok keretében megvalósuló projektek megvalósításáról és a Digitális Kormányzati Fejlesztés és Projektmenedzsment Kft. kijelöléséről[229]
- 685/2020. (XII. 28.) Korm. rendelet A „CIVAQUA-Tócó projekt, mint a Hajdúhátsági Többcélú Vízgazdálkodási Rendszer átalakítása, kibővítése” elnevezésű projekttel összefüggő közigazgatási hatósági ügyek nemzetgazdasági szempontból kiemelt jelentőségű üggyé nyilvánításáról[229]
- 686/2020. (XII. 29.) Korm. rendelet Egyes otthonteremtési tárgyú kormányrendeletek módosításáról[230]
- 687/2020. (XII. 29.) Korm. rendelet A veszélyhelyzet ideje alatt az építkezések egyszerű bejelentéssel történő megvalósíthatóságának kiterjesztéséről[231]
- 688/2020. (XII. 29.) Korm. rendelet A veszélyhelyzet ideje alatt a családi gazdaságok nyilvántartásba vételének sajátos szabályairól[231]
- 689/2020. (XII. 29.) Korm. rendelet A veszélyhelyzet ideje alatt elektronikus úton megkötött pénzügyi szolgáltatási szerződésekről[231]
- 690/2020. (XII. 29.) Korm. rendelet A Budapesten és Pest megyében működő állami fenntartású egészségügyi szakellátást nyújtó egészségügyi szolgáltatók irányításának veszélyhelyzetben alkalmazandó szabályairól[231]
- 691/2020. (XII. 29.) Korm. rendelet A honvédelemért felelős miniszter irányítása alá tartozó egészségügyi szolgáltató, valamint az ennek irányítása alá tartozó egyéb egészségügyi szolgáltató irányításának veszélyhelyzeti rendjéről[231]
- 692/2020. (XII. 29.) Korm. rendelet A veszélyhelyzet ideje alatt az állam tulajdonában álló gyógyszerek, orvostechnikai eszközök, valamint egyéni védőeszközök járvány megelőzéséhez, terjedésének megakadályozásához szükséges hasznosításáról, továbbá az állami, egyes önkormányzati fenntartású egészségügyi intézmények kötelezettségvállalásának egyes szabályairól[231]
- 693/2020. (XII. 29.) Korm. rendelet A kutató-fejlesztő tevékenységet végző munkavállalók veszélyhelyzet idején megvalósuló foglalkoztatásának támogatásáról[231]
- 694/2020. (XII. 29.) Korm. rendelet Az országos gyógyintézetek és az országos társgyógyintézetek működésének, valamint irányításának veszélyhelyzetben alkalmazandó szabályairól[231]
- 695/2020. (XII. 29.) Korm. rendelet Az Országos Kórházi Főigazgatóságról szóló 506/2020. (XI. 17.) Korm. rendelettől eltérő, veszélyhelyzet idején alkalmazandó szabályokról szóló 517/2020. (XI. 25.) Korm. rendelet módosításáról[231]
- 696/2020. (XII. 29.) Korm. rendelet Az egyes, a veszélyhelyzet ideje alatt alkalmazandó gazdasági szabályokról szóló 498/2020. (XI. 13.) Korm. rendelet módosításáról[231]
- 697/2020. (XII. 29.) Korm. rendelet Az egészségügyi szolgáltatások Egészségbiztosítási Alapból történő finanszírozásának részletes szabályairól szóló 43/1999. (III. 3.) Korm. rendelet módosításáról[231]
- 698/2020. (XII. 29.) Korm. rendelet A Kormány tagjainak feladat- és hatásköréről szóló 94/2018. (V. 22.) Korm. rendelet módosításáról[231]
- 699/2020. (XII. 29.) Korm. rendelet A Nemzeti Jogszabálytárról szóló 338/2011. (XII. 29.) Korm. rendelet módosításáról[231]
- 700/2020. (XII. 29.) Korm. rendelet Egyes építésügyi tárgyú kormányrendeletek módosításáról[231]
- 701/2020. (XII. 29.) Korm. rendelet Az épületek energetikai jellemzőinek tanúsításáról szóló 176/2008. (VI. 30.) Korm. rendelet és az építésügyi és építésfelügyeleti hatósági eljárásokról és ellenőrzésekről, valamint az építésügyi hatósági szolgáltatásról szóló 312/2012. (XI. 8.) Korm. rendelet módosításáról[231]
- 702/2020. (XII. 29.) Korm. rendelet A szabad vállalkozási zónák létrehozásának és működésének, valamint a kedvezmények igénybevételének szabályairól szóló 27/2013. (II. 12.) Korm. rendelet módosításáról[231]
- 703/2020. (XII. 29.) Korm. rendelet A Közbeszerzési és Ellátási Főigazgatóságról szóló 250/2014. (X. 2.) Korm. rendelet módosításáról[231]
- 704/2020. (XII. 29.) Korm. rendelet A sportakadémiákról szóló 303/2019. (XII. 12.) Korm. rendelet módosításáról[231]
- 705/2020. (XII. 29.) Korm. rendelet Az emelt szintű könnyűzenei képzési központ létrehozását biztosító beruházással összefüggő közigazgatási hatósági ügyek nemzetgazdasági szempontból kiemelt jelentőségű üggyé nyilvánításáról[231]
- 706/2020. (XII. 30.) Korm. rendelet Egyes bányászati tárgyú kormányrendeletek módosításáról[232]
- 707/2020. (XII. 30.) Korm. rendelet A társadalombiztosítási nyugellátásról szóló 1997. évi LXXXI. törvény végrehajtásáról szóló 168/1997. (X. 6.) Korm. rendelet, valamint az Európai Unió tisztviselőinek és más alkalmazottainak nyugdíjbiztosítási átutalásáról és visszautalásáról szóló törvény végrehajtásáról szóló 219/2012. (VIII. 13.) Korm. rendelet módosításáról[232]
- 708/2020. (XII. 30.) Korm. rendelet A doppingellenes tevékenység szabályairól szóló 43/2011. (III. 23.) Korm. rendelet módosításáról[232]
- 709/2020. (XII. 30.) Korm. rendelet Egyes államháztartási szabályok veszélyhelyzet ideje alatti eltérő alkalmazásáról[233]
- 710/2020. (XII. 30.) Korm. rendelet Az államháztartásról szóló törvény végrehajtásáról szóló 368/2011. (XII. 31.) Korm. rendelet és az Uniós fejlesztések fejezetbe tartozó fejezeti kezelésű előirányzatok felhasználásának rendjéről szóló 549/2013. (XII. 30.) Korm. rendelet módosításáról[233]
- 711/2020. (XII. 30.) Korm. rendelet A Modern Városok Program megvalósításáról szóló 250/2016. (VIII. 24.) Korm. rendelet módosításáról[233]
- 712/2020. (XII. 30.) Korm. rendelet A fogyasztóvédelemmel összefüggő egyes kormányrendeletek módosításáról[233]
- 713/2020. (XII. 30.) Korm. rendelet A közigazgatási szabályszegések szankcióiról szóló törvény hatálybalépésével összefüggő egyes kormányrendeletek módosításáról[234]
- 714/2020. (XII. 30.) Korm. rendelet A közigazgatási szabályszegések szankcióiról szóló törvény végrehajtásáról[234]
- 715/2020. (XII. 30.) Korm. rendelet Egyes energetikai tárgyú kormányrendeletek módosításáról[234]
- 716/2020. (XII. 30.) Korm. rendelet	Egyes rendeleteknek a mezőgazdasági öntözési célú, felszín alatti vízkivételt biztosító vízilétesítmények engedélyezésével összefüggő módosításáról[234]
- 717/2020. (XII. 30.) Korm. rendelet A kiadványok kötelespéldányainak szolgáltatásáról, megőrzéséről és használatáról[234]
- 718/2020. (XII. 30.) Korm. rendelet A rendőrség belső bűnmegelőzési és bűnfelderítési feladatokat ellátó szerve kijelöléséről, valamint feladatai ellátásának, a kifogástalan életvitel ellenőrzés és a megbízhatósági vizsgálat részletes szabályainak megállapításáról szóló 293/2010. (XII. 22.) Korm. rendelet módosításáról[234]
- 719/2020. (XII. 30.) Korm. rendelet A Normafa Park történelmi sportterület megvalósításához szükséges közigazgatási hatósági ügyek nemzetgazdasági szempontból kiemelt jelentőségű üggyé nyilvánításáról és az eljáró hatóságok kijelöléséről szóló 294/2013. (VII. 26.) Korm. rendelet módosításáról[234]
- 720/2020. (XII. 30.) Korm. rendelet A Kemény Ferenc Sportlétesítmény-fejlesztési Programmal, valamint egyéb dél-pesti és észak-csepeli beruházásokkal összefüggő közigazgatási hatósági ügyek nemzetgazdasági szempontból kiemelt jelentőségű üggyé nyilvánításáról és az eljáró hatóságok kijelöléséről, valamint az egyes közérdeken alapuló kényszerítő indok alapján eljáró szakhatóságok kijelöléséről szóló 531/2017. (XII. 29.) Korm. rendelet módosításáról szóló 42/2018. (III. 13.) Korm. rendelet módosításáról[234]
- 721/2020. (XII. 31.) Korm. rendelet Egyes villamosenergetikai tárgyú kormányrendeletek módosításáról[235]
- 722/2020. (XII. 31.) Korm. rendelet Egyes közlekedési tárgyú kormányrendeletek módosításáról[235]
- 723/2020. (XII. 31.) Korm. rendelet A látvány-csapatsport támogatását biztosító támogatási igazolás kiállításáról, felhasználásáról, a támogatás elszámolásának és ellenőrzésének, valamint visszafizetésének szabályairól szóló 107/2011. (VI. 30.) Korm. rendelet módosításáról[235]
- 724/2020. (XII. 31.) Korm. rendelet A környezetvédelmi termékdíjról szóló 2011. évi LXXXV. törvény végrehajtásáról szóló 343/2011. (XII. 29.) Korm. rendelet, valamint a csomagolásról és a csomagolási hulladékkal kapcsolatos hulladékgazdálkodási tevékenységekről szóló 442/2012. (XII. 29.) Korm. rendelet módosításáról[235]
- 725/2020. (XII. 31.) Korm. rendelet Az egyes gazdaságfejlesztési célú és munkahelyteremtő beruházásokkal összefüggő közigazgatási hatósági ügyek nemzetgazdasági szempontból kiemelt jelentőségű üggyé nyilvánításáról, valamint egyes nemzetgazdasági szempontból kiemelt jelentőségű üggyé nyilvánításról szóló kormányrendeletek módosításáról szóló 141/2018. (VII. 27.) Korm. rendelet módosításáról[235]
- 726/2020. (XII. 31.) Korm. rendelet Az adatok végleges hozzáférhetetlenné tételét lehetővé tevő alkalmazás biztosításával kapcsolatos eljárási szabályok meghatározásáról[235]
- 727/2020. (XII. 31.) Korm. rendelet A koncesszióról szóló 1991. évi XVI. törvény szerinti koncessziós eljárások egyes szabályairól[235]
- 728/2020. (XII. 31.) Korm. rendelet Az egyes koncesszióköteles tevékenységek tekintetében az illetékes ágazati miniszteri feladatok ellátásáról szóló 495/2020. (XI. 11.) Korm. rendelet módosításáról[235]
- 729/2020. (XII. 31.) Korm. rendelet A Kemény Ferenc Sportlétesítmény-fejlesztési Programmal, valamint egyéb dél-pesti és észak-csepeli beruházásokkal összefüggő közigazgatási hatósági ügyek nemzetgazdasági szempontból kiemelt jelentőségű üggyé nyilvánításáról és az eljáró hatóságok kijelöléséről, valamint az egyes közérdeken alapuló kényszerítő indok alapján eljáró szakhatóságok kijelöléséről szóló 531/2017. (XII. 29.) Korm. rendelet módosításáról szóló 42/2018. (III. 13.) Korm. rendelet módosításáról[235]
- 730/2020. (XII. 31.) Korm. rendelet A tűzvédelmi hatósági feladatokat ellátó szervezetekről, a tűzvédelmi bírságról és a tűzvédelemmel foglalkozók kötelező élet- és balesetbiztosításáról szóló 259/2011. (XII. 7.) Korm. rendelet módosításáról[235]
- 731/2020. (XII. 31.) Korm. rendelet A kötelező legkisebb munkabér és a garantált bérminimum 2021. évi megállapításával kapcsolatos eltérő szabályokról[235]
- 732/2020. (XII. 31.) Korm. rendelet A veszélyhelyzet ideje alatt érvényesülő egyes egyszerűsített közjegyzői eljárási szabályokról[235]

### Országgyűlési határozatok

#### Február (1−4)
- 1/2020. (II. 18.) OGY határozat A Magyar Nemzeti Bank 2018. évről szóló üzleti jelentése és beszámolója elfogadásáról[41]
- 2/2020. (II. 18.) OGY határozat Az Országgyűlés bizottságainak létrehozásáról, tisztségviselőinek és tagjainak megválasztásáról szóló 5/2018. (V. 8.) OGY határozat módosításáról[41]
- 3/2020. (II. 25.) OGY határozat A „Kohéziós politika a régiók egyenlőségéért és a regionális kultúrák fenntarthatóságáért” elnevezésű európai polgári kezdeményezésről[45]
- 4/2020. (II. 25.) OGY határozat Az Országgyűlés bizottságainak létrehozásáról, tisztségviselőinek és tagjainak megválasztásáról szóló 5/2018. (V. 8.) OGY határozat módosításáról[45]

#### Március (5−9)
- 5/2020. (III. 12.) OGY határozat Az Országgyűlés bizottságainak létrehozásáról, tisztségviselőinek és tagjainak megválasztásáról szóló 5/2018. (V. 8.) OGY határozat módosításáról}[53]
- 6/2020. (III. 12.) OGY határozat Kocsis Máté országgyűlési képviselő mentelmi ügyében[53]
- 7/2020. (III. 25.) OGY határozat Az Alkotmánybíróság új tagjának megválasztásáról[62]
- 8/2020. (III. 25.) OGY határozat Az Országgyűlés bizottságainak létrehozásáról, tisztségviselőinek és tagjainak megválasztásáról szóló 5/2018. (V. 8.) OGY határozat módosításáról[62]
- 9/2020. (III. 31) OGY határozat Az Országgyűlés bizottságainak létrehozásáról, tisztségviselőinek és tagjainak megválasztásáról szóló 5/2018. (V. 8.) OGY határozat módosításáról[6]

#### Április (10−11)
- 10/2020. (IV. 7.) OGY határozat Boldog István országgyűlési képviselő mentelmi ügyében[72]
- 11/2020. (IV. 7.) OGY határozat Kálló Gergely országgyűlési képviselő mentelmi ügyében[72]

#### Május (12−17)
- 1/2020. (V. 2.) OGY politikai nyilatkozat Magyarország népképviseleti rendszerének harminc évvel ezelőtti visszaállításáról[236]
- 2/2020. (V. 5.) OGY politikai nyilatkozat A gyermekek és nők védelmének fontosságáról, valamint az Isztambuli Egyezményhez való csatlakozás elutasításáról[237]
- 12/2020. (V. 5.) OGY határozat A Közép-Duna Menti Kiemelt Térség területi lehatárolásáról[237]
- 13/2020. (V. 5.) OGY határozat A Nemzeti Fejlesztés 2030 – Országos Fejlesztési és Területfejlesztési Koncepcióról szóló 1/2014. (I. 3.) OGY határozat módosításáról[237]
- 14/2020. (V. 5.) OGY határozat Az Országgyűlés bizottságainak létrehozásáról, tisztségviselőinek és tagjainak megválasztásáról szóló 5/2018. (V. 8.) OGY határozat módosításáról[237]
- 15/2020. (V. 20.) OGY határozat A Kúria elnökének országgyűlési beszámolója a Kúria 2018. évi tevékenységéről a jogegység biztosítása és az önkormányzati normakontroll körében címmel benyújtott beszámoló elfogadásáról[10]
- 16/2020. (V. 20.) OGY határozat Az Országos Bírósági Hivatal elnökének 2018. évi beszámolója elfogadásáról[10]
- 17/2020. (V. 20.) OGY határozat Az ügyészség 2018. évi tevékenységéről szóló beszámoló elfogadásáról[10]

#### Június (18−22)
- 18/2020. (VI. 4.) OGY határozat Az éghajlatváltozás mértékéből fakadó, halasztást nem tűrő feladatokról[128]
- 19/2020. (VI. 9.) OGY határozat Az Országgyűlés bizottságainak létrehozásáról, tisztségviselőinek és tagjainak megválasztásáról szóló 5/2018. (V. 8.) OGY határozat módosításáról[13]
- 20/2020. (VI.30.) OGY határozat Az Országgyűlés tisztségviselőinek megválasztásáról szóló 3/2018. (V. 8.) OGY határozat módosításáról[141]
- 21/2020. (VI. 30.) OGY határozat Az Országgyűlés bizottságainak létrehozásáról, tisztségviselőinek és tagjainak megválasztásáról szóló 5/2018. (V. 8.) OGY határozat módosításáról[141]
- 22/2020. (VI. 30.) OGY határozat Bangóné Borbély Ildikó országgyűlési képviselő mentelmi ügyében[141]

#### Július (23−25)
- 23/2020. (VII. 6.) OGY határozat Az Országgyűlés tisztségviselőinek megválasztásáról szóló 3/2018. (V. 8.) OGY határozat módosításáról[238]
- 24/2020. (VII. 6.) OGY határozat Az Országgyűlés bizottságainak létrehozásáról, tisztségviselőinek és tagjainak megválasztásáról szóló 5/2018. (V. 8.) OGY határozat módosításáról[238]
- 25/2020. (VII. 14.) OGY határozat A koronavírus gazdasági hatásaival kapcsolatos európai uniós gazdasági intézkedésekről[19]

#### Szeptember (26−28)
- 26/2020. (IX. 22.) OGY határozat A Tájékoztató az Állami Számvevőszék 2019. évi szakmai tevékenységéről és beszámoló az intézmény működéséről az Országgyűlés részére című beszámoló elfogadásáról[173]
- 27/2020. (IX. 22.) OGY határozat Dr. Hadházy Ákos országgyűlési képviselő mentelmi ügyében[173]
- 28/2020. (IX. 22.) OGY határozat Az Országgyűlés bizottságainak létrehozásáról, tisztségviselőinek és tagjainak megválasztásáról szóló 5/2018. (V. 8.) OGY határozat módosításáról[173]

#### Október (29−30)
- 29/2020. (X. 7.) OGY határozat A Magyarország területén élő nemzetiségek helyzetéről (2017. január – 2018. december) címmel benyújtott beszámoló elfogadásáról[181]
- 30/2020. (X. 20.) OGY határozat A Kúria elnökének megválasztásáról[183]

#### November (31−36)
- 31/2020. (XI. 2.) OGY határozat Az Országgyűlés bizottságainak létrehozásáról, tisztségviselőinek és tagjainak megválasztásáról szóló 5/2018. (V. 8.) OGY határozat módosításáról[239]
- 32/2020. (XI. 2.) OGY határozat Dr. Vadai Ágnes országgyűlési képviselő mentelmi ügyében[239]
- 33/2020. (XI. 4.) OGY határozat Az ENSZ libanoni békefenntartó missziójában (UNIFIL) való magyar részvételről szóló 44/2006. (X. 10.) OGY határozat hatályon kívül helyezéséről[190]
- 34/2020. (XI. 4.) OGY határozat Az állattenyésztők napjáról[190]
- 35/2020. (XI. 17.) OGY határozat Simonka György országgyűlési képviselő mentelmi ügyében[198]
- 36/2020. (XI. 17.) OGY határozat Szabó Timea országgyűlési képviselő mentelmi ügyében[198]

#### December (37−41)
- 37/2020. (XII. 1.) OGY határozat a 2022. és 2023. év Petőfi Sándor-emlékévvé nyilvánításáról[209]
- 38/2020. (XII. 1.) OGY határozat az alapvető jogok biztosának és helyetteseinek 2019. évi tevékenységéről szóló beszámoló elfogadásáról[209]
- 39/2020. (XII. 1.) OGY határozat a Magyar Nemzeti Bank monetáris tanácsa tagjainak megválasztásáról szóló 11/2011. (III. 9.) OGY határozat módosításáról[209]
- 40/2020. (XII. 16.) OGY határozat A Menekültügyi és Migrációs Paktumot alkotó öt európai parlamenti és tanácsi rendelettervezet vonatkozásában az indokolt vélemény elfogadása feltételeinek fennállásáról szóló jelentés elfogadásáról[220]
- 41/2020. (XII. 16.) OGY határozat A kiégett üzemanyag és a radioaktív hulladék kezelésének nemzeti politikájáról szóló 21/2015. (V. 4.) OGY határozat módosításáról[220]

### Miniszteri rendeletek

#### Január
- 1/2020. (I. 6.) MvM rendelet A Miniszterelnökséget vezető miniszter által adományozható elismerésekről szóló 15/2015. (III. 11.) MvM rendelet módosításáról[240]
- 1/2020. (I. 6.) EMMI rendelet Az emberi erőforrások minisztere által adományozható elismerésekről szóló 26/2016. (IX. 8.) EMMI rendeletnek a Sára Sándor-díj megalapításával összefüggő módosításáról[240]
- 1/2020. (I. 8.) BM rendelet Az önkormányzati hivatalok egységes irattári tervének kiadásáról szóló 78/2012. (XII. 28.) BM rendelet módosításáról[241]
- 1/2020. (I. 8.) ITM rendelet A közúti járművek forgalomba helyezésének és forgalomban tartásának műszaki feltételeiről szóló 6/1990. (IV. 12.) KöHÉM rendeletnek az alternatív tüzelőanyaghoz és kibocsátásmentes technológiához tartozó többlettömegével összefüggő módosításáról[241]
- 1/2020. (I. 13.) MNB rendelet Az „I. Ulászló aranyforintja” arany emlékérme kibocsátásáról[36]
- 2/2020. (I. 13.) MNB rendelet A szélfelirattal ellátott „I. Ulászló aranyforintja” arany emlékérme kibocsátásáról[36]
- 3/2020. (I. 13.) MNB rendelet Az „I. Ulászló aranyforintja” rézötvözetű emlékérme kibocsátásáról[36]
- 2/2020. (I. 13.) ITM rendelet A megújuló energiaforrásokból nyert energiával termelt villamos energia működési támogatásának finanszírozásához szükséges pénzeszköz mértékének megállapítási módjára és megfizetésére vonatkozó részletes szabályokról szóló 63/2016. (XII. 28.) NFM rendelet módosításáról[36]
- 3/2020. (I. 13.) ITM rendelet A csatlakozóvezetékekre, a felhasználói berendezésekre, a telephelyi vezetékekre, az olajfogyasztó technológiai rendszerekre és a gáztárolókra vonatkozó műszaki biztonsági előírásokról és a műszaki-biztonsági szempontból jelentős munkakörök betöltéséhez szükséges szakmai képesítésről és gyakorlatról, valamint az ilyen munkakörben foglalkoztatottak időszakos továbbképzésével kapcsolatos szabályokról szóló 16/2018. (IX. 11.) ITM rendelet módosításáról[36]
- 1/2020. (I. 16.) MEKH rendelet Az energetikai szakreferens igénybevételére köteles gazdálkodó szervezetek által telepítendő almérők telepítési pontjainak, valamint az almérők alkalmazásával történő mérés minimális követelményeinek meghatározásáról[242]
- 4/2020. (I. 16.) ITM rendelet A Koordináló szerv által fizetendő hulladékgazdálkodási szolgáltatási díjról szóló 13/2016. (V. 24.) NFM rendelet módosításáról[242]
- 1/2020. (I. 16.) NVTNM határozat A központi beszerző szerv kijelöléséről, a védelmi és biztonsági feladatokkal összefüggő beszerzések körének meghatározásáról és a védelmi és biztonsági feladatokkal összefüggő beszerzések központosított rendszeréről szóló 329/2019. (XII. 20.) Korm. rendelet és a nemzeti védelmi ipari és védelmi célú fejlesztésekért, valamint a haderő-modernizáció koordinálásáért felelős kormánybiztos tulajdonosi joggyakorlóként való kijelölése érdekében az egyes állami tulajdonban álló gazdasági társaságok felett az államot megillető tulajdonosi jogok és kötelezettségek összességét gyakorló személyek kijelöléséről szóló 1/2018. (VI. 25.) NVTNM rendelet módosításáról szóló 22/2019. (XII. 20.) NVTNM rendelet egyes rendelkezései hatálybalépése napjának megállapításáról[242]
- 2/2020. (I. 17.) BM rendelet A belügyminiszter irányítása alatt álló rendvédelmi feladatokat ellátó szerveknél a hivatásos szolgálati beosztásokról és a betöltésükhöz szükséges követelményekről szóló 30/2015. (VI. 16.) BM rendelet, valamint a belügyminiszter irányítása alá tartozó rendvédelmi feladatokat ellátó szervek hivatásos szolgálati viszonyban álló tagjai illetményének és egyéb juttatásainak megállapításáról, valamint a folyósítás szabályairól szóló 33/2015. (VI. 16.) BM rendelet módosításáról[243]
- 3/2020. (I. 17.) BM rendelet Az Országgyűlési Őrség hivatásos állományát érintő gazdasági tárgyú szabályokról szóló 85/2012. (XII. 28.) BM rendelet módosításáról
- 1/2020. (I. 17.) HM rendelet A honvédek illetményéről és illetményjellegű juttatásairól szóló 7/2015. (VI. 22.) HM rendelet módosításáról
- 1/2020. (I. 17.) KKM rendelet Az Információs Hivatal hivatásos állományú tagjainak illetményéről, juttatásairól, valamint a folyósítás és költségtérítés szabályairól szóló 30/2017. (XI. 28.) MvM rendelet módosításáról
- 4/2020. (I. 28.) MNB rendelet A felügyeleti díj megfizetésének, kiszámításának módjáról és feltételeiről szóló 17/2018. (V. 29.) MNB rendelet módosításáról[244]
- 3/2020. (I. 31.) EMMI rendelet A törzskönyvezett gyógyszerek és a különleges táplálkozási igényt kielégítő tápszerek társadalombiztosítási támogatásba való befogadásának szempontjairól és a befogadás vagy a támogatás megváltoztatásáról szóló 32/2004. (IV. 26.) ESZCSM rendelet módosításáról[37]

#### Február
- 1/2020. (II. 6.) AM rendelet Az állattenyésztés részletes szabályairól szóló 45/2019. (IX. 25.) AM rendelet módosításáról[245]
- 4/2020. (II. 6.) EMMI rendelet Egyes szociális és fogyatékosságügyi tárgyú miniszteri rendeletek módosításáról
- 5/2020. (II. 6.) ITM rendelet a kémiai kóroki tényezők hatásának kitett munkavállalók egészségének és biztonságának védelméről
- 6/2020. (II. 7.) ITM rendelet A foglalkozási eredetű rákkeltő anyagok elleni védekezésről és az általuk okozott egészségkárosodások megelőzéséről szóló 26/2000. (IX. 30.) EüM rendelet és a kémiai kóroki tényezők hatásának kitett munkavállalók egészségének és biztonságának védelméről szóló 5/2020. (II. 6.) ITM rendelet módosításáról[40]
- 2/2020. (II. 12.) MEKH rendelet A földgáz rendszerhasználati díjak, a külön díjak és a csatlakozási díjak mértékéről szóló 13/2016. (XII. 20.) MEKH rendelet módosításáról
- 2/2020. (II. 13.) KKM rendelet A tartós külszolgálati pályázati rendszerről, valamint a kihelyező szerv által támasztott szakmai követelmények és azok teljesítésének részletes szabályairól szóló 6/2017. (VII. 10.) KKM rendelet módosításáról[246]
- 1/2020. (II. 17.) IM rendelet A kihelyező szerv által támasztott szakmai követelményekről és azok teljesítéséről[247]
- 7/2020. (II. 17.) ITM rendelet Az innovációért és technológiáért felelős miniszter által adományozható elismerésekről és egyes kapcsolódó miniszteri rendeletek módosításáról[247]
- 3/2020. (II. 17.) KKM rendelet A külképviseletre tartós külszolgálatra kihelyezett kormánytisztviselők részére nyújtható kamatmentes illetmény- és költségtérítés-előleg, valamint kizárólag gépkocsivásárlás céljára nyújtható kölcsön részletes szabályairól[247]
- 4/2020. (II. 17.) KKM rendelet A tartós külszolgálat ellátására kihelyezett kormánytisztviselő házastársa jogcímén fennálló deviza-illetménypótlék és költségtérítés jogosultságának megállapításához szükséges nyilatkozat megtételéről[247]
- 1/2020. (II. 18.) MK rendelet A fejezeti és központi kezelésű előirányzatok kezeléséről és felhasználásáról szóló 2/2018. (XII. 28.) MK rendelet módosításáról[41]
- 2/2020. (II. 18.) MvM rendelet A fejezeti kezelésű előirányzatok és a központi kezelésű előirányzatok kezeléséről és felhasználásáról szóló 8/2016. (III. 25.) MvM rendeletnek a 2020. évi felhasználási szabályok megállapítására irányuló módosításáról
- 2/2020. (II. 20.) HM rendelet A Honvédelmi Minisztérium rendelkezése alatt lévő lakások és nem lakáscélú helyiségek elidegenítésének feltételeiről szóló 8/2013. (VIII. 9.) HM rendelet módosításáról
- 1/2020. (II. 21.) TNM rendelet A nemzetiségi és egyházi célú fejezeti kezelésű előirányzatok kezeléséről és felhasználásáról szóló 2/2019. (III. 19.) TNM rendelet módosításáról[248]
- 3/2020. (II. 25.) HM rendelet A honvédelmi ágazatban foglalkoztatottak közalkalmazotti jogviszonyával összefüggő egyes kérdések rendezéséről szóló 27/2008. (XII. 31.) HM rendelet, valamint a honvédelmi alkalmazottak jogállásával összefüggő kérdésekről szóló 21/2018. (XII. 28.) HM rendelet módosításáról[45]
- 5/2020. (II. 26.) EMMI rendelet Az Idősbarát Önkormányzat Díj alapításáról és adományozásáról szóló 58/2004. (VI. 18.) ESZCSM–BM együttes rendelet módosításáról[1]
- 3/2020. (II. 28.) MvM rendelet A Nemzeti Együttműködési Alappal kapcsolatos egyes kérdésekről szóló 5/2012. (II. 16.) KIM rendelet módosításáról[46]
- 2/2020. (II. 28.) AM rendelet Az Európai Unió területén történő borpromóció támogatásáról
- 3/2020. (II. 28.) AM rendelet A harmadik országokban történő borpromóció támogatásáról
- 4/2020. (II. 28.) AM rendelet A Tej Szakmaközi Szervezet és Terméktanácsnál működő piaci jelentéstételi kötelezettségről szóló piacszervezési intézkedés kiterjesztéséről
- 4/2020. (II. 28.) HM rendelet A honvédek jogállásáról szóló 2012. évi CCV. törvény egyes rendelkezéseinek végrehajtásáról szóló 9/2013. (VIII. 12.) HM rendelet módosításáról
- 8/2020. (II. 28.) ITM rendelet Az útdíj mértékéről és az útdíjköteles utakról szóló 25/2013. (V. 31.) NFM rendelet módosításáról
- 5/2020. (II. 28.) KKM rendelet A nemzetközi fejlesztési együttműködési tevékenység formáiról
- 6/2020. (II. 28.) KKM rendelet A külgazdasági és külügyminiszter által adományozható elismerésekről szóló 1/2014. (VII. 30.) KKM rendelet, valamint a nemzeti fejlesztési miniszter által adományozható elismerésekről szóló 3/2014. (I. 31.) NFM rendelet módosításáról

#### Március
- 4/2020. (III. 3.) BM rendelet Az egyes szervezetek működéséhez szükséges informatikai támogatás, valamint egyéb szakrendszerek tekintetében üzemeltetési és fejlesztési szolgáltatások központi szolgáltató általi nyújtása érdekében a központosított informatikai és elektronikus hírközlési szolgáltatásokat egyedi szolgáltatási megállapodás útján igénybe vevő szervezetekről, valamint a központi szolgáltató által üzemeltetett vagy fejlesztett informatikai rendszerekről szóló 7/2013. (II. 26.) NFM rendelet módosításáról
- 6/2020. (III. 6.) EMMI rendelet A személyes gondoskodást nyújtó gyermekjóléti, gyermekvédelmi intézmények, valamint személyek szakmai feladatairól és működésük feltételeiről szóló 15/1998. (IV. 30.) NM rendelet és a javítóintézetek rendtartásáról szóló 1/2015. (I. 14.) EMMI rendelet módosításáról[2]
- 2/2020. (III. 6.) IM rendelet A fejezeti kezelésű előirányzatok kezeléséről és felhasználásáról szóló 10/2015. (V. 29.) IM rendeletnek a Magyarország 2020. évi központi költségvetéséről szóló 2019. évi LXXI. törvény hatálybalépésével összefüggő módosításáról[2]
- 1/2020. (III. 10.) NMHH rendelet A felügyeleti díjról szóló 7/2016. (X. 14.) NMHH rendelet módosításáról[50]
- 5/2020. (III. 10.) BM rendelet A belügyminiszter irányítása alá tartozó rendvédelmi szervek által üzemben tartott szolgálati járművekre, azok forgalomba helyezésére, időszakos vizsgálatára vonatkozó különös szabályokról szóló 58/2015. (X. 27.) BM rendelet módosításáról
- 7/2020. (III. 10.) EMMI rendelet A vezetői megbízással rendelkező szociális szolgáltatást nyújtó személyek vezetőképzéséről szóló 25/2017. (X. 18.) EMMI rendelet módosításáról
- 8/2020. (III. 12.) EMMI rendelet Az emberi felhasználásra kerülő gyógyszerek rendeléséről és kiadásáról szóló 44/2004. (IV. 28.) ESZCSM rendelet módosításáról
- 9/2020. (III. 12.) EMMI rendelet Az emberi erőforrások minisztere által adományozható elismerésekről szóló 26/2016. (IX. 8.) EMMI rendeletnek az „A Magyar Klasszikus Zene Ifjú Nagykövete” cím megalapításával összefüggő módosításáról
- 1/2020. (III. 12.) PM rendelet A pénzügyminiszter által adományozható elismerésekről
- 10/2020. (III. 14.) EMMI rendelet A kihirdetett veszélyhelyzet miatt szükséges egyes egészségügyi tárgyú miniszteri rendeletek módosításáról[54]
- 11/2020. (III. 14.) EMMI rendelet Az egészségügyi szakdolgozók továbbképzéseinek szabályairól szóló 63/2011. (XI. 29.) NEFMI rendelet és az orvosok, fogorvosok, gyógyszerészek és az egészségügyi felsőfokú szakirányú szakképesítéssel rendelkezők folyamatos továbbképzéséről szóló 64/2011. (XI. 29.) NEFMI rendelet módosításáról
- 5/2020. (III. 19.) MNB rendelet A rendszerszintű likviditási kockázatok csökkentése érdekében szükséges követelményeket meghatározó egyes MNB rendeletek módosításáról[4]
- 5/2020. (III. 20.) AM rendelet Egyes agrártárgyú miniszteri rendeletek módosításáról[58]
- 6/2020. (III. 20.) BM rendelet A belügyminiszter irányítása alatt álló rendvédelmi feladatokat ellátó szerveknél a hivatásos szolgálati beosztásokról és a betöltésükhöz szükséges követelményekről szóló 30/2015. (VI. 16.) BM rendelet módosításáról
- 7/2020. (III. 20.) BM rendelet Az egységes elektronikuskártya-kibocsátási keretrendszerről szóló 2014. évi LXXXIII. törvény végrehajtásához szükséges kapcsolódási, műszaki, technológiai, biztonsági előírásokról, követelményekről és a hitelesítési rendről szóló 53/2015. (IX. 24.) BM rendelet módosításáról
- 3/2020. (III. 25.) MEKH rendelet A földgáz rendszerhasználati díjak, a külön díjak, valamint a csatlakozási díjak alkalmazásának szabályairól szóló 11/2016. (XI. 14.) MEKH rendelet és a földgáz rendszerhasználati díjak, a külön díjak és a csatlakozási díjak mértékéről szóló 13/2016. (XII. 20.) MEKH rendelet módosításáról[62]
- 2/2020. (III. 25.) TNM rendelet Az egyházi költségvetési céltámogatások folyósításáról és elszámolásáról szóló 5/2018. (XII. 21.) TNM rendelet módosításáról
- 1/2020. (III. 25.) NVTNM rendelet Egyes gazdasági társaságokat érintő változások átvezetése érdekében az egyes állami tulajdonban álló gazdasági társaságok felett az államot megillető tulajdonosi jogok és kötelezettségek összességét gyakorló személyek kijelöléséről szóló 1/2018. (VI. 25.) NVTNM rendelet módosításáról
- 6/2020. (III. 25.) AM rendelet A natúrparkok létrehozásáról és működéséről
- 7/2020. (III. 25.) AM rendelet A Táti és süttői Duna-szigetek természetvédelmi terület létesítéséről
- 8/2020. (III. 25.) AM rendelet A Magyar Élelmiszerkönyv kötelező előírásairól szóló 152/2009. (XI. 12.) FVM rendelet módosításáról
- 12/2020. (III. 25.) EMMI rendelet Az Európai Közösségi jog hatálya alá tartozó, feltétel nélkül elismerésre kerülő egyes egészségügyi oklevelek, bizonyítványok és a képesítés megszerzéséről szóló egyéb tanúsítványok megnevezéséről és az ezen okiratok birtokosaival azonos jogállású személyek köréről szóló 4/2008. (I. 16.) EüM rendelet módosításáról
- 13/2020. (III. 25.) EMMI rendelet Az egészségügyi felsőfokú szakirányú szakmai képzés részletes szabályairól szóló 16/2010. (IV. 15.) EüM rendelet és az egészségügyi felsőfokú szakirányú szakképesítés megszerzéséről szóló 22/2012. (IX. 14.) EMMI rendelet módosításáról
- 5/2020. (III. 31.) HM rendelet Az egyes költségtérítésekről szóló 19/2013. (IX. 6.) HM rendelet módosításáról
- 9/2020. (III. 31.) ITM rendelet Az egyetemes szolgáltatók részére vételre felajánlott földgázforrás és a hazai termelésű földgáz mennyiségéről és áráról, valamint az igénybevételre jogosultak és kötelezettek köréről szóló 67/2016. (XII. 29.) NFM rendelet módosításáról[6]

#### Április
- 6/2020. (IV. 3.) MNB rendelet Adatszolgáltatási tárgyú MNB rendeletek módosításáról[249]
- 9/2020. (IV. 3.) AM rendelet Az Európai Mezőgazdasági Vidékfejlesztési Alapból finanszírozott egyes támogatások 2020. évi igénybevételével kapcsolatos egységes eljárási szabályokról
- 10/2020. (IV. 3.) AM rendelet Az Európai Mezőgazdasági Garancia Alapból, valamint a központi költségvetésből finanszírozott egyes támogatások igénybevételével kapcsolatos eljárási szabályokról szóló miniszteri rendeletek módosításáról
- 11/2020. (IV. 3.) AM rendelet A Magyar Nemzeti Vidéki Hálózatról szóló 11/2016. (IV. 21.) MvM rendelet módosításáról
- 12/2020. (IV. 3.) AM rendelet A Magyar Méhészeti Nemzeti Program alapján a 2020–2022 közötti végrehajtási időszakokban a központi költségvetés, valamint az Európai Mezőgazdasági Garancia Alap társfinanszírozásában megvalósuló támogatások igénybevételének szabályairól szóló 57/2019. (XII. 14.) AM rendelet módosításáról
- 10/2020. (IV. 3.) ITM rendelet A békéltető testületi tagsági feladat ellátására vonatkozó pályázat szabályairól és a békéltető testületi tagok díjazásáról, valamint az online adásvételi vagy online szolgáltatási szerződéssel összefüggő határon átnyúló fogyasztói jogvita esetén eljáró békéltető testületek kijelöléséről szóló 26/2019. (VIII. 26.) ITM rendelet módosításáról
- 11/2020. (IV. 7.) ITM rendelet A XXXV. Nemzeti Kutatási, Fejlesztési és Innovációs Hivatal költségvetési fejezetbe sorolt fejezeti kezelésű előirányzatok kezeléséről és felhasználásáról[72]
- 13/2020. (IV. 8.) AM rendelet Az erdőről, az erdő védelméről és az erdőgazdálkodásról szóló 2009. évi XXXVII. törvény végrehajtásáról szóló 61/2017. (XII. 21.) FM rendelet módosításáról[250]
- 8/2020. (IV. 8.) BM rendelet A szabad mozgás és tartózkodás jogával rendelkező személyek beutazásáról és tartózkodásáról szóló 2007. évi I. törvény, valamint a harmadik országbeli állampolgárok beutazásáról és tartózkodásáról szóló 2007. évi II. törvény végrehajtásáról szóló 25/2007. (V. 31.) IRM rendelet módosításáról
- 14/2020. (IV. 10.) AM rendelet A Gazdaságvédelmi Akcióterv keretében az Agrár Széchenyi Kártya Konstrukcióhoz nyújtott teljes körű csekély összegű támogatásról[74]
- 7/2020. (IV. 16.) KKM rendelet A koronavírus-járvány következtében szükségessé vált versenyképesség-növelő támogatásról
- 3/2020. (IV. 21.) IM rendelet Egyes igazságügyi tárgyú miniszteri rendeleteknek a koronavírus elleni védekezéssel összefüggő módosításáról[84]
- 2/2020. (IV. 22.) NVTNM rendelet A XLIII. Az állami vagyonnal kapcsolatos bevételek és kiadások fejezet központi kezelésű előirányzatai felhasználásáról[86]
- 15/2020. (IV. 22.) AM rendelet A mezőőrök és a hegyőrök szolgálati viszonyáról szóló 29/1998. (IV. 30.) FM rendelet és a mezei őrszolgálat megalakításához, fenntartásához és működéséhez nyújtandó állami hozzájárulás igénybevételének rendjéről és feltételeiről szóló 64/2009. (V. 22.) FVM–PM együttes rendelet módosításáról
- 12/2020. (IV. 22.) ITM rendelet A hajózási tevékenység engedélyezésének rendjéről szóló 28/2000. (XII. 18.) KöViM rendelet és a tengeri hajók hajózásra alkalmasságának a Tengerészeti Munkaügyi Egyezményen alapuló feltételeiről szóló 67/2015. (XI. 18.) NFM rendelet Tengerészeti Munkaügyi Egyezménnyel összefüggő módosításáról
- 4/2020. (IV. 24.) IM rendelet A bírósági ügyvitel szabályairól szóló 14/2002. (VIII. 1.) IM rendelet módosításáról[89]
- 5/2020. (IV. 27.) MvM rendelet A Kulturális Javak Bizottságáról[8]
- 6/2020. (IV. 27.) MvM rendelet A fejezeti kezelésű előirányzatok és a központi kezelésű előirányzatok kezeléséről és felhasználásáról szóló 8/2016. (III. 25.) MvM rendelet Magyar Falu Programmal, valamint a KKBK Kiemelt Kormányzati Beruházások Központja Nonprofit Zrt. névváltozásával kapcsolatos módosításáról
- 10/2020. (IV. 27.) BM rendelet Az egyes eljárások egyszerűsítése és elektronizálása érdekében szükséges törvénymódosításokról szóló 2019. évi CXVI. törvényhez kapcsolódó, valamint egyéb, belügyi tárgyú miniszteri rendeletek módosításáról
- 11/2020. (IV. 27.) BM rendelet A Rendőrség nyomozó hatóságainak hatásköréről és illetékességéről szóló 25/2013. (VI. 24.) BM rendelet módosításáról
- 15/2020. (IV. 28.) EMMI rendelet A gyógyászati segédeszközök társadalombiztosítási támogatásba történő befogadásáról, támogatással történő rendeléséről, forgalmazásáról, javításáról és kölcsönzéséről szóló 14/2007. (III. 14.) EüM rendelet módosításáról[91]
- 7/2020. (IV. 30.) MNB rendelet A „30 éve szabadon” ezüst emlékérme kibocsátásáról[95]
- 8/2020. (IV. 30.) MNB rendelet A „30 éve szabadon” rézötvözetű emlékérme kibocsátásáról
- 9/2020. (IV. 30.) MNB rendelet A „150 éves a szervezett magyar tűzoltóság” ezüst emlékérme kibocsátásáról
- 10/2020. (IV. 30.) MNB rendelet A „150 éves a szervezett magyar tűzoltóság” rézötvözetű emlékérme kibocsátásáról
- 11/2020. (IV. 30.) MNB rendelet A szervezett magyar tűzoltóság fennállásának 150. évfordulója alkalmából 50 forintos címletű érme kibocsátásáról
- 16/2020. (IV. 30.) EMMI rendelet A törzskönyvezett gyógyszerek és a különleges táplálkozási igényt kielégítő tápszerek társadalombiztosítási támogatásba való befogadásának szempontjairól és a befogadás vagy a támogatás megváltoztatásáról szóló 32/2004. (IV. 26.) ESZCSM rendelet és a gyógyászati segédeszközök társadalombiztosítási támogatásba történő befogadásáról, támogatással történő rendeléséről, forgalmazásáról, javításáról és kölcsönzéséről szóló 14/2007. (III. 14.) EüM rendelet módosításáról
- 7/2020. (IV. 30.) HM rendelet A katonai szolgálatra való egészségi, pszichikai és fizikai alkalmasságról, valamint a felülvizsgálati eljárásról szóló 10/2015. (VII. 30.) HM rendelet módosításáról
- 17/2020. (IV. 30.) EMMI rendelet A fertőző betegségek és a járványok megelőzése érdekében szükséges járványügyi intézkedésekről szóló 18/1998. (VI. 3.) NM rendelet és a háziorvosi, házi gyermekorvosi és fogorvosi tevékenységről szóló 4/2000. (II. 25.) EüM rendelet módosításáról[97]

#### Május
- 3/2020. (V. 4.) NVTNM rendelet Az Emberi Erőforrások Minisztériuma, a Külgazdasági és Külügyminisztérium és a Miniszterelnökség tulajdonosi joggyakorlóként történő kijelölésével összefüggésben az egyes állami tulajdonban álló gazdasági társaságok felett az államot megillető tulajdonosi jogok és kötelezettségek összességét gyakorló személyek kijelöléséről szóló 1/2018. (VI. 25.) NVTNM rendelet módosításáról[98]
- 12/2020. (V. 4.) BM rendelet Az állandó személyazonosító igazolvány tároló elemén elhelyezett szolgáltatásazonosító felhasználásával ellenőrizhető jogosultságok köréről szóló 36/2019. (X. 15.) BM rendelet módosításáról
- 13/2020. (V. 5.) BM rendelet A fejezeti kezelésű előirányzatok felhasználásának rendjéről[237]
- 18/2020. (V. 7.) EMMI rendelet A gyógyszertárban forgalmazható, valamint kötelezően készletben tartandó termékekről szóló 2/2008. (I. 8.) EüM rendelet módosításáról[102]
- 13/2020. (V. 8.) ITM rendelet A nyaralóhajózással kapcsolatos egyes miniszteri rendeletek módosításáról[103]
- 16/2020. (V. 12.) AM rendelet Egyes természetvédelmi tárgyú rendeletek módosításáról[105]
- 4/2020. (V. 13.) MEKH rendelet A villamos energia rendszerhasználati díjak, csatlakozási díjak és külön díjak meghatározásának keretszabályairól szóló 7/2016. (X. 13.) MEKH rendelet módosításáról[9]
- 5/2020. (V. 13.) IM rendelet A cégbejegyzési eljárás és a cégnyilvántartás egyes kérdéseiről szóló 21/2006. (V. 18.) IM rendelet módosításáról
- 14/2020. (V. 13.) ITM rendelet A 2021. évi munkaszüneti napok körüli munkarendről
- 14/2020. (V. 20.) BM rendelet A fővárosi és megyei kormányhivatalok működésének egyszerűsítésével összefüggésben egyes belügyi tárgyú miniszteri rendeletek módosításáról[10]
- 4/2020. (V. 22.) NVTNM rendelet Az aktív Magyarországért felelős kormánybiztos és az egyes Kárpát-medencei gazdaságélénkítő programok és összehangolt fejlesztési feladatok, valamint turisztikai fejlesztések koordinációjáért felelős kormánybiztos tulajdonosi joggyakorlóként való kijelölése érdekében az egyes állami tulajdonban álló gazdasági társaságok felett az államot megillető tulajdonosi jogok és kötelezettségek összességét gyakorló személyek kijelöléséről szóló 1/2018. (VI. 25.) NVTNM rendelet módosításáról[115]
- 2/2020. (V. 22.) PM rendelet A fejezeti kezelésű előirányzatok kezeléséről és felhasználásáról szóló 9/2018. (X. 19.) PM rendeletnek a koronavírus világjárvány gazdasági hatásainak enyhítésével összefüggő támogatási szabályainak módosításáról
- 6/2020. (V. 25.) IM rendelet A bírói pályaalkalmassági vizsgálatról[117]
- 15/2020. (V. 26.) BM rendelet Az élet- és vagyonbiztonságot veszélyeztető tömeges megbetegedést okozó humánjárvány megelőzése, illetve következményeinek elhárítása, a magyar állampolgárok egészségének és életének megóvása érdekében elrendelt veszélyhelyzet során a menekültügyi eljárás szabályairól szóló 233/2020. (V. 26.) Korm. rendelet végrehajtásáról[118]
- 8/2020. (V. 27.) HM rendelet Egyes lakáscélú honvédelmi miniszteri rendeletek módosításáról[120]
- 12/2020. (V. 28.) MNB rendelet A „Harsányi János” rézötvözetű emlékérme kibocsátásáról[11]
- 13/2020. (V. 28.) MNB rendelet A közbeszerzésekről szóló 2015. évi CXLIII. törvény 152. § (2a) bekezdésére és a 197. § (10) bekezdésére vonatkozó alkotmányos követelmény megállapításáról

#### Június
- 5/2020. (VI. 2.) MEKH rendelet Egyes földgáz rendszerhasználati díjakkal kapcsolatos MEKH rendeletek módosításáról[125]
- 17/2020. (VI. 2.) AM rendelet A Hortobágyi Nemzeti Park védettségének fenntartásáról szóló 131/2007. (XII. 27.) KvVM rendelet módosításáról
- 19/2020. (VI. 2.) EMMI rendelet Az emberi erőforrások minisztere feladatkörébe tartozó egyes miniszteri rendeletek deregulációs célú módosításáról és hatályon kívül helyezéséről
- 14/2020. (VI. 3.) MNB rendelet Adatszolgáltatási tárgyú MNB rendeletek módosításáról[126]
- 15/2020. (VI. 4.) ITM rendelet A közúti járművek műszaki megvizsgálásáról szóló 5/1990. (IV. 12.) KöHÉM rendelet, valamint a közúti járművek forgalomba helyezésének és forgalomban tartásának műszaki feltételeiről szóló 6/1990. (IV. 12.) KöHÉM rendelet módosításáról[128]
- 15/2020. (VI. 9.) MNB rendelet A Magyar Nemzeti Bank elnökének rendelet kiadásában való helyettesíthetőségéről[13]
- 5/2020. (VI. 9.) NVTNM rendelet A NEOEMKI Nemzeti Orvostechnikai Eszköz Megfelelőségértékelő és Tanúsító Korlátolt Felelősségű Társaság felett az államot megillető tulajdonosi jogok és kötelezettségek összességét gyakorló személy kijelölése érdekében az egyes állami tulajdonban álló gazdasági társaságok felett az államot megillető tulajdonosi jogok és kötelezettségek összességét gyakorló személyek kijelöléséről szóló 1/2018. (VI. 25.) NVTNM rendelet módosításáról
- 7/2020. (VI. 10.) MvM rendelet Az ingatlan-nyilvántartási és térképészeti tárgyú miniszteri rendeletek módosításáról[14]
- 20/2020. (VI. 10.) EMMI rendelet A közlevéltárak és a nyilvános magánlevéltárak tevékenységével összefüggő szakmai követelményekről szóló 27/2015. (V. 27.) EMMI rendelet módosításáról és a védett személyes adatot tartalmazó levéltári anyag másolatának adatvédelmi szerződés alapján történő továbbítása elleni tiltakozási jog gyakorlásáról szóló 4/2002. (II. 15.) NKÖM rendelet hatályon kívül helyezéséről
- 9/2020. (VI. 10.) HM rendelet A honvédelmi miniszter feladat- és hatáskörét érintően a nemzetbiztonsági ellenőrzés alá eső személyek meghatározásáról
- 16/2020. (VI. 11.) MNB rendelet A Magyar Nemzeti Bank egyes hatósági döntéseivel kapcsolatos hatáskörgyakorlás, valamint a hatáskör gyakorlója helyettesítésének részletes szabályairól szóló 45/2019. (XII. 18.) MNB rendelet módosításáról[15]
- 16/2020. (VI. 17.) BM rendelet A menedékjogi kérelem benyújtására irányuló szándéknyilatkozattal kapcsolatos eljárásról[135]
- 21/2020. (VI. 17.) EMMI rendelet Egyes, az emberi erőforrások minisztere feladatkörébe tartozó miniszteri rendeleteknek a veszélyhelyzet megszűnésével összefüggő módosításáról
- 7/2020. (VI. 17.) IM rendelet A jogi szakvizsgáról szóló 5/1991. (IV. 4.) IM rendeletnek és az egyes igazságügyi tárgyú miniszteri rendeleteknek a koronavírus elleni védekezéssel összefüggő módosításáról szóló 3/2020. (IV. 21.) IM rendeletnek a veszélyhelyzet megszűnésével összefüggő módosításáról
- 8/2020. (VI. 17.) IM rendelet A pártfogó ügyvéd, az ügygondnok és a kirendelt védő részére megállapítható díjról szóló 32/2017. (XII. 27.) IM rendelet és az egyes büntetőeljárási cselekményekre és a büntetőeljárásban részt vevő személyekre vonatkozó szabályokról szóló 12/2018. (VI. 12.) IM rendelet módosításáról
- 19/2020. (VI. 17.) ITM rendelet A veszélyhelyzet megszűnésével kapcsolatos egyes közlekedési képzésekkel összefüggő szabályokról
- 9/2020. (VI. 17.) KKM rendelet A járványügyi készültségi időszakban nemzetközi viszonosság alapján belépésre jogosultság, valamint a korlátozott sávban történő határátlépés körébe tartozó államokról
- 10/2020. (VI. 18.) HM rendelet A fejezeti kezelésű előirányzatok kezelésének és felhasználásának szabályairól szóló 5/2018. (III. 8.) HM rendelet módosításáról[136]
- 19/2020. (VI. 23.) MNB rendelet A jegybanki alapkamat mértékéről[17]
- 11/2020. (VI. 23.) HM rendelet Az önkéntes tartalékos szolgálati viszonyhoz kapcsolódó egyes honvédelmi miniszteri rendeletek módosításáról
- 17/2020. (VI. 24.) BM rendelet A Terrorelhárítási Központ műveleti kötéltechnikai tevékenysége ellátásának szabályairól szóló 32/2017. (XII. 20.) BM rendelet módosításáról[138]
- 20/2020. (VI. 24.) ITM rendelet Egyes közlekedési tárgyú miniszteri rendeletek jogharmonizációs célú módosításáról
- 8/2020. (VI. 26.) MvM rendelet Az Építészeti Szerzői Jogi Nyilvántartásról[251]
- 9/2020. (VI. 26.) MvM rendelet A fővárosi és megyei kormányhivatalok működésének egyszerűsítésével összefüggésben egyes miniszteri rendeletek módosításáról
- 10/2020. (VI. 26.) MvM rendelet A közbeszerzési és tervpályázati hirdetmények feladásának, ellenőrzésének és közzétételének szabályairól, a hirdetmények mintáiról és egyes tartalmi elemeiről, valamint az éves statisztikai összegezésről szóló 44/2015. (XI. 2.) MvM rendelet, valamint az elektronikus közbeszerzési rendszer fenntartásával és működtetésével kapcsolatos szabályokról szóló 40/2017. (XII. 27.) MvM rendelet módosításáról
- 32/2020. (VI. 26.) AM rendelet Az egyes állatbetegségek és zoonózisok felszámolására, az ellenük való védekezésre és figyelemmel kísérésükre irányuló nemzeti programok 2020. évi finanszírozásának szabályairól
- 33/2020. (VI. 26.) AM rendelet Az élelmiszerekkel kapcsolatos tájékoztatásról szóló 36/2014. (XII. 17.) FM rendelet módosításáról
- 22/2020. (VI. 26.) EMMI rendelet Egyes egészségbiztosítási tárgyú miniszteri rendeleteknek a dietetikai ellátásokhoz, valamint az érsebészeti és egyéb ellátásokhoz kapcsolódó módosításáról
- 23/2020. (VI. 26.) EMMI rendelet A gyógyászati segédeszközök társadalombiztosítási támogatásba történő befogadásáról, támogatással történő rendeléséről, forgalmazásáról, javításáról és kölcsönzéséről szóló 14/2007. (III. 14.) EüM rendelet módosításáról
- 21/2020. (VI. 26.) ITM rendelet A földi kiszolgálás feltételeiről és engedélyezésének rendjéről szóló 7/2002. (I. 28.) KöViM rendelet módosításáról
- 6/2020. (VI. 29.) MEKH rendelet Az egyes adatszolgáltatási, műszaki és díjfizetési tárgyú MEKH rendeletek módosításáról[252]
- 23/2020. (VI. 29.) ITM rendelet Az egyetemes szolgáltatók részére vételre felajánlott földgázforrás és a hazai termelésű földgáz mennyiségéről és áráról, valamint az igénybevételre jogosultak és kötelezettek köréről szóló 67/2016. (XII. 29.) NFM rendelet módosításáról[140]
- 6/2020. (VI. 29.) NVTNM rendelet A Nemzeti Sportügynökség Nonprofit Korlátolt Felelősségű Társaság felett az államot megillető tulajdonosi jogok és kötelezettségek összességét gyakorló személy kijelölése érdekében az egyes állami tulajdonban álló gazdasági társaságok felett az államot megillető tulajdonosi jogok és kötelezettségek összességét gyakorló személyek kijelöléséről szóló 1/2018. (VI. 25.) NVTNM rendelet módosításáról
- 34/2020. (VI. 29.) AM rendelet Az egyes szőlő-bor ágazati agrártámogatásokkal összefüggő rendeletek módosításáról
- 35/2020. (VI. 29.) AM rendelet Egyes szaporítóanyagok előállítására és forgalomba hozatalára vonatkozó rendeletek növényegészségügyi tárgyú jogharmonizációval összefüggő módosításáról
- 36/2020. (VI. 29.) AM rendelet A növényfajták állami elismeréséről szóló 40/2004. (IV. 7.) FVM rendelet és a zöldség szaporítóanyagok előállításáról és forgalomba hozataláról szóló 50/2004. (IV. 22.) FVM rendelet módosításáról
- 22/2020. (VI. 29.) ITM rendelet A fővárosi és megyei kormányhivatalok működésének egyszerűsítésével kapcsolatos miniszteri rendeletek módosításáról
- 11/2020. (VI. 30.) MvM rendelet A Nemzeti Együttműködési Alappal kapcsolatos egyes kérdésekről szóló 5/2012. (II. 16.) KIM rendelet módosításáról[141]
- 18/2020. (VI. 30.) BM rendelet Egyes belügyi tárgyú miniszteri rendeleteknek a szakgimnáziumok átalakításával kapcsolatos módosításáról
- 19/2020. (VI. 30.) BM rendelet Az Országgyűlési Őrség szolgálati szabályzatáról szóló 84/2012. (XII. 28.) BM rendelet módosításáról
- 3/2020. (VI. 30.) PM rendelet A bankkártya-elfogadó terminálok számának növeléséhez nyújtott támogatásról szóló 47/2016. (XII. 6.) NGM rendelet módosításáról
- 4/2020. (VI. 30.) PM rendelet A pénzügyminiszter feladat- és hatáskörét érintően a nemzetbiztonsági ellenőrzés alá eső személyek meghatározásáról

#### Július
- 20/2020. (VII. 3.) MNB rendelet A "Szinyei Merse Pál" ezüst emlékérme kibocsátásáról[253]
- 21/2020. (VII. 3.) MNB rendelet A "Szinyei Merse Pál" rézötvözetű emlékérme kibocsátásáról
- 24/2020. (VII. 3.) ITM rendelet Egyes szórakoztatási célú berendezések, létesítmények és ideiglenes szerkezetek, valamint szórakozási célú sport-eszközök biztonságosságáról
- 25/2020. (VII. 3.) ITM rendelet A piacfelügyelettel összefüggő egyes miniszteri rendeletek módosításáról
- 26/2020. (VII. 3.) ITM rendelet Az iparügyekért felelős miniszter szabályozási feladatkörébe tartozó forgalmazási követelmények tekintetében eljáró megfelelőségértékelő szervezetek kijelölésének, valamint a megfelelőségértékelő szervezetek tevékenységének különös szabályairól szóló 5/2010. (I. 14.) NFGM rendelet módosításáról
- 10/2020. (VII. 4.) KKM rendelet A koronavírus-járvány következtében szükségessé vált versenyképesség-növelő támogatásról szóló 7/2020. (IV. 16.) KKM rendelet módosításáról[145]
- 3/2020. (VII. 8.) TNM rendelet A nemzetiségi és egyházi célú fejezeti kezelésű előirányzatok kezeléséről és felhasználásáról szóló 2/2019. (III. 19.) TNM rendelet módosításáról[18]
- 12/2020. (VII. 8.) MvM rendelet A fejezeti kezelésű előirányzatok és a központi kezelésű előirányzatok kezeléséről és felhasználásáról szóló 8/2016. (III. 25.) MvM rendeletnek a központi költségvetés címrendjének módosításával kapcsolatos módosításáról
- 9/2020. (VII. 8.) IM rendelet Az egyfokú járási hivatali eljárások megteremtésével összefüggő egyes miniszteri rendeletek módosításáról
- 21/2020. (VII. 9.) BM rendelet Egyes belügyi tárgyú miniszteri rendeleteknek a Büntetés-végrehajtás Egészségügyi Központ létrehozásával kapcsolatos módosításáról[146]
- 22/2020. (VII. 9.) BM rendelet A polgárok személyi adatainak és lakcímének nyilvántartásából teljesített adatszolgáltatásért, a kapcsolatfelvétel céljából való megkeresésért, valamint értesítésért fizetendő igazgatási szolgáltatási díjról szóló 16/2007. (III. 13.) IRM-MeHVM együttes rendelet, valamint a magánútlevél soron kívüli, sürgősségi, valamint azonnali eljárásban történő kiállításáért fizetendő igazgatási szolgáltatási pótdíj megfizetéséről szóló 69/2011. (XII. 30.) BM rendelet módosításáról
- 37/2020. (VII. 10.) AM rendelet A karácsonyfa-ültetvények után igénybe vehető támogatásról[147]
- 23/2020. (VII. 12.) BM rendelet A kapcsolt vállalkozások közötti üzleti utazás körébe tartozó államokról
- 22/2020. (VII. 13.) MNB rendelet A "Tisztelet a veszélyhelyzet hőseinek" 10 forintos címletű érme kibocsátásáról
- 23/2020. (VII. 13.) MNB rendelet A "Tisztelet a veszélyhelyzet hőseinek" 20 forintos címletű érme kibocsátásáról
- 24/2020. (VII. 13.) BM rendelet A szabálysértésekről, a szabálysértési eljárásról és a szabálysértési nyilvántartási rendszerről szóló 2012. évi II. törvény végrehajtásával kapcsolatos rendelkezésekről, valamint ahhoz kapcsolódó egyes rendeletek módosításáról szóló 22/2012. (IV. 13.) BM rendelet módosításáról
- 11/2020. (VII. 13.) KKM rendelet A járványügyi készültségi időszakban a korlátozott sávban történő határátlépés körébe tartozó államokról
- 7/2020. (VII. 14.) NVTNM rendelet A Sopron-Fertő Turisztikai Fejlesztő Nonprofit Zártkörűen Működő Részvénytársaság és a VOLÁNBUSZ Közlekedési zártkörűen működő Részvénytársaság tulajdonosi joggyakorlójának kijelölése érdekében az egyes állami tulajdonban álló gazdasági társaságok felett az államot megillető tulajdonosi jogok és kötelezettségek összességét gyakorló személyek kijelöléséről szóló 1/2018. (VI. 25.) NVTNM rendelet módosításáról[254]
- 13/2020. (VII. 15.) MvM rendelet Egyes ingatlanok műemléki védettségének megszüntetéséről, illetve védettségének módosításáról[149]
- 14/2020. (VII. 15.) MvM rendelet A kulturális javak kiviteli engedélyezéséről szóló 14/2010. (XI. 25.) NEFMI rendelet és a kulturális javakkal kapcsolatos hatósági eljárásra vonatkozó szabályokról szóló 45/2012. (XI. 30.) EMMI rendelet hatályon kívül helyezéséről
- 25/2020. (VII. 15.) BM rendelet A szabadságvesztés, az elzárás, a rendbírság helyébe lépő elzárás, a letartóztatás és a szabálysértési elzárás végrehajtását foganatosító büntetés-végrehajtási intézetek kijelölésének szabályairól szóló 16/2018. (VI. 7.) BM rendelet módosításáról
- 26/2020. (VII. 15.) BM rendelet Egyes belügyi tárgyú miniszteri rendeletek módosításáról
- 10/2020. (VII. 15.) IM rendelet Egyes igazságügyi tárgyú igazságügyi miniszteri rendeletek módosításáról
- 8/2020. (VII. 16.) NVTNM rendelet A védelmi fejlesztésekért felelős kormánybiztos tulajdonosi joggyakorlóként való kijelölése érdekében az egyes állami tulajdonban álló gazdasági társaságok felett az államot megillető tulajdonosi jogok és kötelezettségek összességét gyakorló személyek kijelöléséről szóló 1/2018. (VI. 25.) NVTNM rendelet módosításáról[150]
- 27/2020. (VII. 16.) ITM rendelet Egyes műszaki szabályozási tárgyú miniszteri rendeletek jogharmonizációs és deregulációs célú módosításáról
- 28/2020. (VII. 16.) ITM rendelet A közúti járművek műszaki megvizsgálásáról szóló 5/1990. (IV. 12.) KöHÉM rendelet módosításáról
- 27/2020. (VII. 17.) BM rendelet Az iskolaőrökről[255]
- 28/2020. (VII. 17.) BM rendelet Az iskolaőrök képzéséről, kiegészítő képzéséről, vizsgáztatásáról, valamint a képzés és vizsga helyett elfogadható szakirányú képesítések és képzettségek jegyzékéről
- 29/2020. (VII. 17.) BM rendelet A vízi közlekedés rendőrhatósági igazgatásáról szóló 13/1996. (VI. 28.) BM rendelet, valamint a Rendőrség szervei illetékességi területének megállapításáról szóló 67/2007. (XII. 28.) IRM rendelet módosításáról
- 29/2020. (VII. 17.) ITM rendelet A közúti járművek műszaki megfelelőségével kapcsolatos egyes közlekedési tárgyú miniszteri rendeletek módosításáról
- 5/2020. (VII. 17.) PM rendelet A pénzügyi szolgáltatás közvetítői, a biztosításközvetítői és a tőkepiaci üzletkötői hatósági képzéssel és hatósági vizsgával összefüggő feladatokról szóló 40/2015. (XII. 30.) NGM rendelet módosításáról
- 24/2020. (VII. 21.) MNB rendelet A jegybanki alapkamat mértékéről[21]
- 12/2020. (VII. 21.) HM rendelet Az állami célú légiközlekedés szakszemélyzetének szakszolgálati engedélyeiről szóló 16/1998. (X. 28.) HM–EüM együttes rendelet és az állami célú légiközlekedés szakszemélyzetének képzéséről szóló 5/2003. (II. 1.) HM rendelet módosításáról
- 24/2020. (VII. 23.) EMMI rendelet Az emberi erőforrások minisztere feladatkörébe tartozó további miniszteri rendeletek deregulációs célú módosításáról[152]
- 30/2020. (VII. 23.) ITM rendelet A felnőttképzők nyilvántartásával összefüggő eljárásért fizetendő igazgatási szolgáltatási díjakról és a felnőttképzők ellenőrzése során kiszabott bírság befizetésének rendjéről
- 6/2020. (VII. 23.) PM rendelet A magyarországi telephelyű gépjárművek, továbbá más tagállami telephelyű és magyarországi rendeltetési hellyel rendelkező gépjárművek kötelező gépjármű-felelősségbiztosítási fedezetének fennállását tanúsító igazolóeszközökre vonatkozó szabályokról szóló 34/2009. (XII. 22.) PM rendelet módosításáról
- 25/2020. (VII. 28.) MNB rendelet A technikai kamatláb maximális mértékéről szóló 54/2015. (XII. 21.) MNB rendelet módosításáról[153]
- 38/2020. (VII. 30.) AM rendelet  A Gazdaságvédelmi Akcióterv részeként kidolgozott Nemzeti Élelmiszergazdasági Válságkezelő Program keretében a HORECA szektorban és a borturizmusban érintett bortermelők részére nyújtandó átmeneti támogatás igénybevételének részletes feltételeiről[154]
- 39/2020. (VII. 30.) AM rendelet A védett és a fokozottan védett növény- és állatfajokról, a fokozottan védett barlangok köréről, valamint az Európai Közösségben természetvédelmi szempontból jelentős növény- és állatfajok közzétételéről szóló 13/2001. (V. 9.) KöM rendelet, valamint a baromfi ágazatban igénybe vehető állatjóléti támogatások feltételeiről szóló 11/2019. (IV. 1.) AM rendelet módosításáról
- 25/2020. (VII. 30.) EMMI rendelet A személyes gondoskodást végző személyek továbbképzéséről és a szociális szakvizsgáról szóló 9/2000. (VIII. 4.) SZCSM rendelet módosításáról
- 12/2020. (VII. 30.) KKM rendelet A kihelyező szervnél működő foglalkozás-egészségügyi szolgálat által végzett, a kihelyezett és a külképviselet által foglalkoztatott házastárs alkalmassági és pszichológiai alkalmassági vizsgálatának és a kihelyezett hozzátartozójának alkalmassági vizsgálatának, valamint a felülvizsgálat rendjének részletes szabályairól
- 7/2020. (VII. 30.) PM rendelet A jövedéki adóról szóló 2016. évi LXVIII. törvény egyes rendelkezéseinek végrehajtásáról szóló 45/2016. (XI. 29.) NGM rendelet módosításáról, valamint a fővárosi és megyei kormányhivatalok működésének egyszerűsítésével összefüggésben a pénzügyminiszter feladatkörébe tartozó egyes miniszteri rendeletek módosításáról
- 30/2020. (VII. 31.) BM rendelet Az igazságügyi szakértői intézménynél foglalkoztatott igazságügyi alkalmazottak teljesítményértékeléséről[156]
- 8/2020. (VII. 31.) PM rendelet A fejezeti kezelésű előirányzatok kezeléséről és felhasználásáról szóló 9/2018. (X. 19.) PM rendeletnek az egészségügyi ellátásbiztonság javítását célzó támogatási program szabályaival összefüggő módosításáról

#### Augusztus
- 11/2020. (VIII. 3.) IM rendelet Az igazságügyi miniszter feladat- és hatáskörét érintően a nemzetbiztonsági ellenőrzés alá eső személyek meghatározásáról szóló 7/2015. (IV. 10.) IM rendelet módosításáról[256]
- 31/2020. (VIII. 4.) BM rendelet A folyók mértékadó árvízszintjeiről szóló 74/2014. (XII. 23.) BM rendelet és a közcélú ivóvízművek, valamint a közcélú szennyvízelvezető és -tisztító művek üzemeltetése során teljesítendő vízügyi és vízvédelmi szakmai követelményekről, vizsgálatok köréről, valamint adatszolgáltatás tartalmáról szóló 16/2016. (V. 12.) BM rendelet módosításáról[157]
- 26/2020. (VIII. 4.) EMMI rendelet Az egészségügyi szakmai kollégium működéséről
- 12/2020. (VIII. 4.) IM rendelet Egyes miniszteri rendeletek Csongrád megye nevének Csongrád-Csanád megyére változásával összefüggő módosításáról
- 7/2020. (VIII. 5.) MEKH rendelet A kötelező átvételi jogosultságok, valamint a pályázati eljárás alá nem tartozó, új létesítésű termelőegységekhez kapcsolódó prémium típusú támogatások esetében a villamosenergia-termelés megkezdés, kereskedelmi üzem megkezdés határidőinek veszélyhelyzettel összefüggésben történő meghosszabbításáról[257]
- 9/2020. (VIII. 7.) NVTNM rendelet Az MPF Felügyeleti Szolgáltató Korlátolt Felelősségű Társaság tulajdonosi joggyakorlójának kijelölése érdekében az egyes állami tulajdonban álló gazdasági társaságok felett az államot megillető tulajdonosi jogok és kötelezettségek összességét gyakorló személyek kijelöléséről szóló 1/2018. (VI. 25.) NVTNM rendelet módosításáról[158]
- 40/2020. (VIII. 7.) AM rendelet A Jáki kardvirágos erdő természetvédelmi terület létesítéséről
- 32/2020. (VIII. 7.) BM rendelet A fejezeti kezelésű előirányzatok felhasználásának rendjéről szóló 13/2020. (V. 5.) BM rendelet módosításáról
- 27/2020. (VIII. 11.) EMMI rendelet A 2020/2021. tanév rendjéről[258]
- 8/2020. (VIII. 14.) MEKH rendelet A földgáz rendszerhasználati díjak, a külön díjak és a csatlakozási díjak meghatározásának a 2021-ben induló árszabályozási ciklusra vonatkozó keretszabályairól[259]
- 41/2020. (VIII. 19.) AM rendelet Az egyes agrár-, valamint mezőgazdasági csekély összegű támogatást tartalmazó miniszteri rendeletek módosításáról[260]
- 42/2020. (VIII. 19.) AM rendelet Az egyes növényegészségügyi vizsgálatok költségeinek támogatásáról szóló 117/2007. (X. 10.) FVM rendelet, valamint a szőlőültetvényeken megvalósuló növényegészségügyi védekezés támogatásáról szóló 9/2016. (II. 15.) FM rendelet módosításáról
- 43/2020. (VIII. 19.) AM rendelet A gyümölcs szaporítóanyagok előállításáról és forgalomba hozataláról szóló 14/2017. (III. 23.) FM rendelet módosításáról
- 28/2020. (VIII. 19.) EMMI rendelet A Magyarország területén tartózkodó, egészségügyi szolgáltatásra a társadalombiztosítás keretében nem jogosult személyek egészségügyi ellátásának, valamint az egészségügyi szolgáltatás biztosítására kötött megállapodás egyes szabályairól
- 29/2020. (VIII. 19.) EMMI rendelet Az Európai Közösségi jog hatálya alá tartozó, feltétel nélkül elismerésre kerülő egyes egészségügyi oklevelek, bizonyítványok és a képesítés megszerzéséről szóló egyéb tanúsítványok megnevezéséről és az ezen okiratok birtokosaival azonos jogállású személyek köréről szóló 4/2008. (I. 16.) EüM rendelet módosításáról
- 26/2020. (VIII. 25.) MNB rendelet A pénzmosás és a terrorizmus finanszírozása megelőzéséről és megakadályozásáról szóló törvény végrehajtásának az MNB által felügyelt szolgáltatókra vonatkozó, valamint az Európai Unió és az ENSZ Biztonsági Tanácsa által elrendelt pénzügyi és vagyoni korlátozó intézkedések végrehajtásáról szóló törvény szerinti szűrőrendszer kidolgozásának és működtetése minimumkövetelményeinek részletes szabályairól[261]
- 15/2020. (VIII. 25.) MvM rendelet A fejezeti kezelésű előirányzatok és a központi kezelésű előirányzatok kezeléséről és felhasználásáról szóló 8/2016. (III. 25.) MvM rendelet veszélyhelyzet megszűnésével kapcsolatos módosításáról
- 30/2020. (VIII. 25.) EMMI rendelet Az új pszichoaktív anyaggá minősített anyagokról vagy vegyületcsoportokról szóló 55/2014. (XII. 30.) EMMI rendelet módosításáról
- 9/2020. (VIII. 25.) PM rendelet A pénzügyminiszter irányítása alá tartozó központi kezelésű előirányzatok kezeléséről és felhasználásáról szóló 20/2019. (XII. 19.) PM rendelet módosításáról
- 33/2020. (VIII. 30.) BM rendelet A kapcsolt vállalkozások közötti üzleti utazás körébe tartozó államokról[164]
- 10/2020. (VIII. 30.) NVTNM rendelet Az egyes szerencsejátékok engedélyezésével, lebonyolításával és ellenőrzésével kapcsolatos feladatok végrehajtásáról szóló 32/2005. (X. 21.) PM rendelet módosításáról, valamint a Szerencsejáték Felügyeletnél foglalkoztatottak személyi illetménye, a feltételekhez kötött személyi juttatás és az intézményi feladatok megállapításáról szóló 57/2017. (XII. 29.) NFM rendelet hatályon kívül helyezéséről[165]
- 13/2020. (VIII. 30.) IM rendelet A társadalombiztosítás ellátásaira jogosultakról, valamint ezen ellátások fedezetéről szóló 2019. évi CXXII. törvényhez kapcsolódóan egyes IM rendeletek módosításáról
- 11/2020. (VIII. 31.) NVTNM rendelet A Gandhi Gimnázium Közhasznú Nonprofit Korlátolt Felelősségű Társaság tulajdonosi joggyakorlójának kijelölése érdekében az egyes állami tulajdonban álló gazdasági társaságok felett az államot megillető tulajdonosi jogok és kötelezettségek összességét gyakorló személyek kijelöléséről szóló 1/2018. (VI. 25.) NVTNM rendelet, valamint a nemzeti vagyon kezeléséért felelős tárca nélküli miniszter által adományozható elismerésekről szóló 13/2019. (IX. 25.) NVTNM rendelet módosításáról[262]
- 31/2020. (VIII. 31.) EMMI rendelet Egyes köznevelési tárgyú miniszteri rendeletek módosításáról és az érettségi vizsga részletes követelményeiről szóló 40/2002. (V. 24.) OM rendelet hatályon kívül helyezéséről
- 31/2020. (VIII. 31.) ITM rendelet A folyami információs szolgáltatások szakmai és működtetési szabályairól szóló 45/2011. (VIII. 25.) NFM rendelet módosításáról
- 13/2020. (VIII. 31.) KKM rendelet A járványügyi készültségi időszakban a korlátozott sávban történő határátlépés körébe tartozó államokról

#### Szeptember
- 16/2020. (IX. 4.) MvM rendelet Csongrád megye nevének Csongrád-Csanád megyére változásával összefüggő egyes, a Miniszterelnökséget vezető miniszter hatáskörébe tartozó miniszteri rendeletek módosításáról[168]
- 2/2020. (IX. 9.) NMHH rendelet A frekvenciahasználati jogosultság megszerzését szolgáló árverés és pályázat szabályairól szóló 4/2011. (X. 6.) NMHH rendelet módosításáról[263]
- 32/2020. (IX. 9.) EMMI rendelet A magasabb összegű családi pótlékra jogosító betegségekről és fogyatékosságokról szóló 5/2003. (II. 19.) ESZCSM rendelet módosításáról
- 29/2020. (IX. 16.) MNB rendelet A pénzforgalom lebonyolításáról szóló 35/2017. (XII. 14.) MNB rendelet módosításáról[264]
- 30/2020. (IX. 16.) MNB rendelet A rendszerszintű likviditási kockázatok csökkentése érdekében szükséges követelményeket meghatározó egyes MNB rendeletek, valamint a jegybanki információs rendszerhez elsődlegesen a Magyar Nemzeti Bank alapvető feladatai ellátása érdekében teljesítendő adatszolgáltatási kötelezettségekről szóló 37/2019. (XI. 19.) MNB rendelet módosításáról
- 44/2020. (IX. 16.) AM rendelet A Gazdaságvédelmi Akcióterv részeként kidolgozott Nemzeti Élelmiszergazdasági Válságkezelő Programból, a baromfi genetikai alapokkal foglalkozó innovatív vállalkozások részére nyújtandó átmeneti támogatás igénybevételének részletes feltételeiről
- 34/2020. (IX. 16.) BM rendelet A belügyminiszter irányítása alá tartozó rendvédelmi szervek által üzemben tartott szolgálati járművekre, azok forgalomba helyezésére, időszakos vizsgálatára vonatkozó különös szabályokról szóló 58/2015. (X. 27.) BM rendelet módosításáról
- 33/2020. (IX. 16.) EMMI rendelet Az egészségügyi szolgáltatások nyújtásához szükséges szakmai minimumfeltételekről szóló 60/2003. (X. 20.) ESZCSM rendelet és az Egészségbiztosítási Alap terhére finanszírozható járóbeteg-szakellátási tevékenységek meghatározásáról, az igénybevétel során alkalmazandó elszámolhatósági feltételekről és szabályokról, valamint a teljesítmények elszámolásáról szóló 9/2012. (II. 28.) NEFMI rendelet módosításáról
- 14/2020. (IX. 16.) KKM rendelet A fejezeti kezelésű előirányzatok kezeléséről és felhasználásáról szóló 4/2019. (VI. 14.) KKM rendelet Nemzeti Exportvédelmi Programmal összefüggő módosításáról
- 45/2020. (IX. 21.) AM rendelet A Hortobágyi Nemzeti Park védőövezetének kijelöléséről[172]
- 35/2020. (IX. 22.) BM rendelet A belügyminiszter irányítása alá tartozó rendvédelmi feladatokat ellátó szervek hivatásos állományának 2021. évi ruházati utánpótlási ellátmánya terhére kiadandó természetbeni ellátásról[173]
- 36/2020. (IX. 22.) BM rendelet Egyes vízügyi tárgyú miniszteri rendeletek módosításáról
- 37/2020. (IX. 22.) BM rendelet A külföldi magyar intézetek tevékenységét népszerűsítő honlap infrastruktúrájának üzemeltetése és fejlesztése érdekében a központosított informatikai és elektronikus hírközlési szolgáltatásokat egyedi szolgáltatási megállapodás útján igénybe vevő szervezetekről, valamint a központi szolgáltató által üzemeltetett vagy fejlesztett informatikai rendszerekről szóló 7/2013. (II. 26.) NFM rendelet módosításáról
- 46/2020. (IX. 23.) AM rendelet Az egyes agrártárgyú miniszteri rendeletek kormányhivatalok működésének egyszerűsítésével összefüggő módosításáról[174]
- 31/2020. (IX. 24.) MNB rendelet Az „Országos Meteorológiai Szolgálat” ezüst emlékérme kibocsátásáról[265]
- 32/2020. (IX. 24.) MNB rendelet Az „Országos Meteorológiai Szolgálat” rézötvözetű emlékérme kibocsátásáról
- 9/2020. (IX. 28.) MEKH rendelet A rendszeres adatszolgáltatásra kötelezettek által szolgáltatandó adatok köréről, a teljesítés módjára vonatkozó követelményekről, valamint az adatszolgáltatási kötelezettség határidejéről, továbbá a rendkívüli adatszolgáltatással kapcsolatos rendelkezésekről, valamint a földgáz rendszerhasználati díjak, a külön díjak és a csatlakozási díjak meghatározásának keretszabályairól szóló 8/2016. (X. 13.) MEKH rendelet, a földgáz rendszerhasználati díjak, a külön díjak, valamint a csatlakozási díjak alkalmazásának szabályairól szóló 11/2016. (XI. 14.) MEKH rendelet és a földgáz rendszerhasználati díjak, a külön díjak és a csatlakozási díjak mértékéről szóló 13/2016. (XII. 20.) MEKH rendelet módosításáról szóló 7/2017. (VII. 13.) MEKH rendelet eltérő szöveggel történő hatályba léptetéséről szóló 11/2017. (VIII. 25.) MEKH rendelet módosításáról[175]
- 47/2020. (IX. 30.) AM rendelet Egyes átmeneti támogatást tartalmazó miniszteri rendeletek módosításáról
- 32/2020. (IX. 30.) ITM rendelet Egyes energetikai árszabályozási tárgyú miniszteri rendeletek módosításáról[177]

#### Október
- 3/2020. (X. 5.) NMHH rendelet A nemzeti frekvenciafelosztásról, valamint a frekvenciasávok felhasználási szabályairól szóló 7/2015. (XI. 13.) NMHH rendelet módosításáról[180]
- 35/2020. (X. 5.) EMMI rendelet A személyes gondoskodást nyújtó gyermekjóléti, gyermekvédelmi intézmények, valamint személyek szakmai feladatairól és működésük feltételeiről szóló 15/1998. (IV. 30.) NM rendelet és a helyettes szülők, a nevelőszülők, a családi napközit működtetők képzésének szakmai és vizsgakövetelményeiről, valamint az örökbefogadás előtti tanácsadásról és felkészítő tanfolyamról szóló 29/2003. (V. 20.) ESZCSM rendelet módosításáról
- 33/2020. (X. 5.) ITM rendelet Egyes légiközlekedési tárgyú miniszteri rendeletek jogharmonizációs célú módosításáról
- 48/2020. (X. 7.) AM rendelet A vizek mezőgazdasági eredetű nitrátszennyezéssel szembeni védelméhez szükséges cselekvési program részletes szabályairól, valamint az adatszolgáltatás és nyilvántartás rendjéről szóló 59/2008. (IV. 29.) FVM rendelet módosításáról[181]
- 34/2020. (X. 7.) ITM rendelet Egyes víziközlekedési tárgyú miniszteri rendeletek jogharmonizációs célú módosításáról
- 35/2020. (X. 7.) ITM rendelet A tengeri halászati ágazat munkafeltételeiről
- 1/2020. (X. 8.) PTNM rendelet A Paksi Atomerőmű két új blokkja tervezéséért, megépítéséért és üzembe helyezéséért felelős tárca nélküli miniszter irányítása alá tartozó központi kezelésű előirányzat kezeléséről és felhasználásáról szóló 1/2017. (X. 31.) PTNM rendelet módosításáról[266]
- 36/2020. (X. 8.) ITM rendelet A Koordináló szerv által fizetendő hulladékgazdálkodási szolgáltatási díjról szóló 13/2016. (V. 24.) NFM rendelet módosításáról
- 38/2020. (X. 14.) BM rendelet Az Országgyűlési Őrség hivatásos állományát érintő egyes rendelkezések módosításáról[22]
- 13/2020. (X. 14.) HM rendelet Egyes jogállási tárgyú honvédelmi miniszteri rendeletek módosításáról
- 14/2020. (X. 14.) HM rendelet A ruházati ellátásról szóló 20/2013. (IX. 16.) HM rendelet módosításáról
- 15/2020. (X. 14.) HM rendelet A Magyar Honvédség élelmezési ellátásáról szóló 14/2018. (IX. 17.) HM rendelet módosításáról
- 37/2020. (X. 14.) ITM rendelet Egyes vasúti közlekedési tárgyú miniszteri rendeleteknek a 4. Vasúti Csomag Műszaki Pillérének átültetésével összefüggő módosításáról
- 34/2020. (X. 16.) MNB rendelet Az „Alkotmánybíróság” ezüst emlékérme kibocsátásáról[267]
- 35/2020. (X. 16.) MNB rendelet Az „Alkotmánybíróság” rézötvözetű emlékérme kibocsátásáról
- 50/2020. (X. 16.) AM rendelet A 2020. évi átmeneti nemzeti támogatás jogcímeihez kapcsolódó támogatások összegeinek megállapításáról
- 51/2020. (X. 16.) AM rendelet Az erdőről, az erdő védelméről és az erdőgazdálkodásról szóló 2009. évi XXXVII. törvény végrehajtásáról szóló 61/2017. (XII. 21.) FM rendelet módosításáról
- 36/2020. (X. 16.) EMMI rendelet A háziorvosi, házi gyermekorvosi és fogorvosi tevékenységről szóló 4/2000. (II. 25.) EüM rendelet módosításáról
- 38/2020. (X. 16.) ITM rendelet A nukleáris létesítményben foglalkoztatott munkavállalók speciális szakmai képzéséről, továbbképzéséről és az atomenergia alkalmazásával összefüggő tevékenységek folytatására jogosultak köréről szóló 55/2012. (IX. 17.) NFM rendelet módosításáról
- 52/2020. (X. 27.) AM rendelet Egyes vadgazdálkodással összefüggő miniszteri rendeletek módosításáról[24]
- 53/2020. (X. 27.) AM rendelet Az Európai Mezőgazdasági Garancia Alapból a borászati gépek, technológiai berendezések beszerzéséhez igényelhető támogatásról
- 3/2020. (X. 29.) MK rendelet A miniszterelnök kabinetfőnöke feladat- és hatáskörét érintően a nemzetbiztonsági ellenőrzés alá eső személyek meghatározásáról szóló 1/2015. (XII. 7.) MK rendelet módosításáról[186]
- 37/2020. (X. 30.) EMMI rendelet Az Elektronikus Egészségügyi Szolgáltatási Tér működésével összefüggő egyes miniszteri rendeletek módosításáról[187]
- 38/2020. (X. 30.) EMMI rendelet Az emberi erőforrások minisztere által adományozható elismerésekről szóló 26/2016. (IX. 8.) EMMI rendelet módosításáról[187]
- 14/2020. (X. 30.) IM rendelet Egyes igazságügyi tárgyú miniszteri rendeleteknek a Büntetés-végrehajtás Egészségügyi Központ létrehozásával kapcsolatos módosításáról[187]

#### November
- 54/2020. (XI. 2.) AM rendelet A fejezeti és központi kezelésű előirányzatok kezelésének és felhasználásának szabályairól szóló 24/2015. (V. 26.) FM rendelet módosításáról[239]
- 10/2020. (XI. 4.) MEKH rendelet A Magyar Energetikai és Közmű-szabályozási Hivatal igazgatási szolgáltatási díjainak mértékéről, valamint az igazgatási szolgáltatási, a felügyeleti díjak és egyéb bevételek beszedésére, kezelésére, nyilvántartására és visszatérítésére vonatkozó szabályokról szóló 1/2014. (III. 4.) MEKH rendelet módosításáról
- 13/2020. (XI. 4.) NVTNM rendelet A Kelet-Magyarországi Versenypálya Korlátolt Felelősségű Társaság tulajdonosi joggyakorlójának kijelölése érdekében az egyes állami tulajdonban álló gazdasági társaságok felett az államot megillető tulajdonosi jogok és kötelezettségek összességét gyakorló személyek kijelöléséről szóló 1/2018. (VI. 25.) NVTNM rendelet módosításáról
- 55/2020. (XI. 4.) AM rendelet Természetvédelmi területek létesítéséről vagy védettségének fenntartásáról szóló egyes miniszteri rendeletek módosításáról
- 39/2020. (XI. 4.) BM rendelet Csongrád megye nevének Csongrád-Csanád megyére változásával összefüggő miniszteri rendeletek módosításáról
- 40/2020. (XI. 4.) ITM rendelet A biológiai tényezők hatásának kitett munkavállalók egészségének védelméről szóló 61/1999. (XII. 1.) EüM rendelet módosításáról
- 14/2020. (XI. 5.) NVTNM rendelet A Nemzeti Ménesbirtok és Tangazdaság Zártkörűen Működő Részvénytársaság tulajdonosi jog-gyakorlójának kijelölése érdekében az egyes állami tulajdonban álló gazdasági társaságok felett az államot megillető tulajdonosi jogok és kötelezettségek összességét gyakorló személyek kijelöléséről szóló 1/2018. (VI. 25.) NVTNM rendelet módosításáról[191]
- 56/2020. (XI. 6.) AM rendelet Egyes borpromóciós rendeletek módosításáról[192]
- 16/2020. (XI. 6.) HM rendelet Az adómentességi igazolások kiállításával kapcsolatos eljárási szabályokról
- 40/2020. (XI. 16.) BM rendelet Egyes belügyminiszteri rendeletek módosításáról[197]
- 41/2020. (XI. 16.) BM rendelet A szabad mozgás és tartózkodás jogával rendelkező személyek, valamint a harmadik országbeli állampolgárok beutazásával és tartózkodásával kapcsolatos eljárások díjáról szóló 28/2007. (V. 31.) IRM rendelet módosításáról
- 40/2020. (XI. 17.) MNB rendelet A „Debrecen, Református Nagytemplom és Kollégium Nemzeti Emlékhely” rézötvözetű emlékérme kibocsátásáról[198]
- 4/2020. (XI. 17.) NMHH rendelet Az interfészek bejelentéséhez kapcsolódó műszaki leírások tartalmi követelményeiről és az azokhoz való hozzáférés előírásáról szóló 5/2016. (VIII. 16.) NMHH rendelet módosításáról
- 40/2020. (XI. 17.) EMMI rendelet Az egészségügyi szakellátás társadalombiztosítási finanszírozásának egyes kérdéseiről szóló 9/1993. (IV. 2.) NM rendelet módosításáról
- 41/2020. (XI. 17.) EMMI rendelet A veszélyes anyagokkal és a veszélyes készítményekkel kapcsolatos egyes eljárások, illetve tevékenységek részletes szabályairól szóló 44/2000. (XII. 27.) EüM rendelet és az Állami Népegészségügyi és Tisztiorvosi Szolgálat egyes közigazgatási eljárásaiért és igazgatási jellegű szolgáltatásaiért fizetendő díjakról szóló 1/2009. (I. 30.) EüM rendelet módosításáról
- 42/2020. (XI. 17.) ITM rendelet Csongrád megye nevének Csongrád-Csanád megyére változásával összefüggő miniszteri rendeletek módosításáról
- 42/2020. (XI. 24.) EMMI rendelet a kihirdetett veszélyhelyzet miatt szükséges egyes egészségügyi tárgyú miniszteri rendeletek módosításáról[204]
- 11/2020. (XI. 24.) PM rendelet a kötelező gépjármű-felelősségbiztosítás 1991. július 1. előtti rendszeréből származó állami kötelezettségek rendezéséről szóló 5/1996. (I. 26.) PM rendelet, valamint a gépjármű-szavatossági károk 1971. január 1. előtti rendszere alapján fizetett baleseti kártérítési járadékokról szóló 12/1998. (III. 27.) PM rendelet módosításáról
- 43/2020. (XI. 26.) EMMI rendelet egyes miniszteri rendeleteknek az Állami Egészségügyi Tartalékkal és az ágazati honvédelmi feladatokkal összefüggő módosításáról[29]
- 5/2020. (XI. 28.) NMHH rendelet	A hívásvégződtetési díjak meghatározásának elveiről és kritériumairól[268]
- 6/2020. (XI. 28.) NMHH rendelet A kiskereskedelmi barangolási többletdíj alkalmazásának, valamint az Európai Unión belüli szabályozott hírközlési szolgáltatásokra vonatkozó kiskereskedelmi díjaktól való eltérés engedélyezésének részletes szabályairól
- 45/2020. (XI. 28.) ITM rendelet A használati díj megfizetése ellenében használható autópályákról, autóutakról, főutakról és azok díjáról
- 6/2020. (XI. 28.) NMHH rendelet A kiskereskedelmi barangolási többletdíj alkalmazásának, valamint az Európai Unión belüli szabályozott hírközlési szolgáltatásokra vonatkozó kiskereskedelmi díjaktól való eltérés engedélyezésének részletes szabályairól
- 45/2020. (XI. 28.) ITM rendelet A használati díj megfizetése ellenében használható autópályákról, autóutakról, főutakról és azok díjáról

#### December
- 18/2020. (XII. 8.) MvM rendelet A fejezeti kezelésű előirányzatok és a központi kezelésű előirányzatok kezeléséről és felhasználásáról szóló 8/2016. (III. 25.) MvM rendelet kiemelt budapesti közösségi fejlesztésekkel, valamint a fővárosi és megyei kormányhivatalok informatikai alkalmazások üzemeltetési feladatainak ellátásával, továbbá a Millenáris Tudományos Kulturális Alapítvány pénzbeli vagyoni juttatásával kapcsolatos módosításáról
- 44/2020. (XII. 8.) EMMI rendelet A fejezeti kezelésű előirányzatok és központi kezelésű előirányzatok kezeléséről és felhasználásáról szóló 58/2015. (XII. 30.) EMMI rendelet módosításáról
- 9/2020. (XII. 10.) NMHH rendelet A nagy sebességű elektronikus hírközlő hálózatok felmérésének részletes szabályairól[32]
- 10/2020. (XII. 10.) NMHH rendelet A polgári frekvenciagazdálkodás egyes hatósági eljárásairól szóló 7/2012. (I. 26.) NMHH rendelet módosításáról [33]
- 47/2020. (XII. 10.) ITM rendelet A felsőoktatási szakképzések, az alap- és mesterképzések képzési és kimeneti követelményeiről, valamint a tanári felkészítés közös követelményeiről és az egyes tanárszakok képzési és kimeneti követelményeiről szóló 8/2013. (I. 30.) EMMI rendelet módosításáról szóló 18/2016. (VIII. 5.) EMMI rendelet módosításáról
- 11/2020. (XII. 11.) MEKH rendelet A megújuló energiaforrásból termelt villamos energia működési támogatásának mértékéről szóló 13/2017. (XI. 8.) MEKH rendelet módosításáról
- 11/2020. (XII. 11.) NMHH rendelet A nyilvános elektronikus hírközlési szolgáltatáshoz kapcsolódó adatvédelmi és titoktartási kötelezettségre, az adatkezelés és a titokvédelem különleges feltételeire, a hálózatok és a szolgáltatások biztonságára és integritására, a forgalmi és számlázási adatok kezelésére, valamint az azonosítókijelzésre és hívásátirányításra vonatkozó szabályokról szóló 4/2012. (I. 24.) NMHH rendelet módosításáról
- 12/2020. (XII. 11.) NMHH rendelet A frekvencialekötés és -használat díjáról szóló 1/2011. (III. 31.) NMHH rendelet módosításáról
- 44/2020. (XII. 11.) BM rendelet A fejezeti kezelésű előirányzatok felhasználásának rendjéről szóló 13/2020. (V. 5.) BM rendelet XIV. Belügyminisztérium fejezet címrendjének változásával összefüggő módosításáról
- 48/2020. (XII. 11.) ITM rendelet A termékek eladási ára és egységára, továbbá a szolgáltatások díja feltüntetésének részletes szabályairól szóló 4/2009. (I. 30.) NFGM–SZMM együttes rendelet módosításáról
- 19/2020. (XII. 12.) MvM rendelet Az ingatlanügyi hatóságok bevételét képező egyes igazgatási szolgáltatási díjak megosztását szabályozó és a földmérési és térképészeti tevékenység végzéséhez szükséges szakképzettségről szóló miniszteri rendeletek módosításáról[269]
- 62/2020. (XII. 12.) AM rendelet A tenyésztésszervezési feladatok támogatása igénybevételének részletes feltételeiről szóló 43/2014. (XII. 29.) FM rendelet módosításáról
- 17/2020. (XII. 12.) HM rendelet A honvédelmi miniszter feladatkörébe tartozó egyes miniszteri rendeletek módosításáról
- 12/2020. (XII. 14.) MEKH rendelet A villamos energia rendszerhasználati díjak, csatlakozási díjak és külön díjak meghatározásának a 2021. április 1. napjával induló árszabályozási ciklusra vonatkozó keretszabályairól
- 13/2020. (XII. 14.) MEKH rendelet A villamos energia rendszerhasználati díjak, csatlakozási díjak és külön díjak meghatározásának keretszabályairól szóló 7/2016. (X. 13.) MEKH rendelet módosításáról, a villamos energia rendszerhasználati díjak, csatlakozási díjak és külön díjak alkalmazási szabályairól szóló 10/2016. (XI. 14.) MEKH rendelet módosításáról, valamint a villamos energia rendszerhasználati díjak, csatlakozási díjak és külön díjak meghatározásának keretszabályairól szóló 7/2016. (X. 13.) MEKH rendelet módosításáról szóló 4/2020. (V. 13.) MEKH rendelet hatályba nem lépéséről[218]
- 14/2020. (XII. 14.) MEKH rendelet A rendszeres adatszolgáltatásra kötelezettek által szolgáltatandó adatok köréről, a teljesítés módjára vonatkozó követelményekről, valamint az adatszolgáltatási kötelezettség határidejéről, továbbá a rendkívüli adatszolgáltatással kapcsolatos rendelkezésekről, valamint a földgáz rendszerhasználati díjak, a külön díjak és a csatlakozási díjak meghatározásának keretszabályairól szóló 8/2016. (X. 13.) MEKH rendelet, a földgáz rendszerhasználati díjak, a külön díjak, valamint a csatlakozási díjak alkalmazásának szabályairól szóló 11/2016. (XI. 14.) MEKH rendelet és a földgáz rendszerhasználati díjak, a külön díjak és a csatlakozási díjak mértékéről szóló 13/2016. (XII. 20.) MEKH rendelet módosításáról szóló 7/2017. (VII. 13.) MEKH rendelet eltérő szöveggel történő hatálybaléptetéséről szóló 11/2017. (VIII. 25.) MEKH rendelet módosításáról
- 45/2020. (XII. 14.) EMMI rendelet Az egyes szociális szolgáltatásokat végzők képzéséről és vizsgakövetelményeiről szóló 81/2004. (IX. 18.) ESZCSM rendelet módosításáról
- 15/2020. (XII. 15.) MEKH rendelet A földgáz rendszerhasználati díjak, a külön díjak és a csatlakozási díjak meghatározásának a 2021-ben induló árszabályozási ciklusra vonatkozó keretszabályairól szóló 8/2020. (VIII. 14.) MEKH rendelet, valamint a földgáz rendszerhasználati díjak, a külön díjak, valamint a csatlakozási díjak alkalmazásának szabályairól szóló 11/2016. (XI. 14.) MEKH rendelet módosításáról[219]
- 13/2020. (XII. 15.) NMHH rendelet Az emelt díjas szolgáltatások nyújtásának feltételeiről
- 14/2020. (XII. 15.) NMHH rendelet Az elektronikus hírközlő hálózatok azonosítóinak nemzeti felosztási tervéről és az azonosító-gazdálkodás rendjéről
- 15/2020. (XII. 15.) NMHH rendelet A rádiófrekvenciák másodlagos kereskedelméről szóló 7/2013. (IX. 19.) NMHH rendelet módosításáról
- 5/2020. (XII. 15.) MK rendelet A fejezeti és központi kezelésű előirányzatok kezeléséről és felhasználásáról szóló 2/2018. (XII. 28.) MK rendelet egyes turisztikai célú rendelkezésekkel összefüggő módosításáról
- 12/2020. (XII. 15.) PM rendelet 	A fejezeti kezelésű előirányzatok kezeléséről és felhasználásáról szóló 9/2018. (X. 19.) PM rendeletnek a fejezeti kezelésű előirányzatok kiegészítése miatti módosításáról
- 63/2020. (XII. 16.) AM rendelet Egyes földügyi és erdészeti tárgyú miniszteri rendeletek fővárosi és megyei kormányhivatalok működésének egyszerűsítésével összefüggő módosításáról[220]
- 64/2020. (XII. 16.) AM rendelet Az agrárpolitikáért felelős miniszter feladatkörébe tartozó egyes miniszteri rendeletek módosításáról
- 45/2020. (XII. 16.) BM rendelet A belügyminiszter irányítása alatt álló egyes rendvédelmi feladatokat ellátó szerveknél foglalkoztatott hivatásos állomány és rendvédelmi igazgatási alkalmazotti állomány alkalmasságvizsgálatáról
- 46/2020. (XII. 16.) EMMI rendelet A Nemzeti Kulturális Alapról szóló 1993. évi XXIII. törvény végrehajtásáról szóló 9/2006. (V. 9.) NKÖM rendelet módosításáról
- 49/2020. (XII. 16.) ITM rendelet Az innovációért és technológiáért felelős miniszter által adományozható elismerésekről és egyes kapcsolódó miniszteri rendeletek módosításáról szóló 7/2020. (II. 17.) ITM rendelet módosításáról és a Nemzeti Minőségi Díj alapításáról szóló 3/1996. (VI. 19.) ME rendelet hatályon kívül helyezéséről
- 16/2020. (XII. 16.) KKM rendelet Az Információs Hivatalra vonatkozó egyes miniszteri rendeletek módosításáról
- 19/2020. (XII. 18.) NMHH rendelet Az egyetemes elektronikus hírközlési szolgáltatás nyújtásával kapcsolatos részletes szabályokról[34]
- 20/2020. (XII. 18.) NMHH rendelet Az elektronikus hírközlési építmények elhelyezéséről és az elektronikus hírközlési építményekkel kapcsolatos hatósági eljárásokról
- 21/2020. (XII. 18.) NMHH rendelet A Hírközlés Hálózati Nyilvántartásról
- 66/2020. (XII. 18.) AM rendelet A mezőgazdasági vállalkozások számára meghirdetett egyes finanszírozási konstrukciókhoz kapcsolódó támogatásokat szabályozó egyes miniszteri rendeletek módosításáról
- 51/2020. (XII. 18.) ITM rendelet A fegyverek, lövőkészülékek, valamint ezek lőszereinek vizsgálatáról szóló 31/2006. (VI. 1.) GKM rendelet módosításáról
- 1/2020. (XII. 22.) CSTNM rendelet A család- és ifjúságügyi célú fejezeti kezelésű előirányzatok kezeléséről és felhasználásáról[224]
- 47/2020. (XII. 22.) EMMI rendelet Egyes, az egészségügyi alapellátást érintő miniszteri rendeletek módosításáról
- 52/2020. (XII. 22.) ITM rendelet A magyar légtér igénybevételéért fizetendő díjról szóló 84/2011. (XII. 29.) NFM rendelet módosításáról
- 2/2020. (XII. 23.) PTNM rendelet A Paksi Atomerőmű két új blokkja tervezéséért, megépítéséért és üzembe helyezéséért felelős tárca nélküli miniszter irányítása alá tartozó központi kezelésű előirányzat kezeléséről és felhasználásáról szóló 1/2017. (X. 31.) PTNM rendeletnek a központi költségvetés címrendjének módosításával kapcsolatos módosításáról[226]
- 6/2020. (XII. 23.) MK rendelet A felszolgálási díj mértékének megállapításáról, valamint a felszolgálási díj alkalmazásának és felhasználásának szabályairól szóló 71/2005. (IX. 27.) GKM rendelet módosításáról
- 7/2020. (XII. 23.) MK rendelet Az „art” mozivá minősítés feltételeiről szóló 78/2013. (XII. 16.) EMMI rendelet módosításáról
- 68/2020. (XII. 23.) AM rendelet A mezőgazdasági krízisbiztosítási rendszer működésének részletes szabályairól
- 69/2020. (XII. 23.) AM rendelet A piaci árinformációs rendszer és a tesztüzemi információs rendszer működéséről szóló 127/2013. (XII. 18.) VM rendelet módosításáról
- 48/2020. (XII. 23.) EMMI rendelet Egyes megyei hatókörű városi könyvtárak regionális feladatellátásáról és illetékességi területéről
- 49/2020. (XII. 23.) EMMI rendelet Az orvosok, fogorvosok, gyógyszerészek és az egészségügyi felsőfokú szakirányú szakképesítéssel rendelkezők folyamatos továbbképzéséről szóló 64/2011. (XI. 29.) NEFMI rendelet és az egészségügyi szolgáltatások nyújtása során ionizáló sugárzásnak nem munkaköri kötelezettségük keretében kitett személyek egészsége védelmének szabályairól szóló 21/2018. (VII. 9.) EMMI rendelet módosításáról
- 17/2020. (XII. 23.) IM rendelet A polgári perben és a közigazgatási bírósági eljárásban alkalmazható nyomtatványokról
- 53/2020. (XII. 23.) ITM rendelet A meghatározott össztömeget, tengelyterhelést, tengelycsoport-terhelést és méretet meghaladó járművek közlekedéséről szóló 36/2017. (IX. 18.) NFM rendelet módosításáról
- 54/2020. (XII. 23.) ITM rendelet A légiközlekedés, a víziközlekedés és a vasúti közlekedés biztonságát, környezetvédelmét szolgáló kutatási, fejlesztési és koordinációs feladatok végrehajtására kijelölt szervezetről és a közúti közlekedés biztonságát és környezetvédelmét szolgáló kutatási, fejlesztési és koordinációs feladatok végrehajtására kijelölt szervezetről szóló 58/2012. (X. 31.) NFM rendelet módosításáról szóló 24/2019. (VIII. 14.) ITM rendelet módosításáról
- 13/2020. (XII. 23.) PM rendelet Az Elektronikus Közúti Áruforgalom Ellenőrző Rendszer működéséről
- 19/2020. (XII. 29.) NVTNM rendelet A Nemzeti Tehetség Központ Nonprofit Korlátolt Felelősségű Társaság tulajdonosi joggyakorlójának kijelölése érdekében az egyes állami tulajdonban álló gazdasági társaságok felett az államot megillető tulajdonosi jogok és kötelezettségek összességét gyakorló személyek kijelöléséről szóló 1/2018. (VI. 25.) NVTNM rendelet módosításáról szóló és a nemzeti vagyon kezeléséért felelős tárca nélküli miniszter által adományozható elismerésekről szóló 13/2019. (IX. 25.) NVTNM rendelet módosításáról[231]
- 20/2020. (XII. 29.) NVTNM rendelet Az Új Világ Nonprofit Szolgáltató Korlátolt Felelősségű Társaság tulajdonosi joggyakorló kijelölésének módosítása és egyes közlekedési társaságok tulajdonosi joggyakorló kijelölésének hatályon kívül helyezése érdekében az egyes állami tulajdonban álló gazdasági társaságok felett az államot megillető tulajdonosi jogok és kötelezettségek összességét gyakorló személyek kijelöléséről szóló 1/2018. (VI. 25.) NVTNM rendelet módosításáról, valamint az M5, az M6, az M8 és az M60 autópálya koncessziós szerződései szerinti állami tulajdonú vagyonelemek felett az államot megillető tulajdonosi jogokat gyakorló és kötelezettségeket teljesítő személy kijelöléséről szóló 9/2018. (XII. 21.) NVTNM rendelet módosításáról
- 70/2020. (XII. 29.) AM rendelet A Magyarországon előállított és forgalomba hozni kívánt borászati termékek után fizetendő szakmaközi bormarketing pénzügyi hozzájárulásról szóló piacszervezési intézkedés kiterjesztéséről
- 71/2020. (XII. 29.) AM rendelet A Hegyközségek Nemzeti Tanácsánál hatályban lévő, a magyar borszőlő biológiai alapok fenntartható fejlesztését célzó szakmaközi kutatásösztönzési programról szóló piacszervezési intézkedés kiterjesztéséről
- 18/2020. (XII. 29.) IM rendelet A börtönzsúfoltság miatti kártalanítási eljárással összefüggő visszaélések megszüntetése érdekében szükséges egyes törvények módosításához kapcsolódó igazságügyi miniszteri rendeletek módosításáról
- 19/2020. (XII. 29.) IM rendelet A Magyar Közlöny kiadásáról, valamint a jogszabály kihirdetése során történő és a közjogi szervezetszabályozó eszköz közzététele során történő megjelöléséről szóló 5/2019. (III. 13.) IM rendelet módosításáról
- 57/2020. (XII. 29.) ITM rendelet Az épületek energetikai jellemzőinek meghatározásáról szóló 7/2006. (V. 24.) TNM rendelet módosításáról
- 58/2020. (XII. 29.) ITM rendelet Egyes energetikai árszabályozási tárgyú miniszteri rendeletek módosításáról
- 15/2020. (XII. 29.) PM rendelet A Nemzeti Adó- és Vámhivatalnál adó- és vámhatósági szolgálati jogviszonyban állók és tisztjelöltek alkalmassági vizsgálatáról, a gyógyító-megelőző egészségügyi ellátásról, valamint a pénzügyőrök szolgálatképtelenségének megállapításáról
- 5/2020. (XII. 30.) TNM rendelet A nemzetiségi és egyházi célú fejezeti kezelésű előirányzatok kezeléséről és felhasználásáról szóló 2/2019. (III. 19.) TNM rendelet módosításáról[232]
- 21/2020. (XII. 30.) NVTNM rendelet A XLIII. Az állami vagyonnal kapcsolatos bevételek és kiadások fejezet központi kezelésű előirányzatai felhasználásáról szóló 2/2020. (IV. 22.) NVTNM rendelet módosításáról
- 20/2020. (XII. 30.) IM rendelet Egyes büntetőjogi és igazságügyi tárgyú igazságügyi miniszteri rendeletek módosításáról
- 2020. (XII. 30.) ITM rendelet A fejezeti kezelésű előirányzatok és központi kezelésű előirányzatok kezeléséről és felhasználásáról szóló 14/2019. (VI. 12.) ITM rendelet módosításáról
- 60/2020. (XII. 30.) ITM rendelet A Magyar Köztársaság területén az ENSZ Éghajlatváltozási Keretegyezménye keretében megvalósuló együttes végrehajtás hitelesítőire vonatkozó szakmai és személyi követelményekről, valamint a hitelesítés szabályairól szóló 1/2009. (II. 10.) KvVM rendelet hatályon kívül helyezéséről, továbbá az üvegházhatású gázok kibocsátásával kapcsolatos egyes tevékenységek igazgatási szolgáltatási díjáról és felügyeleti díjáról szóló 80/2012. (XII. 28.) NFM rendelet módosításáról
- 16/2020. (XII. 30.) PM rendelet A törzsadat-nyilvántartás vezetésének részletes szabályairól és a törzsadat-nyilvántartás műszaki követelményeiről
- 17/2020. (XII. 30.) PM rendelet Egyes bizonylatolással kapcsolatos közvetett adózási tárgyú miniszteri rendeletek módosításáról
- 18/2020. (XII. 30.) PM rendelet  Az adóhatóságok tevékenységével összefüggő egyes miniszteri rendeletek módosításáról
- 19/2020. (XII. 30.) PM rendelet Az adózási szempontból nem együttműködő államok listájának közzétételéről
- 20/2020. (XII. 30.) PM rendelet A Nemzeti Adó- és Vámhivatal foglalkoztatottja által birtokban tartható dolgok korlátozásáról
- 21/2020. (XII. 30.) PM rendelet A Nemzeti Adó- és Vámhivatalnál rendszeresített pénzügyőri munkakörökről, a képesítési előírásokról, valamint a munkaköri pótlékról
- 22/2020. (XII. 30.) PM rendelet A pénzügyminiszter irányítása alá tartozó központi kezelésű előirányzatok kezeléséről és felhasználásáról
- 23/2020. (XII. 30.) PM rendelet A jövedéki adóról szóló 2016. évi LXVIII. törvény egyes rendelkezéseinek végrehajtásáról szóló 45/2016. (XI. 29.) NGM rendelet módosításáról
- 24/2020. (XII. 30.) PM rendelet A fejezeti kezelésű előirányzatok kezeléséről és felhasználásáról szóló 9/2018. (X. 19.) PM rendeletnek a Magyarország 2021. évi központi költségvetéséről szóló 2020. évi XC. törvénnyel összefüggő módosításáról
- 61/2020. (XII. 30.) ITM rendelet Az épületek energetikai jellemzőinek meghatározásáról szóló 7/2006. (V. 24.) TNM rendelet és a motorhajtóanyagok minőségi követelményeiről szóló 17/2017. (V. 26.) NFM rendelet módosításáról[234]

### Kormányhatározatok

#### Január (1001–1018)
- 1001/2020. (I. 2.) Korm. határozat A Társadalmi Esélyteremtési Főigazgatóság 2020. évi költségvetésének megalapozásáról[270]
- 1002/2020. (I. 5.) Korm. határozat a Társadalmi Esélyteremtési Főigazgatóság 2020. évi költségvetésének megalapozásához szükséges forrás biztosításáról[271]
- 1003/2020. (I. 8.) Korm. határozat A XVIII. Külgazdasági és Külügyminisztérium fejezet, valamint a XI. Miniszterelnökség fejezet közötti előirányzat-átcsoportosításról[241]
- 1004/2020. (I. 21.) Korm. határozat A börtönzsúfoltság miatti kártalanítási eljárásokkal kapcsolatos visszaélésékkel szembeni azonnali fellépésről[272][273]
- 1005/2020. (I. 28.) Korm. határozat A várpalotai tanuszoda építéséről[274]
- 1006/2020. (I. 29.) Korm. határozat A „Királyok és szentek. Az Árpádok kora” című kiállítás megvalósításáról és ennek érdekében a székesfehérvári Szent István Király Múzeum rekonstrukciójáról, valamint az Árpád-ház Program megújulásának koncepcionális előkészítéséről[275]
- 1007/2020. (I. 29.) Korm. határozat A XVII. Innovációs és Technológiai Minisztérium és a XV. Pénzügyminisztérium fejezet címrendjének módosításáról[275]
- 1008/2020. (I. 30.) Korm. határozat A Modern Városok Program keretében egy dunaújvárosi szálloda és rendezvényközpont létesítéséhez szükséges támogatás biztosításáról szóló 1086/2019. (III. 5.) Korm. határozat módosításáról[244]
- 1009/2020. (I. 30.) Korm. határozat A Karátson Gábor Archívum és Kutatóműhely létrehozásáról[244]
- 1010/2020. (I. 30.) Korm. határozat A Konstantinápolyi Egyetemes Patriarchátus Magyarországi Ortodox Exarchátus Dialógus Központ, Lelkiségi, Kulturális és Tudományos Akadémiája kialakításához szükséges kormányzati intézkedésekről[244]
- 1011/2020. (I. 31.) Korm. határozat A Nemzeti Humán Reprodukciós Program végrehajtásáról[37]
- 1012/2020. (I. 31.) Korm. határozat A Koronavírus-járvány Elleni Védekezésért Felelős Operatív Törzs felállításáról[276]
- 1013/2020. (I. 31.) Korm. határozat A 2020-ban államtudományi és közigazgatási, rendészeti, katonai, nemzetbiztonsági, valamint nemzetközi és európai közszolgálati felsőoktatásban felvehető, államilag támogatott és önköltséges hallgatói létszámkeretről[38]
- 1014/2020. (I. 31.) Korm. határozat A V4 Future Sports Festival 2020 megrendezése érdekében szükséges kormányzati intézkedésekről[38]
- 1015/2020. (I. 31.) Korm. határozat A 2022. évben megrendezendő férfi kézilabda Európa-bajnoksághoz kapcsolódó egyes sportinfrastruktúra fejlesztések megvalósításával és az Európa-bajnokság szervezésével kapcsolatos kormányzati koordinációval és kommunikációval összefüggő feladatok ellátásáért felelős kormánybiztos kinevezéséről és feladatairól[38]
- 1016/2020. (I. 31.) Korm. határozat Az ELI Európai Kutatási Infrastruktúra Konzorcium (ELI ERIC) megalakításához szükséges kormányzati intézkedésekről[38]
- 1017/2020. (I. 31.) Korm. határozat A Budapest IX. kerület, belterület 36971 helyrajzi számú műemlék ingatlan átfogó felújításához kapcsolódó előkészítési feladatok meghatározásáról és a szükséges forrás biztosításáról[38]
- 1018/2020. (I. 31.) Korm. határozat A Vidékfejlesztési Program VP1-2.1.1-2.1.2-17 azonosító számú, „Mezőgazdasági, erdőgazdálkodási és élelmiszer-feldolgozáshoz kapcsolódó egyéni és csoportos szaktanácsadás” című felhívásra beérkezett hárommilliárd forintot meghaladó támogatási igényű projektjavaslat kapcsán történő előzetes állásfoglalásról[39]

#### Február (1019–1066)
- 1019/2020. (II. 6.) Korm. határozat Címrendi kiegészítésről, valamint a Központi Maradványelszámolási Alapból, a rendkívüli kormányzati intézkedésekre szolgáló tartalékból történő és fejezetek közötti előirányzat-átcsoportosításról[245]
- 1020/2020. (II. 6.) Korm. határozat A rendkívüli kormányzati intézkedésekre szolgáló tartalékból és a Beruházás Előkészítési Alapból történő előirányzat-átcsoportosításról, valamint egyes kormányhatározatok módosításáról[245]
- 1021/2020. (II. 6.) Korm. határozat A 2020. évi Nyári Dicsőítő Iskola megrendezésének támogatásáról[245]
- 1022/2020. (II. 12.) Korm. határozat A 2022. évben megrendezendő férfi kézilabda Európa-bajnokság versenyhelyszínének biztosítása érdekében a debreceni Főnix Csarnok felújítására irányuló beruházás megvalósításához szükséges intézkedésekről[277]
- 1023/2020. (II. 12.) Korm. határozat A 2027. évi Női Kézilabda Világbajnokság megrendezésére benyújtandó pályázat érdekében szükséges kormányzati intézkedésekről[277]
- 1024/2020. (II. 12.) Korm. határozat Az intermodális csomópont projektek közlekedésszakmai felülvizsgálatáról és a kecskeméti és zalaegerszegi intermodális csomópont projektekkel kapcsolatos döntések meghozataláról[277]
- 1025/2020. (II. 12.) Korm. határozat A Budapesti Szent Ferenc Kórház fejlesztési beruházásához szükséges többletforrás biztosításáról[277]
- 1026/2020. (II. 12.) Korm. határozat A Somogy Megyei Kaposi Mór Oktató Kórház szülészeti épületének rekonstrukciójáról[277]
- 1027/2020. (II. 12.) Korm. határozat A Ravasz László Emlékház, Egyházi Gyűjtemény és Rendezvényközpont létrehozását célzó beruházás előkészítési feladatainak megvalósításához szükséges forrás biztosításáról[277]
- 1028/2020. (II. 12.) Korm. határozat A Magyar Falu Program keretében megvalósuló civil programelem – civil közösségi tevékenységek és feltételeinek támogatásáról szóló 1737/2019. (XII. 19.) Korm. határozat módosításáról[277]
- 1029/2020. (II. 12.) Korm. határozat Az MMXH Lakberendezési Korlátolt Felelősségű Társaság magyarországi nagybefektetővel való stratégiai együttműködési megállapodás megkötéséről[277]
- 1030/2020. (II. 12.) Korm. határozat A 2020. évi Birkózó Európai Kontinens Olimpiai Kvalifikációs Verseny megrendezése érdekében szükséges kormányzati intézkedésekről[277]
- 1031/2020. (II. 13.) Korm. határozat A Közép-európai Többnemzeti Hadosztály-parancsnokság ideiglenes elhelyezéséhez szükséges egyes intézkedésekről[246]
- 1032/2020. (II. 13.) Korm. határozat Az UEFA 2020 labdarúgó Európa-bajnokság budapesti szurkolói programjainak megvalósításához szükséges intézkedésekről[246]
- 1033/2020. (II. 13.) Korm. határozat A FINA 2027. évi 22. Úszó-, Vízilabda-, Műugró, Műúszó és Nyíltvízi Világbajnokság és Masters Világbajnokság megrendezésével kapcsolatos egyes intézkedésekről[246]
- 1034/2020. (II. 13.) Korm. határozat A Bocuse d'Or Europe 2022 rendezvény magyarországi megrendezésének előkészítéséhez szükséges kormányzati támogatásról[246]
- 1035/2020. (II. 13.) Korm. határozat A rendkívüli kormányzati intézkedésekre szolgáló tartalékból történő előirányzat-átcsoportosításról[246]
- 1036/2020. (II. 13.) Korm. határozat A turisztikai fejlesztések megvalósításához szükséges intézkedésekről szóló 1549/2017. (VIII. 18.) Korm. határozat módosításáról[246]
- 1037/2020. (II. 13.) Korm. határozat A Modern Városok Program keretében a veszprémi uszodaberuházás közműfejlesztésének megvalósítása érdekében szükséges többlettámogatás biztosításáról[246]
- 1038/2020. (II. 13.) Korm. határozat Az Integrált Közlekedésfejlesztési Operatív Program 1. és 4. prioritási tengelyén egyes projektek forrásszerkezetének, valamint az Integrált Közlekedésfejlesztési Operatív Program éves fejlesztési keretének megállapításáról szóló 1247/2016. (V. 18.) Korm. határozat módosításáról[246]
- 1039/2020. (II. 13.) Korm. határozat Az IKOP-2.1.0-15-2016-00012 azonosító számú („Budapest Kelenföld – Székesfehérvár vasútvonal rekonstrukciója 1/3. ütem Székesfehérvár vasúti csomópont átépítése” című) projekt megvalósításához szükséges forrás biztosításáról, valamint forrásszerkezetének módosításáról[246]
- 1040/2020. (II. 13.) Korm. határozat A Premontrei Női Kanonokrend kolostor bővítési beruházásának kiegészítő támogatásáról[246]
- 1041/2020. (II. 17.) Korm. határozat A fővárosi egészségügyi alapellátás és járóbeteg-szakellátás fejlesztésének az Egészséges Budapest Program keretében történő megvalósításával kapcsolatos egyes feladatokról[247]
- 1042/2020. (II. 17.) Korm. határozat A XI. Miniszterelnökség és a LXV. Bethlen Gábor Alap fejezet közötti előirányzat-átcsoportosításról[247]
- 1043/2020. (II. 17.) Korm. határozat A Magyar Falu Program 2020. évi végrehajtásáról[247]
- 1044/2020. (II. 17.) Korm. határozat A Magyar Falu Program keretében megvalósuló mellékúthálózatok felújításának ütemezett megvalósításáról[247]
- 1045/2020. (II. 17.) Korm. határozat A kárpátaljai Magyar Házak program bővítéséről szóló 1672/2019. (XII. 4.) Korm. határozat módosításáról[247]
- 1046/2020. (II. 18.) Korm. határozat Az emberkereskedelem elleni küzdelemről szóló 2020–2023 közötti nemzeti stratégiáról, valamint annak végrehajtását szolgáló, 2020–2021 közötti időszakban végrehajtandó intézkedési tervről[41]
- 1047/2020. (II. 18.) Korm. határozat A IX. Helyi önkormányzatok támogatásai fejezet és a XX. Emberi Erőforrások Minisztériuma fejezet közötti előirányzat-átcsoportosításról[41]
- 1048/2020. (II. 18.) Korm. határozat Az egyes kormányhatározatokban rögzített forrásbiztosítási feladatok végrehajtásáról[41]
- 1049/2020. (II. 18.) Korm. határozat A Puskás Aréna 2020. évi üzemeltetéséhez szükséges források biztosításáról[41]
- 1050/2020. (II. 18.) Korm. határozat A komáromi ipari park víziközmű-hálózat fejlesztése érdekében szükséges intézkedésekről[41]
- 1051/2020. (II. 19.) Korm. határozat A Magyarország Bécsi Nagykövetsége hivatali épületének teljes körű felújítása előkészítésének a Beruházás Előkészítési Alapból történő támogatásáról[42]
- 1052/2020. (II. 19.) Korm. határozat A Magyarország vasúthálózat-fejlesztéseihez szükséges kötelezettségvállalásról szóló 1154/2018. (III. 27.) Korm. határozat módosításáról[42]
- 1053/2020. (II. 19) Korm. határozat A debreceni Észak-Nyugati Gazdasági Övezet kialakításával összefüggő közúti, vasúti és közmű infrastruktúra fejlesztések megvalósításáról, valamint a fejlesztésekkel összefüggő kormányhatározatok módosításáról szóló 1592/2018. (XI. 22.) Korm. határozat vasútfejlesztési felülvizsgálatáról[42]
- 1054/2020. (II. 19.) Korm. határozat A Szegedi Tudományegyetem Állam- és Jogtudományi Karának vis maior helyzet okán szükséges magasépítési beruházás rendkívüli sürgősséggel történő megvalósításáról[42]
- 1055/2020. (II. 20.) Korm. határozat A büntetés-végrehajtás szervezeténél egyes szolgálati beosztásokat érintő illetményemelés végrehajtásához szükséges forrás biztosításáról[43]
- 1056/2020. (II. 20.) Korm. határozat Az Emberi Erőforrás Fejlesztési Operatív Program éves fejlesztési keretének megállapításáról szóló 1037/2016. (II. 9.) Korm. határozat módosításáról[43]
- 1057/2020. (II. 21.) Korm. határozat A Davis Kupa világcsoport, Magyarország-Belgium találkozó 2020. évi magyarországi rendezésének támogatása érdekében szükséges kormányzati intézkedésekről[248]
- 1058/2020. (II. 25.) Korm. határozat A 2020-ban Budapesten rendezendő női és férfi 3×3 kosárlabda olimpiai kvalifikációs torna megrendezése érdekében szükséges kormányzati intézkedésekről[45]
- 1059/2020. (II. 25.) Korm. határozat Az Innovációs és Technológiai Minisztérium projektjavaslatainak az Európai Hálózatfinanszírozási Eszköz 2019. évi pályázati kiírására történő benyújtásáról[45]
- 1060/2020. (II. 25.) Korm. határozat A Közszolgálati Apartmanház létrehozásának támogatásáról[45]
- 1061/2020. (II. 25.) Korm. határozat A Központi Maradványelszámolási Alapból történő előirányzat-átcsoportosításról, valamint kormányhatározat módosításáról[45]
- 1062/2020. (II. 26.) Korm. határozat A földügyi szabályozás érvényesítésének koordinálásáért felelős kormánybiztos kinevezéséről és feladatairól[1]
- 1063/2020. (II. 26.) Korm. határozat A Budapest Fejlesztési Központ létrehozásáról, a kiemelt budapesti állami magasépítési beruházások megvalósításának felelősségi rendjéről, valamint a budapesti városfejlesztési, várostervezési, urbanisztikai, városkutatási és közlekedéstervezési feladatok, továbbá a nemzetközi sportesemények megpályázásával és megrendezésével összefüggő feladatok ellátásáról[1]
- 1064/2020. (II. 28.) Korm. határozat A Nemzeti Összetartozás Éve megvalósításával kapcsolatos kormányzati intézkedésekről és a szükséges források biztosításáról[46]
- 1065/2020. (II. 28.) Korm. határozat Települési önkormányzatok fejlesztési és működési feladatainak támogatásáról és a IX. Helyi önkormányzatok támogatásai fejezetben új jogcímek létrehozásáról[46]
- 1066/2020. (II. 28.) Korm. határozat A Nemzeti Földügyi Központ körzeti erdőtervezési feladatainak megkezdéséhez szükséges feladatokról[47]

#### Március (1067–1136)
- 1067/2020. (III. 3.) Korm. határozat A Modern Városok Program keretében Szeged megyei jogú város tömegközlekedése elektromos alapra helyezésének megvalósítása érdekében szükséges kormányzati intézkedésekről[278]
- 1068/2020. (III. 3.) Korm. határozat Az Európa Kulturális Fővárosai kezdeményezés Európa Kulturális Fővárosa 2023 cím viselésével kapcsolatos tagállami feladatok ellátásáról szóló 1045/2017. (II. 3.) Korm. határozat módosításáról[278]
- 1069/2020. (III. 3.) Korm. határozat Az Alba Airport repülőtér nemzetközi kereskedelmi repülőtérré fejlesztéséhez szükséges intézkedésekről[278]
- 1070/2020. (III. 5.) Korm. határozat A fogvatartottak átmeneti elhelyezésével összefüggő feladatokról[49]
- 1071/2020. (III. 5.) Korm. határozat A gödi ipari-innovációs fejlesztési terület kialakításával összefüggő infrastruktúra-fejlesztésekről[49]
- 1072/2020. (III. 5.) Korm. határozat Az Északkelet-Magyarország Nemzeti, Gazdasági és Kulturális Övezetének Koordinációs Fórumáról[49]
- 1073/2020. (III. 5.) Korm. határozat a „Creative Region” – Határtalan fejlődés Északkelet-Magyarország – gazdasági együttműködésben érintett, a fejlesztéshez csatlakozó határon túli területek bevonásával megvalósuló – nemzeti, gazdasági és kulturális övezetének fejlesztési tervéről[49]
- 1074/2020. (III. 5.) Korm. határozat A Terrorelhárítási Központ műveleti komplexumának megvalósításáról[49]
- 1075/2020. (III. 5.) Korm. határozat A terrorizmus elleni küzdelem feladatainak egységes végrehajtási rendjéről szóló 1824/2015. (XI. 19.) Korm. határozat módosításáról[49]
- 1076/2020. (III. 5.) Korm. határozat A Közép-európai Többnemzeti Hadosztály-parancsnokság ideiglenes elhelyezéséhez szükséges egyes intézkedésekről szóló 1031/2020. (II. 13.) Korm. határozat módosításáról[49]
- 1077/2020. (III. 5.) Korm. határozat Magyarország Európai Unió melletti Állandó Képviseletén a Közös Agrárpolitika 2020 utáni szabályozásának tárgyalásait segítő, határozott idejű szakdiplomata-álláshely 2020. évre vonatkozó fedezetének átcsoportosításáról[49]
- 1078/2020. (III. 5.) Korm. határozat Az önkormányzati tűzoltóságok 2020. évi működési kiadásainak kiegészítése érdekében a IX. Helyi önkormányzatok támogatásai fejezet és a XIV. Belügyminisztérium fejezet közötti előirányzat-átcsoportosításról[49]
- 1079/2020. (III. 5.) Korm. határozat Egyes kormányhatározatok módosításáról[49]
- 1080/2020. (III. 5.) Korm. határozat A cigándi tanuszoda építéséről[49]
- 1081/2020. (III. 5.) Korm. határozat A gazdagréti tanuszoda építéséről[49]
- 1082/2020. (III. 5.) Korm. határozat A pannonhalmi tanuszoda építéséről
- 1083/2020. (III. 9.) Korm. határozat A Koronavírus-járvány Elleni Védekezésért Felelős Operatív Törzs felállításáról szóló 1012/2020. (I. 31.) Korm. határozat alapján szükséges intézkedések megvalósításához szükséges forrás biztosításáról[279]
- 1084/2020. (III. 10.) Korm. határozat „Életmentő Emlékérem” adományozásáról[50]
- 1085/2020. (III. 10.) Korm. határozat A Magyar Falu Program keretében egyes programelemek megvalósításához szükséges 2020. évi előirányzat-átcsoportosításról[50]
- 1086/2020. (III. 10.) Korm. határozat Az Integrált Jogalkotási Rendszer próbaüzemben, majd éles üzemben történő működtetéséhez, fenntartásához, támogatásához és továbbfejlesztéséhez szükséges 2020. évi központi forrásigényről[50]
- 1087/2020. (III. 10.) Korm. határozat A Szerencsejáték Felügyelet működését támogató Fortuna szakrendszer továbbfejlesztéséhez szükséges költségvetési forrás biztosításáról[50]
- 1088/2020. (III. 10.) Korm. határozat A Brassó Utcai Általános Iskola tanteremfejlesztéséről[50]
- 1089/2020. (III. 10.) Korm. határozat A Gödi Németh László Általános Iskola és Alapfokú Művészeti Iskola tanteremfejlesztéséről[50]
- 1090/2020. (III. 10.) Korm. határozat A szentendrei Izbégi Általános Iskola tanteremfejlesztéséről[50]
- 1091/2020. (III. 10.) Korm. határozat A túrkevei református templom felújításának támogatásáról[50]
- 1092/2020. (III. 10.) Korm. határozat Csoóri Sándor életműve gondozásának és gyűjteményes kiadásának támogatásáról[50]
- 1093/2020. (III. 10.) Korm. határozat Az EFOP-4.1.2-17-2017-00033 azonosító számú („A Baktalórántházi Reguly Antal Általános Iskola infrastrukturális fejlesztése a hátránykompenzáció elősegítése és a minőségi oktatás megteremtése érdekében” című) projekt támogatásának növeléséről, valamint az Emberi Erőforrás Fejlesztési Operatív Program éves fejlesztési keretének megállapításáról szóló 1037/2016. (II. 9.) Korm. határozat módosításáról[50]
- 1094/2020. (III. 10.) Korm. határozat Az EFOP-2.2.2-17-2017-00020 azonosító számú („Kilátás – Kiváltás Gömörben” – Putnoki Foglalkoztató és Rehabilitációs Otthon ápolást-gondozást igénylő ellátottak férőhelyeinek kiváltása című) projekt támogatásának növeléséről[50]
- 1095/2020. (III. 10.) Korm. határozat A visegrádi országok és Németország marokkói fejlesztési együttműködéshez való magyar hozzájárulásról[50]
- 1096/2020. (III. 12.) Korm. határozat Az Európai Nemzetiségek Föderatív Uniója (FUEN) programjainak és működésének támogatásáról[53]
- 1097/2020. (III. 12.) Korm. határozat A Nemzetközi Eucharisztikus Kongresszus megrendezésével összefüggő beszerzési és szervezési feladatok további támogatásához szükséges kormányzati intézkedésekről[53]
- 1098/2020. (III. 12.) Korm. határozat A bölcsődei pótlék emelésének és kiterjesztésének 2020. évi ellentételezéséről[53]
- 1099/2020. (III. 12.) Korm. határozat Az egyes turisztikai fejlesztések megvalósításához szükséges intézkedésekről[53]
- 1100/2020. (III. 12.) Korm. határozat Az EFOP-4.1.2-17 azonosító jelű („Iskola 2020” Köznevelési intézmények infrastrukturális fejlesztése a hátránykompenzáció elősegítése és a minőségi oktatás megteremtése érdekében című) felhívás keretében megvalósuló projektek támogatásának növeléséről, valamint az Emberi Erőforrás Fejlesztési Operatív Program éves fejlesztési keretének megállapításáról szóló 1037/2016. (II. 9.) Korm. határozat módosításáról[53]
- 1101/2020. (III. 14.) Korm. határozat A koronavírus elleni védekezés kapcsán szükséges további intézkedésekről[54]
- 1102/2020. (III. 14.) Korm. határozat A koronavírus miatt a köznevelési és szakképzési intézményekben új munkarend bevezetéséről[54]
- 1103/2020. (III. 14.) Korm. határozat A közszférában alkalmazandó nyugdíjpolitikai elvekről szóló 1700/2012. (XII. 29.) Korm. határozat egészségügyi dolgozókra való alkalmazásának felfüggesztéséről[54]
- 1104/2020. (III. 14.) Korm. határozat A rendkívüli kormányzati intézkedésekre szolgáló tartalékból történő előirányzat-átcsoportosításról[54]
- 1105/2020. (III. 14.) Korm. határozat A Giro d'Italia országúti kerékpáros körverseny elhalasztásával kapcsolatos feladatokról[54]
- 1106/2020. (III. 14.) Korm. határozat A Központi Maradványelszámolási Alapból, a rendkívüli kormányzati intézkedésekre szolgáló tartalékból történő és fejezetek közötti előirányzat-átcsoportosításról[280]
- 1107/2020. (III. 15.) Korm. határozat A Magyarország Kiváló Művésze, a Magyarország Érdemes Művésze és a Magyarország Babérkoszorúja díjak 2020. évi adományozásáról[281]
- 1108/2020. (III. 15.) Korm. határozat A Nemzeti Kulturális Tanács elnökének kinevezéséről[281]
- 1109/2020. (III. 18.) Korm. határozat Az ország működéséhez szükséges létfontosságú állami és nem állami gazdasági társaságok veszélyhelyzeti feladat-ellátásának szakmai támogatásáról[56]
- 1110/2020. (III. 20.) Korm. határozat A Magyar–Horvát Kormányközi Kisebbségi Vegyes Bizottság XV. ülésén fenntartott és elfogadott ajánlások jóváhagyásáról[58]
- 1111/2020. (III. 20.) Korm. határozat A tanfelügyeleti rendszer megerősítése című koncepció alapján egyes köznevelési feladatok végrehajtásáról[58]
- 1112/2020. (III. 20.) Korm. határozat Az ecseri és gödöllői fejlesztési terület kialakításával összefüggő infrastruktúra-fejlesztésekről[58]
- 1113/2020. (III. 20.) Korm. határozat Győri római katolikus hitéleti és oktatási célú épületek felújításáról és fejlesztéséről[58]
- 1114/2020. (III. 20.) Korm. határozat A Szabolcs-Szatmár-Bereg megyei almatermesztéshez kapcsolódó komplex infrastruktúra- és szolgáltatás-fejlesztési projekt megvalósításáról[58]
- 1115/2020. (III. 20.) Korm. határozat A Modern Városok Program keretében a szegedi atlétikai centrum részét képező atlétikai pálya felújítása érdekében szükséges intézkedésekről[58]
- 1116/2020. (III. 20.) Korm. határozat A Modern Városok Program keretében a Zalaegerszeg Megyei Jogú Város Önkormányzatával kötött megállapodásban foglalt, Alsóerdőn tervezett sport- és rekreációs központ kialakításához szükséges többlettámogatás biztosításáról[58]
- 1117/2020. (III. 20.) Korm. határozat Az EFOP-3.2.4-16-2016-00001 azonosító számú („Digitális kompetencia fejlesztése” című) projekt támogatásának növeléséről, valamint az Emberi Erőforrás Fejlesztési Operatív Program éves fejlesztési keretének megállapításáról szóló 1037/2016. (II. 9.) Korm. határozat módosításáról[58]
- 1118/2020. (III. 20.) Korm. határozat Az egyes nemzetpolitikai célokkal összefüggő központi költségvetési források felhasználásáról, valamint a Rákóczi Szövetség „A Magyar Állandó Értekezlet XVI. ülésén támogatott Nemzeti Kisebbségvédelmi Kezdeményezés megvalósításának elősegítése céljából nyújtott támogatásból megvalósuló beszerzések” tárgyú beszerzései közbeszerzési eljárás lefolytatása alól történő felmentéséről szóló 2005/2017. (XII. 22.) Korm. határozat módosításáról szóló 1146/2018. (III. 26.) Korm. határozat módosításáról[58]
- 1119/2020. (III. 20.) Korm. határozat A koronavírus elleni védekezés kapcsán szükséges további intézkedésekről szóló 1101/2020. (III. 14.) Korm. határozat módosításáról[58]
- 1120/2020. (III. 20.) Korm. határozat A rendkívüli kormányzati intézkedésekre szolgáló tartalékból történő előirányzat-átcsoportosításról[58]
- 1121/2020. (III. 24.) Korm. határozat A magyar állampolgárok testi épségének védelme és válsághelyzetből történő hatékony kimenekítése érdekében szükséges intézkedésekről[60]
- 1122/2020. (III. 24.) Korm. határozat A koronavírus-járvány megfékezésére szolgáló intézkedések végrehajtásához szükséges további forrás biztosításáról[60]
- '1123/2020. (III. 25.) Korm. határozat A Rászoruló Személyeket Támogató Operatív Program módosításáról[62]
- 1124/2020. (III. 25.) Korm. határozat A Magyar Vakok és Gyengénlátók Országos Szövetsége kiegészítő támogatásáról szóló 1515/2018. (X. 17.) Korm. határozattal biztosított forrás felhasználásáról szóló 1737/2018. (XII. 18.) Korm. határozat módosításáról[62]
- 1125/2020. (III. 25.) Korm. határozat A Modern Városok Program keretében a győri Xantus János Állatkert átfogó fejlesztéséhez szükséges többletforrás biztosításáról[62]
- 1126/2020. (III. 25.) Korm. határozat A Magyarország Kormánya és Győr Megyei Jogú Város Önkormányzata közötti együttműködési megállapodás végrehajtásával összefüggő feladatokról szóló 1387/2017. (VI. 27.) Korm. határozat módosításáról[62]
- 1127/2020. (III. 25.) Korm. határozat A Nagykátai Szakorvosi Rendelőintézet felújításával és korszerűsítésével kapcsolatos intézkedésekről[62]
- 1128/2020. (III. 25.) Korm. határozat A Modern Városok Program keretében a zalaegerszegi Mindszenty József Általános Iskola, Gimnázium és Kollégium területén megvalósuló „Tornacsarnok és vívóterem” beruházáshoz szükséges forrásátcsoportosításról[62]
- 1129/2020. (III. 25.) Korm. határozat A Közigazgatás- és Közszolgáltatás-fejlesztés Operatív Program éves fejlesztési keretének megállapításáról szóló 1004/2016. (I. 18.) Korm. határozat módosításáról[62]
- 1130/2020. (III. 25.) Korm. határozat A Vidékfejlesztési Program éves fejlesztési keretének megállapításáról szóló 1248/2016. (V. 18.) Korm. határozat módosításáról[62]
- 1131/2020. (III. 31.) Korm. határozat A Honvédelmi Minisztérium 2020. évi tömeges bevándorlás kezeléséhez kapcsolódó feladatellátásáról és annak forrásigényéről[6]
- 1132/2020. (III. 31.) Korm. határozat Az államhatárral és az alapponthálózati pontokkal összefüggő geodéziai feladatok, valamint az örökségvédelmi szakmai és kapcsolódó feladatok forrásszükségletének biztosításáról[6]
- 1133/2020. (III. 31.) Korm. határozat Címrendi kiegészítésről és a Központi Maradványelszámolási Alapból történő előirányzat-átcsoportosításról[6]
- 1134/2020. (III. 31.) Korm. határozat A Békéscsaba megyei jogú város külterületén fekvő egyes földrészletek beruházási célterületté nyilvánításáról[6]
- 1135/2020. (III. 31.) Korm. határozat A Millenáris területén megvalósuló beruházásokkal és az üzemeltetéssel kapcsolatos feladatokról, valamint az ezekkel összefüggő forrásbiztosításról szóló 1110/2018. (III. 19.) Korm. határozat módosításáról[6]
- 1136/2020. (III. 31.) Korm. határozat A nemzetiségi nevelési-oktatási feladatot ellátó pedagógusok differenciált mértékű nemzetiségi pótlékához nyújtott 2020. évi költségvetési támogatás biztosításához szükséges előirányzat-átcsoportosításokról[67]

#### Április (1137–1197)
- 1137/2020. (IV. 3.) Korm. határozat A debreceni autóipari központ, illetve környezete gazdasági, oktatási és kulturális fenntartható fejlődéséért, valamint az autó-motorsport fejlesztéséért és a közlekedésbiztonság kiemelt kezeléséért felelős kormánybiztos kinevezéséről és feladatairól[249]
- 1138/2020. (IV. 8.) Korm. határozat A történelmi egyházak bázisán létrejövő egészségügyi szakképzés szakmai és infrastrukturális alapjainak megteremtését célzó beruházás előkészítési feladatainak megvalósításához szükséges forrás biztosításáról[250]
- 1139/2020. (IV. 8.) Korm. határozat A „Budapest–Hatvan vonalszakasz korszerűsítése és ETCS2 vonatbefolyásoló rendszer kiépítése” tárgyú, az Európai Hálózatfinanszírozási Eszköz által társfinanszírozott projekt megvalósításával összefüggésben felmerült költségnövekményről[250]
- 1140/2020. (IV. 8.) Korm. határozat Az EFOP-1.8.1-VEKOP-15-2016-00001 azonosító számú („Komplex népegészségügyi szűrések” című) kiemelt projekt összköltségének növeléséről, valamint az Emberi Erőforrás Fejlesztési Operatív Program éves fejlesztési keretének megállapításáról szóló 1037/2016. (II. 9.) Korm. határozat módosításáról[250]
- 1141/2020. (IV. 8.) Korm. határozat A KEHOP-3.2.1. azonosító jelű („Az előkezelés, a hasznosítás és az ártalmatlanítás alrendszereinek fejlesztése a települési hulladék vonatkozásában” című) felhívás keretében megvalósuló egyes projektek támogatásának növeléséről, valamint a Környezeti és Energiahatékonysági Operatív Program éves fejlesztési keretének megállapításáról szóló 1084/2016. (II. 29.) Korm. határozat módosításáról[250]
- 1142/2020. (IV. 8.) Korm. határozat A KEHOP-4.1.0 azonosító jelű („Élőhelyek és fajok természetvédelmi helyzetének javítása, a természetvédelmi kezelés és bemutatás infrastruktúrájának fejlesztése” című) felhívás keretében megvalósuló egyes projektek támogatásának növeléséről, valamint a Környezeti és Energiahatékonysági Operatív Program éves fejlesztési keretének megállapításáról szóló 1084/2016. (II. 29.) Korm. határozat módosításáról[250]
- 1143/2020. (IV. 8.) Korm. határozat A KEHOP-5.2.2. azonosító jelű („Középületek kiemelt épületenergetikai fejlesztései” című) felhívás keretében megvalósuló egyes projektek támogatásának növeléséről; valamint a Környezeti és Energiahatékonysági Operatív Program éves fejlesztési keretének megállapításáról szóló 1084/2016. (II. 29.) Korm. határozat módosításáról[250]
- 1144/2020. (IV. 8.) Korm. határozat A Terület- és Településfejlesztési Operatív Program keretében megvalósuló integrált területi programok jóváhagyásáról szóló 1612/2016. (XI. 8.) Korm. határozat módosításáról[250]
- 1145/2020. (IV. 10.) Korm. határozat A XI. Miniszterelnökség és a XVIII. Külgazdasági és Külügyminisztérium költségvetési fejezetek közötti előirányzat-átcsoportosításról[7]
- 1146/2020. (IV. 10.) Korm. határozat A rendkívüli migrációs nyomás kezeléséhez szükséges további források biztosításáról[7]
- 1147/2020. (IV. 10.) Korm. határozat A Róheim-villa rekonstrukciójához szükséges további intézkedésekről[7]
- 1148/2020. (IV. 10.) Korm. határozat Egyes, Budapest Főváros Önkormányzata fenntartásában lévő színházak közös működtetéséről[75]
- 1149/2020. (IV. 10.) Korm. határozat Egyes fővárosi kulturális színterek és ingatlanok magyar állam általi megvásárlásához szükséges kormányzati intézkedésekről[75]
- 1150/2020. (IV. 10.) Korm. határozat Egyes önkormányzati fenntartású színházak közös működtetéséről[75]
- 1151/2020. (IV. 14.) Korm. határozat A Gazdaságvédelmi Akcióterv keretében a települési önkormányzatok fejlesztési és működési támogatásáról[77]
- 1152/2020. (IV. 14.) Korm. határozat A Gazdaságvédelmi Akcióterv keretében a 2014-2020 programozási időszakra vonatkozó indikatív támogatási keretösszegekről, valamint a kötelezettségvállalási szükségletről[77]
- 1153/2020. (IV. 14.) Korm. határozat A Gazdaságvédelmi Akcióterv keretében a debreceni Észak-Nyugati Gazdasági Övezet területén keletkező kezelt csapadékvizek továbbítására alkalmas hálózat kiépítéséhez szükséges többletforrás biztosításáról[77]
- 1154/2020. (IV. 14.) Korm. határozat A Központi Maradványelszámolási Alapból és a Beruházás Előkészítési Alapból történő előirányzat-átcsoportosításról, a központi költségvetést érintő címrendi módosításról, valamint egyes kormányhatározatok módosításáról[77]
- 1155/2020. (IV. 14.) Korm. határozat Az Esztergomi kistérség hosszú távú árvízi biztonsága és ármentesítése érdekében szükséges árvízvédelmi beruházás forrásának biztosításáról[77]
- 1156/2020. (IV. 15.) Korm. határozat A Gazdaságvédelmi Akcióterv keretében a koronavírus-járvány következtében szükségessé vált versenyképesség-növelő támogatási intézkedésekről[78]
- 1157/2020. (IV. 15.) Korm. határozat A Gazdaságvédelmi Akcióterv keretében a Nemzeti Filmintézet Közhasznú Nonprofit Zártkörűen Működő Részvénytársaság fóti telephelyének fejlesztésével összefüggő intézkedésekről[78]
- 1158/2020. (IV. 15.) Korm. határozat A Központi Maradványelszámolási Alapból történő és fejezetek közötti előirányzat-átcsoportosításról, valamint egyes kormányhatározatok módosításáról[78]
- 1159/2020. (IV. 15.) Korm. határozat Az EFOP-4.1.2-17 azonosító jelű („Iskola 2020” Köznevelési intézmények infrastrukturális fejlesztése a hátránykompenzáció elősegítése és a minőségi oktatás megteremtése érdekében című) felhívás keretében megvalósuló egyes projektek támogatásának növeléséről, valamint az Emberi Erőforrás Fejlesztési Operatív Program éves fejlesztési keretének megállapításáról szóló 1037/2016. (II. 9.) Korm. határozat módosításáról[78]
- 1160/2020. (IV. 17.) Korm. határozat A Bugyi nagyközség külterületén fekvő földrészletek beruházási célterületté nyilvánításáról és a terület fejlesztéséhez szükséges intézkedésekről[81]
- 1161/2020. (IV. 17.) Korm. határozat A Nemzeti Komolyzenei Stratégia alapjairól szóló program megvalósításához szükséges intézkedésekről[81]
- 1162/2020. (IV. 21.) Korm. határozat Magyarország Nemzeti Biztonsági Stratégiájáról[84]
- 1163/2020. (IV. 21.) Korm. határozat A központi költségvetés címrendjének módosításáról
- 1164/2020. (IV. 21.) Korm. határozat Egyes budapesti beruházásokat érintő kormányhatározatok módosításáról
- 1165/2020. (IV. 21.) Korm. határozat A Budapesti Honvéd Sportegyesület 2020–2023. évi sportcélú létesítményfejlesztési programja előkészítésének a Beruházás Előkészítési Alapból történő támogatásáról
- 1166/2020. (IV. 21.) Korm. határozat A Környe külterületén fekvő földrészletek beruházási célterületté nyilvánításáról
- 1167/2020. (IV. 21.) Korm. határozat A Szikszó város külterületén fekvő egyes földrészletek beruházási célterületté nyilvánításáról
- 1168/2020. (IV. 21.) Korm. határozat A Gazdaságfejlesztési és Innovációs Operatív Program éves fejlesztési keretének megállapításáról szóló 1006/2016. (I. 18.) Korm. határozat módosításáról
- 1169/2020. (IV. 21.) Korm. határozat A Kormányzati Ellenőrzési Hivatal elnökhelyettesének felmentéséről
- 1170/2020. (IV. 21.) Korm. határozat A Gazdaságvédelmi Akcióterv keretében a koronavírus világjárvány mikro-, kis- és középvállalkozásokra, valamint nagyvállalatokra gyakorolt gazdasági hatásainak mérséklése érdekében az MFB Magyar Fejlesztési Bank Zártkörűen Működő Részvénytársaság és a Garantiqa Hitelgarancia Zártkörűen Működő Részvénytársaság által megvalósítandó garancia-konstrukciókkal kapcsolatos intézkedésekről[84]
- 1171/2020. (IV. 21.) Korm. határozat A Gazdaságvédelmi Akcióterv keretében a koronavírus világjárvány mikro-, kis- és középvállalkozásokra, valamint nagyvállalatokra gyakorolt gazdasági hatásainak mérséklése érdekében az MFB Magyar Fejlesztési Bank Zártkörűen Működő Részvénytársaság által megvalósításra kerülő hitelkonstrukciókkal kapcsolatos intézkedésekről[84]
- 1172/2020. (IV. 22.) Korm. határozat A Gazdaságvédelmi Akcióterv keretében a gazdaságfejlesztési célokhoz kapcsolódó közútfejlesztések megvalósításáról[85]
- 1173/2020. (IV. 22.) Korm. határozat A Gazdaságvédelmi Akcióterv keretében a gödi ipari-innovációs fejlesztési terület infrastruktúra-fejlesztéseiről[85]
- 1174/2020. (IV. 22.) Korm. határozat A központi kórházi integrált gazdálkodási rendszer megvalósítása érdekében szükséges intézkedésekről és az ezekhez szükséges források biztosításáról[86]
- 1175/2020. (IV. 22.) Korm. határozat Az EFOP-2.2.2-17-2017-00010 azonosító számú („Férőhelykiváltás Pásztoriban” című) projekt támogatásának növeléséről[86]
- 1176/2020. (IV. 23.) Korm. határozat A Központi Maradványelszámolási Alapból, a Beruházás Előkészítési Alapból, a Gazdaságvédelmi programok előirányzatból történő és fejezetek közötti előirányzat-átcsoportosításról, valamint egyes kormányhatározatok módosításáról[88]
- 1177/2020. (IV. 23.) Korm. határozat A 2021. évi „Egy a természettel” Nemzetközi Vadászati és Természeti Kiállítás és az ehhez kapcsolódó Rendezvénysorozat 2020. és 2021. évi előkészítéséhez szükséges intézkedésekről, valamint a megvalósításához szükséges források biztosításáról[88]
- 1178/2020. (IV. 24.) Korm. határozat Az Egészségügyi Világszervezet (WHO) budapesti Globális Szolgáltató Központjának bővítéséről[89]
- 1179/2020. (IV. 24.) Korm. határozat A közfoglalkoztatással összefüggő egyes kérdésekről[89]
- 1180/2020. (IV. 24.) Korm. határozat Az önkormányzatok adósságot keletkeztető, valamint kezesség-, illetve garanciavállalásra vonatkozó ügyleteihez történő 2019. októberi-novemberi előzetes kormányzati hozzájárulásról szóló 1801/2019. (XII. 23.) Korm. határozat módosításáról[89]
- 1181/2020. (IV. 24.) Korm. határozat A fővárosi és megyei kormányhivatalok iratanyagainak központosított tárolása és megőrzése forrásigényének meghatározása érdekében szükséges intézkedésekről[89]
- 1182/2020. (IV. 24.) Korm. határozat A Nemzeti Kastélyprogram és Nemzeti Várprogram részét képező egyes projektek megvalósítása érdekében szükséges intézkedésekről[89]
- 1183/2020. (IV. 24.) Korm. határozat Magyarország Kormánya és Zalaegerszeg Megyei Jogú Város Önkormányzata közötti együttműködési megállapodás végrehajtásával összefüggő feladatokról szóló 1252/2015. (IV. 23.) Korm. határozat módosításáról[89]
- 1184/2020. (IV. 24.) Korm. határozat A Modern Városok Program keretében a zalaegerszegi közúthálózat és kapcsolódó tereinek fejlesztése érdekében szükséges támogatás biztosításáról[89]
- 1185/2020. (IV. 27.) Korm. határozat A Gazdaságvédelmi Akcióterv keretében a koronavírus világjárvány mikro-, kis- és középvállalkozásokra, valamint nagyvállalatokra gyakorolt gazdasági hatásainak mérséklése érdekében a Magyar Export-Import Bank Zártkörűen Működő Részvénytársaság és a Magyar Exporthitel Biztosító Zártkörűen Működő Részvénytársaság által megvalósításra kerülő hitel-, garancia- és biztosítási konstrukciókkal kapcsolatos intézkedésekről[90]
- 1186/2020. (IV. 28.) Korm. határozat A „Felzárkózó települések” és a gazdaságélénkítő program folytatása érdekében teendő további intézkedésekről[91]
- 1187/2020. (IV. 28.) Korm. határozat Az Országos Fogyatékosságügyi Program végrehajtásának 2022. évig tartó Intézkedési Tervéről[91]
- 1188/2020. (IV. 28.) Korm. határozat Az EFOP-4.1.2-17 azonosító jelű („Iskola 2020” Köznevelési intézmények infrastrukturális fejlesztése a hátránykompenzáció elősegítése és a minőségi oktatás megteremtése érdekében című) felhívásban megvalósuló egyes projektek támogatásának növeléséről, valamint az Emberi Erőforrás Fejlesztési Operatív Program éves fejlesztési keretének megállapításáról szóló 1037/2016. (II. 9.) Korm. határozat módosításáról[91]
- 1189/2020. (IV. 28.) Korm. határozat A Prohumán 2004 Munkaerő Szolgáltató és Tanácsadó Korlátolt Felelősségű Társaság magyarországi nagybefektetővel való stratégiai együttműködési megállapodás megkötéséről[91]
- 1190/2020. (IV. 30.) Korm. határozat A nemzeti rendezvények megszervezéséről[96]
- 1191/2020. (IV. 30.) Korm. határozat Az állami fenntartású egészségügyi szolgáltatók gazdálkodásának javításával kapcsolatos egyes intézkedésekről[96]
- 1192/2020. (IV. 30.) Korm. határozat Az orvostechnikai eszközök megfelelőség-értékelésének hatékonyabb ellátása érdekében szükséges intézkedésekről[96]
- 1193/2020. (IV. 30.) Korm. határozat A Nemzeti Köznevelési Infrastruktúra Fejlesztési Program II. ütemében megvalósuló biatorbágyi szakképző intézmény megvalósítására irányuló beruházással kapcsolatos intézkedésekről[96]
- 1194/2020. (IV. 30.) Korm. határozat A Gazdaságvédelmi Akcióterv keretében a koronavírus világjárvány mikro-, kis- és közép-vállalkozásokra gyakorolt gazdasági hatásainak mérséklése érdekében létrehozandó Széchenyi Kártya Program hitelkonstrukciókról[97]
- 1195/2020. (IV. 30.) Korm. határozat A Gazdaságvédelmi Akcióterv keretében a koronavírus világjárvány mikro-, kis- és közép-vállalkozásokra, valamint nagyvállalatokra gyakorolt gazdasági hatásainak mérséklése érdekében az agrárgazdasághoz kapcsolódó hitel- és garanciakonstrukciókkal kapcsolatos intézkedésekről[97]
- 1196/2020. (IV. 30.) Korm. határozat A Gazdaságvédelmi Akcióterv keretében a mezőgazdasági ágazatban a koronavírus világjárvány okozta gazdasági problémák kezelését célzó többletforrás biztosításáról[97]
- 1197/2020. (IV. 30.) Korm. határozat A Gazdaságvédelmi Akcióterv keretében a Nemzeti Szabadidős – Egészség Sportpark Program keretében megvalósuló egyes beruházásokhoz szükséges fedezet biztosításáról[97]

#### Május (1198–1267)
- 1198/2020. (V. 6.) Korm. határozat A Magyar Műszaki és Közlekedési Múzeum új központi kiállítóhelye előkészítésének további támogatásáról, valamint az átmeneti működéséhez szükséges többletforrás biztosításáról[99]
- 1199/2020. (V. 6.) Korm. határozat Megújuló energia projektek megvalósításával összefüggésben egyes földrészletek beruházási célterületté nyilvánításáról[99]
- 1200/2020. (V. 6.) Korm. határozat Az EFOP-2.4.1-16-2017-00020 azonosító számú [„Szegregált élethelyzetek felszámolása Nyírkarász településen (ERFA)” című] támogatási kérelem tekintetében a költségek ingatlanvásárlás költségtípusra történő átcsoportosításáról[99]
- 1201/2020. (V. 7.) Korm. határozat Az ENSZ Menekültügyi Főbiztossága (UNHCR) budapesti Globális Szolgáltató Központjának második ütemű bővítéséről[102]
- 1202/2020. (V. 7.) Korm. határozat A mezőgazdasági krízisbiztosítási rendszer kialakításához és működtetéséhez szükséges feltételekről[102]
- 1203/2020. (V. 7.) Korm. határozat A békéscsabai Evangélikus Kistemplom felújításáról és fejlesztéséről[102]
- 1204/2020. (V. 7.) Korm. határozat A Mórichidán megvalósuló, a Fő utca útburkolatának felújításával kapcsolatos költségek támogatásáról[102]
- 1205/2020. (V. 7.) Korm. határozat A Veszkényen megvalósuló VÉDA rendszerbe illeszkedő ellenőrzési infrastruktúra kialakítása érdekében felmerülő költségek támogatásáról[102]
- 1206/2020. (V. 8.) Korm. határozat A „Fényes Okos Intézmények Program” keretében egyes intézményekben történő világításkorszerűsítési feladatok elvégzéséről energiahatékonysági szolgáltatási konstrukcióban[103]
- 1207/2020. (V. 8.) Korm. határozat A XI. Miniszterelnökség fejezeten belüli előirányzat-átcsoportosításról és a Paksi Atomerőmű kapacitásának fenntartásához kapcsolódó feladatokhoz szükséges kötelezettségvállalásról[103]
- 1208/2020. (V. 8.) Korm. határozat A Nyíregyháza Spartacus-Bozsik József Labdarúgó Akadémia örökösföldi edzőközpont beruházás előkészítésének támogatásáról[103]
- 1209/2020. (V. 8.) Korm. határozat A Kvassay HÉV-híd felújítása érdekében szükséges egyes intézkedésekről[103]
- 1210/2020. (V. 8.) Korm. határozat A Központi Maradványelszámolási Alapból, a Gazdaságvédelmi programok előirányzatból történő és fejezetek közötti előirányzat-átcsoportosításról, valamint egyes kormányhatározatok módosításáról[103]
- 1211/2020. (V. 12.) Korm. határozat A Steindl Imre Programmal kapcsolatos további döntések meghozataláról[105]
- 1212/2020. (V. 12.) Korm. határozat Magyarország Kormánya és a Magyarországi Evangélikus Egyház közötti megállapodás megkötéséről és az azzal összefüggő feladatokról[105]
- 1213/2020. (V. 13.) Korm. határozat A Gazdaságvédelmi Akcióterv keretében a koronavírus-járvány következtében szükségessé vált versenyképesség-növelő támogatási előirányzat keretösszegének megemeléséről[106]
- 1214/2020. (V. 13.) Korm. határozat  Az Európai Unió Mali Kiképző Misszióban („EUTM Mali”) történő további magyar katonai szerepvállalásról[106]
- 1215/2020. (V. 13.) Korm. határozat Az egyházi és nemzetiségi fejezeti kezelésű előirányzatok között a veszélyhelyzetre tekintettel szükséges átcsoportosításokról és egyes kormányhatározatok módosításáról[106]
- 1216/2020. (V. 13.) Korm. határozat A Felső-Tisza árvízvédelmi rendszerének fejlesztéséhez kapcsolódó új Tivadari közúti híd építése érdekében szükséges intézkedésekről[106]
- 1217/2020. (V. 14.) Korm. határozat Az afganisztáni Eltökélt Támogatás Műveletben (RSM) történő magyar katonai szerepvállalásról[107]
- 1218/2020. (V. 14.) Korm. határozat Az Európai Unió által a 2021-2027 közötti európai uniós programozási időszakban létrehozásra kerülő Belső Biztonsági Alap, a Menekültügyi, Migrációs és Integrációs Alap, valamint az Integrált Határigazgatási Alap – Határigazgatás és Vízumeszköz fejlesztési irányairól és az intézményrendszer kialakításáról[107]
- 1219/2020. (V. 14.) Korm. határozat A Nemzeti Atlétikai Központ megvalósításához szükséges feladatok meghatározásáról[107]
- 1220/2020. (V. 14.) Korm. határozat Az Arany János Tehetséggondozó Programban és az Arany János Kollégiumi Programban nyújtott ösztöndíj kifizetéséhez szükséges többletforrásigény biztosításáról[107]
- 1221/2020. (V. 14.) Korm. határozat A Wáli István Református Cigány Szakkollégium ingatlanfejlesztésének támogatásáról[107]
- 1222/2020. (V. 14.) Korm. határozat	A Magyar Nemzeti Múzeum megelőző régészeti feltárásokkal összefüggő feladatellátásának modelljéről és a feladatellátáshoz szükséges források biztosításáról[107]
- 1223/2020. (V. 14.) Korm. határozat A NAHU 2014-2020 informatikai rendszer finanszírozásához szükséges intézkedésekről szóló 1219/2019. (IV. 23.) Korm. határozat módosításáról[107]
- 1224/2020. (V. 14.) Korm. határozat Az EFOP-2.1.1-16-2016-00011 azonosító számú („Borostyánkő Gyermekotthon létrehozása” című) projekt támogatásának növeléséről[107]
- 1225/2020. (V. 14.) Korm. határozat Az EFOP-2.2.2-17-2017-00023 azonosító számú („A Holdfény Otthon kiváltása Nagykanizsán” című) projekt támogatásának növeléséről[107]
- 1226/2020. (V. 14.) Korm. határozat Magyarország csatlakozásáról a Multilaterális Fejlesztésfinanszírozási Együttműködési Központhoz[107]
- 1227/2020. (V. 14.) Korm. határozat A Magyar Kézilabda Szövetség 2020. évi szakmai programjának megvalósítása érdekében szükséges kormányzati intézkedésekről[107]
- 1228/2020. (V. 15.) Korm. határozat Az aktív Magyarországért felelős kormánybiztos kinevezéséről és feladatairól[108]
- 1229/2020. (V. 15.) Korm. határozat A Modern Települések Fejlesztéséért felelős kormánybiztos kinevezéséről és feladatairól[108]
- 1230/2020. (V. 15.) Korm. határozat Az egyes Kárpát-medencei gazdaságélénkítő programok és összehangolt fejlesztési feladatok, valamint turisztikai fejlesztések koordinációjáért felelős kormánybiztos kinevezéséről és feladatairól[108]
- 1231/2020. (V. 15.) Korm. határozat Az Országos Levegőterhelés-csökkentési Programról[108]
- 1232/2020. (V. 15.) Korm. határozat A konzervatív, tradicionális értékeket képviselő, magyarországi szervezet támogatásáról[108]
- 1233/2020. (V. 15.) Korm. határozat A Semmelweis Egyetem Egészségtudományi Kar fejlesztéséről, továbbá a Hagyományos Kínai Orvoslás Részleg kialakításáról[108]
- 1234/2020. (V. 15.) Korm. határozat Az Iparművészeti Múzeum múzeumszakmai koncepciójának elfogadásáról, valamint a nagyrekonstrukció ideje alatt felmerülő, az átmeneti működéshez szükséges többletforrások biztosításáról[108]
- 1235/2020. (V. 15.) Korm. határozat Az Ajaki Tamási Áron Katolikus Általános Iskola és Alapfokú Művészeti Iskola, Óvoda és Bölcsődéhez csatlakozó tornaterem építéséről[108]
- 1236/2020. (V. 15.) Korm. határozat Az EFOP-4.1.2-17 azonosító jelű („Iskola 2020” Köznevelési intézmények infrastrukturális fejlesztése a hátránykompenzáció elősegítése és a minőségi oktatás megteremtése érdekében című) felhívás keretében megvalósuló egyes projektek támogatásának növeléséről, valamint az Emberi Erőforrás Fejlesztési Operatív Program éves fejlesztési keretének megállapításáról szóló 1037/2016. (II. 9.) Korm. határozat módosításáról[108]
- 1237/2020. (V. 15.) Korm. határozat A Gazdaságfejlesztési és Innovációs Operatív Program 5. számú módosításáról szóló 1759/2019. (XII. 20.) Korm. határozat módosításáról[108]
- 1238/2020. (V. 15.) Korm. határozat A GINOP-7.1.6-16-2017-00004 azonosító számú („Balaton-felvidéki kultúrtáj világörökség várományosi helyszín turisztikai célú fejlesztése” című), hárommilliárd forintot meghaladó támogatási igényű projekt támogatásának növeléséről[108]
- 1239/2020. (V. 15.) Korm. határozat A Gazdaságvédelmi programok előirányzatból történő előirányzat-átcsoportosításról[108]
- 1240/2020. (V. 15.) Korm. határozat A veszélyhelyzettel összefüggésben a közfoglalkoztatási szabályok eltérő alkalmazásáról[109]
- 1241/2020. (V. 18.) Korm. határozat A Gazdaságvédelmi programok előirányzatból, a Központi Maradványelszámolási Alapból történő és fejezetek közötti előirányzat-átcsoportosításról[111]
- 1242/2020. (V. 18.) Korm. határozat A Váci és Pápai Tankerületi Központ fenntartásában működő köznevelési intézmények infrastrukturális fejlesztésének előkészítéséről[111]
- 1243/2020. (V. 18.) Korm. határozat A Terület- és Településfejlesztési Operatív Program és a Versenyképes Közép-Magyarország Operatív Program keretében finanszírozott egyes projektek támogatásának növeléséről[111]
- 1244/2020. (V. 18.) Korm. határozat Az EFOP-4.2.1-16-2017-00021 azonosító számú („BME Balatonfüredi Tudáscentrum” létrehozása hazánk digitalizációs versenyképességének, egyetemünk szolgáltatásainak fejlesztése, gyakorlatintegrált oktatás-képzési és kutatási infrastruktúránk kapacitásbővítésével című) projekt támogatásának növeléséről[111]
- 1245/2020. (V. 18.) Korm. határozat A Gazdaságvédelmi Akcióterv keretében, összhangban a Modern Városok Program célkitűzéseivel a Székesfehérváron megvalósuló új multifunkcionális rendezvény- és sportcsarnok-beruházás támogatásáról[111]
- 1246/2020. (V. 20.) Korm. határozat A Modern Városok Program keretében a tatabányai és szegedi helyszíneken megvalósuló sportcélú beruházások fejlesztéseivel kapcsolatos kormányzati intézkedésekről[10]
- 1247/2020. (V. 20.) Korm. határozat A nemzetpolitikai szempontból kiemelt célok finanszírozásához szükséges forrás biztosításáról[10]
- 1248/2020. (V. 20.) Korm. határozat  A Gazdaságvédelmi Akcióterv keretében a gödi ipari-innovációs fejlesztési terület infrastruktúra-fejlesztéseiről szóló egyes kormányhatározatok módosításáról[10]
- 1249/2020. (V. 21.) Korm. határozat Az egyes irodalmi ösztöndíjak finanszírozásáról[113]
- 1250/2020. (V. 21.) Korm. határozat Az egri vízilabdasport további működéséhez szükséges forrás biztosításáról[113]
- 1251/2020. (V. 21.) Korm. határozat Szikszó város gazdaságfejlesztési céljaihoz kapcsolódó fejlesztésekről[113]
- 1252/2020. (V. 22.) Korm. határozat A veszélyhelyzettel összefüggésben felmerülő munkanélküliségi kockázatokat mérséklő európai uniós hitelkerethez kapcsolódó állami garanciavállalási megállapodás megkötéséről[115]
- 1253/2020. (V. 22.) Korm. határozat A koronavírus miatt a köznevelési és szakképzési intézményekben új munkarend bevezetéséről szóló 1102/2020. (III. 14.) Korm. határozat módosításáról[115]
- 1254/2020. (V. 26.) Korm. határozat A csákánydoroszlói Csaba József Általános Iskola tornaterem-építéséről[119]
- 1255/2020. (V. 26.) Korm. határozat A Téry Ödön Nemzeti Turistaház-fejlesztési Program végrehajtásával kapcsolatos további intézkedésekről[119]
- 1256/2020. (V. 26.) Korm. határozat A Zalaegerszegi Dózsa György Magyar-Angol Két Tanítási Nyelvű Általános Iskola tornaterem-építéséről[119]
- 1257/2020. (V. 26.) Korm. határozat Az EFOP-4.1.2-17-2017-00054 azonosító számú („A Vámospércsi Mátyás Király Általános Iskola és Alapfokú Művészeti Iskola fejlesztése” című) projekt támogatásának növeléséről, valamint az Emberi Erőforrás Fejlesztési Operatív Program éves fejlesztési keretének megállapításáról szóló 1037/2016. (II. 9.) Korm. határozat módosításáról[119]
- 1258/2020. (V. 26.) Korm. határozat A TOP-6.1.5-16-SE2-2019-00001 azonosító számú („Gazdaságfejlesztést és munkaerő mobilitást ösztönző közlekedésfejlesztés Szekszárdon” című), hárommilliárd forintot meghaladó támogatási igényű projektjavaslat támogatásához történő hozzájárulásról[119]
- 1259/2020. (V. 26.) Korm. határozat A Magyarország Kormánya és a Kambodzsai Királyság Kormánya közötti légiközlekedési megállapodás szövegének végleges megállapítására adott felhatalmazásról[119]
- 1260/2020. (V. 27.) Korm. határozat A Kék Bolygó Klímavédelmi Kockázati Tőkealapról[120]
- 1261/2020. (V. 27.) Korm. határozat A Záhony logisztikai és ipari övezet konzorciumhoz kapcsolódó pénzügyi intézkedésekről szóló 1741/2019. (XII. 19.) Korm. határozat végrehajtása során alkalmazandó eltérő rendelkezésekről[120]
- 1262/2020. (V. 28.) Korm. határozat	 A Gazdaságvédelmi Akcióterv keretében Budapest Főváros XXIII. kerület Soroksár Önkormányzata fejlesztési programjának támogatásáról[123]
- 1263/2020. (V. 28.) Korm. határozat A Gazdaságvédelmi programok előirányzatból, a Központi Maradványelszámolási Alapból és a Járvány Elleni Védekezés Központi Tartaléka előirányzatból történő előirányzat-átcsoportosításról, valamint a Karcagi Járásbíróság állami tulajdonú ingatlanban történő elhelyezéséről[123]
- 1264/2020. (V. 28.) Korm. határozat A Gazdaságvédelmi Akcióterv keretében a 2014-2020 programozási időszakra vonatkozó indikatív támogatási keretösszegekről, valamint a kötelezettségvállalási szükségletről szóló 1152/2020. (IV. 14.) Korm. határozat módosításáról[123]
- 1265/2020. (V. 29.) Korm. határozat A Központi Maradványelszámolási Alapból történő határátlépésről[124]
- 1266/2020. (V. 29.) Korm. határozat Bevett egyházak és belső egyházi jogi személyek egyházi személyeinek kiegészítő jövedelem-pótlékáról[124]
- 1267/2020. (V. 29.) Korm. határozat A koronavírus világjárvány negatív gazdasági hatásainak enyhítése érdekében a Széchenyi Tőkealap-kezelő Zártkörűen Működő Részvénytársaság kezelésébe tartozó egyes tőkealapok módosításáról[124]

#### Június (1268−1356)
- 1268/2020. (VI. 2.) Korm. határozat A 2022. évi Felnőtt Karate Világbajnokság megrendezése érdekében szükséges kormányzati intézkedésekről[125]
- 1269/2020. (VI. 2.) Korm. határozat Az EU Afrikai Szükséghelyzeti Vagyonkezelő Alap líbiai integrált határigazgatási és migrációkezelési projekthez tett V4 hozzájárulás felhasználásának részbeni átalakításáról[125]
- 1270/2020. (VI. 2.) Korm. határozat	 A Budapesti Fenntarthatósági Expó és Világtalálkozó 2021-ről[125]
- 1271/2020. (VI. 2.) Korm. határozat Az iparterület fejlesztését szolgáló önkormányzati támogatásról[125]
- 1272/2020. (VI. 2.) Korm. határozat A 2014–2020 közötti időszakra szóló Országos Hulladékgazdálkodási Terv hulladék behozatallal kapcsolatos felülvizsgálatáról és kiegészítéséről[125]
- 1273/2020. (VI. 2.) Korm. határozat Egyes fejezetek közötti és fejezeten belüli előirányzat-átcsoportosításokról, kötelezettségvállalás engedélyezéséről, valamint egyes kormányhatározatok módosításáról[125]
- 1274/2020. (VI. 2.) Korm. határozat A Nyíregyháza város külterületén fekvő földrészletek beruházási célterületté nyilvánításáról[125]
- 1275/2020. (VI. 2.) Korm. határozat A fővárosi és megyei kormányhivatalok iratanyagainak központosított tárolása és megőrzése forrásigényének meghatározása érdekében szükséges intézkedésekről szóló 1181/2020. (IV. 24.) Korm. határozat módosításáról[125]
- 1276/2020. (VI. 2.) Korm. határozat A Magyarország Kormánya és Bosznia-Hercegovina Minisztertanácsa között a minősített adatok cseréjéről és kölcsönös védelméről szóló egyezmény szövegének végleges megállapítására adott felhatalmazásról[125]
- 1277/2020. (VI. 3.) Korm. határozat Magyarország kötött segélyhitelezési koncepciójáról[126]
- 1278/2020. (VI. 3.) Korm. határozat A XLIII. Az állami vagyonnal kapcsolatos bevételek és kiadások, valamint a XX. Emberi Erőforrások Minisztériuma költségvetési fejezetek közötti előirányzat-átcsoportosításról[126]
- 1279/2020. (VI. 3.) Korm. határozat A kéményseprő-ipari közszolgáltatás ellátása érdekében a IX. Helyi önkormányzatok támogatásai fejezetben a 2020. évben szükséges forrás biztosításáról[126]
- 1280/2020. (VI. 3.) Korm. határozat Az RSZTOP-2.1.1-16-2017-00001 azonosító számú („Alapvető fogyasztási cikkek biztosítása szegény gyermekes családok számára” című) projekt támogatásának növeléséről, valamint a Rászoruló Személyeket Támogató Operatív Program éves fejlesztési keretének megállapításáról szóló 1347/2016. (VII. 6.) Korm. határozat módosításáról[126]
- 1281/2020. (VI. 3.) Korm. határozat A koronavírus-járvány elleni nemzetközi fellépés elősegítésére felajánlott magyar hozzájárulás rendelkezésre bocsátásáról[127]
- 1282/2020. (VI. 3.) Korm. határozat A Gazdaságvédelmi Akcióterv keretében a koronavírus-járvány következtében szükségessé vált versenyképesség-növelő támogatási előirányzat keretösszegének ismételt megemeléséről[127]
- 1283/2020. (VI. 3.) Korm. határozat A Fonyódligeti Erzsébet-tábor infrastrukturális fejlesztéséhez szükséges forrás biztosításáról[127]
- 1284/2020. (VI. 4.) Korm. határozat A koronavírus világjárvány okozta veszélyhelyzet kezelése folytán felmerült költségek finanszírozása érdekében az Európai Unió Szolidaritási Alapjából (EUSZA) igényelhető támogatásról, valamint lélegeztetőgép-készlet magyarországi raktárbázisának kialakításáról[128]
- 1285/2020. (VI. 4.) Korm. határozat A kőbányai multifunkcionális sportcsarnok és uszoda megvalósítására irányuló beruházással összefüggő kormányzati intézkedésekről[128]
- 1286/2020. (VI. 4.) Korm. határozat A Művészeti és Szabadművelődési Alapítvány alapítói jogainak a Magyar Művészeti Akadémia részére történő ingyenes átruházásáról[128]
- 1287/2020. (VI. 4.) Korm. határozat A külhonban szolgálatot teljesítő egyházi személyek kiegészítő támogatásáról
- 1288/2020. (VI. 4.) Korm. határozat A Belarusz Köztársaság Mogiljev városában található Uszpenszkij Szűz Mária és Szent Sztaniszláv Székesegyház rekonstrukciójához szükséges intézkedésekről[128]
- 1289/2020. (VI. 4.) Korm. határozat A Sátoraljaújhely város közigazgatási területén fekvő földrészletek beruházási célterületté nyilvánításáról[128]
- 1290/2020. (VI. 5.) Korm. határozat A koronavírus világjárvány kulturális, művészeti szférát érintő hatásának enyhítéséről[128]
- 1291/2020. (VI. 5.) Korm. határozat A GINOP-2.3.4-15-2020-00006 azonosító számú („Fenntartható Zöld Kémia és Mobilitás Kompetencia Központ létrehozása a Szegedi Tudományegyetemen” című), hárommilliárd forintot meghaladó támogatási igényű projektjavaslat támogatásához történő hozzájárulásról[128]
- 1292/2020. (VI. 10.) Korm. határozat Debrecen 2030-ig szóló fejlesztési koncepciója 2020–2023. évi pénzügyi támogatásának megvalósításáról[14]
- 1293/2020. (VI. 11.) Korm. határozat A Gazdaságvédelmi Akcióterv végrehajtásához kapcsolódó honvédelmi munkaerőpiaci helyzet fejlesztéséhez szükséges források biztosításáról[15]
- 1294/2020. (VI. 11.) Korm. határozat Az Európai Gazdasági és Szociális Bizottság tagjainak jelöléséről[15]
- 1295/2020. (VI. 11.) Korm. határozat A XI. Miniszterelnökség és a LXV. Bethlen Gábor Alap fejezet közötti előirányzat-átcsoportosításról[15]
- 1296/2020. (VI. 11.) Korm. határozat Egyes állami erdészeti társaságok támogatási kérelmének a Vidékfejlesztési Program keretében meghirdetett, gazdaságfejlesztést célzó projektek megvalósítására irányuló felhívásaira történő benyújtásához való hozzájárulásról[15]
- 1297/2020. (VI. 11.) Korm. határozat A Modern Városok Program keretében a veszprémi Atlétikai Stadion komplex megújításának I. ütemeként megvalósuló új tornász gyakorló csarnok építéséhez szükséges támogatás biztosításáról[15]
- 1298/2020. (VI. 11.) Korm. határozat A debreceni velodrom előkészítésével összefüggő intézkedésekről[15]
- 1299/2020. (VI. 11.) Korm. határozat A „Törzshálózati elemek összekötése a közlekedési ágazatban: a Rajna–Duna folyosó Komárom–Révkomárom (Komárno) határon átívelő hídja” című, az Európai Hálózatfinanszírozási Eszköz által társfinanszírozott projekt támogatási összegének módosításáról[15]
- 1300/2020. (VI. 11.) Korm. határozat A Sóskút külterületén fekvő földrészlet beruházási célterületté nyilvánításáról[15]
- 1301/2020. (VI. 11.) Korm. határozat A Gazdaságfejlesztési és Innovációs Operatív Program éves fejlesztési keretének megállapításáról szóló 1006/2016. (I. 18.) Korm. határozat módosításáról[15]
- 1302/2020. (VI. 11.) Korm. határozat Az EFOP-2.4.1-16 azonosító jelű [„Szegregált élethelyzetek felszámolása komplex programokkal (ERFA)” című] felhívás keretében megvalósuló egyes projektek tekintetében a költségek ingatlanvásárlásra történő átcsoportosításáról, valamint a felhívásban meghatározott elszámolható költségtípusok mértékének együttes összege túllépéséhez történő hozzájárulásról[15]
- 1303/2020. (VI. 11.) Korm. határozat Az IKOP-4.1.0-15-2016-00005 azonosító számú [„M25 Eger gyorsforgalmi úti bekötése (M3–Eger szakasz megvalósítása)” című] nagyprojekt-javaslat Európai Bizottság részére történő benyújtásának jóváhagyásáról és egyes kapcsolódó kormányhatározatok módosításáról[15]
- 1304/2020. (VI. 11.) Korm. határozat A KEHOP-2.2.2-15-2016-00122 azonosító számú [„Észak-Magyarországi szennyvízelvezetési és -kezelési fejlesztés 12. (ÉMO 12)” című] projekt támogatásának növeléséről, valamint a Környezeti és Energiahatékonysági Operatív Program éves fejlesztési keretének megállapításáról szóló 1084/2016. (II. 29.) Korm. határozat módosításáról[15]
- 1324/2020. (VI. 17.) Korm. határozat A Koronavírus-járvány Elleni Védekezésért Felelős Operatív Törzs felállításáról szóló 1012/2020. (I. 31.) Korm. határozat visszavonásáról[135]
- 1325/2020. (VI. 17.) Korm. határozat A közszférában alkalmazandó nyugdíjpolitikai elvekről szóló 1700/2012. (XII. 29.) Korm. határozat egészségügyi dolgozókra való alkalmazásának felfüggesztéséről szóló 1103/2020. (III. 14.) Korm. határozat módosításáról[135]
- 1326/2020. (VI. 18.) Korm. határozat Egyes operatív programok 100%-os társfinanszírozást lehetővé tevő technikai módosításáról[136]
- 1327/2020. (VI. 18.) Korm. határozat Az EFOP-4.1.1-15-2016-00026 azonosító számú („A mezőkövesdi Szent István Katolikus Általános Iskola sport- és oktatási célú fejlesztése” című) projekt összköltségének növeléséről[136]
- 1330/2020. (VI. 22.) Korm. határozat Az UNICEF nemzetközi gyermekvédelmi programjainak támogatásáról[137]
- 1331/2020. (VI. 22.) Korm. határozat A családszervezetek támogatását célzó költségvetési többletforrások biztosításáról[137]
- 1332/2020. (VI. 22.) Korm. határozat A Gazdaságvédelmi programok előirányzatból, a Központi Maradványelszámolási Alapból történő előirányzat-átcsoportosításról és egyes kormányhatározatok módosításáról[137]
- 1333/2020. (VI. 22.) Korm. határozat A Diaszpóra Felsőoktatási Ösztöndíjprogram finanszírozásának biztosításáról[137]
- 1334/2020. (VI. 22.) Korm. határozat Az erdélyi intézmények beruházásainak finanszírozásához szükséges forrás biztosításáról[137]
- 1335/2020. (VI. 22.) Korm. határozat A Nemzeti Örökség Intézete vagyonkezelésében lévő temetők rekonstrukciójáról[137]
- 1336/2020. (VI. 22.) Korm. határozat A Mikepércsi Református Egyházközség Élő Forrás Kútja Idősek Otthona felújításáról és fejlesztéséről[137]
- 1337/2020. (VI. 23.) Korm. határozat Az esztári Irinyi Károly Általános Iskola és Alapfokú Művészeti Iskola tornaterem építéséről[17]
- 1338/2020. (VI. 23.) Korm. határozat A Nyírmeggyesi Arany János Általános Iskola és Alapfokú Művészeti Iskola tornaterem építéséről[17]
- 1339/2020. (VI. 23.) Korm. határozat A nyírpazonyi Színi Károly Magyar–Angol Két Tanítási Nyelvű Általános Iskola tornaterem építéséről[17]
- 1340/2020. (VI. 23.) Korm. határozat A Pilisborosjenői Német Nemzetiségi Általános Iskola és Alapfokú Művészeti Iskola tornaterem építéséről[17]
- 1341/2020. (VI. 23.) Korm. határozat A rétsági tanuszoda építéséről[17]
- 1342/2020. (VI. 24.) Korm. határozat A Magyarország Kormánya és a Vietnámi Szocialista Köztársaság Kormánya közötti pénzügyi együttműködési keretprogram kialakításáról szóló megállapodás jegyzékváltással történő módosításáról szóló megállapodás szövegének végleges megállapítására adott felhatalmazásról[138]
- 1343/2020. (VI. 24.) Korm. határozat A Nemzeti Exportvédelmi Programról[139]
- 1344/2020. (VI. 24.) Korm. határozat Az egyes közfoglalkoztatási szabályok eltérő alkalmazásáról[139]
- 1345/2020. (VI. 24.) Korm. határozat A Sopron-Fertő Turisztikai Fejlesztő Nonprofit Zártkörűen Működő Részvénytársaság felett az államot megillető tulajdonosi jogot gyakorló személy kijelöléséről[139]
- 1346/2020. (VI. 30.) Korm. határozat Az egészségügyi és egészségügyben dolgozókat érintő egyszeri rendkívüli juttatás kifizetéséhez szükséges további többletforrás biztosításáról[141]
- 1347/2020. (VI. 30.) Korm. határozat A minimálbér és garantált bérminimum 2020. január 1-jétől történő emelésének és a pedagógusok előmeneteli rendszeréről és a közalkalmazottak jogállásáról szóló 1992. évi XXXIII. törvény köznevelési intézményekben történő végrehajtásáról szóló 326/2013. (VIII. 30.) Korm. rendelet módosításáról szóló 24/2020. (II. 24.) Korm. rendelet alapján 2020. július 1-jétől történő illetményemelés ellentételezéséről[141]
- 1348/2020. (VI. 30.) Korm. határozat A Gazdaságvédelmi programok előirányzatból, a rendkívüli kormányzati intézkedésekre szolgáló tartalékból történő és fejezetek közötti előirányzat-átcsoportosításról, valamint egyes kormányhatározatok módosításáról[141]
- 1349/2020. (VI. 30.) Korm. határozat Egyes települési önkormányzatok fejlesztési feladatainak támogatásáról[141]
- 1350/2020. (VI. 30.) Korm. határozat Az útdíj-rendszerek nemzetközi megismertetésével összefüggő 2020. évi feladatok ellátásához szükséges egyes intézkedésekről[141]
- 1351/2020. (VI. 30.) Korm. határozat A magyar jégkorong sport eredményességét elősegítő sportszakmai program 2020/2021. évi támogatása érdekében szükséges kormányzati intézkedésekről[141]
- 1352/2020. (VI. 30.) Korm. határozat A Magyar–Turán Közhasznú Alapítvány támogatásáról[141]
- 1353/2020. (VI. 30.) Korm. határozat A Kárpát-medencei Tehetséggondozó Nonprofit Korlátolt Felelősségű Társaság szakmai feladatai ellátásához szükséges forrás biztosításáról[141]
- 1354/2020. (VI. 30.) Korm. határozat Az Újbudai Ádám Jenő Általános Iskolához kapcsolódó könnyűszerkezetes tornacsarnok megvalósításával összefüggő intézkedésekről[141]
- 1355/2020. (VI. 30.) Korm. határozat A KOMETA 99 Élelmiszeripari Zártkörűen működő Részvénytársaság magyarországi nagybefektetővel való stratégiai együttműködési megállapodás megkötéséről[141]
- 1356/2020. (VI. 30.) Korm. határozat A komáromi ipari park víziközmű-hálózat fejlesztése érdekében szükséges intézkedésekről szóló 1050/2020. (II. 18.) Korm. határozat módosításáról[141]

#### Július (1357−1466)
- 1357/2020. (VII. 1.) Korm. határozat A Szeged–Hódmezővásárhely tram-train rendszer továbbfejlesztéséről[142]
- 1358/2020. (VII. 1.) Korm. határozat A webarchiváláshoz szükséges intézkedésekről és egyes levéltári feladatok ellátásáról, valamint a Magyar Nemzeti Levéltár átfogó megújításának irányairól, kiemelten a levéltárpedagógiai feladatok és a magyar vonatkozású külföldi levéltári anyag kutatásának fejlesztésével összefüggő feladatokról szóló 1107/2018. (III. 19.) Korm. határozat végrehajtása során alkalmazandó eltérő rendelkezésekről[142]
- 1359/2020. (VII. 1.) Korm. határozat A 2022. évi magyar–szlovák közös rendezésű férfi kézilabda Európa-bajnokság sikeres megrendezését szolgáló új budapesti multifunkcionális sport- és rendezvénycsarnok megvalósító építtetői feladat átadás-átvételéhez szükséges kormányzati intézkedésekről[142]
- 1360/2020. (VII. 1.) Korm. határozat Az IKOP-2.1.0-15-2017-00044 azonosító számú („Budapest–Hatvan vasútvonalon elővárosi célú fejlesztések” című) projekt kedvezményezettje, valamint egyes közlekedési tárgyú kormányhatározatok módosításáról
- 1361/2020. (VII. 2.) Korm. határozat A terrorellenes intézkedések megvalósításához kapcsolódó kiadások fejezeti kezelésű előirányzat túllépésének jóváhagyásáról[144]
- 1362/2020. (VII. 2.) Korm. határozat Az ELI lézer kutatóközpont megvalósítása (ELI-ALPS) szakaszolt nagyprojekt 2. fázisának módosításáról[142]
- 1363/2020. (VII. 2.) Korm. határozat A Magyarország 2020. évi központi költségvetéséről szóló 2019. évi LXXI. törvény 1. melléklet XI. Miniszterelnökség fejezet, 30. Fejezeti kezelésű előirányzatok cím, 5. Fővárosi és megyei kormányhivatalok peres ügyei alcím túllépésének jóváhagyásáról[142]
- 1364/2020. (VII. 2.) Korm. határozat A KEHOP–5.2.2. azonosító jelű („Középületek kiemelt épületenergetikai fejlesztései” című) felhívás keretében megvalósuló egyes projektek megvalósításához szükséges forrás biztosításáról, valamint a Környezeti és Energiahatékonysági Operatív Program éves fejlesztési keretének megállapításáról szóló 1084/2016. (II. 29.) Korm. határozat módosításáról[142]
- 1365/2020. (VII. 2.) Korm. határozat A Népi Építészeti Program folytatásáról szóló 1021/2019. (II. 6.) Korm. határozat szakmai minőségbiztosítási többletfeladatokra figyelemmel történő módosításáról[142]
- 1366/2020. (VII. 2.) Korm. határozat A Magyarország és a Marokkói Királyság között létrejött kölcsönös bűnügyi jogsegélyről szóló egyezmény szövegének végleges megállapítására adott felhatalmazásról[142]
- 1367/2020. (VII. 4.) Korm. határozat A Gazdaságvédelmi Akcióterv keretében a koronavírus-járvány következtében szükségessé vált versenyképesség-növelő támogatási előirányzat keretösszegének megemeléséről[145]
- 1368/2020. (VII. 6.) Korm. határozat Az egészségügyi ellátásbiztonság javítását célzó támogatási program kidolgozásáról, valamint az egészségügyben felhasznált termékek beszerzésével kapcsolatos egyes kérdésekről[238]
- 1369/2020. (VII. 6.) Korm. határozat A rozsdaövezetekben megvalósuló "Városi Otthonteremtés Program" elindításához szükséges intézkedésekről
- 1370/2020. (VII. 6.) Korm. határozat A Nemzeti Ménesbirtok és Tangazdaság Zártkörűen Működő Részvénytársaság által megvalósítandó nemzeti öntözési mintaprogram támogatásáról
- 1371/2020. (VII. 9.) Korm. határozat A Semmelweis Egyetem Belső Klinikai Tömb II. számú Belgyógyászati Klinika rekonstrukciójáról[146]
- 1372/2020. (VII. 9.) Korm. határozat A Semmelweis Egyetem Városmajori Szív- és Érgyógyászati Klinika műtéti épületének rekonstrukciójáról[146]
- 1373/2020. (VII. 9.) Korm. határozat Az Integrált Közlekedésfejlesztési Operatív Program keretében támogatott egyes projektek forrásszerkezetének, valamint az Integrált Közlekedésfejlesztési Operatív Program éves fejlesztési keretének megállapításáról szóló 1247/2016. (V. 18.) Korm. határozat módosításáról[146]
- 1374/2020. (VII. 9.) Korm. határozat A "»Kreatív város – fenntartható vidék« - a Nyugat-Pannon régióban új regionális fejlesztési koncepció megvalósításáról" című nemzeti programmal összefüggő feladatokról és azok finanszírozásáról szóló 1337/2016. (VII. 4.) Korm. határozat módosításáról[146]
- 1375/2020. (VII. 10.) Korm. határozat ENSZ Terrorizmus Ellenes Hivatala (UNOCT) budapesti regionális programtámogató irodájának létrehozásáról[147]
- 1376/2020. (VII. 10.) Korm. határozat A Magyar Falu Program – sportparkok építése alprogram keretében megvalósuló egyes beruházásokhoz szükséges fedezet biztosításáról[147]
- 1377/2020. (VII. 10.) Korm. határozat A "Kerékpározás éve" program megvalósításával összefüggő kormányzati intézkedésekről[147]
- 1378/2020. (VII. 10.) Korm. határozat Egyes állami vagyontárgyak ingyenes önkormányzati tulajdonba adásáról[147]
- 1379/2020. (VII. 10.) Korm. határozat A védelmi és biztonsági feladatokkal összefüggő beszerzések központosított rendszerének működéséhez és az ezzel kapcsolatos közfeladatok ellátásához szükséges forrás biztosításáról[147]
- 1380/2020. (VII. 10.) Korm. határozat A Színház- és Filmművészetért Alapítvány létrehozásáról, valamint a Színház- és Filmművészetért Alapítvány és a Színház- és Filmművészeti Egyetem működéséhez szükséges feltételek és forrás biztosításáról[147]
- 1381/2020. (VII. 10.) Korm. határozat Az NMI Művelődési Intézet Nonprofit Közhasznú Kft. cégnevében a "nemzeti" kifejezés használatának engedélyezéséről[147]
- 1382/2020. (VII. 10.) Korm. határozat Az Eötvös Loránd Kutatási Hálózat Titkársága elhelyezését biztosító intézkedésekről[147]
- 1383/2020. (VII. 10.) Korm. határozat A Hagyományok Háza filmarchívumának digitalizálása és megőrzése érdekében szükséges intézkedésekről[147]
- 1384/2020. (VII. 10.) Korm. határozat A Magyar Szabadságharcosok Múzeuma megvalósításához és a Citadella-sétány megújításához szükséges intézkedésekről, valamint egyes kormányhatározatok módosításáról[147]
- 1385/2020. (VII. 10.) Korm. határozat A Gellért-hegy közösségi közlekedési kapcsolatának megteremtéséhez és közterületeinek megújításához, valamint további budapesti fejlesztések megvalósításához szükséges intézkedésekről[147]
- 1386/2020. (VII. 10.) Korm. határozat A Modern Városok Program keretében a Veszprémi Iparos Park beruházás megvalósítása érdekében történő többlettámogatás biztosításáról[147]
- 1387/2020. (VII. 10.) Korm. határozat A Hargita Megyei Mozgássérültek Szervezete ingatlanberuházásának támogatása finanszírozásához szükséges forrás biztosításáról, valamint az Aquinói Szent Tamás Közéleti Egyesület támogatásáról[147]
- 1388/2020. (VII. 10.) Korm. határozat Az EFOP-4.1.2-17 azonosító jelű ("Iskola 2020" Köznevelési intézmények infrastrukturális fejlesztése a hátránykompenzáció elősegítése és a minőségi oktatás megteremtése érdekében" című) felhívás keretében megvalósuló egyes projektek támogatásának növeléséről, valamint az Emberi Erőforrás Fejlesztési Operatív Program éves fejlesztési keretének megállapításáról szóló 1037/2016. (II. 9.) Korm. határozat módosításáról[147]
- 1389/2020. (VII. 10.) Korm. határozat A Terület- és Településfejlesztési Operatív Program 1., 3. és 4. prioritása keretében finanszírozott egyes projektek támogatásának növeléséről[147]
- 1390/2020. (VII. 10.) Korm. határozat Egyes egyházi támogatásokat tartalmazó kormányhatározatok módosításáról[147]
- 1391/2020. (VII. 10.) Korm. határozat A Magyarország Kormánya és a Fülöp-szigeteki Köztársaság Kormánya közötti kétoldalú technikai együttműködésről szóló keretmegállapodás szövegének végleges megállapítására adott felhatalmazásról[147]
- 1392/2020. (VII. 13.) Korm. határozat A sátoraljaújhelyi Kossuth Lajos Középiskolai Piarista Kollégium felújításának és bővítésének támogatásáról[282]
- 1393/2020. (VII. 13.) Korm. határozat A kiemelt budapesti fejlesztésekért és nemzetközi sporteseményekért felelős kormánybiztos kinevezéséről és feladatairól[282]
- 1394/2020. (VII. 14.) Korm. határozat Lélegeztetőgépek Kirgiz Köztársaság részére történő adományozásáról[254]
- 1395/2020. (VII. 14.) Korm. határozat A magyar légtér igénybevételéért fizetendő díjak fizetésével és a léginavigációs szolgálat biztosításának költségeivel összefüggő feladatokról szóló 1086/2010. (IV. 9.) Korm. határozat módosításáról[254]
- 1396/2020. (VII. 14.) Korm. határozat A borsi Rákóczi-kastély felújítás III. ütemének forrásbiztosításáról[254]
- 1397/2020. (VII. 14.) Korm. határozat A központi költségvetést érintő címrendi módosításról, a Gazdaságvédelmi programok előirányzatból, a Központi Maradványelszámolási Alapból, a rendkívüli kormányzati intézkedésekre szolgáló tartalékból történő, fejezetek közötti és fejezeten belüli előirányzat-átcsoportosításokról, valamint egyes kormányhatározatok módosításáról[254]
- 1398/2020. (VII. 15.) Korm. határozat A HUNGARORING Sport Zártkörűen Működő Részvénytársaság Stratégiai Fejlesztési Programjának előkészítéséhez szükséges intézkedésekről és a Formula–1 Világbajnokság Magyar Nagydíj megrendezésének 2027-ig történő meghosszabbításával kapcsolatos kormányzati szerepvállalásról[149]
- 1399/2020. (VII. 15.) Korm. határozat A MotoGP kelet-magyarországi helyszínen történő megrendezésével, valamint egyes autó-motorsport stratégiai kérdésekkel kapcsolatos döntésekről[149]
- 1400/2020. (VII. 15.) Korm. határozat A HUMDA Magyar Autó-Motorsport Fejlesztési Ügynökség létrehozásáról[149]
- 1401/2020. (VII. 15.) Korm. határozat A Magyar Falu Program 2020. évi végrehajtásához szükséges többletforrás biztosításáról[149]
- 1402/2020. (VII. 15.) Korm. határozat A Magyar Falu Program részeként ütemezetten megvalósuló, a kistelepüléseket érintő további útfelújításokhoz, valamint a Magyar Közút Nonprofit Zártkörűen Működő Részvénytársaság által saját hatáskörben végzendő nagyfelületű burkolatjavítási program végrehajtásához szükséges intézkedésekről[149]
- 1403/2020. (VII. 15.) Korm. határozat A Terület- és Településfejlesztési Operatív Program 1., 2., 3., 4. és 6. prioritása, valamint a Versenyképes Közép-Magyarország Operatív Program 1. és 6. prioritása keretében finanszírozott egyes projektek támogatásának növeléséről[149]
- 1404/2020. (VII. 15.) Korm. határozat A Terület- és Településfejlesztési Operatív Program és a Versenyképes Közép-Magyarország Operatív Program keretében finanszírozott egyes projektek támogatásának növeléséről[149]
- 1405/2020. (VII. 15.) Korm. határozat Az encsi tanuszoda építéséről[149]
- 1406/2020. (VII. 15.) Korm. határozat A Földeáki Návay Lajos Általános Iskola tornaterem építéséről[149]
- 1407/2020. (VII. 15.) Korm. határozat A szárligeti Tima Endre Általános Iskola tanteremépítéséről[149]
- 1408/2020. (VII. 15.) Korm. határozat A tiszakécskei tanuszoda építéséről[149]
- 1409/2020. (VII. 15.) Korm. határozat A budapesti Szent Margit Gimnázium tornacsarnokának befejezéséhez nyújtandó további támogatásról[149]
- 1410/2020. (VII. 15.) Korm. határozat A Modern Városok Program keretében a hódmezővásárhelyi Zrínyi Miklós laktanya további infrastrukturális fejlesztésével kapcsolatos feladatokról[149]
- 1411/2020. (VII. 15.) Korm. határozat A szlovén Rába-vidék térségfejlesztési program megvalósításához nyújtandó célzott pénzügyi támogatás felhasználásának feltételrendszeréről[149]
- 1412/2020. (VII. 15.) Korm. határozat A Szolnoki Evangélikus Egyházközség fejlesztéseinek támogatásáról[149]
- 1413/2020. (VII. 15.) Korm. határozat A Hungary Helps Program keretében a Jeruzsálemi Latin Patriarchátus iskoláinak támogatásáról[149]
- 1414/2020. (VII. 16.) Korm. határozat A vasúti egyes kocsi teherfuvarozás támogatási rendszerének létrehozásáról, valamint a kapcsolódó fuvarozási ágazat fejlesztéséről[150]
- 1415/2020. (VII. 16.) Korm. határozat A kiemelt budapesti közösségi fejlesztések keretében a Városliget és környezetének egyes közlekedési fejlesztéseiről[150]
- 1416/2020. (VII. 16.) Korm. határozat A Testnevelési Egyetem új kampusza, valamint a hozzá kapcsolódó sportlétesítmények, szálláshelyek és szolgáltató egységek megépítésének érdekében szükséges intézkedésekről[150]
- 1417/2020. (VII. 16.) Korm. határozat A szolnoki Családok Átmeneti Otthonának végleges elhelyezése érdekében szükséges intézkedésekről[150]
- 1418/2020. (VII. 16.) Korm. határozat A Magyarország Kormánya és a Zöld-foki Köztársaság Kormánya közötti pénzügyi együttműködési keretprogram kialakításáról szóló megállapodás jegyzékváltással történő módosításáról szóló megállapodás szövegének végleges megállapítására adott felhatalmazásról[150]
- 1419/2020. (VII. 16.) Korm. határozat A védelmi fejlesztésekért felelős kormánybiztos kinevezéséről és feladatairól[150]
- 1420/2020. (VII. 16.) Korm. határozat A Kormány ügyrendjéről szóló 1144/2010. (VII. 7.) Korm. határozat módosításáról[150]
- 1421/2020. (VII. 20.) Korm. határozat A Tokaj-Zemplén térség fejlesztéséért felelős kormánybiztos kinevezéséről és feladatairól[151]
- 1422/2020. (VII. 23.) Korm. határozat A szuper-számítástechnikai infrastruktúra magyarországi fejlesztéséről[152]
- 1423/2020. (VII. 23.) Korm. határozat A Hableány sétahajó-baleset áldozatainak emlékműve kialakításáról[152]
- 1424/2020. (VII. 23.) Korm. határozat Az egészségipari gyártók támogatásához szükséges forrás biztosításáról[152]
- 1425/2020. (VII. 23.) Korm. határozat A 2020. évi UEFA Szuperkupa döntő járműveinek az autóbusz forgalmi sáv használatáról[152]
- 1426/2020. (VII. 23.) Korm. határozat A 2021. évi „Egy a természettel” Nemzetközi Vadászati és Természeti Kiállításhoz kapcsolódó Lovassportok Európa-bajnoksága 2021 Budapest megrendezéséhez szükséges intézkedésekről[152]
- 1427/2020. (VII. 23.) Korm. határozat Az önkormányzatok adósságot keletkeztető, valamint kezesség-, illetve garanciavállalásra vonatkozó ügyleteihez történő 2020. májusi előzetes kormányzati hozzájárulásról[152]
- 1428/2020. (VII. 23.) Korm. határozat A Gazdaságvédelmi programok előirányzatból, a Központi Maradványelszámolási Alapból, a rendkívüli kormányzati intézkedésekre szolgáló tartalékból és a Járvány Elleni Védekezés Központi Tartaléka előirányzatból történő előirányzat-átcsoportosításokról, valamint egyes kormányhatározatokkal kapcsolatos rendelkezésekről[152]
- 1429/2020. (VII. 23.) Korm. határozat A Magyar Falu Programhoz kapcsolódó közösségi ház kialakítása érdekében szükséges előirányzat-átcsoportosításról[152]
- 1430/2020. (VII. 23.) Korm. határozat Az Eötvös Loránd Kutatási Hálózat kutatóhelyeinek feladatarányos finanszírozásához szükséges forrás biztosításáról[152]
- 1431/2020. (VII. 23.) Korm. határozat A Belváros-Lipótvárosi Sportközpont és Tanuszoda beruházás megvalósításával kapcsolatos további intézkedésről[152]
- 1432/2020. (VII. 23.) Korm. határozat A József Attila Színház rekonstrukciójával összefüggő beruházások előkészítésének a Beruházás Előkészítési Alapból történő támogatásáról[152]
- 1433/2020. (VII. 23.) Korm. határozat A Thália Színház Nonprofit Korlátolt Felelősségű Társaság feladatellátásához szükséges további ingatlanok magyar állam általi megvásárlásához szükséges kormányzati intézkedésekről[152]
- 1434/2020. (VII. 23.) Korm. határozat A Szolnoki Szigligeti Színház felújításához szükséges többletforrás biztosításáról[152]
- 1435/2020. (VII. 23.) Korm. határozat A Magyarországi Mindszenty Alapítvány támogatásával összefüggő feladatokról[152]
- 1436/2020. (VII. 23.) Korm. határozat A Terület- és Településfejlesztési Operatív Program és a Versenyképes Közép-Magyarország Operatív Program keretében finanszírozott egyes projektek támogatásának növeléséről[152]
- 1437/2020. (VII. 23.) Korm. határozat Az EFOP-4.1.1-15-2016-00002 azonosító számú („Minőségi nevelés, oktatás és testedzés infrastrukturális feltételeinek megteremtése a Kálvin János Református Általános Iskolában” című) projekt összköltségének növeléséről[152]
- 1438/2020. (VII. 23.) Korm. határozat Az EFOP-2.2.2-17-2017-00028 azonosító számú („Rendház kiváltás Búcsúszentlászlón” című) projekt támogatásának növeléséről[152]
- 1439/2020. (VII. 23.) Korm. határozat Az IKOP-3.2.0-15-2016-00019 azonosító számú [„Szabadbattyán–Tapolca–Keszthely villamos üzem kiépítése a Balaton körül I. ütem (Szabadbattyán–Balatonfüred) előkészítése és kivitelezése és a II. ütem előkészítése” című] projekt támogatási összegének növeléséről, valamint az Integrált Közlekedésfejlesztési Operatív Program éves fejlesztési keretének megállapításáról szóló 1247/2016. (V. 18.) Korm. határozat módosításáról[152]
- 1440/2020. (VII. 23.) Korm. határozat Az Iváncsa község külterületén fekvő földrészletek beruházási célterületté nyilvánításáról[152]
- 1441/2020. (VII. 23.) Korm. határozat A Magyarország Kormánya és a Szlovák Köztársaság Kormánya között a közös államhatáron lévő közúti határhidak és határút-szakaszok üzemeltetéséről, fenntartásáról és rekonstrukciójáról szóló 2017. szeptember 14-én, Budapesten aláírt Megállapodást módosító 1. Kiegészítés szövegének végleges megállapítására adott felhatalmazásról[152]
- 1442/2020. (VII. 28.) Korm. határozat A Magyarország OECD és UNESCO mellett működő Állandó Képviseletén a Gazdasági Együttműködési és Fejlesztési Szervezettel való kapcsolattartásért és nemzetközi pénzügyi kapcsolatokért felelős szakdiplomata álláshelyek meghatározásáról[153]
- 1443/2020. (VII. 28.) Korm. határozat Az Európai Unió Duna Régió Stratégiával összefüggő egyes kormányhatározatok hatályon kívül helyezéséről
- 1444/2020. (VII. 28.) Korm. határozat Az Európai Unió Duna Régió Stratégia hazai koordinációjáról és a koordinációhoz szükséges források biztosításáról[153]
- 1445/2020. (VII. 28.) Korm. határozat A hungarikumok és nemzeti értékek megismertetéséhez és népszerűsítéséhez szükséges többletforrás biztosításáról[153]
- 1446/2020. (VII. 28.) Korm. határozat A XI. Miniszterelnökség fejezet és a XV. Pénzügyminisztérium fejezet közötti előirányzat-átcsoportosításról, valamint többletforrás biztosításáról[153]
- 1447/2020. (VII. 28.) Korm. határozat A Modern Városok Program keretében a debreceni Nagyerdő program befejezése érdekében szükséges többletforrás biztosításáról[153]
- 1448/2020. (VII. 28.) Korm. határozat A Szegedi kézilabdacsarnok beruházás megvalósításáról szóló 1642/2019. (XI. 14.) Korm. határozat módosításáról[153]
- 1449/2020. (VII. 28.) Korm. határozat A Nemzeti Jogszabálytár Törvényességi Felügyelet Írásbeli Kapcsolattartás Modul működtetéséhez szükséges 2020. évi központi forrásigényről[153]
- 1450/2020. (VII. 28.) Korm. határozat Az „Ösztöndíjprogram Keresztény Fiataloknak” elnevezésű program Tempus Közalapítvány és a Hungary Helps Ügynökség Nonprofit Zártkörűen Működő Részvénytársaság közötti átadás-átvételi eljárásával kapcsolatban szükséges intézkedésekről[153]
- 1451/2020. (VII. 28.) Korm. határozat A fogvatartottak átmeneti elhelyezésével összefüggő feladatokról szóló 1070/2020. (III. 5.) Korm. határozat módosításáról[153]
- 1452/2020. (VII. 30.) Korm. határozat Az ENSZ Közgyűlésének 75. ülésszakán való magyar részvételről[154]
- 1453/2020. (VII. 30.) Korm. határozat A Békés megyei iparfejlesztéshez szükséges infrastrukturális feltételek megteremtéséről[154]
- 1454/2020. (VII. 30.) Korm. határozat Egy hódmezővásárhelyi állami ingatlan versenyeztetés mellőzésével történő értékesítéséről[154]
- 1455/2020. (VII. 30.) Korm. határozat A Modern Városok Program keretében megvalósuló egyes beruházások megvalósítása érdekében szükséges forrás-átcsoportosításokról[154]
- 1456/2020. (VII. 30.) Korm. határozat A Margitszigeti Színház Nonprofit Korlátolt Felelősségű Társaság közös működtetéséről[154]
- 1457/2020. (VII. 30.) Korm. határozat A Nemzet Sportolóinak javaslata alapján a Nemzet Sportolója cím adományozásáról[155]
- 1458/2020. (VII. 30.) Korm. határozat A falu- és tanyagondnoki szolgálat vonatkozásában a képzés megyei önkormányzatok általi szervezésének kidolgozásáról[155]
- 1459/2020. (VII. 30.) Korm. határozat A Coca-Cola HBC Magyarország Korlátolt Felelősségű Társaság magyarországi nagybefektetővel új stratégiai együttműködési megállapodás megkötéséről[155]
- 1460/2020. (VII. 30.) Korm. határozat A Gazdaságvédelmi Akcióterv és a kiemelt budapesti közösségi fejlesztések keretében a Budai fonódó villamoshálózat fejlesztésének II. üteme – Műegyetem rakparti villamosvonal megtervezésével összefüggő egyes intézkedésekről[155]
- 1461/2020. (VII. 30.) Korm. határozat A Pázmány Péter Katolikus Egyetem oktatási célú ingatlanjainak bővítéséhez és fejlesztéséhez szükséges kormányzati intézkedésekről[155]
- 1462/2020. (VII. 30.) Korm. határozat A Paksi II. Rákóczi Ferenc Általános Iskola fejlesztésének támogatásáról[155]
- 1463/2020. (VII. 30.) Korm. határozat A KEHOP-4.1.0-15-2016-00065 azonosító számú (Dunaszekcsői „Telelő” Duna élőhely-rehabilitációs célú kotrása, Felső-zátonyi mellékág mederelzáró kövezés természetvédelmi célú korrekciója című) projekt támogatásának növeléséről, valamint a Környezeti és Energiahatékonysági Operatív Program éves fejlesztési keretének megállapításáról szóló 1084/2016. (II. 29.) Korm. határozat módosításáról[155]
- 1464/2020. (VII. 30.) Korm. határozat Az IKOP-4.1.0-15-2016-00003 azonosító számú („83. sz. főút M1-Pápa közötti szakasz fejlesztése, települések elkerülése című”) projekt megvalósításához szükséges forrás biztosításáról, forrásszerkezetének módosításáról, valamint az Integrált Közlekedésfejlesztési Operatív Program éves fejlesztési keretének megállapításáról szóló 1247/2016. (V. 18.) Korm. határozat módosításáról[155]
- 1465/2020. (VII. 30.) Korm. határozat A Magyarságkutató Intézet elhelyezéséről és a működéséhez szükséges többletforrás biztosításáról[155]
- 1466/2020. (VII. 31.) Korm. határozat A közfoglalkoztatással összefüggő egyes kérdésekről[156]

#### Augusztus (1467−1565)
- 1467/2020. (VIII. 3. ) Korm. határozat A Széchenyi Turisztikai Kártya Programról[256]
- 1468/2020. (VIII. 5.) Korm. határozat Az Európa Kulturális Fővárosa 2023 cím viselésével összefüggő intézkedésekről[257]
- 1469/2020. (VIII. 5.) Korm. határozat A rendkívüli kormányzati intézkedésekre szolgáló tartalékból történő előirányzat-átcsoportosításról
- 1470/2020. (VIII. 6.) Korm. határozat A "raktárkoncertek" megvalósításához szükséges intézkedésekről[283]
- 1471/2020. (VIII. 6.) Korm. határozat A Gazdaságvédelmi programok előirányzatból és a rendkívüli kormányzati intézkedésekre szolgáló tartalékból történő előirányzat-átcsoportosításról[283]
- 1472/2020. (VIII. 6.) Korm. határozat A Modern Városok Program keretében a veszprémi Atlétikai Stadion komplex megújításának I. ütemeként megvalósuló új tornász gyakorló csarnok építéséhez szükséges támogatás biztosításáról szóló 1297/2020. (VI. 11.) Korm. határozat módosításáról[283]
- 1473/2020. (VIII. 7.) Korm. határozat Az Emberi Erőforrás Fejlesztési Operatív Program végrehajtása érdekében szükséges egyes feladatokról, valamint az Emberi Erőforrás Fejlesztési Operatív Program éves fejlesztési keretének megállapításáról szóló 1037/2016. (II. 9.) Korm. határozat módosításáról[158]
- 1474/2020. (VIII. 7.) Korm. határozat' A Gazdaságfejlesztési és Innovációs Operatív Program éves fejlesztési keretének megállapításáról szóló 1006/2016. (I. 18.) Korm. határozat módosításáról[158]
- 1475/2020. (VIII. 7.) Korm. határozat A Magyar Halgazdálkodási Operatív Program éves fejlesztési keretének megállapításáról szóló 1056/2016. (II. 17.) Korm. határozat módosításáról[158]
- '1476/2020. (VIII. 7.) Korm. határozat A Környezeti és Energiahatékonysági Operatív Program éves fejlesztési keretének megállapításáról szóló 1084/2016. (II. 29.) Korm. határozat módosításáról[158]
- 1477/2020. (VIII. 7.) Korm. határozat A Közigazgatás- és Közszolgáltatás-fejlesztés Operatív Program éves fejlesztési keretének megállapításáról szóló 1004/2016. (I. 18.) Korm. határozat módosításáról[158]
- 1478/2020. (VIII. 7.) Korm. határozat A Terület- és Településfejlesztési Operatív Program éves fejlesztési keretének megállapításáról szóló 1005/2016. (I. 18.) Korm. határozat módosításáról[158]
- 1479/2020. (VIII. 7.) Korm. határozat A Versenyképes Közép-Magyarország Operatív Program éves fejlesztési keretének megállapításáról szóló 1011/2016. (I. 20.) Korm. határozat módosításáról[158]
- 1480/2020. (VIII. 7.) Korm. határozat A Vidékfejlesztési Program éves fejlesztési keretének megállapításáról szóló 1248/2016. (V. 18.) Korm. határozat módosításáról[158]
- 1481/2020. (VIII. 7.) Korm. határozat Az éves fejlesztési keretek módosításainak pénzügyi hatásairól[158]
- 1482/2020. (VIII. 7.) Korm. határozat A könnyűzene- és fesztiválipar működéséhez szükséges szakmai fejlesztésekről[158]
- 1483/2020. (VIII. 7.) Korm. határozat A munkanélküliségi kockázatok enyhítése érdekében vészhelyzetben nyújtható átmeneti támogatásra szolgáló európai eszköz (SURE) keretében benyújtandó hazai hiteligényekről[158]
- 1484/2020. (VIII. 7.) Korm. határozat' Egyes műanyagtermékek helyettesítő termékei gyártásának támogatásához szükséges forrás biztosításáról és a hazai műanyagipari tudományos klaszter létrehozásáról[158]
- 1485/2020. (VIII. 7.) Korm. határozat Állami tulajdonban lévő gazdasági társaság alapításáról[158]
- 1486/2020. (VIII. 7.) Korm. határozat A központi költségvetést érintő címrendi módosításról, a Gazdaságvédelmi programok előirányzatból, a Központi Maradványelszámolási Alapból, a rendkívüli kormányzati intézkedésekre szolgáló tartalékból, a Beruházás Előkészítési Alapból történő és fejezetek közötti előirányzat-átcsoportosításokról, valamint kormányhatározat módosításáról[158]
- 1487/2020. (VIII. 7.) Korm. határozat A 2024. évi EG Ritmikus Gimnasztika Európa-bajnokság megrendezésére benyújtandó pályázat érdekében szükséges kormányzati intézkedésekről[158]
- 1488/2020. (VIII. 7.) Korm. határozat' A Pécsi Nemzeti Színház Nonprofit Korlátolt Felelősségű Társaság közös működtetéséről[158]
- 1489/2020. (VIII. 11.) Korm. határozat A Nemzeti Kutatási, Fejlesztési és Innovációs Alap 2020. évi programstratégiájáról[258]
- 1490/2020. (VIII. 11.) Korm. határozat A Honvédelmi Sportközpontok fejlesztéséhez szükséges további intézkedésekről[258]
- 1491/2020. (VIII. 11.) Korm. határozat A Nemzeti Köznevelési Infrastruktúra Fejlesztési Program keretében megvalósuló egyes beruházásokhoz kapcsolódó ingóságok beszerzéséről[258]
- 1492/2020. (VIII. 11.) Korm. határozat A Nemzeti Köznevelési Infrastruktúra Fejlesztési Program III. ütemének keretében megvalósuló tornaterem-beruházások előkészítésének a Beruházás Előkészítési Alapból történő támogatásáról szóló 1306/2020. (VI. 12.) Korm. határozat módosításáról[258]
- 1493/2020. (VIII. 11.) Korm. határozat Az IKOP-3.2.0-15-2016-00006 azonosító számú („Szombathely–Kőszeg vasútvonal korszerűsítése” című) projekt támogatásának növeléséről, valamint az Integrált Közlekedésfejlesztési Operatív Program éves fejlesztési keretének megállapításáról szóló 1247/2016. (V. 18.) Korm. határozat módosításáról[258]
- 1494/2020. (VIII. 11.) Korm. határozat Az IKOP-4.1.0-15-2020-00009 azonosító számú („M76 autóút M7 autópálya Holládi csomópont és Balatonszentgyörgy közötti szakasz megvalósítása” című) projekt támogatásáról, valamint az Integrált Közlekedésfejlesztési Operatív Program éves fejlesztési keretének megállapításáról szóló 1247/2016. (V. 18.) Korm. határozat módosításáról[258]
- 1495/2020. (VIII. 11.) Korm. határozat Az EFOP-4.1.2-17 azonosító jelű („Iskola 2020” Köznevelési intézmények infrastrukturális fejlesztése a hátránykompenzáció elősegítése és a minőségi oktatás megteremtése érdekében” című) felhívás keretében megvalósuló egyes projektek támogatásának növeléséről[258]
- 1496/2020. (VIII. 11.) Korm. határozat Az Óbudai Árpád Gimnázium tornaterem építéséről[258]
- 1497/2020. (VIII. 11.) Korm. határozat A Kistokaji Általános Iskola tanteremépítéséről[258]
- 1498/2020. (VIII. 11.) Korm. határozat A Törökbálint Sportközpont továbbfejlesztése beruházás előkészítésének támogatásáról[258]
- 1499/2020. (VIII. 11.) Korm. határozat A Dunamelléki Református Egyházkerületben megvalósuló fejlesztések támogatásáról[258]
- 1500/2020. (VIII. 11.) Korm. határozat A Magyarország Kormánya és a Svédország Kormánya között a Magyar Népköztársaság Kormánya és a Svéd Királyság Kormánya között a beruházások elősegítéséről és kölcsönös védelméről szóló megállapodás megszűnéséről szóló megállapodás szövegének végleges megállapítására adott felhatalmazásról[258]
- 1501/2020. (VIII. 11.) Korm. határozat A Gazdaságvédelmi programok előirányzatból és a rendkívüli kormányzati intézkedésekre szolgáló tartalékból történő előirányzat-átcsoportosításról[258]
- 1502/2020. (VIII. 11.) Korm. határozat Állami felsőoktatási intézmény kancellárjának megbízásáról[258]
- 1503/2020. (VIII. 12.) Korm. határozat A 2022. évi magyar-szlovák közös rendezésű férfi kézilabda Európa-bajnokság sikeres megrendezését szolgáló új budapesti multifunkcionális sport- és rendezvénycsarnok üzemeltetéséhez és tulajdonba adásához szükséges intézkedésekről[160]
- 1504/2020. (VIII. 12.) Korm. határozat Egyes állami vagyontárgyak ingyenes tulajdonba adásáról[160]
- 1505/2020. (VIII. 12.) Korm. határozat Egyes MFB hitelprogramokkal kapcsolatos kormányhatározatok módosításáról[160]
- 1506/2020. (VIII. 12.) Korm. határozat A Nemzeti Szabadidős – Egészség Sportpark Program keretében megvalósuló egyes beruházásokhoz szükséges fedezet biztosításáról[160]
- 1507/2020. (VIII. 12.) Korm. határozat A Nemzeti Köznevelési Infrastruktúra Program II. ütemében tervezett, a Szigetszentmiklósi Tankerületi Központ fenntartásában működő Szigetszentmiklósi Konduktív Óvoda és Egységes Gyógypedagógiai Módszertani Intézmény Dunavarsányban épülő új iskolájának előkészítéséről[160]
- 1508/2020. (VIII. 12.) Korm. határozat Az országos turistaút-hálózat mentén elhelyezkedő turisztikai szállások felújításához és fejlesztéséhez szükséges intézkedésekről[160]
- 1509/2020. (VIII. 12.) Korm. határozat A Pázmány Péter Katolikus Egyetem oktatási célú tevékenységének végzéséhez szükséges intézkedésekről[160]
- 1510/2020. (VIII. 12.) Korm. határozat A Bükki Csillagda megvalósításához szükséges további intézkedésekről[160]
- 1511/2020. (VIII. 12.) Korm. határozat Hévíz Város Önkormányzatának a Hévíz-Balaton Airport Korlátolt Felelősségű Társaságban fennálló 90%-os részesedésének megvásárlásáról és a szükséges források biztosításáról[160]
- 1512/2020. (VIII. 12.) Korm. határozat A Kiskörei Vízerőmű környezetének turisztikai és sportcélú fejlesztéséhez kapcsolódó további intézkedésekről[160]
- 1513/2020. (VIII. 12.) Korm. határozat A Mogyoród nagyközség külterületén fekvő földrészlet beruházási célterületté nyilvánításáról[160]
- 1514/2020. (VIII. 12.) Korm. határozat A kárpátaljai régióban megvalósítandó nemzetközi fejlesztési program támogatásáról[160]
- 1515/2020. (VIII. 12.) Korm. határozat Kárpátalja lakosságának járványügyi helyzetre és árvízkárra tekintettel történő rendkívüli támogatásáról[160]
- 1516/2020. (VIII. 14.) Korm. határozat A külképviseleti hálózat kiemelt biztonsági kockázati kitettségű képviseletei biztonságának megerősítésével kapcsolatos kolóniavédelmi feladatok ellátásáról[259]
- 1517/2020. (VIII. 14.) Korm. határozat Magyarország átfogó Egészségipari Stratégiájáról és annak végrehajtásáról[259]
- 1518/2020. (VIII. 14.) Korm. határozat A klinikai vizsgálatok és az orvostudományi kutatások intézményrendszerének továbbfejlesztéséről[259]
- 1519/2020. (VIII. 14.) Korm. határozat A fogászati amalgám használatának fokozatos csökkentéséről szóló nemzeti terv elfogadásáról[259]
- 1520/2020. (VIII. 14.) Korm. határozat Az Egészséges Budapest Programban érintett állami fenntartású, közfinanszírozott kórházak fertőtlenítési célú felújításával kapcsolatos beruházásokhoz szükséges forrás biztosításáról[259]
- 1521/2020. (VIII. 14.) Korm. határozat Egyes kormányhatározatokban foglalt feladatok visszavonásáról és módosításáról[259]
- 1522/2020. (VIII. 14.) Korm. határozat Fejezetek közötti előirányzat-átcsoportosításról[259]
- 1523/2020. (VIII. 14.) Korm. határozat A 2021-2027 közötti európai uniós programozási időszak kötöttpályás közlekedési projektjeinek előkészítéséhez szükséges átcsoportosításról és az Integrált Közlekedésfejlesztési Operatív Program éves fejlesztési keretének megállapításáról szóló 1247/2016. (V. 18.) Korm. határozat módosításáról[259]
- 1524/2020. (VIII. 14.) Korm. határozat Az Integrált Jogalkotási Rendszer bevezetéséről és az ahhoz kapcsolódó feladatokról szóló 1612/2019. (X. 24.) Korm. határozat, valamint az Integrált Jogalkotási Rendszer próbaüzemben, majd éles üzemben történő működtetéséhez, fenntartásához, támogatásához és továbbfejlesztéséhez szükséges 2020. évi központi forrásigényről szóló 1086/2020. (III. 10.) Korm. határozat módosításáról[259]
- 1525/2020. (VIII. 14.) Korm. határozat Az EFOP-2.4.1-16 azonosító jelű ["Szegregált élethelyzetek felszámolása komplex programokkal (ERFA)" című] felhívás keretében megvalósuló egyes projektek tekintetében a költségek ingatlanvásárlásra történő átcsoportosításáról, valamint a felhívásban meghatározott elszámolható költségtípusok mértékének együttes összege túllépéséhez történő hozzájárulásról[259]
- 1526/2020. (VIII. 14.) Korm. határozat Az EFOP-2.2.2-17-2017-00024 azonosító számú ("Egy nagy álom megvalósulása – Kolostorkiváltás Segesden" című) projekt támogatásának növeléséről[259]
- 1527/2020. (VIII. 14.) Korm. határozat Az EFOP-2.2.3-17-2017-00051 azonosító számú ("A Magyar Máltai Szeretetszolgálat Miskolci Hajléktalanok Átmeneti Szállásának fejlesztése" című) projekt összköltségének növeléséről[259]
- 1528/2020. (VIII. 14.) Korm. határozat Az IKOP-4.1.0-15-2020-00007 azonosító számú ("471. sz. főút fejlesztése Debrecen-Hajdúsámson között, Hajdúsámson elkerülővel" című) projekt támogatásáról, valamint az Integrált Közlekedésfejlesztési Operatív Program éves fejlesztési keretének megállapításáról szóló 1247/2016. (V. 18.) Korm. határozat módosításáról[259]
- 1529/2020. (VIII. 14.) Korm. határozat A Terület- és Településfejlesztési Operatív Program keretében finanszírozott egyes projektek támogatásának növeléséről[259]
- 1530/2020. (VIII. 14.) Korm. határozat A TOP-6.1.5-15-SF1-2020-00006 azonosító számú, ("Székesfehérvár, déli összekötő út megvalósítása" című) hárommilliárd forintot meghaladó támogatási igényű projektjavaslat támogatásához történő hozzájárulásról[259]
- 1531/2020. (VIII. 14.) Korm. határozat A Kaposvár megyei jogú város külterületén fekvő egyes földrészletek beruházási célterületté nyilvánításáról szóló 1810/2017. (XI. 8.) Korm. határozat módosításáról[259]
- 1532/2020. (VIII. 14.) Korm. határozat A paksi Integrált Központ előkészítésének támogatásáról[259]
- 1533/2020. (VIII. 14.) Korm. határozat A Budapesti Rendőr-főkapitányság Dunai Vízirendészeti Rendőrkapitányság Vízirendészeti Rendőrőrs paksi épületének felújításáról és bővítéséről[259]
- 1534/2020. (VIII. 14.) Korm. határozat A Magyar Közút Nonprofit Zártkörűen Működő Részvénytársaság Tolna Megyei Igazgatósága új paksi telephelyének kialakításáról[259]
- 1535/2020. (VIII. 17.) Korm. határozat Magyarország kormányzati Európai Felsőoktatási Minőségbiztosítási Regiszter (EQAR) tagságának létesítéséről[162]
- 1536/2020. (VIII. 17.) Korm. határozat A vízgazdálkodási tárgyú határvízi egyezmények alapján létrehozott közös bizottságokkal kapcsolatos kormányzati tevékenységről[162]
- 1537/2020. (VIII. 17.) Korm. határozat Magyarország Kisinyovi Nagykövetségén mezőgazdasági és környezetügyi szakdiplomata álláshely létesítéséről[162]
- 1538/2020. (VIII. 17.) Korm. határozat A Magyar Falu Program 2020. évi végrehajtásához kapcsolódó kincstári lebonyolítói díj biztosítása érdekében szükséges előirányzat-átcsoportosításról[162]
- 1539/2020. (VIII. 17.) Korm. határozat Az Árpád-ház Program részét képező, "Az ország bölcsője" kiemelt székesfehérvári alprogram első szakasza egyes projektelemeinek lezárásáról[162]
- 1540/2020. (VIII. 17.) Korm. határozat A MANK Magyar Alkotóművészeti Közhasznú Nonprofit Kft. egyes feladataival kapcsolatos kérdések rendezéséről[162]
- 1541/2020. (VIII. 17.) Korm. határozat A Makovecz Imre-életmű gondozásának folytatása érdekében szükséges egyes további intézkedésekről, valamint egyes kormányhatározatok módosításáról[162]
- 1542/2020. (VIII. 17.) Korm. határozat Az egykori szlovák ajkú evangélikus gyülekezet templomának megvásárlásával kapcsolatos intézkedésekről[162]
- 1543/2020. (VIII. 17.) Korm. határozat A Külügyi és Külgazdasági Intézet és a Magyar Diplomáciai Akadémia épület felújítás előkészítésével kapcsolatos intézkedésekről[162]
- 1544/2020. (VIII. 17.) Korm. határozat Állami tulajdonban álló épület bontása érdekében szükséges további intézkedésekről[162]
- 1545/2020. (VIII. 17.) Korm. határozat Az egyes állami vagyonba tartozó ingatlanok ingyenes önkormányzati tulajdonba adásáról szóló 1357/2013. (VI. 24.) Korm. határozatban meghatározott hasznosítási cél módosításáról[162]
- 1546/2020. (VIII. 17.) Korm. határozat A KEHOP-2.1.3-15-2017-00081 azonosító számú ("Nagykapornak vízbázisról ellátott települések ivóvízminőség-javítása és vízellátásának fejlesztése" című) projekt támogatásának növeléséről, valamint a Környezeti és Energiahatékonysági Operatív Program éves fejlesztési keretének megállapításáról szóló 1084/2016. (II. 29.) Korm. határozat módosításáról[162]
- 1547/2020. (VIII. 17.) Korm. határozat A KEHOP-4.2.0-15-2016-00003 azonosító számú ("A területi jelenlét és természetvédelmi őrzés hatékonyságának javítása a Balaton-felvidéki Nemzeti Park Igazgatóság természetvédelmi őrszolgálatának komplex fejlesztésével" című) projekt támogatásának növeléséről, valamint a Környezeti és Energiahatékonysági Operatív Program éves fejlesztési keretének megállapításáról szóló 1084/2016. (II. 29.) Korm. határozat módosításáról[162]
- 1548/2020. (VIII. 17.) Korm. határozat A Magyar Agrár-, Élelmiszergazdasági és Vidékfejlesztési Kamarának a VP1-1.2.2-16 azonosító számú Tájékoztatási szolgáltatás felhívás keretében támogatott projektje támogatásának növeléséről[162]
- 1549/2020. (VIII. 17.) Korm. határozat A Magyarország Kormánya és a Kínai Népköztársaság között a Fudan Egyetem részvételével alapítandó magyar egyetem létrehozásának előkészítéséről szóló együttműködési megállapodás szövegének végleges megállapítására adott felhatalmazásról[162]
- 1550/2020. (VIII. 19.) Korm. határozat Az Alkotmánybíróság épületének felújításához szükséges többletforrás biztosítása érdekében a rendkívüli kormányzati intézkedésekre szolgáló tartalékból és a Központi Maradványelszámolási Alapból történő átcsoportosításról, a 2017. évi költségvetési maradványok egy részének felhasználásáról, fejezetek közötti és fejezeten belüli átcsoportosításról, a Honvédelmi Minisztérium fejezet szociális hozzájárulási adó felhasználásáról és egyes kormányhatározatok módosításáról szóló 1347/2018. (VII. 26.) Korm. határozat végrehajtása során alkalmazandó eltérő rendelkezésekről[260]
- 1551/2020. (VIII. 25.) Korm. határozat Az Európai Unió számára készített köznevelési stratégia 2021–2030 elfogadásáról[261]
- 1552/2020. (VIII. 25.) Korm. határozat Magyarország Kormánya és a HIT Gyülekezete közötti, az egyház közfeladat-ellátásáról, társadalmi és közéleti tevékenységéről szóló szerződés megkötéséről és az azzal összefüggő feladatokról[261]
- 1553/2020. (VIII. 25.) Korm. határozat A Magyar Atlétikai Szövetség 2020–2023 közötti időszakra vonatkozó, „Budapest 2023 Zsivótzky Gyula Program” szakmai programja megvalósítása érdekében szükséges kormányzati intézkedésekről[261]
- 1554/2020. (VIII. 25.) Korm. határozat A paksi labdarúgó sportlétesítmény fejlesztésének megvalósításához szükséges többletforrás biztosításáról[261]
- 1555/2020. (VIII. 25.) Korm. határozat A Népművészet Mestere díj 2020. évi adományozásáról [261]
- 1556/2020. (VIII. 30.) Korm. határozat Magyarország Kisinyovi Nagykövetségén pénzügyi szakdiplomata álláshely létesítéséről[165]
- 1557/2020. (VIII. 30.) Korm. határozat Az emelt szintű könnyűzenei képzési központ létrehozásáról, valamint előkészítéséhez szükséges források biztosításáról[165]
- 1558/2020. (VIII. 30.) Korm. határozat Az „Ovis labdaprogram” országos lefedettségével összefüggő kormányzati intézkedésekről[165]
- 1559/2020. (VIII. 30.) Korm. határozat A XV. Pénzügyminisztérium fejezet és a XI. Miniszterelnökség fejezet, valamint a XII. Agrárminisztérium fejezet közötti előirányzat-átcsoportosításról[165]
- 1560/2020. (VIII. 30.) Korm. határozat Lélegeztetőgépek biztosításáról a kárpátaljai régió számára[165]
- 1561/2020. (VIII. 30.) Korm. határozat A Magyar Tenisz Szövetség működése érdekében szükséges kormányzati intézkedésekről és a rendkívüli kormányzati intézkedésekre szolgáló tartalékból történő előirányzat-átcsoportosításról[165]
- 1562/2020. (VIII. 30.) Korm. határozat A Budapesten megrendezésre kerülő UEFA Szuperkupa-döntő kiemelt nemzetközi sportrendezvénnyé nyilvánításáról[165]
- 1563/2020. (VIII. 31.) Korm. határozat A Nemzetközi Úszó Liga által szervezett versenysorozat megtartása érdekében szükséges kormányzati intézkedésekről[262]
- 1564/2020. (VIII. 31.) Korm. határozat A 2020. évi határátlépéssel járó csapatmozgások engedélyezéséről szóló 1686/2019. (XII. 10.) Korm. határozat módosításáról[262]
- 1565/2020. (VIII. 31.) Korm. határozat Egyes kormányhatározatok módosításáról[262]

#### Szeptember (1566−1615)
- 1566/2020. (IX. 4.) Korm. határozat Az Északkelet-magyarországi Gazdaságfejlesztési Zóna komplex fejlesztéséért felelős kormánybiztos kinevezéséről és feladatairól[168]
- 1567/2020. (IX. 4.) Korm. határozat Az Északnyugat-magyarországi Gazdaságfejlesztési Zóna komplex fejlesztéséért felelős kormánybiztos kinevezéséről és feladatairól[168]
- 1568/2020. (IX. 4.) Korm. határozat A Dél-alföldi Gazdaságfejlesztési Zóna komplex fejlesztéséért felelős kormánybiztos kinevezéséről és feladatairól[168]
- 1569/2020. (IX. 4.) Korm. határozat A Dél-dunántúli Gazdaságfejlesztési Zóna komplex fejlesztéséért felelős kormánybiztos kinevezéséről és feladatairól[168]
- 1570/2020. (IX. 4.) Korm. határozat Az Északkelet-magyarországi Gazdaságfejlesztési Zónával összefüggő egyes kormányhatározatok módosításáról[168]
- 1571/2020. (IX. 4.) Korm. határozat A Nemzeti Koncessziós Iroda létrehozásával összefüggő egyes költségvetési intézkedésekről[168]
- 1572/2020. (IX. 4.) Korm. határozat A beruházás-ösztönzési célú képzési támogatás biztosításáról[168]
- 1573/2020. (IX. 9.) Korm. határozat Magyarország Mesterséges Intelligencia Stratégiájáról, valamint a végrehajtásához szükséges egyes intézkedésekről[263]
- 1574/2020. (IX. 9.) Korm. határozat A Gazdaságvédelmi programok előirányzatból, a Központi Maradványelszámolási Alapból, a rendkívüli kormányzati intézkedésekre szolgáló tartalékból, a Járvány Elleni Védekezés Központi Tartalékából történő, fejezetek közötti és fejezeten belüli előirányzat-átcsoportosításokról, továbbá a migrációs nyomás és a terrorellenes intézkedések kezeléséhez szükséges további források biztosításáról, valamint egyes kormányhatározatok módosításáról[263]
- 1575/2020. (IX. 9.) Korm. határozat Egyes települési önkormányzatok támogatásáról, valamint egy települési önkormányzat támogatását érintő kormányhatározat módosításáról[263]
- 1576/2020. (IX. 9.) Korm. határozat A Betegápoló Irgalmasrend Budai Irgalmasrendi Kórház beruházásának megvalósításához szükséges többletforrás nyújtásáról[263]
- 1577/2020. (IX. 10.) Korm. határozat Isztambulban és Rómában levéltári szakdiplomata álláshelyek létesítéséről[169]
- 1578/2020. (IX. 10.) Korm. határozat A Külgazdasági és Külügyminisztérium egyes szervezeti egységeinek elhelyezésével kapcsolatos intézkedésekről[169]
- 1579/2020. (IX. 10.) Korm. határozat Az önkormányzatok adósságot keletkeztető, valamint kezesség-, illetve garanciavállalásra vonatkozó ügyleteihez történő 2020. júniusi előzetes kormányzati hozzájárulásról[169]
- 1580/2020. (IX. 10.) Korm. határozat A kormányzati szektorba nem sorolt, 100%-os önkormányzati tulajdonban álló, valamint a 100%-nál kisebb önkormányzati tulajdonban álló gazdasági társaságok adósságot keletkeztető ügyleteihez történő 2020. júniusi előzetes kormányzati hozzájárulásról[169]
- 1581/2020. (IX. 10.) Korm. határozat A Gazdaságvédelmi Akcióterv keretében a gödi ipari-innovációs fejlesztési terület infrastruktúra-fejlesztéseiről szóló 1173/2020. (IV. 22.) Korm. határozat módosításáról[169]
- 1582/2020. (IX. 10.) Korm. határozat A Magyarország Kormánya és Belize Kormánya között a diplomata-, szolgálati és hivatalos útlevéllel rendelkező állampolgáraik vízummentességéről szóló Megállapodás szövegének végleges megállapítására adott felhatalmazásról[169]
- 1583/2020. (IX. 11.) Korm. határozat A Budapesti Fenntarthatósági Expó és Világtalálkozó 2021, valamint az ehhez kapcsolódó rendezvények lebonyolításáért felelős kormánybiztos kinevezéséről és feladatairól[284]
- 1584/2020. (IX. 11.) Korm. határozat A Kovács Katalin Nemzeti Kajak-Kenu Sportakadémia új helyszínen történő megvalósításáról, valamint a beruházás előkészítésével kapcsolatos intézkedésekről[284]
- 1585/2020. (IX. 11.) Korm. határozat Mintagazdaságok kijelöléséről[284]
- 1586/2020. (IX. 16.) Korm. határozat A COVID-19 világjárvánnyal összefüggő lélegeztetőgép-készlet magyarországi raktárbázisának kialakításával kapcsolatos feladatok forrásának biztosításáról[264]
- 1587/2020. (IX. 18.) Korm. határozat A Magyarország és a Kirgiz Köztársaság között a jövedelemadók területén a kettős adóztatás elkerüléséről és az adókijátszás és adóelkerülés megakadályozásáról szóló Megállapodás szövegének végleges megállapítására adott felhatalmazásról[285]
- 1588/2020. (IX. 21.) Korm. határozat Egyes állami vagyontárgyak ingyenes tulajdonba adásáról[172]
- 1589/2020. (IX. 21.) Korm. határozat A fővárosi kerületek belterületi és külterületi, szilárd burkolat nélküli útjainak szilárd burkolattal történő ellátása érdekében szükséges fejezetek közötti előirányzat-átcsoportosításról[172]
- 1590/2020. (IX. 21.) Korm. határozat Csongrád megye nevének Csongrád-Csanád megyére változásával összefüggő feladatokhoz szükséges forrás biztosításáról[172]
- 1591/2020. (IX. 21.) Korm. határozat A Közép- és Kelet-Európai Regionális Környezetvédelmi Központ használatában lévő ingatlan helyzetének rendezéséről[172]
- 1592/2020. (IX. 21.) Korm. határozat A soproni Fertő tó és környezetének fejlesztéséhez szükséges kormányzati intézkedésről[172]
- 1593/2020. (IX. 21.) Korm. határozat Az IKOP-2.1.0-15-2016-00006 azonosító számú ("Szűk keresztmetszet kiváltás előkészítése a MÁV hálózatán" című) projekt forrásbiztosításához szükséges projektek közötti átcsoportosításról, valamint az Integrált Közlekedésfejlesztési Operatív Program éves fejlesztési keretének megállapításáról szóló 1247/2016. (V. 18.) Korm. határozat módosításáról[172]
- 1594/2020. (IX. 21.) Korm. határozat Az IKOP-2.1.0-15-2017-00035 azonosító számú ("Püspökladány-Biharkeresztes szűk keresztmetszet kiváltás és villamosítás" című) projekt összköltségének növeléséről és az Integrált Közlekedésfejlesztési Operatív Program éves fejlesztési keretének megállapításáról szóló 1247/2016. (V. 18.) Korm. határozat módosításáról[172]
- 1595/2020. (IX. 21.) Korm. határozat Az IKOP-4.1.0-15-2020-00008 azonosító számú ("Jászberény elkerülő III. ütem megvalósítása" című) projekt támogatásáról, valamint az Integrált Közlekedésfejlesztési Operatív Program éves fejlesztési keretének megállapításáról szóló 1247/2016. (V. 18.) Korm. határozat módosításáról[172]
- 1596/2020. (IX. 21.) Korm. határozat A Gazdaságvédelmi programok előirányzatból, a Központi Maradványelszámolási Alapból, a rendkívüli kormányzati intézkedésekre szolgáló tartalékból, a Járvány Elleni Védekezés Központi Tartalékából történő előirányzat-átcsoportosításokról, továbbá a terrorellenes intézkedések kezeléséhez szükséges további források biztosításáról, valamint kormányhatározat módosításáról[172]
- 1597/2020. (IX. 21.) Korm. határozat A Nemzeti Kastélyprogram és Nemzeti Várprogram részét képező, a soproni Várfalhoz kapcsolódó Múzeumnegyed és a Romkert fejlesztéséhez kapcsolódó forrás biztosításáról
- 1598/2020. (IX. 21.) Korm. határozat Az illegális hulladéklerakók felszámolása érdekében a "Tisztítsuk meg az Országot!" projekt 2020. évben megvalósítandó I. üteméről[172]
- 1599/2020. (IX. 22.) Korm. határozat Az egyes sportcélú kormányhatározatok módosításáról[173]
- 1600/2020. (IX. 23.) Korm. határozat A Nemzeti Közszolgálati Egyetem hadtudományi és honvédtisztképzésének elhelyezéséről, a Ludovika Campus állami beruházása további elemeinek, valamint további kapcsolódó feladatok megvalósításáról[174]
- 1601/2020. (IX. 28.) Korm. határozat A Kormány ügyrendjéről szóló 1144/2010. (VII. 7.) Korm. határozat módosításáról[175]
- 1602/2020. (IX. 28.) Korm. határozat A 2020. évi honvédelmi igazgatási feladatok végrehajtásához szükséges költségvetési források átcsoportosításáról[175]
- 1603/2020. (IX. 28.) Korm. határozat A Magyar Agrár-, Élelmiszergazdasági és Vidékfejlesztési Kamara számára az államtól átvett közfeladatok ellátásához szükséges kiegészítő forrás biztosításáról[175]
- 1604/2020. (IX. 28.) Korm. határozat A Gyulai István Memorial – Atlétikai Magyar Nagydíj 20212024. években történő megrendezéséhez szükséges kormányzati intézkedésekről[175]
- 1605/2020. (IX. 28.) Korm. határozat Kocsis Zoltán emlékének megőrzéséhez kapcsolódó intézkedésekről[175]
- 1606/2020. (IX. 28.) Korm. határozat Az EFOP-2.2.0-16-2016-00002 azonosító számú („Gyermek és ifjúságpszichiátriai, addiktológiai és mentálhigiénés ellátórendszer infrastrukturális feltételeinek fejlesztése” című) projekt támogatásának növeléséről, valamint az Emberi Erőforrás Fejlesztési Operatív Program éves fejlesztési keretének megállapításáról szóló 1037/2016. (II. 9.) Korm. határozat módosításáról[175]
- 1607/2020. (IX. 28.) Korm. határozat A KEHOP-5.2.2. azonosító jelű („Középületek kiemelt épületenergetikai fejlesztései” című) felhívás keretében megvalósuló egyes projektek összköltségének növeléséről, valamint a Környezeti és Energiahatékonysági Operatív Program éves fejlesztési keretének megállapításáról szóló 1084/2016. (II. 29.) Korm. határozat módosításáról[175]
- 1608/2020. (IX. 28.) Korm. határozat A KEHOP-5.2.2-16-2016-00040 azonosító számú („Pest megyei oktatási intézmények épületenergetikai fejlesztése” című) projekt megvalósításához szükséges többletforrás biztosításáról[175]
- 1609/2020. (IX. 28.) Korm. határozat A KEHOP-2.1.3-15-2016-00027 azonosító számú („A Tolna megyei Diósberény és Szakadát Ivóvízminőség-javító Programja” című) projekt támogatásának növeléséről, valamint a Környezeti és Energiahatékonysági Operatív Program éves fejlesztési keretének megállapításáról szóló 1084/2016. (II. 29.) Korm. határozat módosításáról[175]
- 1610/2020. (IX. 28.) Korm. határozat A Közel-Keleten végrehajtandó magyar–lengyel fejlesztési projekt megvalósításáról[175]
- 1611/2020. (IX. 28.) Korm. határozat A Magyarország Kormánya és a Lengyel Köztársaság Kormánya között a kölcsönös vízumképviseletről szóló Megállapodás módosításáról szóló megállapodás szövegének végleges megállapítására adott felhatalmazásáról[175]
- 1612/2020. (IX. 28.) Korm. határozat A Magyar–Kirgiz Fejlesztési Alap létrehozásáról[175]
- 1613/2020. (IX. 29) Korm.  határozat A MANEVI Zrt. tőkeemelésével, valamint a Közép-európai Épített Örökség Megőrző Alapítvány részére történő vagyonjuttatással kapcsolatos intézkedésekről[176]
- 1614/2020. (IX. 30.) Korm. határozat Kormánybiztos kinevezéséről[177]
- 1615/2020. (IX. 30.) Korm. határozat Kormánybiztos kinevezéséről[177]

#### Október (1616−1733)
- 1616/2020. (X. 1.) Korm. határozat Az Európa Tanács Miniszteri Bizottságának 2021. május–november közötti magyar elnökségét előkészítő feladatokról[178]
- 1617/2020. (X. 1.) Korm. határozat A koronavírus-világjárvány elleni védekezés érdekében az RT-PCR módszerrel végzett SARS-CoV-2 kimutatására szolgáló vizsgálattal összefüggő többletkiadások fedezetének biztosításáról, valamint az influenza elleni védőoltás teljes lakosság részére történő ingyenes rendelkezésre állásának biztosításáról[178]
- 1618/2020. (X. 1.) Korm. határozat A Cziffra György-emlékévről[178]
- 1619/2020. (X. 1.) Korm. határozat A Testnevelési Egyetem fejlesztését szolgáló beruházásokhoz kapcsolódó egyes feladatok meghatározásáról[178]
- 1620/2020. (X. 1.) Korm. határozat A Szegedi Tudományegyetem Vántus István Gyakorló Zeneművészeti Szakgimnázium új épületben történő elhelyezéséhez szükséges kormányzati intézkedésekről[178]
- 1621/2020. (X. 1.) Korm. határozat A Szabadtéri Néprajzi Múzeum Erdély tájegység II. szakasz a) ütemének megvalósításához szükséges többletforrás biztosításáról[178]
- 1622/2020. (X. 1.) Korm. határozat A Kerepesi Széchenyi István Általános Iskola és Alapfokú Művészeti Iskola tanterem építéséről[178]
- 1623/2020. (X. 1.) Korm. határozat Az „Újjászülető Millenáris” fejlesztési koncepció keretében megvalósuló beruházáshoz, valamint a Millenáris Tudományos Kulturális Nonprofit Korlátolt Felelősségű Társaság működési támogatásához szükséges forrás biztosításáról[178]
- 1624/2020. (X. 1.) Korm. határozat Az „Újjászülető Millenáris” fejlesztési koncepció keretében megvalósuló beruházáshoz, valamint a Millenáris Tudományos Kulturális Nonprofit Korlátolt Felelősségű Társaság működési támogatásához szükséges forrás biztosításáról[178]
- 1625/2020. (X. 1.) Korm. határozat Az EFOP-2.2.0-16-2016-00004 azonosító számú („Aktív fekvő betegellátás forma kiváltása az egynapos sebészeti ellátás rendszerének fejlesztésével” című) kiemelt projekt összköltségének növeléséről, valamint az Emberi Erőforrás Fejlesztési Operatív Program éves fejlesztési keretének megállapításáról szóló 1037/2016. (II. 9.) Korm. határozat módosításáról[178]
- 1626/2020. (X. 1.) Korm. határozat Az EFOP-2.4.1-16-2017-00009 azonosító számú („Veletek – Értetek – Lakhatási alprojekt – a szegregált élethelyzetek felszámolására” című) projekt összköltségének növeléséről[178]
- 1627/2020. (X. 1.) Korm. határozat Az EFOP-4.1.2-17 azonosító jelű („Iskola 2020” Köznevelési intézmények infrastrukturális fejlesztése a hátránykompenzáció elősegítése és a minőségi oktatás megteremtése érdekében című) felhívás keretében megvalósuló egyes projektek támogatásának növeléséről[178]
- 1628/2020. (X. 1.) Korm. határozat A GINOP-7.1.3-15-2016-00016 azonosító számú („Gasztronómia a hétköznapokban – komplex turisztikai fejlesztések Gyulán” című) projekt támogatásának növeléséről, valamint a Gazdaságfejlesztési és Innovációs Operatív Program éves fejlesztési keretének megállapításáról szóló 1006/2016. (I. 18.) Korm. határozat módosításáról[178]
- 1629/2020. (X. 1.) Korm. határozat A GINOP-2.3.1-20-2020-00002 azonosító számú („Pilot kutatólaboratórium létrehozása a Debreceni Egyetemen” című), hárommilliárd forintot meghaladó támogatási igényű projektjavaslat támogatásához történő hozzájárulásról[178]
- 1630/2020. (X. 1.) Korm. határozat A Terület- és Településfejlesztési Operatív Program éves fejlesztési keretének megállapításáról szóló 1005/2016. (I. 18.) Korm. határozat módosításáról[178]
- 1631/2020. (X. 5.) Korm. határozat Az egyes központi államigazgatási szervek hiteles elektronikus dokumentumainak központi tárhelyszolgáltatás igénybevételével történő megőrzéséről[180]
- 1632/2020. (X. 5.) Korm. határozat Az állami elhelyezési célú ingatlanhasználat feltételeinek megteremtését célzó források biztosításáról[180]
- 1633/2020. (X. 5.) Korm. határozat A Gottsegen György Országos Kardiológiai Intézet fejlesztéséről[180]
- 1634/2020. (X. 5.) Korm. határozat Az Orosházi Hivatásos Tűzoltó-parancsnokság telephelyének komplex felújításáról[180]
- 1635/2020. (X. 5.) Korm. határozat A Békésen létesítendő kézilabda munkacsarnok építéséről[180]
- 1636/2020. (X. 5.) Korm. határozat A Sümegen létesítendő kézilabda munkacsarnok építéséről[180]
- 1637/2020. (X. 5.) Korm. határozat A Budapest XVIII. kerület Gulner Gyula Általános Iskola tanterem építéséről[180]
- 1638/2020. (X. 5.) Korm. határozat A Visegrádi Áprily Lajos Általános Iskola és Alapfokú Művészeti Iskola tanterem építéséről[180]
- 1639/2020. (X. 5.) Korm. határozat A Budapesti Agglomerációhoz tartozó Pest megyei településeken működő köznevelési intézmények infrastrukturális fejlesztéseinek előkészítéséről szóló 1692/2019. (XII. 10.) Korm. határozat módosításáról[180]
- 1640/2020. (X. 5.) Korm. határozat A Terület- és Településfejlesztési Operatív Program keretében finanszírozott egyes projektek támogatásának növeléséről[180]
- 1641/2020. (X. 5.) Korm. határozat A TOP-3.2.1-16-BS2-2018-00002 azonosító számú („A Békés Megyei Önkormányzati Hivatal épületének energetikai korszerűsítése” című) projekt összköltségének növeléséről[180]
- 1642/2020. (X. 5.) Korm. határozat Egyes kormányhatározatok módosításáról[180]
- 1643/2020. (X. 7.) Korm. határozat A védelmi felkészítés egyes kérdéseiről[181]
- 1644/2020. (X. 7.) Korm. határozat A központi költségvetés címrendjének a Kormány tagjainak feladat- és hatásköréről szóló kormányrendelettel összefüggő módosításáról[181]
- 1645/2020. (X. 8.) Korm. határozat Egyes települési önkormányzatok 2020. évi feladatainak támogatásáról[266]
- 1646/2020. (X. 9.) Korm. határozat A Hungary Helps Program keretében megvalósuló élelmezéssegélyezési akcióterv első üteméről[182]
- 1647/2020. (X. 9.) Korm. határozat A Nemzetközi Úszó Liga által szervezett versenysorozat megtartása érdekében szükséges járványügyi intézkedésekről[182]
- 1648/2020. (X. 9.) Korm. határozat A Nemzetközi Úszó Liga által szervezett versenysorozat megtartása érdekében szükséges egyes további intézkedésekről[182]
- 1649/2020. (X. 9.) Korm. határozat A 2020. évi Judo Grand Slam verseny megrendezéséhez szükséges kormányzati intézkedésekről[182]
- 1650/2020. (X. 9.) Korm. határozat A XXII. Miniszterelnöki Kormányiroda, valamint a XX. Emberi Erőforrások Minisztériuma költségvetési fejezetek közötti előirányzat-átcsoportosításról[182]
- 1651/2020. (X. 9.) Korm. határozat A Gazdaságvédelmi programok előirányzatból történő előirányzat-átcsoportosításról[182]
- 1652/2020. (X. 9.) Korm. határozat A budapesti agglomeráció közlekedési módváltását elősegítő elővárosi vasútállomások és megállóhelyek elérhetőségének, valamint személygépjármű-parkoló és kerékpártároló létesítményeinek fejlesztéséről[182]
- 1653/2020. (X. 9.) Korm. határozat A Magyar Falu Program – sportparkok építése alprogram keretében megvalósuló egyes beruházásokhoz szükséges fedezet biztosításáról[182]
- 1654/2020. (X. 9.) Korm. határozat A városmajori közpark zöldterületeinek növeléséről, valamint a józsefvárosi rozsdaterületek sport- és rekreációs célú megújításáról[182]
- 1655/2020. (X. 14.) Korm. határozat A rendkívüli migrációs nyomás kezeléséhez szükséges további források biztosításáról[22]
- 1656/2020. (X. 14.) Korm. határozat Az erdélyi intézmények programjainak és működésének finanszírozásához szükséges forrás biztosításáról[22]
- 1657/2020. (X. 14.) Korm. határozat A Békéscsaba, Kossuth tér 2. szám alatti ingatlan állami tulajdonba vétele érdekében szükséges intézkedésekről[22]
- 1658/2020. (X. 15.) Korm. határozat A nemzeti egészségügyi telefonos ügyfélszolgálati és online információs központ létrehozásáról[286]
- 1659/2020. (X. 15.) Korm. határozat A járóbeteg irányítási rendszerek korszerűsítéséről[286]
- 1660/2020. (X. 15.) Korm. határozat A Dél-budai Centrumkórház megközelíthetőségének fejlesztéséről[286]
- 1661/2020. (X. 15.) Korm. határozat Az Úszónemzet Program részeként megvalósuló, „Minden gyermek tanuljon meg úszni!” alprogram bevezetéséhez szükséges kormányzati intézkedésekről[286]
- 1662/2020. (X. 15.) Korm. határozat Az Úszónemzet Programmal összehangolt, a Nemzeti Köznevelési Infrastruktúra Fejlesztési Program III. ütemében javasolt tanuszoda-fejlesztések előkészítéséhez szükséges intézkedésekről[286]
- 1663/2020. (X. 15.) Korm. határozat Egyes aktív turisztikai fejlesztések turisztikai térségekben történő megvalósításáról[286]
- 1664/2020. (X. 15.) Korm. határozat A Gazdaságvédelmi programok előirányzatból, a Központi Maradványelszámolási Alapból és a rendkívüli kormányzati intézkedésekre szolgáló tartalékból történő, valamint fejezetek közötti előirányzat-átcsoportosításról, továbbá kormányhatározat módosításáról[286]
- 1665/2020. (X. 15.) Korm. határozat A Párizsi Magyar Intézet épületének teljes körű felújítása előkészítésének a Beruházás Előkészítési Alapból történő támogatásáról[286]
- 1666/2020. (X. 15.) Korm. határozat A Mátraverebély-Szentkút Nemzeti Kegyhely turisztikai fejlesztésének támogatásáról[286]
- 1667/2020. (X. 15.) Korm. határozat A felcsúti Endresz György Általános Iskola építéséről[286]
- 1668/2020. (X. 15.) Korm. határozat Az EFOP-2.1.1-16-2016-0008 azonosító számú („Kincses Szeglet Otthon – speciális gyermekotthon kialakítása Csongrád megyében” című) projekt összköltségének növeléséről[286]
- 1669/2020. (X. 15.) Korm. határozat A KEHOP-1.3.0-15-2016-00010 azonosító számú („Belvízcsatornák fejlesztése és rekonstrukciója” című) projekt támogatásának növeléséről, az ingatlanvásárlás költségtípusra történő átcsoportosításról, valamint a Környezeti és Energiahatékonysági Operatív Program éves fejlesztési keretének megállapításáról szóló 1084/2016. (II. 29.) Korm. határozat módosításáról[286]
- 1670/2020. (X. 20.) Korm. határozat A betegbiztonság növelését célzó és a betegápolási és betegellátási tevékenységhez kapcsolódó adminisztratív feladatok ellátását támogató, komplex informatikai rendszer beszerzéséről[183]
- 1671/2020. (X. 20.) Korm. határozat A fővárosi és megyei kormányhivatalok sugár-egészségügyi feladatellátásának megerősítéséről[183]
- 1672/2020. (X. 20.) Korm. határozat A Gazdaságvédelmi programok előirányzatból, a Központi Maradványelszámolási Alapból, a rendkívüli kormányzati intézkedésekre szolgáló tartalékból történő és fejezetek közötti előirányzat-átcsoportosításokról, valamint egyes kormányhatározatok módosításáról[183]
- 1673/2020. (X. 20.) Korm. határozat A nemzeti identitás erősítését célzó programok jövőbeni folytatásához szükséges többlettámogatás biztosításáról[183]
- 1674/2020. (X. 20.) Korm. határozat A Színház- és Filmművészeti Egyetem feladatainak ellátásához szükséges támogatásról[183]
- 1675/2020. (X. 20.) Korm. határozat A magyarországi nyaralóhajózás elindítására irányuló program megvalósításához szükséges intézkedésekről[183]
- 1676/2020. (X. 20.) Korm. határozat Az Ötpróba Program 2021–2024 közötti megvalósításáról[183]
- 1677/2020. (X. 20.) Korm. határozat A mohácsi tornaterem építéséről[183]
- 1678/2020. (X. 20.) Korm. határozat A téti tanuszoda építéséről[183]
- 1679/2020. (X. 20.) Korm. határozat Az EFOP-4.1.1-15-2016-00027 azonosító számú („Az egri Andrássy György Katolikus Közgazdasági Középiskola sport- és oktatási célú fejlesztése” című) projekt összköltségének növeléséről[183]
- 1680/2020. (X. 20.) Korm. határozat A MAHOP-2.1.1-2016-2017-00002 azonosító számú („A horgászati- és halgazdálkodás szempontból jelentős halfajok tenyésztését és termelését támogató technológia-, tudástranszfer és innovációs infrastruktúra fejlesztése” című) projekt támogatásának növeléséről[183]
- 1681/2020. (X. 20.) Korm. határozat A Terület- és Településfejlesztési Operatív Program keretében finanszírozott egyes projektek támogatásának növeléséről[183]
- 1682/2020. (X. 20.) Korm. határozat A Magyarország Kormánya és a Szlovák Köztársaság Kormánya között a katonai repülés területén folytatott együttműködésről szóló Megállapodás szövegének végleges megállapítására adott felhatalmazásról[183]
- 1683/2020. (X. 21.) Korm. határozat Az alapellátás megerősítéséről, illetve a Gyógyító-megelőző ellátás céltartalék 2021. évi előirányzatából történő átcsoportosításról[184]
- 1684/2020. (X. 21.) Korm. határozat A Garantiqa Krízis Garanciaprogram kiterjesztésével kapcsolatos feladatokról[184]
- 1685/2020. (X. 22.) Korm. határozat Az Európai Unió számára készített, „A nők szerepének erősítése a családban és a társadalomban” (2021–2030) akcióterv elfogadásáról, valamint a végrehajtásának a 2021-2022. évekre szóló Intézkedési Tervéről[185]
- 1686/2020. (X. 22.) Korm. határozat A nemzeti rendezvények megszervezéséről szóló 1190/2020. (IV. 30.) Korm. határozat módosításáról[185]
- 1687/2020. (X. 22.) Korm. határozat A Magyarország 2020. évi központi költségvetéséről szóló 2019. évi LXXI. törvény 1. melléklet XI. Miniszterelnökség fejezet, 30. Fejezeti kezelésű előirányzatok cím, 5. Fővárosi és megyei kormányhivatalok peres ügyei alcím kiadási előirányzat túllépésének jóváhagyásáról[185]
- 1688/2020. (X. 22.) Korm. határozat Az egyes köznevelési infrastrukturális fejlesztésekről szóló intézkedések keretében tervezett, a Kecskeméti Tankerületi Központ fenntartásában működő Kecskeméti Széchenyivárosi Arany János Általános Iskola Lánchíd Utcai Sport Általános Iskolája fejlesztésére irányuló beruházás előkészítéséről[185]
- 1689/2020. (X. 23.) Korm. határozat A magyar–ukrán határmenti egyes vízügyi fejlesztések támogatásáról[287]
- 1690/2020. (X. 23.) Korm. határozat A Gazdaságvédelmi programok előirányzatból, a Központi Maradványelszámolási Alapból történő, valamint fejezetek közötti előirányzat-átcsoportosításokról, továbbá kormányhatározat módosításáról[287]
- 1691/2020. (X. 23.) Korm. határozat A Modern Városok Program részeként megvalósuló Pécsi Tudományegyetem kapacitás-fejlesztésének bővítéséhez szükséges előirányzat-átcsoportosításról és a 2021–2022. évi forrás biztosításáról[287]
- 1692/2020. (X. 23.) Korm. határozat A Vajdaság számára betegőrző monitorok biztosításáról[287]
- 1693/2020. (X. 27.) Korm. határozat Magyarország Montreáli Főkonzulátusa megnyitásáról, valamint egyes nem önálló képviseleteinek megnyitásához szükséges intézkedésekről[24]
- 1694/2020. (X. 27.) Korm. határozat A V4+ Professzori Hálózat létrehozásáról és a hozzá kapcsolódó V4+ Junior Program támogatásáról, valamint az ezekkel összefüggő intézkedésekről[24]
- 1695/2020. (X. 27.) Korm. határozat A fogyatékossággal élő személyek számára az önálló és méltóságteljes élet feltételeinek biztosítását célzó egyes intézkedésekről[24]
- 1696/2020. (X. 27.) Korm. határozat Az egyházi felsőoktatási intézmények támogatásáról[24]
- 1697/2020. (X. 27.) Korm. határozat Egyes köznevelési infrastrukturális fejlesztésekről szóló intézkedések keretében tervezett, a Ceglédi Tankerületi Központ fenntartásában működő Ceglédi Kossuth Lajos Gimnázium fejlesztésére irányuló beruházás előkészítéséről[24]
- 1698/2020. (X. 27.) Korm. határozat Egyes köznevelési infrastrukturális fejlesztésekről szóló intézkedések keretében tervezett, a Dél-Mezőföldi Többcélú Társulás fenntartásában működő Cecei Óvoda és Bölcsőde Vajtai Tagóvodája részére új óvoda építésének előkészítéséről[24]
- 1699/2020. (X. 27.) Korm. határozat Egyes köznevelési infrastrukturális fejlesztésekről szóló intézkedések keretében tervezett, a Mezőkövesdi Tankerületi Központ fenntartásában működő Mezőkövesdi Alapfokú Művészeti Iskola beruházásának előkészítéséről[24]
- 1700/2020. (X. 27.) Korm. határozat Egyes köznevelési infrastrukturális fejlesztésekről szóló intézkedések keretében tervezett, a Dunaújvárosi Tankerületi Központ fenntartásában működő Kulcsi Fekete István Általános Iskola és Alapfokú Művészeti Iskola fejlesztésére irányuló beruházás előkészítéséről[24]
- 1701/2020. (X. 27.) Korm. határozat Egyes köznevelési infrastrukturális fejlesztésekről szóló intézkedések keretében tervezett, a Gyulai Tankerületi Központ fenntartásában működő Mezőberényi Általános Iskola Bélmegyeri telephelye felújításának előkészítéséről[24]
- 1702/2020. (X. 27.) Korm. határozat Az Alföldi Agrárszakképzési Centrum Kenderesi Mezőgazdasági Technikum, Szakképző Iskola tetőfelújítási és az azzal összefüggő épületszerkezeti munkálatainak elvégzéséhez szükséges intézkedésekről[24]
- 1703/2020. (X. 27.) Korm. határozat Szolnok Megyei Jogú Város sportéletének 2020. évi támogatásáról[24]
- 1704/2020. (X. 29.) Korm. határozat Egészségügyi eszközöknek a Vajdaság és a Cseh Köztársaság részére történő biztosításáról[186]
- 1705/2020. (X. 29.) Korm. határozat Székesfehérvár Megyei Jogú Város ingatlanvásárlásának támogatásáról[186]
- 1706/2020. (X. 29.) Korm. határozat Az id. Dárdai Pál Labdarúgó Akadémia beruházás megvalósításához szükséges többletforrás biztosításáról[186]
- 1707/2020. (X. 30.) Korm. határozat Az őstermelői nyilvántartással, valamint a családi mezőgazdasági társaságok nyilvántartásával kapcsolatos informatikai fejlesztésekről[187]
- 1708/2020. (X. 30.) Korm. határozat Egyes köznevelési fejlesztések támogatásáról[187]
- 1709/2020. (X. 30.) Korm. határozat Egyes vidéki köznevelési fejlesztések előkészítésének támogatásáról[187]
- 1710/2020. (X. 30.) Korm. határozat Egyes vidéki térségeket érintő kulturális fejlesztések támogatásáról[187]
- 1711/2020. (X. 30.) Korm. határozat Egyes kiemelt térségi fejlesztések előkészítésének támogatásáról[187]
- 1712/2020. (X. 30.) Korm. határozat Egyes egyházi ingatlanok fejlesztésének támogatásáról[187]
- 1713/2020. (X. 30.) Korm. határozat A Gomba településen lévő református iskola fejlesztéshez szükséges forrás biztosításáról[187]
- 1714/2020. (X. 30.) Korm. határozat Kulcs település turisztikai fejlesztéseinek támogatásáról[187]
- 1715/2020. (X. 30.) Korm. határozat A Majki Kamalduli Remeteség műemléki rekonstrukciójának és turisztikai célú felhasználásának támogatásáról[187]
- 1716/2020. (X. 30.) Korm. határozat A Mélykúti Kulturális és Sportközpont kialakításának előkészítésével kapcsolatos feladatok finanszírozásáról[187]
- 1717/2020. (X. 30.) Korm. határozat Nyíradony városban új tűzoltólaktanya létrehozásának támogatásáról[187]
- 1718/2020. (X. 30.) Korm. határozat A szántódpusztai majorsági épületek turisztikai fejlesztésének támogatásáról[187]
- 1719/2020. (X. 30.) Korm. határozat A Tisza-tó vízminőségének javítása érdekében szükséges eszközök beszerzésének támogatásáról[187]
- 1720/2020. (X. 30.) Korm. határozat A zsámbéki Premontrei Templom és Kolostor rekonstrukciójának támogatásáról[187]
- 1721/2020. (X. 30.) Korm. határozat A vértesszőlősi régészeti bemutatóhely fejlesztése érdekében látogatóközpont kialakításának támogatásáról[187]
- 1722/2020. (X. 30.) Korm. határozat A NISZ Nemzeti Infokommunikációs Szolgáltató Zártkörűen Működő Részvénytársaság tőkeemelésével összefüggő egyes intézkedésekről[187]
- 1723/2020. (X. 30.) Korm. határozat Az EFOP-2.2.0-16-2020-00009 azonosító számú („Új Nemzeti Biztonsági Laboratórium fejlesztése” című) kiemelt projekt keretösszegének növeléséről, valamint az Emberi Erőforrás Fejlesztési Operatív Program éves fejlesztési keretének megállapításáról szóló 1037/2016. (II. 9.) Korm. határozat módosításáról[187]
- 1724/2020. (X. 30.) Korm. határozat A könnyűzene- és fesztiválipar működéséhez szükséges szakmai fejlesztésekről szóló 1482/2020. (VIII. 7.) Korm. határozat módosításáról[187]
- 1725/2020. (X. 30.) Korm. határozat Az egészségügyi szolgáltatók központosított közbeszerzéseivel kapcsolatos egyes döntésekről[187]
- 1726/2020. (X. 30.) Korm. határozat A térségi jelentőségű kerékpárutak előkészítéséről[188]
- 1727/2020. (X. 30.) Korm. határozat Az új Nemzeti Atlétikai Központ megvalósításához szükséges források biztosításáról[188]
- 1728/2020. (X. 30.) Korm. határozat A kiemelt kerékpáros útvonalak fejlesztésének finanszírozásáról szóló 1731/2018. (XII. 18.) Korm. határozat módosításáról[188]
- 1729/2020. (X. 30.) Korm. határozat A Lővérek Program keretében megvalósuló nemzetközi konferencia központ területét érintő ingatlanok terület-előkészítési munkálatok elvégzése érdekében szükséges támogatás biztosításáról[188]
- 1730/2020. (X. 30.) Korm. határozat A lerombolt historikus épületelemek helyreállítási programjának előkészítésével kapcsolatos intézkedésekről[188]
- 1731/2020. (X. 30.) Korm. határozat A Modern Városok Program keretében a békéscsabai térségi vásártér kialakításához szükséges támogatás biztosításáról[188]
- 1732/2020. (X. 30.) Korm. határozat A Magyarország Kormánya és a Magyarországi Evangélikus Egyház között létrejött megállapodás szerinti fejlesztési feladatok megvalósításához szükséges kormányzati intézkedésekről[188]
- 1733/2020. (X. 30.) Korm. határozat Az Európai Hálózatfinanszírozási Eszköz keretében megvalósítandó „Szűk keresztmetszetek felszámolása és az átjárhatóság fejlesztése a Budapest (Kelenföld) – Hegyeshalom vonalon” tárgyú CEF projekt hazai társfinanszírozásának biztosításáról[188]

#### November (1734−1863)
- 1734/2020. (XI. 2.) Korm. határozat A LEN Férfi Vízilabda Bajnokok Ligája versenyrendezéséhez szükséges kormányzati intézkedésekről[239]
- 1735/2020. (XI. 2.) Korm. határozat A GINOP-7.1.9-17-2018-00029 azonosító számú („Magas-hegyi Sportcentrum szolgáltatás fejlesztése” című), hárommilliárd forintot meghaladó támogatási igényű projekt támogatásának növeléséről, valamint a Gazdaságfejlesztési és Innovációs Operatív Program éves fejlesztési keretének megállapításáról szóló 1006/2016. (I. 18.) Korm. határozat módosításáról[239]
- 1736/2020. (XI. 4.) Korm. határozat A környezetbarát budapesti járműbeszerzés támogatásáról[288]
- 1737/2020. (XI. 4.) Korm. határozat Az ENSZ libanoni békefenntartó missziójában (UNIFIL) történő magyar katonai szerepvállalásról[190]
- 1738/2020. (XI. 4.) Korm. határozat A Zsámbéki-medence autóbuszos közlekedésének fejlesztését szolgáló kormányzati intézkedésekről[190]
- 1739/2020. (XI. 4.) Korm. határozat A fővárosi és megyei kormányhivatalok informatikai üzemeltetési feladatainak ellátásáról[190]
- 1740/2020. (XI. 5.) Korm. határozat A KEHOP-2.1.4-15-2017-00006 azonosító számú („Makó és térsége ivóvízminőség-javítása” című) projekt támogatásának növeléséről, valamint a Környezeti és Energiahatékonysági Operatív Program éves fejlesztési keretének megállapításáról szóló 1084/2016. (II. 29.) Korm. határozat módosításáról[191]
- 1741/2020. (XI. 11.) Korm. határozat Az Európai Unió döntéshozatali tevékenységében való kormányzati részvétel összehangolásáról és az Európai Koordinációs Tárcaközi Bizottságról[193]
- 1742/2020. (XI. 11.) Korm. határozat Az Európai Mezőgazdasági Garancia Alap és az Európai Mezőgazdasági Vidékfejlesztési Alap tekintetében a Kifizető Ügynökséggel kapcsolatos tanúsító szervi feladatok, valamint az illetékes hatósági közreműködés keretében az akkreditációs felügyeleti és monitoring vizsgálatok elvégzéséhez szükséges forrás biztosításáról[193]
- 1743/2020. (XI. 11.) Korm. határozat A 2020/21-es női kosárlabda Euroliga alapszakasz I. csoportkörének megrendezéséhez szükséges kormányzati intézkedésekről[193]
- 1744/2020. (XI. 11.) Korm. határozat A közúti felújításokra vonatkozó kiemelt társadalmi igények megvalósítása érdekében szükséges intézkedésekről[193]
- 1745/2020. (XI. 11.) Korm. határozat Kiemelt társadalmi igényeken alapuló egyes közútfejlesztések megvalósításához kapcsolódó intézkedésekről[193]
- 1746/2020. (XI. 11.) Korm. határozat Egyes térségi fejlesztési igények támogatásáról[193]
- 1747/2020. (XI. 11.) Korm. határozat Kulturális fejlesztések előkészítéséhez és tervezéséhez szükséges források biztosításáról[193]
- 1748/2020. (XI. 11.) Korm. határozat Az állami repülések céljára szolgáló pápai repülőtér fejlesztése miatt szükségessé váló vasúti fejlesztésekhez szükséges források biztosításáról[193]
- 1749/2020. (XI. 11.) Korm. határozat Az Alba Airport Repülőtér fejlesztéséről[193]
- 1750/2020. (XI. 11.) Korm. határozat A Győr-Pér Repülőtér fejlesztéséről[193]
- 1751/2020. (XI. 11.) Korm. határozat A dombóvári mentőállomás beruházása előkészítésének támogatásáról[193]
- 1752/2020. (XI. 11.) Korm. határozat Az esztergomi Vaszary Kolos Kórházat érintő egészségügyi beruházások támogatásáról[193]
- 1753/2020. (XI. 11.) Korm. határozat A Modern Városok Program keretében a tatabányai Szent Borbála Kórház komplex fejlesztését célzó beruházás megvalósítása érdekében a 2020. évi forrás átcsoportosításáról, valamint a szükséges többlettámogatás biztosításáról[193]
- 1754/2020. (XI. 11.) Korm. határozat A Magyar Falu Program keretében a nemesgörzsönyi Vargha Gyula Református Óvoda és Általános Iskola felújítása és bővítése tervezési költségeinek biztosítása érdekében szükséges előirányzat-átcsoportosításról[193]
- 1755/2020. (XI. 11.) Korm. határozat A monori Szterényi József Technikum és Szakképző Iskola bővítésének támogatásáról[193]
- 1756/2020. (XI. 11.) Korm. határozat Egyes települések sportcélú infrastruktúra-fejlesztésének támogatásáról[193]
- 1757/2020. (XI. 11.) Korm. határozat A baktalórántházai sportkomplexum beruházás előkészítésének támogatásáról[193]
- 1758/2020. (XI. 11.) Korm. határozat A balassagyarmati atlétikai létesítményegyüttes beruházás előkészítésének támogatásáról[193]
- 1759/2020. (XI. 11.) Korm. határozat A Pannónia Szíve Fejlesztési Program keretében Bicske város területén megvalósuló Pannónia Szíve Sport és Kulturális Központ megvalósításáról[193]
- 1760/2020. (XI. 11.) Korm. határozat A cecei tornaterem megvalósításáról[193]
- 1761/2020. (XI. 11.) Korm. határozat A csornai sportcsarnok beruházás előkészítésének támogatásáról[193]
- 1762/2020. (XI. 11.) Korm. határozat A dévaványai sportcsarnok beruházás előkészítésének támogatásáról[193]
- 1763/2020. (XI. 11.) Korm. határozat A debreceni Epreskerti Általános Iskola részére „B” típusú tornaterem építésének támogatásáról[193]
- 1764/2020. (XI. 11.) Korm. határozat A gödöllői jégcsarnok beruházás előkészítésével kapcsolatos intézkedésekről[193]
- 1765/2020. (XI. 11.) Korm. határozat A kapuvári tanuszoda építéséről[193]
- 1766/2020. (XI. 11.) Korm. határozat A kisújszállási sportcsarnok beruházás előkészítésének támogatásáról[193]
- 1767/2020. (XI. 11.) Korm. határozat A körmendi sportcsarnok bővítésére irányuló beruházás előkészítésének támogatásáról[193]
- 1768/2020. (XI. 11.) Korm. határozat A körösladányi sportcsarnok és uszoda beruházás előkészítésének támogatásáról[193]
- 1769/2020. (XI. 11.) Korm. határozat A mosonmagyaróvári tanuszoda építéséről[193]
- 1770/2020. (XI. 11.) Korm. határozat A Ladánybenei Bene Vitéz Általános Iskola tornaszoba beruházás előkészítésének támogatásáról[193]
- 1771/2020. (XI. 11.) Korm. határozat A lajosmizsei sportcsarnok beruházás előkészítésének támogatásáról[193]
- 1772/2020. (XI. 11.) Korm. határozat A nagyvarsányi tanuszoda beruházás előkészítésével kapcsolatos intézkedésekről[193]
- 1773/2020. (XI. 11.) Korm. határozat A nyíradonyi Harangi Imre Rendezvénycsarnok és Uszoda felújításával kapcsolatos intézkedésekről[193]
- 1774/2020. (XI. 11.) Korm. határozat A Pécsi Mecsek Futball Club új stadionjának megvalósításához szükséges kormányzati intézkedésekről[193]
- 1775/2020. (XI. 11.) Korm. határozat A sárbogárdi sportcsarnok beruházás előkészítésének támogatásáról[193]
- 1776/2020. (XI. 11.) Korm. határozat A Szalkszentmártoni Petőfi Sándor Általános Iskola tornaterem beruházása előkészítésének támogatásáról[193]
- 1777/2020. (XI. 11.) Korm. határozat A vajszlói sportcélú beruházás előkészítésének támogatásáról[193]
- 1778/2020. (XI. 11.) Korm. határozat Egyes sportcélú kormányhatározatoknak a koronavírus világjárvánnyal összefüggésben szükséges módosításáról[193]
- 1779/2020. (XI. 11.) Korm. határozat A Szeged-Csanádi Egyházmegye közösségi tevékenységének támogatásáról[193]
- 1780/2020. (XI. 11.) Korm. határozat A tápiószentmártoni nyugdíjas központ kialakításának támogatásáról[193]
- 1781/2020. (XI. 11.) Korm. határozat A Modern Városok Program keretében a Novohrad-Nógrád Geopark fejlesztési lehetőségei vizsgálatának előkészítésére vonatkozó támogatás biztosításáról[193]
- 1782/2020. (XI. 11.) Korm. határozat A dombóvári szabadidő- és sportcentrum beruházás előkészítésének támogatásáról[193]
- 1783/2020. (XI. 11.) Korm. határozat A Kőszegi Bálház rekonstrukciójának megvalósításáról[193]
- 1784/2020. (XI. 11.) Korm. határozat Pécs Megyei Jogú Város támogatás-visszafizetési kötelezettségéről[193]
- 1785/2020. (XI. 11.) Korm. határozat A Modern Városok Program keretében a zalaegerszegi közúthálózat és kapcsolódó tereinek fejlesztése érdekében szükséges támogatás biztosításáról szóló 1184/2020. (IV. 24.) Korm. határozat módosításáról[193]
- 1786/2020. (XI. 11.) Korm. határozat Az EFOP-4.1.2-17 azonosító jelű („Iskola 2020” Köznevelési intézmények infrastrukturális fejlesztése a hátránykompenzáció elősegítése és a minőségi oktatás megteremtése érdekében című) felhívás keretében megvalósuló egyes projektek támogatásának növeléséről[193]
- 1787/2020. (XI. 11.) Korm. határozat Az EFOP-4.1.2-17 azonosító jelű („Iskola 2020” Köznevelési intézmények infrastrukturális fejlesztése a hátránykompenzáció elősegítése és a minőségi oktatás megteremtése érdekében című) felhívás keretében megvalósuló egyes projektek támogatásának növeléséről[193]
- 1788/2020. (XI. 11.) Korm. határozat A kiemelt társadalmi igényen alapuló IKOP-2.1.0-15-2016-00026 azonosító számú, „Új országos közforgalmú kikötő kiépítése Mohácson” című projekt támogatási összegének növeléséről, valamint az Integrált Közlekedésfejlesztési Operatív Program éves fejlesztési keretének megállapításáról szóló 1247/2016. (V. 18.) Korm. határozat módosításáról[193]
- 1789/2020. (XI. 11.) Korm. határozat A KEHOP-2.2.1-15-2015-00009 azonosító számú, „Közép- és Kelet-Magyarországi szennyvízelvezetési és -kezelési fejlesztés 2. (KKMO 2)” című projekt támogatásának növeléséről, valamint a Környezeti és Energiahatékonysági Operatív Program éves fejlesztési keretének megállapításáról szóló 1084/2016. (II. 29.) Korm. határozat módosításáról[193]
- 1790/2020. (XI. 11.) Korm. határozat A KEHOP-5.2.2-16-2016-00051 azonosító számú, „AM KASZK Dr. Szepesi László Mezőgazdasági, Erdészeti Szakgimnáziuma, Szakközépiskolája és Kollégiuma épületenergetikai fejlesztése” című projekt megvalósításához szükséges többletforrás biztosításáról[193]
- 1791/2020. (XI. 11.) Korm. határozat A Tokaj-Zemplén Térség fejlesztéséhez szükséges kormányzati intézkedésekről[193]
- 1792/2020. (XI. 11.) Korm. határozat A tokaji református templom felújításához szükséges támogatásról[193]
- 1793/2020. (XI. 11.) Korm. határozat A Tállya községi sporttelep komplex fejlesztéséhez szükséges többletforrás biztosításáról[193]
- 1794/2020. (XI. 11.) Korm. határozat A szalkszentmártoni református templom felújításának támogatásáról[193]
- 1795/2020. (XI. 13.) Korm. határozat Az Adatváltozás-kezelési Szolgáltatás bevezetéséről[194]
- 1796/2020. (XI. 13.) Korm. határozat Az Útprogram megvalósításához kapcsolódó intézkedésekről[194]
- 1797/2020. (XI. 13.) Korm. határozat Ukrajna részére egészségügyi eszközöknek térítésmentes biztosításáról[194]
- 1798/2020. (XI. 16.) Korm. határozat Az Integrált Közlekedésfejlesztési Operatív Program keretében megvalósított egyes infrastruktúra-fejlesztési projektek zárásához szükséges, valamint az Európai Hálózatfinanszírozási Eszköz keretében megvalósított projektek zárását követő intézkedésekről, továbbá az Integrált Közlekedésfejlesztési Operatív Program éves fejlesztési keretének megállapításáról szóló 1247/2016. (V. 18.) Korm. határozat módosításáról[197]
- 1799/2020. (XI. 17.) Korm. határozat A Gazdaságvédelmi Akcióterv keretében megvalósításra kerülő egyes hitel- és garanciakonstrukciókkal kapcsolatos intézkedésekről[198]
- 1800/2020. (XI. 17.) Korm. határozat Az önkormányzati tűzoltóságok és az önkéntes tűzoltó egyesületek rendkívüli támogatásáról[198]
- 1801/2020. (XI. 17.) Korm. határozat Egyes helyi önkormányzatok fejlesztési és működési feladatainak támogatásáról[198]
- 1802/2020. (XI. 17.) Korm. határozat A Szegedi Tudományegyetem Infektológiai Klinika és Oktatóközpont fejlesztéséről[198]
- 1803/2020. (XI. 17.) Korm. határozat Állami tulajdonú ingatlan temető céljára történő ingyenes önkormányzati tulajdonba adásáról[198]
- 1804/2020. (XI. 17.) Korm. határozat A magyar irodalom és kultúra ápolásának, valamint terjesztésének támogatásáról[198]
- 1805/2020. (XI. 17.) Korm. határozat A magyar nyelvű folyóiratok támogatási rendszerének átalakításáról[198]
- 1806/2020. (XI. 17.) Korm. határozat A bácsalmási kézilabda munkacsarnok építéséről[198]
- 1807/2020. (XI. 17.) Korm. határozat A balassagyarmati kézilabda munkacsarnok építéséről[198]
- 1808/2020. (XI. 17.) Korm. határozat A besenyőtelki tornaterem építéséről[198]
- 1809/2020. (XI. 17.) Korm. határozat A budakeszi tanuszoda építéséről[198]
- 1810/2020. (XI. 17.) Korm. határozat A Csengelei Általános Iskola tornatermének építéséről[198]
- 1811/2020. (XI. 17.) Korm. határozat A letenyei tanuszoda építéséről[198]
- 1812/2020. (XI. 17.) Korm. határozat A sarkadi tanuszoda építéséről[198]
- 1813/2020. (XI. 17.) Korm. határozat Az Ózdi Járási Hivatal új irodaépület és kormányablak, valamint kapcsolódó parkoló kialakítását célzó, nemzetgazdasági szempontból kiemelt jelentőségű beruházás megvalósításához biztosított források felhasználásáról[198]
- 1814/2020. (XI. 17.) Korm. határozat A Tolna Megyei Szakképzési Centrum Hunyadi Mátyás Vendéglátó és Turisztikai Technikum és Szakképző Iskola teljes körű felújításáról[198]
- 1815/2020. (XI. 17.) Korm. határozat A Fiumei úti Nemzeti Sírkert és Nemzeti Emlékhely, a Salgótarjáni utcai zsidó temető, a Nemzeti Emlékezet Múzeuma és a Rákoskeresztúri Új Köztemető Nemzeti Gyászpark üzemeltetéséhez szükséges források biztosításáról[198]
- 1816/2020. (XI. 18.) Korm. határozat A koronavírus-járvány következtében szükségessé vált versenyképesség-növelő támogatási előirányzat keretösszegének megemeléséről[200]
- 1817/2020. (XI. 18.) Korm. határozat A Gazdaságvédelmi programok előirányzatból, a Központi Maradványelszámolási Alapból, a rendkívüli kormányzati intézkedésekre szolgáló tartalékból, a Járvány Elleni Védekezés Központi Tartalékából történő, valamint fejezetek közötti és fejezeten belüli előirányzat-átcsoportosításokról[200]
- 1818/2020. (XI. 18.) Korm. határozat A Nemzeti Exportvédelmi Programhoz szükséges további források biztosításáról[200]
- 1819/2020. (XI. 18.) Korm. határozat A Modern Városok Program keretében a győri Vízi élménypark megvalósítása, valamint az érintett terület árvízi védelmének biztosítása érdekében szükséges támogatás biztosításáról[200]
- 1820/2020. (XI. 18.) Korm. határozat A Modern Városok Program keretében a Tiszaliget fürdőfejlesztési projekt megvalósításához szükséges többlettámogatás biztosításáról[200]
- 1821/2020. (XI. 18.) Korm. határozat Szikszó és térsége fejlesztésének érdekében szükséges intézkedésekről[200]
- 1822/2020. (XI. 18.) Korm. határozat A Science Park Szeged területén kialakítandó inkubátorház fejlesztéséről[200]
- 1823/2020. (XI. 18.) Korm. határozat A magyar állam Szegedi SZEFO Fonalfeldolgozó „zártkörűen működő” Részvénytársaságban fennálló társasági részesedésének a Szeged-Csanádi Egyházmegye részére történő ingyenes tulajdonba adásáról[200]
- 1824/2020. (XI. 18.) Korm. határozat Az EFOP-2.4.1-16-2017-00099 azonosító számú („Összefogás a romákért, telep program Ötvöskónyiban ERFA” című) projekt összköltségének növeléséről[200]
- 1825/2020. (XI. 18.) Korm. határozat Az EFOP-4.1.2-17-2017-00112 azonosító számú („Sárbogárdi Mészöly Géza Általános Iskola infrastrukturális fejlesztése” című) projekt összköltségének növeléséről[200]
- 1826/2020. (XI. 19.) Korm. határozat A Gazdaságvédelmi Akcióterv keretében a koronavírus-járvány következtében szükségessé vált versenyképesség-növelő támogatási előirányzat keretösszegének ismételt megemeléséről[289]
- 1827/2020. (XI. 19.) Korm. határozat A GINOP-7.1.1-15-2016-00027 azonosító számú („A fertődi Esterházy-kastély turisztikai célú fejlesztése” című), hárommilliárd forintot meghaladó támogatási igényű projekt támogatásának növeléséről, valamint a Gazdaságfejlesztési és Innovációs Operatív Program éves fejlesztési keretének megállapításáról szóló 1006/2016. (I. 18.) Korm. határozat módosításáról[289]
- 1828/2020. (XI. 20.) Korm. határozat A "Magyarország – Nemzetközi Pénzügyi Társaság Együttműködési Alap" meghosszabbításáról, valamint 10 millió USD donor hozzájárulás befizetéséről[28]
- 1829/2020. (XI. 20.) Korm. határozat A megváltozott munkaképességű személyek foglalkoztatási arányának növelése érdekében szükséges intézkedésekről[28]
- 1830/2020. (XI. 20.) Korm. határozat A köznevelési célú humánszolgáltatás és működési támogatás jogcímcsoport előirányzat túllépésének jóváhagyásáról[28]
- 1831/2020. (XI. 20.) Korm. határozat A Gazdaságvédelmi Akcióterv keretében Jászkisér Város Önkormányzat fejlesztési programjának támogatásáról[28]
- 1832/2020. (XI. 20.) Korm. határozat A kisvárdai multifunkciós sportcsarnok építéséről[28]
- 1833/2020. (XI. 20.) Korm. határozat A NÖF Nemzeti Örökségvédelmi Fejlesztési Nonprofit Korlátolt Felelősségű Társaság feladatainak ellátása érdekében szükséges többletforrás biztosításáról[28]
- 1834/2020. (XI. 20.) Korm. határozat Az EFOP-4.1.2-17 azonosító jelű ("Iskola 2020" Köznevelési intézmények infrastrukturális fejlesztése a hátránykompenzáció elősegítése és a minőségi oktatás megteremtése érdekében című) felhívás keretében megvalósuló egyes projektek összköltségének növeléséről[28]
- 1835/2020. (XI. 20.) Korm. határozat Az MKSZN Magyar Kertészeti Szaporítóanyag Nonprofit Korlátolt Felelősségű Társaságnak a Vidékfejlesztési Program VP2-4.1.3-20 azonosító jelű, "Kertészeti üzemek korszerűsítése" című felhívásra, valamint a Nemzeti Agrárkutatási és Innovációs Központnak a Vidékfejlesztési Program VP4-15.2.1.1-16 azonosító jelű, "Erdészeti genetikai erőforrások megőrzése" című felhívásra támogatási kérelem benyújtásához történő hozzájárulásról[28]
- 1836/2020. (XI. 20.) Korm. határozat A Magyarország Kormánya és Békéscsaba Megyei Jogú Város Önkormányzata közötti együttműködési megállapodás végrehajtásával összefüggő feladatokról szóló 1283/2016. (VI. 7.) Korm. határozat módosításáról[28]
- 1837/2020. (XI. 20.) Korm. határozat Az élet- és vagyonbiztonságot veszélyeztető tömeges megbetegedést okozó humánjárvány megelőzése, illetve következményeinek elhárítása érdekében végzett feladatokról, valamint a Miniszterelnökség fejezetnél felmerült többletkiadások fedezetének biztosításáról[28]
- 1838/2020. (XI. 20.) Korm. határozat A Nemzeti Filmintézet Közhasznú Nonprofit Zártkörűen Működő Részvénytársaság támogatási feladataihoz szükséges forrás biztosításáról[28]
- 1839/2020. (XI. 21.) Korm. határozat A veszélyhelyzet idején a parkolás könnyítése érdekében szükséges intézkedésekről[202]
- 1840/2020. (XI. 24.) Korm. határozat A 2020. évben nem szabadidőben megváltott alapértelmezett túlszolgálatok pénzügyi teljesítéséhez szükséges források biztosításáról[204]
- 1841/2020. (XI. 24.) Korm. határozat A 2020. évben nem szabadidőben megváltott alapértelmezett túlszolgálatok pénzügyi teljesítéséhez szükséges források biztosításáról[204]
- 1842/2020. (XI. 24.) Korm. határozat A Modern Városok Program keretében megvalósuló békéscsabai útfejlesztési célok előkészítése és megvalósítása érdekében történő támogatás biztosításáról[204]
- 1843/2020. (XI. 24.) Korm. határozat A Debrecen Nemzetközi Repülőtér koronavírus-járvánnyal összefüggő támogatásáról[204]
- 1844/2020. (XI. 24.) Korm. határozat A Sopron Megyei Jogú Város külterületén fekvő földrészletek beruházási célterületté nyilvánításáról[204]
- 1845/2020. (XI. 24.) Korm. határozat A Magyar Falu Program keretében pajtaszínház és közösségi tér kialakításához kapcsolódó előirányzat-átcsoportosításról[204]
- 1846/2020. (XI. 25.) Korm. határozat A veszélyhelyzettel összefüggésben a közfoglalkoztatási szabályok eltérő alkalmazásáról[207]
- 1847/2020. (XI. 25.) Korm. határozat A koronavírus-világjárvány egyes kulturális feladatot ellátó gazdasági társaságokat érintő hatásának enyhítéséről[207]
- 1848/2020. (XI. 25.) Korm. határozat Az alapellátásban dolgozó orvosok és szakdolgozók béremeléséhez szükséges 2021. évi forrás biztosításáról[207]
- 1849/2020. (XI. 25.) Korm. határozat Kormánybiztos kinevezéséről és feladatairól[207]
- 1850/2020. (XI. 25.) Korm. határozat A XVIII. Külgazdasági és Külügyminisztérium fejezet, valamint a XI. Miniszterelnökség fejezet közötti előirányzat-átcsoportosításról[207]
- 1851/2020. (XI. 25.) Korm. határozat A tatabányai multifunkciós csarnok beruházás megvalósításához kapcsolódó további munkálatokról[207]
- 1852/2020. (XI. 26.) Korm. határozat A személyazonosító igazolvány biztonságának megerősítéséhez és az elektronikus ügyintézéssel összefüggő egyes fejlesztésekhez szükséges forrás biztosításáról[29]
- 1853/2020. (XI. 26.) Korm. határozat Az Eötvös Loránd Tudományegyetem Trefort Ágoston Gyakorló Gimnázium infrastrukturális fejlesztéséről[29]
- 1854/2020. (XI. 26.) Korm. határozat Az Örmény Apostoli Egyház iraki érsekség zakhoi templom és közösségi épület, a szíriai érsekség homszi Szent Mesrop templom, valamint a Sahagian Örmény Általános Iskola és a damaszkuszi Örmény Kulturális Központ újjáépítésének a Hungary Helps Program keretében történő támogatásáról[29]
- 1855/2020. (XI. 26.) Korm. határozat Egyes állami tulajdonban álló épületek bontása érdekében szükséges további intézkedésekről[29]
- 1856/2020. (XI. 26.) Korm. határozat A Gazdaságvédelmi programok előirányzatból, a Központi Maradványelszámolási Alapból, a Járvány Elleni Védekezés Központi Tartalékából történő, valamint fejezetek közötti előirányzat-átcsoportosításokról és egyes kormányhatározatok módosításáról[29]
- 1857/2020. (XI. 28.) Korm. határozat A Gazdaságvédelmi Akcióterv keretében a koronavírus világjárvány mikro-, kis- és középvállalkozásokra, valamint nagyvállalatokra gyakorolt gazdasági hatásainak mérséklése érdekében a Garantiqa Hitelgarancia Zártkörűen Működő Részvénytársaság által megvalósított garanciakonstrukciók további támogatásával kapcsolatos intézkedésekről[268]
- 1858/2020. (XI. 28.) Korm. határozat A kormányzati szektorba nem sorolt, 100%-os önkormányzati tulajdonban álló gazdasági társaságok adósságot keletkeztető ügyleteihez történő 2020. július–augusztusi előzetes kormányzati hozzájárulásról[268]
- 1859/2020. (XI. 28.) Korm. határozat Az önkormányzatok adósságot keletkeztető, valamint kezesség-, illetve garanciavállalásra vonatkozó ügyleteihez történő 2020. július–augusztusi előzetes kormányzati hozzájárulásról[268]
- 1860/2020. (XI. 28.) Korm. határozat	A Magyarország 2020. évi központi költségvetéséről szóló 2019. évi LXXI. törvény 1. melléklet XVII. Innovációs és Technológiai Minisztérium fejezet, 20. Fejezeti kezelésű előirányzatok cím, 65. Munkaerőpiaci és képzési feladatok alcím, 1. Szakképzési Centrumok által ellátott felnőttoktatási tevékenység finanszírozása jogcímcsoport előirányzat túllépésének jóváhagyásáról[268]
- 1861/2020. (XI. 28.) Korm. határozat A Gazdaságvédelmi programok előirányzatból, a Központi Maradványelszámolási Alapból, a Járvány Elleni Védekezés Központi Tartalékából történő, valamint fejezetek közötti előirányzat-átcsoportosításokról és egyes kormányhatározatok módosításáról[208]
- 1862/2020. (XI. 30.) Korm. határozat A Tiszta Ország Program megvalósításához szükséges egyes intézkedésekről, és az illegális hulladéklerakók felszámolása érdekében a „Tisztítsuk meg az Országot!” projekt 2020. évben megvalósítandó I. üteméről szóló 1598/2020. (IX. 21.) Korm. határozat módosításáról[30]
- 1863/2020. (XI. 30.) Korm. határozat Előirányzat túllépésének jóváhagyásáról, valamint a XXII. Miniszterelnöki Kormányiroda fejezet javára történő többletforrás biztosításról[30]

#### December (1864−2067)
- 1864/2020. (XII. 1.) Korm. határozat A Terrorelhárítási Központ műveleti komplexumának megvalósításáról szóló 1074/2020. (III. 5.) Korm. határozat módosításáról[209]
- 1865/2020. (XII. 2.) Korm. határozat A fővárosi és megyei kormányhivatalok működéséhez szükséges többletforrás biztosításáról[209]
- 1866/2020. (XII. 2.) Korm. határozat Az egyes kiemelt társadalmi igények megvalósítását szolgáló térségi vasút- és autóbusz-állomás-fejlesztésekről[209]
- 1867/2020. (XII. 2.) Korm. határozat A vízügyi igazgatási szervek vízkár-elhárítási és a Balaton vízminőségének javítása érdekében végzett védekezési tevékenységének, valamint a károsodott vízilétesítmények, védművek helyreállításának 2020. évi többletfinanszírozásáról[209]
- 1868/2020. (XII. 2.) Korm. határozat A 2000 lakosnál kisebb településeken a szennyvíz-tisztítási beruházások megvalósításának vizsgálatáról[209]
- 1869/2020. (XII. 2.) Korm. határozat Települési önkormányzati feladatellátáshoz szükséges támogatásról[209]
- 1870/2020. (XII. 2.) Korm. határozat Az iváncsai ipari-innovációs fejlesztési terület kialakításával összefüggő infrastruktúra-fejlesztésekről[209]
- 1871/2020. (XII. 2.) Korm. határozat A komáromi ipari-innovációs fejlesztési terület kialakításával összefüggő infrastruktúra-fejlesztésekről[209]
- 1872/2020. (XII. 2.) Korm. határozat A békéscsabai repülőtér fejlesztésének támogatásáról[209]
- 1873/2020. (XII. 2.) Korm. határozat A DEBRECEN INTERNATIONAL AIRPORT Korlátolt Felelősségű Társaságban történő állami tulajdonszerzésről[209]
- 1874/2020. (XII. 2.) Korm. határozat Református köznevelési intézmények és hitéleti célú fejlesztések támogatásáról[209]
- 1875/2020. (XII. 2.) Korm. határozat A Pázmány Péter Katolikus Egyetem Bölcsészet- és Társadalomtudományi Karának ideiglenes elhelyezéséhez szükséges támogatás biztosításáról[209]
- 1876/2020. (XII. 2.) Korm. határozat Egyes kormányhatározatok bűnmegelőzési tárgyú, valamint szervezetalakítási okok miatt szükséges módosításáról[209]
- 1877/2020. (XII. 2.) Korm. határozat A Beruházási Ügynökség által vállalható kötelezettségek felső korlátjáról szóló 1776/2018. (XII. 21.) Korm. határozat módosításáról[209]
- 1878/2020. (XII. 4.) Korm. határozat Az Egészségbiztosítási Alap Gyógyító-megelőző ellátás céltartalék 2020. és 2021. évi előirányzatáról történő átcsoportosításról[212]
- 1879/2020. (XII. 4.) Korm. határozat A Gazdaságvédelmi Akcióterv végrehajtása keretében a kulturális ágazatban a koronavírus-világjárvány által okozott gazdasági problémák enyhítésére szolgáló támogatás biztosításáról[212]
- 1880/2020. (XII. 4.) Korm. határozat A Külföldi Nyelvtanulási Program megvalósításáról[212]
- 1881/2020. (XII. 4.) Korm. határozat Az egyes állami tulajdonú vagyonelemeknek a Németországi Szövetségi Köztársaság Fegyveres Erői, az Afgán Nemzeti Védelmi és Biztonsági Erők és a NATO Bázis Üzemeltető Csoport részére történő térítésmentes átadásáról[212]
- 1882/2020. (XII. 4.) Korm. határozat A Közigazgatás- és Közszolgáltatás-fejlesztés Operatív Program éves fejlesztési keretének megállapításáról szóló 1004/2016. (I. 18.) Korm. határozat módosításáról[212]
- 1883/2020. (XII. 4.) Korm. határozat Az EFOP-2.4.1-16-2017-00045 azonosító számú [„Lépések Tiszanánán a szegregátumban élők életminőségének javításáért” – Szegregált élethelyzetek felszámolása komplex programokkal (ERFA) című] projekt összköltségének növeléséről[212]
- 1884/2020. (XII. 4.) Korm. határozat A Modern Városok Program keretében a Nyíregyházi Atlétikai Centrum beruházás megvalósítása érdekében szükséges többletforrás biztosításáról[212]
- 1885/2020. (XII. 7.) Korm. határozat A Magyar Falu Programhoz kapcsolódó közösségi ház építése és kialakítása érdekében szükséges előirányzat-átcsoportosításró[213]
- 1886/2020. (XII. 7.) Korm. határozat A Magyar Falu Programhoz kapcsolódó közösségi terek kialakításához szükséges előirányzat-átcsoportosításról[213]
- 1887/2020. (XII. 7.) Korm. határozat A magyar nemzeti mozgóképipar fejlesztéséért felelős kormánybiztos kinevezéséről és feladatairól szóló 1501/2019. (VIII. 23.) Korm. határozat módosításáról[213]
- 1888/2020. (XII. 8.) Korm. határozat Az Egészségbiztosítási Alap Összevont szakellátás előirányzatának 2020. évi megemeléséről és 2021. évi előirányzatának javára történő átcsoportosításról, valamint az Egészséges Budapest Programban érintett állami fenntartású, közfinanszírozott kórházak fertőtlenítési célú felújításával kapcsolatos beruházásokhoz szükséges forrás biztosításáról szóló 1520/2020. (VIII. 14.) Korm. határozat módosításáról[214]
- 1889/2020. (XII. 8.) Korm. határozat A Környezeti és Energiahatékonysági Operatív Program egyes kiemelt projekt felhívásai céljának módosításáról[214]
- 1890/2020. (XII. 8.) Korm. határozat A Modern Városok Program keretében megvalósuló soproni piac-vásárcsarnok és környezetének felújítása, korszerűsítése érdekében szükséges támogatás biztosításáról[214]
- 1891/2020. (XII. 8.) Korm. határozat A Magyarország Kormánya és Sopron Megyei Jogú Város Önkormányzata közötti együttműködési megállapodás végrehajtásával összefüggő feladatokról szóló 1217/2015. (IV. 17.) Korm. határozat módosításáról[214]
- 1892/2020. (XII. 8.) Korm. határozat „Barokk fények Ráckevén” – a Savoyai kastély turisztikai célú fejlesztésének előkészítéséhez szükséges intézkedésekről[214]
- 1893/2020. (XII. 9.) Korm. határozat A veszélyhelyzet idején a parkolás könnyítése érdekében szükséges intézkedésekről szóló 1839/2020. (XI. 21.) Korm. határozat módosításáról[216]
- 1894/2020. (XII. 9.) Korm. határozat A Nemzeti Tehetség Program végrehajtásának 2021–2022. évi cselekvési programjáról[216]
- 1895/2020. (XII. 9.) Korm. határozat Magyarország Digitális Agrár Stratégiájának (DAS) részletes intézkedési tervéről és az első prioritásba tartozó feladatok teljes körű ellátásához szükséges költségvetési források biztosításáról, valamint a magyar agrárium digitalizációjának előmozdításáról és összehangolásáról, Magyarország Digitális Agrár Stratégiájáról szóló 1470/2019. (VIII. 1.) Korm. határozat módosításáról[216]
- 1896/2020. (XII. 9.) Korm. határozat A Rendszerváltás Történetét Kutató Intézet és Archívum Nonprofit Korlátolt Felelősségű Társaság működésének támogatásáról[216]
- 1897/2020. (XII. 9.) Korm. határozat A Gödöllői Premontrei Apátság hitéleti és köznevelési célú beruházásainak támogatásáról[216]
- 1898/2020. (XII. 14.) Korm. határozat 2021. évi határátlépéssel járó csapatmozgások engedélyezéséről[218]
- 1899/2020. (XII. 14.) Korm. határozat Gazdaságvédelmi programok előirányzatból, a Központi Maradványelszámolási Alapból történő, valamint fejezetek közötti és fejezeten belüli előirányzat-átcsoportosításokról és egyes kormányhatározatok módosításáról[218]
- 1900/2020. (XII. 14.) Korm. határozat Liget Budapest projekt keretében megvalósuló parkfejlesztések támogatásáról[218]
- 1901/2020. (XII. 14.) Korm. határozat Az egyes fővárosi kulturális színterek és ingatlanok Magyar Állam általi megvásárlásához szükséges forrás biztosításáról, valamint az egyes fővárosi kulturális színterek és ingatlanok magyar állam általi megvásárlásához szükséges kormányzati intézkedésekről szóló 1149/2020. (IV. 10.) Korm. határozat módosításáról[218]
- 1902/2020. (XII. 14.) Korm. határozat felsőörsi Hriszto Botev Német Nemzetiségi Nyelvoktató Általános Iskola Malomvölgy Általános Iskolájának tanterem és tornaterem építéséről[218]
- 1903/2020. (XII. 14.) Korm. határozat Keszthelyi magyar nagyfehér hússertés génmegőrzése című projekt megvalósításához szükséges forrás biztosításáról szóló 1754/2018. (XII. 20.) Korm. határozat módosításáról[218]
- 1904/2020. (XII. 14.) Korm. határozat Az EFOP-2.2.2-17-2017[218]-00014 azonosító számú („TÁMOGAT – LAK Férőhelykiváltás Andornaktályán” című) projekt támogatásának növeléséről
- 1905/2020. (XII. 14.) Korm. határozat Terület- és Településfejlesztési Operatív Program és a Versenyképes Közép-Magyarország Operatív Program keretében finanszírozott egyes projektek támogatásának növeléséről[218]
- 1906/2020. (XII. 15.) Korm. határozat A beruházások megvalósításával kapcsolatos versenyképességi szempontú intézkedésekről[219]
- 1907/2020. (XII. 15.) Korm. határozat A XLIV. A Nemzeti Földalappal kapcsolatos bevételek és kiadások fejezet és a XII. Agrárminisztérium fejezet közötti, valamint a XLIV. A Nemzeti Földalappal kapcsolatos bevételek és kiadások fejezeten belüli előirányzat-átcsoportosításról[219]
- 1908/2020. (XII. 15.) Korm. határozat Az önkormányzatok adósságot keletkeztető, valamint kezesség-, illetve garanciavállalásra vonatkozó ügyleteihez történő 2020. szeptemberi előzetes kormányzati hozzájárulásról[219]
- 1909/2020. (XII. 15.) Korm. határozat A 2014–2020. évekre szóló Környezeti és Energiahatékonysági Operatív Program módosításáról[219]
- 1910/2020. (XII. 15.) Korm. határozat A pilisvörösvári tanuszoda építéséről[219]
- 1911/2020. (XII. 15.) Korm. határozat Egyes sporttárgyú kormányhatározatok módosításáról[219]
- 1912/2020. (XII. 16.) Korm. határozat A Gazdaságvédelmi programok előirányzatból, a Járvány Elleni Védekezés Központi Tartalékából, a rendkívüli kormányzati intézkedésekre szolgáló tartalékból történő, valamint fejezetek közötti és fejezeten belüli előirányzat-átcsoportosításokról és egyes kormányhatározatok módosításáról[220]
- 1913/2020. (XII. 16.) Korm. határozat A Széchenyi Kártya Programmal kapcsolatos feladatokról[220]
- 1914/2020. (XII. 17.) Korm. határozat A nemzeti pénzügyi szolgáltatásokkal kapcsolatos egyes intézkedésekről[221]
- 1915/2020. (XII. 17.) Korm. határozat A kincstári könyvvezetési szolgáltatás kiterjesztési lehetőségeinek vizsgálatáról és az önkormányzati ASP rendszer gazdálkodási szakrendszerének továbbfejlesztéséről[221]
- 1916/2020. (XII. 17.) Korm. határozat Az Egészségbiztosítási Alap Gyógyító-megelőző ellátás jogcímcsoport Célelőirányzatok jogcíme 2021. évi előirányzatának megemeléséről[221]
- 1917/2020. (XII. 17.) Korm. határozat Egyes, a születéssel összefüggésben megállapítható családtámogatási ellátások automatikus döntéshozatali eljárásban történő megállapításának lehetőségei vizsgálatáról[221]
- 1918/2020. (XII. 17.) Korm. határozat Az egyes család- és ifjúságügyi feladatok érdekében történő fejezetek közötti előirányzat-átcsoportosításokról[221]
- 1919/2020. (XII. 17.) Korm. határozat A Miniszterelnöki Kormányiroda fejezet és a Gazdaságvédelmi Alap fejezet 2021. évi címrendjének kiegészítéséről és módosításáról[221]
- 1920/2020. (XII. 17.) Korm. határozat A XI. Miniszterelnökség és a LXV. Bethlen Gábor Alap fejezet közötti előirányzat-átcsoportosításról[221]
- 1921/2020. (XII. 17.) Korm. határozat A kormányzati informatika működtetése érdekében szükséges kormányzati intézkedésekről és a Központi Maradványelszámolási Alapból történő előirányzat-átcsoportosításról[221]
- 1922/2020. (XII. 17.) Korm. határozat A Nemzeti Szabadidős – Egészség Sportpark Program keretében megvalósuló egyes beruházásokhoz szükséges fedezet biztosításáról[221]
- 1923/2020. (XII. 17.) Korm. határozat A turisztikai ágazatban működő egyes gazdasági társaságok állami tulajdonú társasági részesedései tulajdonosi joggyakorlásának a Magyar Turisztikai Ügynökség Zártkörűen Működő Részvénytársaság részére történő átadásáról[221]
- 1924/2020. (XII. 17.) Korm. határozat A műanyag csomagolási hulladékok nagyobb arányú újrafeldolgozásának biztosításához szükséges intézkedésekről[221]
- 1925/2020. (XII. 17.) Korm. határozat A Málenkij Robot Emlékhely, a Kubinyi Ferenc Múzeum és a Központi Bányászati Múzeum működéséhez szükséges többletforrás biztosításáról[221]
- 1926/2020. (XII. 17.) Korm. határozat A Liszt Ferenc Zeneművészeti Egyetem részére Kodály Zoltán egykori lakásingatlanának megvásárlásához szükséges forrás biztosításáról[221]
- 1927/2020. (XII. 17.) Korm. határozat A Madách Imre Nemzetközi Színházi Találkozó működtetésével, valamint a „Bartók-tavasz” Fesztivál és a „Liszt Ünnep” Fesztivál létrehozásával és működtetésével kapcsolatos intézkedések megtételéről, valamint a szükséges források biztosításáról[221]
- 1928/2020. (XII. 17.) Korm. határozat A Luther Kollégium új épületben történő elhelyezéséhez szükséges támogatásról[221]
- 1929/2020. (XII. 17.) Korm. határozat A Modern Városok Program keretében a Munkácsy Mihály örökségét ápoló és népszerűsítő Munkácsy-negyed [221] fejlesztési projekt megvalósításához szükséges többletforrás biztosításáról
- 1930/2020. (XII. 17.) Korm. határozat A Magyar Falu Program keretében óvoda építéséhez és kialakításához szükséges előirányzat-átcsoportosításról[221]
- 1931/2020. (XII. 17.) Korm. határozat A Magyar Falu Programhoz kapcsolódó útfelújítás, valamint egyházi közösségi program megvalósításához szükséges előirányzat-átcsoportosításról[221]
- 1932/2020. (XII. 17.) Korm. határozat A Kalocsa–Kecskeméti Főegyházmegye kalocsai beruházásaihoz szükséges támogatásról[221]
- 1933/2020. (XII. 17.) Korm. határozat A kapuvári strandfürdő fejlesztéséhez szükséges forrás biztosításáról[221]
- 1934/2020. (XII. 17.) Korm. határozat A Szurdokpüspöki külterületén fekvő földrészletek beruházási célterületté nyilvánításáról[221]
- 1935/2020. (XII. 17.) Korm. határozat Az Erdélyi Hagyományok Háza Alapítvány és a hálózati fiókok működéséhez szükséges forrás biztosításáról[221]
- 1936/2020. (XII. 17.) Korm. határozat A Neszmély – Radvaň nad Dunajom (Dunaradvány) kompkapcsolat megvalósításához szükséges egyes intézkedésekről[221]
- 1937/2020. (XII. 17.) Korm. határozat A Modern Városok Program keretében a kecskeméti állami repülések céljára szolgáló repülőtér közös felhasználású (katonai-polgári) fejlesztéseinek támogatásáról és az ehhez szükséges források biztosításáról szóló 1845/2016. (XII. 23.) Korm. határozat módosításáról[221]
- 1938/2020. (XII. 17.) Korm. határozat A Magyarország új buszstratégiai koncepciójával és a Zöld Busz Mintaprojekttel kapcsolatos feladatokról szóló 1537/2019. (IX. 20.) Korm. határozat módosításáról[221]
- 1939/2020. (XII. 17.) Korm. határozat Egyes kulturális beruházások előkészítésével összefüggő kormányhatározatok módosításáról[221]
- 1940/2020. (XII. 17.) Korm. határozat A Hortobágyi Deportálások Emlékhelye beruházás megvalósításához szükséges ingatlan biztosításával kapcsolatos intézkedésekről, valamint a Hortobágyi Deportálások Emlékhelye beruházás előkészítésével összefüggő kormányzati intézkedésekről szóló 1239/2019. (IV. 30.) Korm. határozat módosításáról[221]
- 1941/2020. (XII. 17.) Korm. határozat Az EFOP-4.1.2-17 azonosító jelű („Iskola 2020” Köznevelési intézmények infrastrukturális fejlesztése a hátránykompenzáció elősegítése és a minőségi oktatás megteremtése érdekében című) felhívás keretében megvalósuló egyes projektek összköltségének növeléséről[221]
- 1942/2020. (XII. 17.) Korm. határozat A GINOP-7.1.9-17-2017-00004 azonosító számú („Zalakaros gyógyhely komplex turisztikai fejlesztése” című) és a GINOP-7.1.9-17-2018-00009 azonosító számú („Fenékpusztai Majorság fejlesztése I. ütem” című) projektek támogatásának növeléséről, valamint a Gazdaságfejlesztési és Innovációs Operatív Program éves fejlesztési keretének megállapításáról szóló 1006/2016. (I. 18.) Korm. határozat módosításáról[221]
- 1943/2020. (XII. 17.) Korm. határozat A KEHOP-5.2.4-15-2016-00004 azonosító számú („Energetikai korszerűsítés a Semmelweis Egyetem több helyszínén” című) projekt költségnövekmény igényének támogatásáról, a Környezeti és Energiahatékonysági Operatív Program éves fejlesztési keretének megállapításáról szóló 1084/2016. (II. 29.) Korm. határozat, valamint a Gazdaságvédelmi Akcióterv keretében a 2014–2020 programozási időszakra vonatkozó indikatív támogatási keretösszegekről, valamint a kötelezettségvállalási szükségletről szóló 1152/2020. (IV. 14.) Korm. határozat módosításáról[221]
- 1944/2020. (XII. 17.) Korm. határozat Az RSZTOP-3.1.1-16-2016-00001 azonosító számú („Közterületen élők számára természetbeni juttatás biztosítása, RSZTOP-3.1.1” című) projekt támogatásának növeléséről, valamint a Rászoruló Személyeket Támogató Operatív Program éves fejlesztési keretének megállapításáról szóló 1347/2016. (VII. 6.) Korm. határozat módosításáról[221]
- 1945/2020. (XII. 17.) Korm. határozat Az RSZTOP-1.1.1-16-2016-00002 azonosító számú („Rászoruló személyek számára természetbeni juttatás biztosítása az RSZTOP-1.1.1-16 felhívás 2. szakasz keretében” című) projekt összköltségének növeléséről, valamint a Rászoruló Személyeket Támogató Operatív Program éves fejlesztési keretének megállapításáról szóló 1347/2016. (VII. 6.) Korm. határozat módosításáról[221]
- 1946/2020. (XII. 17.) Korm. határozat Egyes állami erdészeti társaságoknak a Vidékfejlesztési Program VP5-8.5.1-17 azonosító jelű, „Az erdei ökoszisztémák ellenálló képességének és környezeti értékének növelését célzó beruházások”, a VP4-15.2.1.1-16 azonosító jelű, „Erdészeti genetikai erőforrások megőrzése”, valamint a VP4-15.2.1.2-17 azonosító jelű, „Erdészeti genetikai erőforrások fejlesztése” című gazdaságfejlesztést célzó projektek megvalósítására irányuló felhívás keretében a támogatási kérelmek benyújtásához történő hozzájárulásról[221]
- 1947/2020. (XII. 17.) Korm. határozat A Nemzeti Várprogram részét képező diósgyőri vár rekonstrukciós munkáihoz szükséges forrás rendelkezésre állásáról szóló 1833/2018. (XII. 27.) Korm. határozat módosításáról[221]
- 1948/2020. (XII. 18.) Korm. határozat Egyes kormányhatározatoknak a Nemzeti Szociálpolitikai Intézet létrehozásával összefüggő módosításáról, valamint a központi költségvetés címrendjének kiegészítéséről[34]
- 1949/2020. (XII. 18.) Korm. határozat A helyközi autóbusz-közlekedés közszolgáltatásának pályáztatásához szükséges intézkedésekről[34]
- 1950/2020. (XII. 18.) Korm. határozat A Norvég Királyság és Magyarország között a Norvég Finanszírozási Mechanizmus 2014–2021-es időszakának végrehajtásáról szóló együttműködési megállapodás, valamint az egyrészről Izland, a Liechtensteini Hercegség, a Norvég Királyság, és másrészről Magyarország között az EGT Finanszírozási Mechanizmus 2014–2021-es időszakának végrehajtásáról szóló együttműködési megállapodás szövegének végleges megállapítására adott felhatalmazásról[34]
- 1951/2020. (XII. 18.) Korm. határozat Az Andrássy Emlékmúzeum kijelölt helyszínén alternatív zenei műhelyek múzeuma és egy új könnyűzenei központ kialakításáról[34]
- 1952/2020. (XII. 21.) Korm. határozat A Pannon Egyetemért Alapítvány létrehozásáról, valamint a Pannon Egyetemért Alapítvány és a Pannon Egyetem működéséhez szükséges feltételek és forrás biztosításáról[222]
- 1953/2020. (XII. 21.) Korm. határozat Az Országos Széchényi Könyvtár archívumainak elhelyezését szolgáló archivális raktár fejlesztéséről[222]
- 1954/2020. (XII. 21.) Korm. határozat A Budapest XVI. Kerületi Szent-Györgyi Albert Általános Iskola bővítéséről és felújításáról[222]
- 1955/2020. (XII. 21.) Korm. határozat A Pápai Református Kollégium bővítéséhez szükséges támogatásról[222]
- 1956/2020. (XII. 21.) Korm. határozat A Sopron Rendészeti Integrált Központ létrehozásáról[222]
- 1957/2020. (XII. 21.) Korm. határozat A Tiszavasvári komplex felzárkózási program indításáról[222]
- 1958/2020. (XII. 21.) Korm. határozat Az egykori piarista gimnázium épületének a Veszprémi Főegyházmegye által történő megvásárlásához szükséges intézkedésekről[222]
- 1959/2020. (XII. 21.) Korm. határozat A vasvári termálfürdő működéséhez szükséges forrás biztosításáról[222]
- 1960/2020. (XII. 21.) Korm. határozat Az Európa Kulturális Fővárosa 2023 cím viselésével kapcsolatos kormányhatározatok módosításáról[222]
- 1961/2020. (XII. 21.) Korm. határozat A kiemelt budapesti közösségi fejlesztések keretében az egykori Józsefvárosi pályaudvar és az egykori MÁV Északi Járműjavító területén megvalósítandó közcélú beruházások közlekedési kiszolgálásának egyes elemeiről szóló 1359/2019. (VI. 19.) Korm. határozat módosításáról[222]
- 1962/2020. (XII. 21.) Korm. határozat A Nemzeti Köznevelési Infrastruktúra Program II. ütemében tervezett, a Szigetszentmiklósi Tankerületi Központ fenntartásában működő Szigetszentmiklósi Konduktív Óvoda és Egységes Gyógypedagógiai Módszertani Intézmény Dunavarsányban épülő új iskolájának előkészítéséről szóló 1507/2020. (VIII. 12.) Korm. határozat módosításáról[222]
- 1963/2020. (XII. 21.) Korm. határozat Az EFOP-2.1.1-16-2016-00010 azonosító számú („BEFOGAD-LAK Jász-Nagykun-Szolnok megyében” című) projekt összköltségének növeléséről[222]
- 1964/2020. (XII. 21.) Korm. határozat Az EFOP-4.2.1-16-2017-00014 azonosító számú („A Szegedi Tudományegyetem oktatási-képzési hátterének infrastrukturális fejlesztése, egészségügyi skill laborok kialakítása, technológiai korszerűsítése” című) projekt támogatásának növeléséről[222]
- 1965/2020. (XII. 21.) Korm. határozat A GINOP-2.3.1-20 azonosító jelű („Regionális kutatóintézeti kapacitások megerősítése” című) felhívás keretében megvalósuló egyes, hárommilliárd forintot meghaladó támogatási igényű projektjavaslatok támogatásához történő hozzájárulásról[222]
- 1966/2020. (XII. 21.) Korm. határozat A GINOP-7.1.6-16-2017-00002 azonosító számú („Hollókő Ófalu és Vár turisztikai fejlesztése” című) projekt támogatásának növeléséről, valamint a Gazdaságfejlesztési és Innovációs Operatív Program éves fejlesztési keretének megállapításáról szóló 1006/2016. (I. 18.) Korm. határozat módosításáról[222]
- 1967/2020. (XII. 21.) Korm. határozat A TOP-3.2.1-16-SB1-2018-00032 azonosító számú („Önkormányzati épületek energetikai korszerűsítése Érpatak községben” című) projekt támogatásának növeléséről[222]
- 1968/2020. (XII. 22.) Korm. határozat Az Egészségbiztosítási Alap Gyógyító-megelőző ellátás céltartalék jogcím 2020. évi előirányzatáról történő átcsoportosításról, valamint a Gyógyító-megelőző ellátás és a Gyógyszertámogatás jogcímcsoportok egyes előirányzatainak megemeléséről[224]
- 1969/2020. (XII. 22.) Korm. határozat Állami tulajdonú ingatlan vagyonkezelői jogában történő változásról[224]
- 1970/2020. (XII. 22.) Korm. határozat Az EBR42 Önkormányzati Információs Rendszer fejlesztése érdekében szükséges előirányzat-átcsoportosításról[224]
- 1971/2020. (XII. 22.) Korm. határozat A Miniszterelnökség és az Innovációs és Technológiai Minisztérium fejezetek közötti előirányzat-átcsoportosításról[224]
- 1972/2020. (XII. 22.) Korm. határozat A XV. Pénzügyminisztérium fejezet és a XI. Miniszterelnökség fejezet, valamint a XII. Agrárminisztérium fejezet közötti előirányzat-átcsoportosításról[224]
- 1973/2020. (XII. 22.) Korm. határozat A kiemelt társadalmi igényeken alapuló közútfejlesztések előkészítéséhez kapcsolódó intézkedésekről[224]
- 1974/2020. (XII. 22.) Korm. határozat A kiemelt társadalmi igényeken alapuló közútfejlesztések finanszírozásáról[224]
- 1975/2020. (XII. 22.) Korm. határozat A Magyar Falu Programhoz kapcsolódó nemzetiségi intézmények fejlesztése érdekében szükséges előirányzat-átcsoportosításról[224]
- 1976/2020. (XII. 22.) Korm. határozat A Magyar Falu Program – óvodai sport alprogram keretében megvalósuló egyes beruházások megvalósításához szükséges fedezet biztosításáról[224]
- 1977/2020. (XII. 22.) Korm. határozat A Magyar Falu Programhoz kapcsolódó közösségi ház tetőszerkezetének felújítása érdekében szükséges előirányzat-átcsoportosításról[224]
- 1978/2020. (XII. 22.) Korm. határozat Egyes tanuszoda építésekről szóló kormányhatározatok módosításáról[224]
- 1979/2020. (XII. 22.) Korm. határozat A pásztói tanuszoda építéséről[224]
- 1980/2020. (XII. 22.) Korm. határozat A Kerekegyháza város közigazgatási területén fekvő földrészletek beruházási célterületté nyilvánításáról[224]
- 1981/2020. (XII. 22.) Korm. határozat A Sátoraljaújhely város közigazgatási területén fekvő földrészletek beruházási célterületté nyilvánításáról szóló 1289/2020. (VI. 4.) Korm. határozat módosításáról[224]
- 1982/2020. (XII. 22.) Korm. határozat A fejlesztéspolitikai intézményrendszer informatikai és telekommunikációs tevékenységeinek finanszírozásáról szóló 1595/2019. (X. 16.) Korm. határozat módosításáról[224]
- 1983/2020. (XII. 22.) Korm. határozat A Gazdaságfejlesztési és Innovációs Operatív Program 7. számú módosításáról[224]
- 1984/2020. (XII. 22.) Korm. határozat Az IKOP-2.1.0-15-2017-00040 azonosító számú „Közlekedésbiztonság javítási program a MÁV hálózatán II/A. ütem – Közlekedésbiztonságot növelő fejlesztések” című projekt támogatásának növeléséről, az Integrált Közlekedésfejlesztési Operatív Program éves fejlesztési keretének megállapításáról szóló 1247/2016. (V. 18.) Korm. határozat módosításáról[224]
- 1985/2020. (XII. 22.) Korm. határozat Egyes turisztikai célú kormányzati döntések visszavonásáról[224]
- 1986/2020. (XII. 22.) Korm. határozat A felsőoktatási PPP konstrukcióban megvalósult projektek kiváltásáról és a felsőoktatás intézmények hosszú távú, stabil működésének biztosításáról[224]
- 1987/2020. (XII. 22.) Korm. határozat A koronavírus-világjárvány nemzetgazdaságot érintő hatásának enyhítése érdekében szükséges intézkedésről[225]
- 1988/2020. (XII. 23.) Korm. határozat Állami tulajdonú ingatlan versenyeztetés mellőzésével történő részleges hasznosításáról[226]
- 1989/2020. (XII. 23.) Korm. határozat A családtörténeti kutatások elősegítéséhez és a családtörténeti források széleskörű bemutatásához szükséges intézkedésekről[226]
- 1990/2020. (XII. 23.) Korm. határozat Az Országos Villamos Teherelosztó ingatlan revitalizációjáról, a Magyar Nemzeti Levéltár főépületének felújításáról és északnyugati szárnyának rekonstrukciójáról[226]
- 1991/2020. (XII. 23.) Korm. határozat A Magyar Nemzeti Levéltár Országos Levéltára Lángliliom utcai levéltári létesítményének korszerűsítéséről és bővítéséről[226]
- 1992/2020. (XII. 23.) Korm. határozat A Lenau Ház felújításának támogatásáról[226]
- 1993/2020. (XII. 23.) Korm. határozat A Balatonfüred Város Önkormányzata által megvalósítandó Alkony program előkészítésének finanszírozásához szükséges forrás biztosításáról[226]
- 1994/2020. (XII. 23.) Korm. határozat A hegykői egykori római katolikus iskola Öreg iskolaépületének felújításához, valamint a Balatonfüredi Református Általános Iskola és Óvoda tetőfelújításához szükséges támogatásról[226]
- 1995/2020. (XII. 23.) Korm. határozat A kadarkúti városi sportcsarnok és tanuszoda beruházás előkészítésének támogatásáról[226]
- 1996/2020. (XII. 23.) Korm. határozat A Komáromi Erődrendszer fejlesztéséről és működtetéséről[226]
- 1997/2020. (XII. 23.) Korm. határozat A maglódi kézilabdacsarnok beruházás előkészítésének támogatásáról[226]
- 1998/2020. (XII. 23.) Korm. határozat A Nikola Tesla Szerb Tanítási Nyelvű Óvoda, Általános Iskola, Gimnázium, Kollégium és Könyvtár felújításával kapcsolatos intézkedésekről[226]
- 1999/2020. (XII. 23.) Korm. határozat A Recski Nemzeti Emlékpark fejlesztésével összefüggő kormányzati intézkedésekről szóló 1240/2019. (IV. 30.) Korm. határozat módosításáról[226]
- 2000/2020. (XII. 23.) Korm. határozat Az Antiókhiai Szír Ortodox Egyház projektjeinek a Hungary Helps Program keretében történő támogatásáról[226]
- 2001/2020. (XII. 23.) Korm. határozat A Magyarország Kormánya és a Finn Köztársaság Kormánya között a Magyar Népköztársaság Kormánya és a Finn Köztársaság Kormánya között a beruházások védelméről szóló megállapodás megszűnéséről szóló Megállapodás szövegének végleges megállapítására adott felhatalmazásról[226]
- 2002/2020. (XII. 24.) Korm. határozat Állami tulajdonú ingatlanrész versenyeztetés mellőzésével történő hasznosításáról[228]
- 2003/2020. (XII. 24.) Korm. határozat Az államhatárral és az alapponthálózati pontokkal összefüggő geodéziai feladatok, valamint az örökségvédelmi szakmai és kapcsolódó feladatok forrásszükségletének biztosításáról[228]
- 2004/2020. (XII. 24.) Korm. határozat A Magyar Agrár- és Élettudományi Egyetemért Alapítvány létrehozásáról, a Magyar Agrár- és Élettudományi Egyetemért Alapítvány és a Szent István Egyetem, illetve a Magyar Agrár- és Élettudományi Egyetem működéséhez szükséges feltételek és forrás biztosításáról, valamint a Nemzeti Agrárkutatási és Innovációs Központ átalakulásáról[228]
- 2005/2020. (XII. 24.) Korm. határozat A Gazdaságvédelmi programok előirányzatból, a rendkívüli kormányzati intézkedésekre szolgáló tartalékból történő, valamint fejezetek közötti és fejezeten belüli előirányzat-átcsoportosításokról, kötelezettségvállalás engedélyezéséről, továbbá a 2021. évi központi költségvetés végrehajtása érdekében szükséges intézkedésekről és egyes kormányhatározatok módosításáról[228]
- 2006/2020. (XII. 24.) Korm. határozat Egyes vagyonkezelő alapítványok céljainak eléréséhez, megvalósításához szükséges feltételeket és forrást biztosító kormányhatározatok módosításáról[228]
- 2007/2020. (XII. 24.) Korm. határozat Az önkormányzatok adósságot keletkeztető, valamint kezesség-, illetve garanciavállalásra vonatkozó ügyleteihez történő 2020. október–novemberi előzetes kormányzati hozzájárulásról[228]
- 2008/2020. (XII. 24.) Korm. határozat A kormányzati szektorba nem sorolt, 100%-os önkormányzati tulajdonban álló, valamint 100%-nál kisebb önkormányzati tulajdonban álló gazdasági társaságok adósságot keletkeztető ügyleteihez történő 2020. október–novemberi előzetes kormányzati hozzájárulásról[228]
- 2009/2020. (XII. 24.) Korm. határozat A Közép-európai Épített Örökség Megőrző Alapítvány részére történő vagyonjuttatásról[228]
- 2010/2020. (XII. 24.) Korm. határozat A Somogy Megyei Kaposi Mór Oktató Kórház telephelyén lévő Mosdósi kastély és környezetének felújítását és funkcióváltását célzó beruházás előkészítésének a Beruházás Előkészítési Alapból történő támogatásáról[228]
- 2011/2020. (XII. 24.) Korm. határozat A Budapest Főváros XII. kerületében a szilárd burkolat nélküli utak szilárd burkolattal történő ellátása érdekében a támfalak kiépítéséhez szükséges forrás biztosításáról[228]
- 2012/2020. (XII. 24.) Korm. határozat Az Illovszky Rudolf Stadion és a kapcsolódó labdarúgó infrastruktúra működtetésével összefüggő kormányzati intézkedésekről[228]
- 2013/2020. (XII. 24.) Korm. határozat A Nemzeti Örökség Intézete vagyonkezelésében lévő temetők rekonstrukciójáról szóló 1335/2020. (VI. 22.) Korm. határozat módosításáról[228]
- 2014/2020. (XII. 24.) Korm. határozat A Kocsis Zoltán emlékének megőrzéséhez kapcsolódó intézkedésekről szóló 1605/2020. (IX. 28.) Korm. határozat módosításáról[228]
- 2015/2020. (XII. 24.) Korm. határozat II. Zsigmond Ágost lengyel király gyermekpáncéljának a Lengyel Köztársaság részére történő tulajdonba adásáról[228]
- 2016/2020. (XII. 24.) Korm. határozat Az EFOP-2.2.2-17-2017-00009 azonosító számú („Fogyatékossággal élő személyek nagy létszámú intézményi férőhelyeinek kiváltása Sárrétudvariban” című) projekt összköltségének növeléséről[228]
- 2017/2020. (XII. 24.) Korm. határozat Az EFOP-2.2.2-17-2017-00008 azonosító számú („Mosolyt csalunk az arcokra – Kiváltás Kéthelyen, Somogyváron, Öreglakon” című) projekt támogatásának növeléséről[228]
- 2018/2020. (XII. 24.) Korm. határozat Az EFOP-4.1.2-17-2017-00037 azonosító számú („A Türjei Iskola infrastrukturális fejlesztése a hátránykompenzáció elősegítése és a minőségi oktatás megteremtése érdekében” című) projekt összköltségének növeléséről[228]
- 2019/2020. (XII. 24.) Korm. határozat Az EFOP-4.1.2-17-017-00086 azonosító számú („A Nagyigmándi Pápay József Általános Iskola infrastrukturális fejlesztése” című) és az EFOP-4.1.2-17-2017-00122 azonosító számú („A Kántor Mihály Általános Iskola infrastrukturális fejlesztése a hátránykompenzáció elősegítése és a minőségi oktatás megteremtése érdekében” című) projekt összköltségének növeléséről[228]
- 2020/2020. (XII. 24.) Korm. határozat Az EFOP-4.1.2-17-2017-00006 azonosító számú („Varsányi Hunyadi Mátyás Általános Iskola fejlesztése, korszerűsítése” című) projekt összköltségének növeléséről[228]
- 2021/2020. (XII. 24.) Korm. határozat A Gazdaságfejlesztési és Innovációs Operatív Program keretében megvalósuló projektekkel kapcsolatos egyes intézkedésekről, valamint a Gazdaságfejlesztési és Innovációs Operatív Program éves fejlesztési keretének megállapításáról szóló 1006/2016. (I. 18.) Korm. határozat módosításáról[228]
- 2022/2020. (XII. 24.) Korm. határozat A Budapest Keleti és a Budapest Nyugati pályaudvarok fejlesztése érdekében szükséges egyes intézkedésekről és az Integrált Közlekedésfejlesztési Operatív Program éves fejlesztési keretének megállapításáról szóló 1247/2016. (V. 18.) Korm. határozat módosításáról[228]
- 2023/2020. (XII. 24.) Korm. határozat A Terület- és Településfejlesztési Operatív Program keretében finanszírozott egyes projektek támogatásának növeléséről[228]
- 2024/2020. (XII. 24.) Korm. határozat A Versenyképes Közép-Magyarország Operatív Program 5. számú módosításáról[228]
- 2025/2020. (XII. 24.) Korm. határozat A Versenyképes Közép-Magyarország Operatív Program éves fejlesztési keretének megállapításáról szóló 1011/2016 (I. 20.) Korm. határozat módosításáról[228]
- 2026/2020. (XII. 24.) Korm. határozat A Vidékfejlesztési Program éves fejlesztési keretének megállapításáról szóló 1248/2016. (V. 18.) Korm. határozat módosításáról[228]
- 2027/2020. (XII. 28.) Korm. határozat A közétkeztetés rendszerének fejlesztése érdekében szükséges intézkedésekről[229]
- 2028/2020. (XII. 28.) Korm. határozat A bűncselekmények áldozatainak közvetlen elérésén alapuló áldozatsegítési rendszer bevezetéséről[229]
- 2029/2020. (XII. 28.) Korm. határozat Az egyes informatikai fejlesztési feladatokhoz szükséges forrás biztosításáról[229]
- 2030/2020. (XII. 29.) Korm. határozat A koronavírus elleni nemzeti oltóanyag fejlesztésének támogatásáról[231]
- 2031/2020. (XII. 29.) Korm. határozat A tömeges migrációval és terrorfenyegetettséggel összefüggésben Magyarország veszélyeztetett külképviseletei biztonságának megerősítése érdekében szükséges intézkedésekről[231]
- 2032/2020. (XII. 29.) Korm. határozat A Nemzeti Védelmi Szolgálat létszámfejlesztéséhez kapcsolódó források biztosításáról[231]
- 2033/2020. (XII. 29.) Korm. határozat Az építőipari ágazat termelékenységének, hatékonyságának növelésére irányuló támogatásról[231]
- 2034/2020. (XII. 29.) Korm. határozat A Budapesti Műszaki és Gazdaságtudományi Egyetem Innovációs és Fejlesztési Központ előkészítéséről[231]
- 2035/2020. (XII. 29.) Korm. határozat A Magyar Agrár- és Élettudományi Egyetem infrastrukturális fejlesztésével kapcsolatos kérdésekről[231]
- 2036/2020. (XII. 29.) Korm. határozat A Keleti pályaudvar területét érintő és azzal közvetlenül határos területek hosszú távú fejlesztési lehetőségeiről[231]
- 2037/2020. (XII. 29.) Korm. határozat A Nemzeti Atlétikai Központ megvalósításához szükséges további intézkedésekről[231]
- 2038/2020. (XII. 29.) Korm. határozat A Tokaj-Zemplén Térség Fejlesztési Program megvalósításához nyújtandó célzott pénzügyi támogatás felhasználásának feltételrendszeréről[231]
- 2039/2020. (XII. 29.) Korm. határozat Az EFOP-5.2.6-20 azonosító jelű („Országos intézetek transznacionális és innovációs fejlesztései” nevű) felhívásra benyújtott projektjavaslatok megvalósításához szükséges forrás biztosításáról, valamint az Emberi Erőforrás Fejlesztési Operatív Program éves fejlesztési keretének megállapításáról szóló 1037/2016. (II. 9.) Korm. határozat módosításáról[231]
- 2040/2020. (XII. 29.) Korm. határozat Az EFOP-2.2.0-16-2016-00001 azonosító számú („Egészségügyi szakellátók szállóinak fejlesztése” című) projekt támogatásának növeléséről, valamint az Emberi Erőforrás Fejlesztési Operatív Program éves fejlesztési keretének megállapításáról szóló 1037/2016. (II. 9.) Korm. határozat módosításáról[231]
- 2041/2020. (XII. 29.) Korm. határozat Az EFOP-1.8.0-VEKOP-17-2017-00001 azonosító számú („Egészségügyi ellátórendszer szakmai módszertani fejlesztése” című) projekt összköltségének növeléséről, valamint az Emberi Erőforrás Fejlesztési Operatív Program éves fejlesztési keretének megállapításáról szóló 1037/2016. (II. 9.) Korm. határozat módosításáról[231]
- 2042/2020. (XII. 29.) Korm. határozat A kormánybiztos kinevezéséről szóló 1615/2020. (IX. 30.) Korm. határozat módosításáról[231]
- 2043/2020. (XII. 29.) Korm. határozat A fejlesztéspolitikai adatbázis és információs rendszer finanszírozásáról szóló 1596/2019. (X. 16.) Korm. határozat módosításáról[231]
- 2044/2020. (XII. 29.) Korm. határozat A szűrővizsgálatok új rendszeréről, valamint a céllakosság átszűrtségének növelését célzó intézkedésekről[231]
- 2045/2020. (XII. 29.) Korm. határozat Az emelt szintű könnyűzenei képzési központ létrehozásáról, valamint előkészítéséhez szükséges források biztosításáról szóló 1557/2020. (VIII. 30.) Korm. határozat módosításáról[231]
- 2046/2020. (XII. 29.) Korm. határozat Állami tulajdonú ingatlan versenyeztetés mellőzésével történő értékesítéséről[231]
- 2047/2020. (XII. 29.) Korm. határozat A fertőd-eszterházai Esterházy-kastély és környezete hosszútávú fejlesztéséről, az „ESZTERHÁZA Turisztikai Beruházás” előkészítéséről[231]
- 2048/2020. (XII. 29.) Korm. határozat A Gazdaságvédelmi programok előirányzatból történő, valamint fejezetek közötti és fejezeten belüli előirányzat-átcsoportosításokról[231]
- 2049/2020. (XII. 30.) Korm. határozat A mosonmagyaróvári Piarista Gimnázium, Általános Iskola és Óvoda fejlesztése érdekében szükséges intézkedésekről[232]
- 2050/2020. (XII. 30.) Korm. határozat A Gazdaságvédelmi Akcióterv végrehajtása keretében a kulturális ágazatban a koronavírus-világjárvány által okozott gazdasági problémák enyhítésére szolgáló támogatás biztosításáról szóló 1879/2020. (XII. 4.) Korm. határozat módosításáról[233]
- 2051/2020. (XII. 30.) Korm. határozat Egyes állami tulajdonú közösségi közlekedési társaságok egységes csoportszintű tulajdonosi struktúrájának kialakításáról[233]
- 2052/2020. (XII. 30.) Korm. határozat A versenyképes vasúti infrastruktúra program elindításáról[234]
- 2053/2020. (XII. 30.) Korm. határozat A vasúti infrastruktúra beruházások végleges hatósági engedélyeinek kiadásához kapcsolódó intézkedésekről[234]
- 2054/2020. (XII. 30.) Korm. határozat Állami beruházás megvalósításához szükséges közlekedési kérdésekről[234]
- 2055/2020. (XII. 30.) Korm. határozat A fővárosi agglomerációs közösségi közlekedés egyes kérdéseiről[234]
- 2056/2020. (XII. 30.) Korm. határozat A „V0” Budapestet délről elkerülő teherforgalmi vasútvonal előkészítéséről[234]
- 2057/2020. (XII. 30.) Korm. határozat A nemzeti rendezvények megszervezéséről szóló 1190/2020. (IV. 30.) Korm. határozat módosításáról[234]
- 2058/2020. (XII. 30.) Korm. határozat A Magyar Művészeti Akadémia felügyelő testülete kormányzati delegáltjának kinevezéséről[234]
- 2059/2020. (XII. 30.) Korm. határozat A Normafa Park program megvalósításához és egyes programelemek befejezéséhez szükséges feltételek megteremtéséről, valamint a Normafa Park történelmi sportterület megvalósításához szükséges intézkedésekről[234]
- 2060/2020. (XII. 30.) Korm. határozat A szécsényi tanuszoda építéséről[234]
- 2061/2020. (XII. 31.) Korm. határozat A kiégett fűtőelemek kezelésének biztonságáról és a radioaktív hulladékok kezelésének biztonságáról létrehozott közös egyezmény szerinti hetedik Nemzeti Jelentésről és a részes államok nemzeti jelentéseit megvitató felülvizsgálati értekezleten való részvételről[235]
- 2062/2020. (XII. 31.) Korm. határozat A Környezeti és Energiahatékonysági Operatív Program éves fejlesztési keretének megállapításáról szóló 1084/2016. (II. 29.) Korm. határozat módosításáról[235]
- 2063/2020. (XII. 31.) Korm. határozat A Közigazgatás- és Közszolgáltatás-fejlesztés Operatív Program éves fejlesztési keretének megállapításáról szóló 1004/2016. (I. 18.) Korm. határozat módosításáról[235]
- 2064/2020. (XII. 31.) Korm. határozat A Terület- és Településfejlesztési Operatív Program 1., 3. és 6. prioritása keretében finanszírozott egyes projektek támogatásának növeléséről[235]
- 2065/2020. (XII. 31.) Korm. határozat A Fudan Egyetem és kapcsolódó egyéb kormányzati felsőoktatási létesítményfejlesztések megvalósításához szükséges ingatlanok biztosításával kapcsolatos intézkedésekről[235]
- 2066/2020. (XII. 31.) Korm. határozat A fővárosi és Pest megyei járóbeteg-szakellátás fejlesztési koncepciójáról és az Egészséges Budapest Program keretében megvalósuló járóbetegszakellátás-fejlesztésekhez szükséges feladatokról szóló 1673/2017. (IX. 23.) Korm. határozat és a fővárosi és Pest megyei járóbeteg-szakellátás fejlesztésének az Egészséges Budapest Program, valamint a Pest Megyei Területfejlesztési Program keretében történő további megvalósításáról szóló 1970/2017. (XII. 19.) Korm. határozat módosításáról[235]
- 2067/2020. (XII. 31.) Korm. határozat A fővárosi és Pest megyei járóbeteg-szakellátás fejlesztési koncepciójáról és az Egészséges Budapest Program keretében megvalósuló járóbetegszakellátás-fejlesztésekhez szükséges feladatokról szóló 1673/2017. (IX. 23.) Korm. határozat és a fővárosi járóbeteg-szakellátás fejlesztésének az Egészséges Budapest Program keretében történő további megvalósításával kapcsolatos feladatokról szóló 1286/2018. (VI. 25.) Korm. határozat módosításáról[235]

### A köztársasági elnök határozatai
- 123/2020. (III. 15.) KE határozat A Kossuth- és Széchenyi-díj adományozásáról[281]
- 174/2020. (IV. 7.) KE határozat A Gazdasági Versenyhivatal elnöke megbízatása megszűnésének megállapításáról[72]
- 175/2020. (IV. 7.) KE határozat A Gazdasági Versenyhivatal elnökének kinevezéséről

## Nemzetközi megállapodások aBrexitről
Az Európai Unió Hivatalos Lapja 2020. január 31-i számában:    az alábbi nemzetközi megállapodásokat tette közzé
- A Tanács (EU) 2020/135 Határozata (2020. január 30.) a Nagy-Britannia és Észak-Írország Egyesült Királyságának az Európai Unióból és az Európai Atomenergia-közösségből történő kilépéséről szóló megállapodás megkötéséről
- Megállapodás a Nagy-Britannia és Észak-Írország Egyesült Királyságának az Európai Unióból és az Európai Atomenergia-közösségből történő kilépéséről
- Az Európai Unió által a Nagy-Britannia és Észak-Írország Egyesült Királyságának az Európai Unióból és az Európai Atomenergia-közösségből történő kilépéséről szóló megállapodás 185. cikke harmadik bekezdésével összhangban tett nyilatkozat
- Értesítés a Nagy-Britannia és Észak-Írország Egyesült Királyságának az Európai Unióból és az Európai Atomenergia-közösségből történő kilépéséről szóló megállapodás hatálybalépéséről

## Külföldi jogszabályok a koronavírus-járványról
- Franciaország Archiválva 2020. szeptember 27-i dátummal a Wayback Machine-ben
- Szlovénia
- Coronavirus Act – Egyesült Királyság
- Kanada

## Európai Unió
- [Javaslat AZ EURÓPAI PARLAMENT ÉS A TANÁCS RENDELETE az 1303/2013/EU, az 1301/2013/EU és az 508/2014/EU rendeletnek a COVID-19 járvány kapcsán a tagállamok egészségügyi rendszereibe és más gazdasági ágazataiba történő beruházások mozgósítását célzó különös intézkedések tekintetében történő módosításáról [Koronavírus-reagálási beruházási kezdeményezés][292]
- A Bizottság (EU) 2020/466 végrehajtási rendelete (2020. március 30.) a koronavírus-betegség (COVID-19) következtében a tagállamok ellenőrzési rendszereinek működésében tapasztalt súlyos zavarok fellépése során az emberek, állatok és növények egészségét, valamint az állatjólétet érintő kockázatok megfékezésére bevezetendő átmeneti intézkedésekről (EGT-vonatkozású szöveg)[293]
- AZ  EURÓPAI PARLAMENT ÉS A TANÁCS 2020. július 15-i (EU) 2020/1043 RENDELETE a koronavírus-betegség kezelésére vagy megelőzésére szolgáló, géntechnológiával módosított szervezeteket tartalmazó vagy azokból álló, emberi felhasználásra szánt gyógyszerekkel végzett klinikai vizsgálatok elvégzéséről és az ilyen gyógyszerekkel való ellátásról (Covid19)[294]
- AZ EURÓPAI PARLAMENT ÉS A TANÁCS 2020. július 15-i (EU) 2020/1042 RENDELETE a Covid19-világjárványra tekintettel az európai polgári kezdeményezésről szóló (EU) 2019/788 rendeletben előírt gyűjtési, ellenőrzési és vizsgálati szakaszokra vonatkozó határidőkkel kapcsolatos ideiglenes intézkedések megállapításáról
- AZ EURÓPAI PARLAMENT ÉS A TANÁCS 2020. július 15-i (EU) 2020/1040 RENDELETE az (EU) 2016/1628 rendelet átmeneti rendelkezéseinek a Covid19-válság hatásainak kezelése érdekében történő módosításáról
- AZ EURÓPAI PARLAMENT ÉS A TANÁCS 2020. június 24-i (EU) 2020/873 RENDELETE az 575/2013/EU rendeletnek és az (EU) 2019/876 rendeletnek a Covid19-világjárvánnyal összefüggő bizonyos kiigazítások tekintetében történő módosításáról
- AZ EURÓPAI PARLAMENT ÉS A TANÁCS 2020. június 24-i (EU) 2020/872 RENDELETE az 1305/2013/EU rendeletnek a Covid19-járványra adott válaszként az Európai Mezőgazdasági Vidékfejlesztési Alap (EMVA) keretében rendkívüli ideiglenes támogatás nyújtását célzó egyedi intézkedés tekintetében történő módosításáról
- AZ EURÓPAI PARLAMENT ÉS A TANÁCS 2020. április 23-i (EU) 2020/561 RENDELETE az orvostechnikai eszközökről szóló (EU) 2017/745 rendeletnek a benne foglalt bizonyos rendelkezések alkalmazási időpontja tekintetében történő módosításáról
- AZ EURÓPAI PARLAMENT ÉS A TANÁCS 2020. április 23-i (EU) 2020/560 RENDELETE az 508/2014/EU és az 1379/2013/EU rendeletnek a COVID-19-járvány halászati és akvakultúra-ágazatra gyakorolt hatásának enyhítésére irányuló egyedi intézkedések tekintetében történő módosításáról
- AZ EURÓPAI PARLAMENT ÉS A TANÁCS 2020. április 23-i (EU) 2020/559 RENDELETE a 223/2014/EU rendeletnek a COVID-19- járvány kezelése érdekében bevezetendő egyedi intézkedések tekintetében történő módosításáról
- AZ EURÓPAI PARLAMENT ÉS A TANÁCS 2020. április 23-i (EU) 2020/558 RENDELETE az 1301/2013/EU és az 1303/2013/EU rendeletnek az európai strukturális és beruházási alapok COVID-19- járványra adott válaszlépésekre történő felhasználásához kivételes rugalmasságot biztosító egyedi intézkedések tekintetében történő módosításáról
- AZ EURÓPAI PARLAMENT ÉS A TANÁCS 2020. március 30-i (EU) 2020/461 RENDELETE a 2012/2002/EK tanácsi rendeletnek a jelentős közegészségügyi szükséghelyzet által súlyosan érintett tagállamoknak és az Unióval csatlakozási tárgyalásokat folytató országoknak nyújtandó pénzügyi támogatás nyújtása céljából történő módosításáról
- AZ EURÓPAI PARLAMENT ÉS A TANÁCS 2020. március 30-i (EU) 2020/460 RENDELETE az 1301/2013/EU, az 1303/2013/EU és az 508/2014/EU rendeletnek a COVID-járványra adott válaszként a tagállamok egészségügyi rendszereibe és gazdaságuk más ágazataiba történő beruházások mozgósítását célzó különös intézkedések tekintetében történő módosításáról (A koronavírusra való reagálást célzó beruházási kezdeményezés)
- AZ EURÓPAI PARLAMENT ÉS A TANÁCS 2020. március 30-i (EU) 2020/459 RENDELETE a Közösség repülőterein alkalmazandó résidőkiosztás egységes szabályairól szóló 5/93/EGK tanácsi rendelet módosításáról
- A TANÁCS 2020. július 20-i (EU) 2020/1112 VÉGREHAJTÁSI RENDELETE az (EU) 2019/2026 végrehajtási rendeletnek a Covid19-világjárvány miatt szükségessé vált, az alkalmazás kezdőnapjai tekintetében történő módosításáról[294]
- A TANÁCS 2020. július 20-i (EU) 2020/1108 RENDELETE az (EU) 2017/2454 rendeletnek a Covid19-világjárvány miatt szükségessé vált, az alkalmazás kezdőnapjai tekintetében történő módosításáról
- A TANÁCS 2020. május 19-i (EU) 2020/672 RENDELETE a Covid19-világjárvány miatt felmerülő szükséghelyzeti munkanélküliségi kockázatokat mérséklő ideiglenes támogatást nyújtó európai eszköz (SURE) létrehozásáról
- A TANÁCS 2020. április 17-i (EU, Euratom) 2020/538 RENDELETE a 2014-as időszakra vonatkozó többéves pénzügyi keretről szóló 1311/2013/EU, Euratom rendeletnek a kötelezettségvállalásokra vonatkozó összesített tartalék hatályára tekintettel történő módosításáról
- A TANÁCS 2020. április 14-i (EU) 2020/521 RENDELETE az (EU) 2016/369 rendelet szerinti szükséghelyzeti támogatás működésbe léptetéséről, valamint az említett rendelet rendelkezéseinek a COVID-járványra tekintettel történő módosításáról
- A TANÁCS 2020. június 24-i (EU) 2020/876 IRÁNYELVE a 2011/16/EU irányelvnek az adózás területén az információk benyújtására és cseréjére vonatkozó egyes határidőknek a Covid19-világjárvány miatti sürgetően szükséges halasztása kezelésének érdekében történő módosításáról
- A BIZOTTSÁG 2020. július 23-i (EU) 2020/1087 VÉGREHAJTÁSI RENDELETE az (EU) 2020/466 végrehajtási rendeletnek a hatósági ellenőrzések és más hatósági tevékenységek külön felhatalmazással rendelkező természetes személyek általi elvégzése, analízis, teszt vagy diagnosztika elvégzése és az átmeneti intézkedések alkalmazásának időtartama tekintetében történő módosításáról[294]
- A BIZOTTSÁG 2020. június 19-i (EU) 2020/1069 FELHATALMAZÁSON ALAPULÓ RENDELETE a költségvetésiterv-javaslatok monitoringjára és értékelésére, valamint az euróövezeti tagállamok túlzott hiánya kiigazításának biztosítására vonatkozó közös rendelkezésekről szóló 473/2013/EU európai parlamenti és tanácsi rendelet kiegészítéséről szóló 877/2013/EU felhatalmazáson alapuló rendelet módosításáról
- A BIZOTTSÁG 2020. július 10-i (EU) 2020/1009 VÉGREHAJTÁSI RENDELETE a 808/2014/EU és a 809/2014/EU végrehajtási rendeletnek egyes, a Covid19-járvány kitörése által okozott válság kezelésére irányuló intézkedések tekintetében történő módosításáról
- A BIZOTTSÁG 2020. július 6-i (EU) 2020/975 VÉGREHAJTÁSI RENDELETE a borágazatban a piac stabilizálására irányuló intézkedésekről szóló megállapodások és döntések engedélyezéséről
- A BIZOTTSÁG 2020. június 26-i (EU) 2020/891 VÉGREHAJTÁSI RENDELETE a 447/2014/EU végrehajtási rendeletének az Előcsatlakozási Támogatási Eszköz (IPA) révén finanszírozott, határokon átnyúló együttműködési programok végrehajtására vonatkozó rendelkezések és a Covid19-világjárványra adott egyedi válaszintézkedések összehangolását célzó egyedi rendelkezések tekintetében történő módosításáról
- A BIZOTTSÁG 2020. május 4-i (EU) 2020/884 FELHATALMAZÁSON ALAPULÓ RENDELETE a Covid19-világjárvánnyal összefüggésben a zöldség- és gyümölcságazat vonatkozásában az (EU) 2017/891 felhatalmazáson alapuló rendelettől, a borágazat vonatkozásában pedig az (EU) 2016/1149 felhatalmazáson alapuló rendelettől a 2020. év tekintetében történő eltérésről
- A BIZOTTSÁG 2020. június 23-i (EU) 2020/879 VÉGREHAJTÁSI RENDELETE a 897/2014/EU végrehajtási rendeletnek az Európai Szomszédsági Támogatási Eszköz keretében finanszírozott, határokon átnyúló együttműködési programok végrehajtására vonatkozó rendelkezéseknek a Covidl9-világjárványra válaszul hozott egyedi intézkedésekkel való összehangolását célzó egyedi rendelkezések tekintetében történő módosításáról
- A BIZOTTSÁG 2020. május 28-i (EU) 2020/866 FELHATALMAZÁSON ALAPULÓ RENDELETE az 575/2013/EU európai parlamenti és tanácsi rendeletnek a prudens értékelésre alkalmazandó szabályozástechnikai standardok tekintetében a 105. cikk (14) bekezdése szerint történő kiegészítéséről szóló (EU) 2016/101 felhatalmazáson alapuló rendelet módosításáról
- A BIZOTTSÁG 2020. június 18-i (EU) 2020/858 VÉGREHAJTÁSI RENDELETE az (EU) 2018/732 végrehajtási rendeletnek az alkalmazása kezdőnapjának elhalasztása érdekében történő módosításáról
- A BIZOTTSÁG 2020. június 5-i (EU) 2020/750 VÉGREHAJTÁSI RENDELETE az általános preferenciarendszer egyes kedvezményezett országaiban a regisztrált exportőri rendszer alkalmazása tekintetében az (EU) 2015/2447 végrehajtási rendeletben előírt átmeneti időszak meghosszabbítására vonatkozó eljárás megállapításáról
- A BIZOTTSÁG 2020. június 4-i (EU) 2020/746 VÉGREHAJTÁSI RENDELETE az (EU) 2019/947 végrehajtási rendeletnek egyes intézkedései alkalmazása kezdőnapjának a Covid19-világjárvány miatti elhalasztása tekintetében történő módosításáról
- A BIZOTTSÁG 2020. június 4-i (EU) 2020/745 VÉGREHAJTÁSI RENDELETE az (EU) 2018/1042 rendeletnek egyes intézkedései alkalmazása kezdőnapjának a Covid19-világjárvány miatti elhalasztása tekintetében történő módosításáról
- A BIZOTTSÁG 2020. május 18-i (EU) 2020/666 VÉGREHAJTÁSI RENDELETE a 920/2013/EU végrehajtási rendeletnek a kijelölt szervezetek kijelölésének megújítása, valamint azok felügyelete és nyomon követése tekintetében történő módosításáról
- A BIZOTTSÁG 2020. április 29-i (EU) 2020/587 VÉGREHAJTÁSI RENDELETE az egységes európai égbolton belül légtérellenőrzésre szolgáló légijármű-azonosításra vonatkozó követelmények megállapításáról szóló 1206/2011/EU végrehajtási rendelet és az egységes európai égbolton belüli légtérellenőrzés végrehajtására és átjárhatóságára vonatkozó követelmények megállapításáról szóló 1207/2011/EU végrehajtási rendelet módosításáról
- A BIZOTTSÁG 2020. április 23-i (EU) 2020/568 VÉGREHAJTÁSI RENDELETE egyes termékek kivitelének exportengedély bemutatásához kötéséről
- A BIZOTTSÁG 2020. április 16-i (EU) 2020/532 VÉGREHAJTÁSI RENDELETE a közös agrárpolitika keretében alkalmazandó bizonyos adminisztratív és helyszíni ellenőrzések kapcsán a 2020-as év tekintetében a 809/2014/EU, a 180/2014/EU, a 181/2014/EU, az (EU) 2017/892, az (EU) 2016/1150, az (EU) 2018/274, az (EU) 2017/39, az (EU) 2015/1368 és az (EU) 2016/1240 végrehajtási rendelettől való eltérésről
- A BIZOTTSÁG 2020. április 16-i (EU) 2020/531 VÉGREHAJTÁSI RENDELETE a közvetlen kifizetésekből és a területalapú, illetve állatokkal kapcsolatos vidékfejlesztési intézkedésekből folyósított előlegek szintje tekintetében az 1306/2013/EU európai parlamenti és tanácsi rendelet 75. cikke (1) bekezdésének harmadik albekezdésétől, valamint a közvetlen kifizetések tekintetében az említett rendelet 75. cikke (2) bekezdésének első albekezdésétől való, a 2020-as igénylési évet érintő eltérésről
- A BIZOTTSÁG 2020. március 30-i (EU) 2020/466 VÉGREHAJTÁSI RENDELETE a koronavírus-betegség (COVID-19 ) következtében a tagállamok ellenőrzési rendszereinek működésében tapasztalt súlyos zavarok fellépése során az emberek, állatok és növények egészségét, valamint az állatjólétet érintő kockázatok megfékezésére bevezetendő átmeneti intézkedésekről
- A BIZOTTSÁG 2020. március 14-i (EU) 2020/402 VÉGREHAJTÁSI RENDELETE egyes termékek kivitelének exportengedély bemutatásához kötéséről
- A BIZOTTSÁG 2020. június 3-i (EU) 2020/739 IRÁNYELVE a 2000/54/EK európai parlamenti és tanácsi irányelv III. mellékletének a SARS-vírusnak az emberek számára tudvalevőleg fertőző betegségeket okozó biológiai anyagok listájára való felvétele tekintetében történő módosításáról és az (EU) 2019/1833 bizottsági irányelv módosításáról
- AZ EURÓPAI PARLAMENT ÉS A TANÁCS 2020. április 17-i (EU) 2020/547 HATÁROZATA a rendkívüli tartaléknak a tagállamok számára nyújtandó sürgősségi segély, valamint a COVID-19-járvány kapcsán az uniós polgári védelmi mechanizmus/rescEU további megerősítése céljából 2020-ban történő igénybevételéről
- AZ EURÓPAI PARLAMENT ÉS A TANÁCS 2020. április 17-i (EU) 2020/546 HATÁROZATA a Rugalmassági Eszköznek a COVID-19-járvánnyal összefüggésben hozott azonnali költségvetési intézkedések finanszírozása céljából történő igénybevételéről
- AZ EURÓPAI PARLAMENT ÉS A TANÁCS 2020. április 17-i (EU) 2020/545 HATÁROZATA a Rugalmassági Eszköznek a COVID-19-járvánnyal összefüggésben hozott azonnali költségvetési intézkedések finanszírozása és az Európai Ügyészség megerősítése céljából történő igénybevételéről
- A TANÁCS ÉS A TAGÁLLAMOK KORMÁNYAINAK A TANÁCS KERETÉBEN ÜLÉSEZŐ KÉPVISELŐI ÁLTAL ELFOGADOTT (2020/C 2141/01) KÖVETKEZTETÉSEI a Covid19-világjárvány hatásáról és a sportágazat talpra állásáról
- A TANÁCS (2020/C 212 I/03) KÖVETKEZTETÉSEI az oktatás és a képzés területén a Covid19-válság elleni fellépésről[294]
- A TANÁCS (2020/C 202 I/01) KÖVETKEZTETÉSEI Európa digitális jövőjének alakításáról
- A TANÁCS 2020. július 20-i (EU) 2020/1109 HATÁROZATA az (EU) 2017/2455 és az (EU) 2019/1995 irányelvnek a Covid19-világjárvány miatt szükségessé vált, az átültetési határidő és az alkalmazás kezdőnapja tekintetében történő módosításáról
- A TANÁCS 2020. július 3-i (EU) 2020/970 HATÁROZATA a Tanács eljárási szabályzatától való, a Covid19-világjárvány által az Unióban okozott utazási nehézségekre tekintettel az (EU) 2020/430 határozattal bevezetett, valamint az (EU) 2020/556 és (EU) 2020/702 határozattal meghosszabbított ideiglenes eltérés további meghosszabbításáról
- A TANÁCS 2020. április 21-i (EU) 2020/556 HATÁROZATA a Tanács eljárási szabályzatától a COVID- 19-világjárvány által az Unióban okozott utazási nehézségekre tekintettel, az (EU) 2020/430 határozattal bevezetett ideiglenes eltérés meghosszabbításáról
- A TANÁCS 2020. március 23-i (EU) 2020/430 HATÁROZATA a Tanács eljárási szabályzatától a COVID-világjárvány által az Unióban okozott utazási nehézségekre tekintettel való ideiglenes eltérésről
- A TANÁCS 2020. április 23-i (KKBP) 2020/564 HATÁROZATA az Átfogó Atomcsend-szerződés Szervezetének (CTBTO) Előkészítő Bizottsága által folytatott tevékenységeknek az Előkészítő Bizottság monitoring- és ellenőrzési képességeinek megerősítése céljából, valamint a tömegpusztító fegyverek elterjedése elleni EU-stratégia végrehajtásának keretében történő uniós támogatásáról szóló (KKBP) 2018/298 határozat módosításáról
- A BIZOTTSÁG 2020. április 16-i (EU) 2020/534 VÉGREHAJTÁSI HATÁROZATA a meglévő európai referenciahálózatokhoz történő csatlakozásra irányuló kérelmek elbírálásának felfüggesztéséről[294]
- A BIZOTTSÁG 2020. április 3-i (EU) 2020/491 HATÁROZATA a 2020-as COVID-19-járvány hatásaival szembeni fellépéshez szükséges áruk behozatalivám- és hozzáadottértékadó-mentességéről[294]